# Liste der Baudenkmäler in Viersen (G–L)
Die Liste der Baudenkmäler in Viersen (G–L) enthält die denkmalgeschützten Bauwerke auf dem Gebiet der Stadt Viersen im Kreis Viersen in Nordrhein-Westfalen (Stand: September 2011). Diese Baudenkmäler sind in der Denkmalliste der Stadt Viersen eingetragen; Grundlage für die Aufnahme ist das Denkmalschutzgesetz Nordrhein-Westfalen (DSchG NRW).

| Bild                                            | Bezeichnung                                      | Lage                                                                                 | Beschreibung | Bauzeit                              | Eingetragen seit   | Denkmal- nummer |
| ----------------------------------------------- | ------------------------------------------------ | ------------------------------------------------------------------------------------ | --- | ------------------------------------ | ------------------ | --------------- |
| Villa Marx                                      | Villa Marx                                       | Viersen Gerberstraße 20 Karte                                                        | Die ehemalige Villa des Lederfabrikanten Karl Marx wurde 1921 nach Plänen des bekannten Mönchengladbacher Architekten Robert Neuhaus erbaut. 1950 wurde das Anwesen von seinen damaligen Besitzern, den Geschwistern Rath, an das Bistum Aachen veräußert, jedoch erst 1957 von Besatzungseinrichtungen geräumt und anschließend zum Exerzitienhaus des Bistums Aachen („Remigiushaus“) umgenutzt und erweitert. Das Gebäude liegt etwas zurück von der Straße hinter einer zeitgenössischen Einfriedungsmauer. Hinter dem Haus erstreckt sich ein zwar schmales aber ungewöhnlich tiefes Gartengrundstück. In ihm wurde 1957/58 ein langgestreckter Neubau errichtet (Architekt: Hermann Josef Leo, Viersen). Bei der Villa handelt sich um einen über Sockelgeschoss zweigeschossigen Putzbau in neubarocker Formensprache mit Mansard-Schieferdach (der obere Teil heute mit Ziegeln gedeckt). Der auf annähernd quadratischer Grundfläche errichtete Bau ist auf allen vier Seiten durch verschiedenförmige Ausbauten erweitert – ein in der Villenarchitektur seit der Renaissance „klassisches“ Motiv, später in anderem Maßstab auch bei Maisons de Plaisance des 18. Jahrhunderts anzutreffen. Das Mansardgeschoss besitzt in regelmäßigen Abständen segmentbogige Dachgauben. Das Äußere der Villa zeigt sich in vornehmer Zurückhaltung, zu der allerdings im Detail auch kleine Purifizierungen der 1950er Jahre beitragen. Die Mitte der straßenseitigen Fassade wird im Erdgeschoss durch einen dreiseitigen erkerartigen Vorbau betont, der im Obergeschoss einen Austritt vor einer Dreiergruppe Fenster bzw. Fenstertür ausbildet. Rechts und links flankiert jeweils eine Fensterachse diese Mittelachse. Ein umlaufendes dünnes Sohlbankgesims trennt die beiden Geschosse, das Kranzgesims wird durch einen flachen klassizierenden Klötzchenfries akzentuiert. Die hochrechteckigen Fenster haben gerade Stürze; nach vorne im Erdgeschoss werden sie von einem geraden Gebälk mit Halbrund und Muschelmotiv bekrönt. Der Haupteingang befindet sich an der linken Seite in einem eingeschossigen rechteckigen Vorbau mit Walmdach und Dreiecksgiebel. Die originale Haustür (zweiflüglig mit Glaseinsätzen in kassettierten, mit Kreuzformen geschmückten Feldern und trophäenartig ornamentiertem Oberlicht) sitzt über drei Stufen erhöht in einer Werksteinrahmung. Flankiert wird der Eingang von kleinen Annexräumen (Ablage / Garderobe), an deren Rückseite sich ein ehemaliger Dienstboteneingang (ebenfalls mit originaler Tür) befindet – in den Entwurfsplänen war ihm benachbart die Küche vorgesehen. Die kleinen hochrechteckigen Fenster dieses Vorbaus sind mit Ziergittern versehen. Auf der Gartenseite war der bei Bauten dieses Typs übliche eingeschossige Wintergarten mit Austritt im Obergeschoss angeordnet. Beim Umbau 1957/58 wurde der Austritt geschlossen; der Anbau schließt mit einem Gelenkbau seitlich an den dreiseitig vor die Flucht tretenden Wintergarten an, der heute als eine Art Vestibül zu den Räumen des Altbaus dient. Im Innern sind trotz der Nutzungsänderung der 1950er Jahre Raumaufteilung und Ausstattung im Wesentlichen, z. T. bis in Details noch ursprünglich erhalten. Im Mittelpunkt steht eine stattliche Treppenhaushalle mit zweiläufiger Treppe an zwei Seiten und Galerie im Obergeschoss, die zentral die weiteren Räume erschließt. Zwischen Erd- und Obergeschoss ist die Treppe aufwändig verziert (ornamentierte Geländerbretter, Anfängerpfosten), zwischen Ober- und Dachgeschoss wie üblich schlicht gehalten. Hölzerne Wandverkleidungen und Türen samt Gewände tragen zum gediegenen Raumeindruck ebenso bei wie der in Hallen dieser Art übliche Kamin. Der alte Eingangsflur, in dem einige Stufen auf das Erdgeschossniveau führen, ist mit einem Tonnengewölbe ausgestaltet und besitzt eine dezente Stuckgliederung mit Gurtbögen auf Pilastern, Fries und Deckenspiegel. Eine zweiflügelige Flurtür (Holzrahmen mit großen Glaseinsätzen) mit Oberlicht und anschließender kassettierter Deckenverkleidung akzentuiert den Übergang vom Flur in die Treppenhalle. Auch die um die Halle herum im Erdgeschoss angeordneten großen Räume, ehemals Empfangs-, Ess- und Salonzimmer, besitzen noch Parkettböden, Wand- und Heizkörperverkleidungen, meist aus dunklem Edelholz und stuckierten Deckenschmuck (Mittelrosette mit Kehlfries). Bemerkenswert und bezeichnend für die Detailfinesse der Ausstattung sind die variierenden Supraporte-Motive. Flügeltüren und Wandschränke tragen zum weitgehend original erhaltenen Raumbild bei. Der vierte Raum des Erdgeschosses enthielt laut Baugesuchszeichnung ursprünglich die Küche; diese befindet sich heute im Kellergeschoss. Auch in den Räumen des Obergeschosses sind Ausstattungsdetails wie Wandverkleidungen und -schränke erhalten. Die Anordnung untergeordneter Räume im Mansardgeschoss (ehemals u. a. wohl Personalzimmer) ist ebenfalls noch ablesbar. Zur Gerberstraße wird das Grundstück durch einen Metallzaun mit durch große Laternenaufsätze bekrönten Natursteinpfeilern abgeschlossen. Der zugehörige Garten ist in seiner ungewöhnlichen Größe durch den Erweiterungsbau zwar beschnitten, seine Großzügigkeit und Gestaltung gleichwohl noch erlebbar. Die heutige Wegeführung und Raumgliederung geht zwar möglicherweise auf die Umnutzung in den fünfziger Jahren zurück, korrespondiert in Grundzügen der geschwungenen Wege aber mit den Entwurfsplänen von 1921. Der Architekt Robert Neuhaus (1864–1934) war gebürtig aus Krefeld. 1887–94 lebte er in Köln, wo er als freischaffender Architekt gemeinsam mit Carl Schauppmeyer ein Büro unterhielt. 1894/95 zog er nach Rheydt, nachdem ihm dort im Wettbewerb für den Rathausneubau zunächst der dritte Preis und dann die Ausführung zugesprochen worden waren. 1895/96 entstand das monumentale Rheydter Rathaus nach seinen Plänen in historistischem Stil (1902 ähnlich das Rathaus in Hamborn), ebenso wie um 1900 die bekannten Häuser Bismarckstraße 97 und 99 in Mönchengladbach. In der Folgezeit entwickelte sich Neuhaus zusammen mit seinem Teilhaber August Stief zu einem bedeutenden Villenarchitekten in Rheydt und Mönchengladbach, der die Wohn- und Landhäuser für zahlreiche Unternehmerpersönlichkeiten der beiden Städte entwarf. Hervorzuheben sind die überaus stattliche Villa Hecht, Mozartstr. 19 in Mönchengladbach, 1914–16 in neubarockem Stil errichtet, und die Neubauten des Gutes Zoppenbroich für Ernst Bresges. 1934 ist Neuhaus in Wassenberg gestorben. Das Gesamtwerk von Robert Neuhaus ist erst in Ansätzen gesichtet. Die Prominenz seiner Auftraggeber und der ihm übertragenen Bauaufgaben weisen ihn als einen regional überaus gefragten und bedeutenden Architekten aus. Stilistisch spiegelt sich in seinen bekannten Bauten der wechselnde Geschmack der Jahrzehnte zwischen 1890 und 1930 wider. Neben neugotischen und Neurenaissance-Entwürfen stehen vor allem in der Spätzeit nach dem Ersten Weltkrieg zahlreiche neubarocke Beispiele, zu denen auch die Villa Karl Marx in Viersen zählt. Weitere Gebäude von Neuhaus in Viersen sind die Villa Ernst Heine, Heimbachstr. 12, und das ehemalige Verwaltungsgebäude der Maschinenfabrik Gebr. Heine, Greefsallee / Ringstraße, beide Bauten als Baudenkmäler geschützt bzw. beantragt. Seine Entwurfsphilosophie beschrieb Neuhaus in einer Selbstdarstellung seines Büros, die etwa zur selben Zeit wie die Villa Karl Marx entstand, wie folgt: „Bei den Wohnhäusern sind einige reich in echtem Werkstein gestaltet, aber die einfachen Putzbauten sind vorherrschend. Sie können gleichsam als Schulbeispiel dafür dienen, wie aus der Notzeit der Baukunst das schlichte Bürgerhaus wieder hervorgegangen ist. Dabei fällt es auf, dass diese höchst einfachen Häuser vornehmer wirken, wie die mit Erkern, Türmchen, Zierformen und Giebeln allzu sehr geschmückten Villen der verflossenen üppigen Zeit vor dem großen Kriege. Dass diese glatte Bauart mit den einfachen Dachformen dem Wetter wenig Angriffspunkte bietet und Schäden hierdurch nicht so leicht entstehen können, mag als besonderer Vorzug vermerkt werden. Indem nach außen aller Aufwand vermieden wurde, konnten umso mehr die zur Verfügung stehenden Mittel zur behaglichen und gediegenen Einrichtung im Innern verwandt werden. Wurden außerdem die Mittel bewilligt, um bei der Ausstattung der Haupträume auch die Möbel nach besonderen Entwürfen der Architekten neu zu beschaffen, so konnten in kultivierter Sachlichkeit vorbildliche Wohnungen entstehen. Die gute Verbindung des Hauses mit dem Garten ist in der Regel durch eine offene Halle herbeigeführt und in den Fällen, wo die Neugestaltung des Gartens in die Hände der Architekten gelegt war, wurden vollkommene Lösungen erreicht, so dass hier der Garten wirklich als erweiterte Wohnung erscheint.“ (Quelle: Lit 1, Seite 5f.) Es handelt sich um ein anschaulich erhaltenes Beispiel gehobener bürgerlicher Wohnkultur der frühen 1920er Jahre in Viersen. Stilgeschichtlich steht das Gebäude für eine vom Historismus und Jugendstil abgesetzte neubarocke Richtung im Villenbau, die in den frühen zwanziger Jahren als Würdeform verbreitet war. Das Haus ist daher ein wichtiges Bindeglied zwischen den bedeutenden Viersener Unternehmervillen der Gründer- und Kaiserzeit vor 1914 und den moderneren Wohnhäusern der späten zwanziger Jahre, dann mit backsteinexpressionistischen Elementen oder in neusachlicher Formensprache. Als Entwurf von Robert Neuhaus ist das Haus darüber hinaus das Werk eines bedeutenden Architekten und deshalb ebenfalls von architekturgeschichtlichem Interesse. Wesentlicher Bestandteil seiner architekturhistorischen Qualität sind die erhaltene historische Raumaufteilung und -ausstattung sowie die stattliche Einfriedung zur Gerberstraße. Die Villa Karl Marx, Gerberstraße 20, ist aus den genannten Gründen bedeutend für die Geschichte des Menschen und für Viersen. An ihrer Erhaltung und Nutzung besteht ein öffentliches Interesse aus wissenschaftlichen, insbesondere architekturgeschichtlichen Gründen. Sie ist daher gemäß § 2 (1) des Denkmalschutzgesetzes ein Baudenkmal. | 1921                                 | 18. April 2002     | 434             |
| Pestkreuz                                       | Pestkreuz                                        | Viersen Gereonsplatz Karte                                                           | Geschichte Der Pest, eine meist durch Rattenflöhe auf den Menschen übertragene akute Infektionskrankheit, stand die betroffene Bevölkerung meist machtlos gegenüber. Noch Anfang des 17. Jahrhunderts starben im Rheinland Tausende an dieser Seuche, allein in Viersen soll die Zahl der Toten innerhalb von 2 Jahren 2000 betragen haben. Da die medizinischen Kenntnisse unzureichend waren, sah man die Ursache der Pest in der angeblichen Verderbnis der Luft durch unheilvolle Sternenkonstellationen oder in Brunnenvergiftungen. Hilfe in ihrer Not suchten die Menschen im Glauben. Als besondere Pestheilige verehrt wurden der heilige Rochus, der selbst nach der Überlieferung von der Krankheit befallen wurde, aber durch ein Wunder wieder genas sowie der heilige Sebastian, der mit Pfeilen getötet wurde und deswegen fähig schien, die „Pestpfeile“ der Ansteckung abzuwehren. In Viersen verstarben alle Priester an der Pest, so dass Hilfe im Kloster in Sonsbeck erbeten wurde. Zwei der drei entsandten Priester erlagen ebenso der Seuche, der dritte erkrankte, überlebte aber wie die nunmehr zu Seelsorge abgeordneten Priester des Minoritenklosters aus Venlo. Zum Dank für die „Befreiung“ von der furchtbaren Krankheit hielten im Jahr 1620, am Montag nach St. Remigius (1. Oktober) die drei Geistlichen mit der Gemeinde vor dem Haus auf dem Neumarkt (heute Gereonsplatz), in dem der letzte Pestkranke gestorben war, eine feierliche Prozession ab. Sie errichteten ein Kreuz und legten das Gelübde ab, diese Dankesprozession an diesem Tag alljährlich zu erneuern. In der Franzosenzeit von 1798 bis 1815 wurde diese Prozession verboten und das Kreuz vorübergehend beseitigt. 1857 wurde das morschgewordene hölzerne Kreuz durch ein vom Kölner Dombaumeister Vincenz Statz entworfenes, neues steinernes neugotisches Kreuz, das 500 Taler kostete, ersetzt. Anfang des 20. Jahrhunderts wurde es mit einem neuen bronzenen Korpus versehen. Seitdem das Haus, an dem das ursprüngliche Kreuz stand, aus verkehrstechnischen Gründen niedergelegt wurde, steht es frei auf verbreitertem Bürgersteig. Beschreibung Das 6,50 m hohe Kreuz steht auf einem zweistufigen Sockel. Der untere Kreuzaufbau schließt mit einem schrägen Gesims ab, das auf der Schauseite eine kleinere Konsole trägt. Der Mittelbau ist auf jeder Seite in Form eines krabbenbesetzten Wimpergs mit Dreipassbogen gestaltet. Ein Kranz von Kreuzblumen leitet zum bekrönenden Kreuz mit dem bronzenen Christuskorpus über. Die Kreuzbalken sind polygonal ausgebildet. Folgender Bibelvers findet sich als Inschrift auf der Kreuzvorderseite: „Um unserer Sünden willen ist er verwundet worden. Jesajas 53,5.“ Der Korpus zeigt die seit dem Mittelalter typische Darstellung des leidenden Christus. Am Pestkreuz werden die Wunden der Geißelung zum Symbol für die Pestbeulen der Erkrankten. Seine Darstellung wird zum Reflex der seelischen Not der Menschen zu dieser Zeit. Vincenz Statz, 1819–1898, Mitglied der Kölner Dombauhütte, war ein bedeutender Architekt des Rheinlands im 19. Jahrhundert. Als Neugotiker hat er sich einen besonderen Namen im Kirchenbau, vornehmlich in der Diözese Köln, erworben. Im Stadtgebiet Viersen wurde nach einer Planung des „für Kirchenbauten sehr empfohlenen Baumeisters Vincenz Statz aus Köln“ am 22. Mrz. 1855 der Grundstein zum Erweiterungsbau der Kirche St. Clemens in Süchteln gelegt. Von 1855 bis 1858 wird nach seinem Entwurf zunächst als Kapelle die spätere Pfarrkirche St. Maria Hilfe der Christen in Süchteln-Dornbusch errichtet. Von 1864 bis 1866 wurde das Langhaus der Viersener Pfarrkirche St. Remigius nach seinen Plänen instand gesetzt. Aus wissenschaftlichen, insbesondere volkskundlichen, heimat- und religionsgeschichtlichen Gründen stehen Erhaltung und Nutzung des Pestkreuzes gemäß § 2 (1) des Denkmalschutzgesetzes im öffentlichen Interesse. | 1857                                 | 6. Juli 2004       | 454             |
| Villa Heimbach Wohnhaus                         | Villa Heimbach Wohnhaus                          | Viersen Gereonsplatz 23 Karte                                                        | Das repräsentative Wohngebäude in exponierter Lage ist zweigeschossig mit Mansarddach in fünf Achsen errichtet. Die Putzfassade mit historisierenden Schmuckformen erfährt eine Betonung in den äußeren Achsen. Die rechte Achse, risalitartig leicht vorgezogen, ist durch die Toreinfahrt verbreitert und übergiebelt. Die linke Achse ist mit einem Erker versehen. Auffallend sind hier die schmiedeeisernen Absturzgitter im floralen Dekor über der vorgeblendeten Balustrade am Erker. Die erdgeschossig im Bänderputz gehaltene Fassade ist durch Sockel und Sohlbankgesims horizontal gegliedert. Ein Kranzgesims leitet zum Mansarddach über. Hier sind drei Dachhäuschen aufgesetzt. Die Jahreszahl ist im Schmuck-Giebel ablesbar. Durch die ehemalige Toreinfahrt gelangt man zum Eingang des Hauses. Dieser Bereich ist durch Wand- und Deckenmalerei aufgewertet. Es handelt sich dabei um Trompel’oeil-Malerei: Mit der Darstellung einer Scheinarchitektur soll die Mauer der Tordurchfahrt vortäuschend durchbrochen werden. Der Blick wird auf Zypressenwälder vor feuerrotem Himmelsgrund gelenkt. Die Formensprache und die Symbolik der Ornamente der Palastmauer lassen eine Einordnung des Wandgemäldes in dem Stil des Historismus zu. Durch den Eingang gelangt man in den Flur mit farbig gemusterten Fliesen und einer Holztreppe. Das Untergeschoss, mit den Praxisräumen des Dr. Josef Heimbach, ist im Verhältnis zu der obergeschossigen Wohnetage eher schlicht ausgestattet. In der 1. Etage sind Türen mit Rahmen und Füllungen verschiedenartig im Dekor übergiebelt. Ferner sind Wandvertäfelungen und stark strukturierte Stuckdecken in den Wohnräumen vorzufinden. Zum Teil sind die Räume mit Eichenparkett ausgestattet. Verschiedene aufwändig gearbeitete Heizkörperverkleidungen aus Keramik und Blech, sowie aus der Erbauungszeit stammende Hängelampen unterstreichen die Wohnqualität des 1. Obergeschosses. Ein Fenster des Treppenhauses ist mit floralen Motiven bemalt. Ebenso bemerkenswert ist der Garten mit altem Baumbestand und einer Wegeführung um einen Brunnen und eine plastische Figur. Die exponierte Lage im Ortskern von Viersen lässt das Gebäude zu einem Blickfang werden. Es trägt somit zu der Unverwechselbarkeit des Platzes bei. Die aufwändige, zeittypische Fassadengestaltung kennzeichnet den zeitgenössischen Bautyp eines repräsentativen Praxis- und Wohngebäudes, das hier das historische Stadtbild widerspiegelt. Darüber hinaus gehört es durch den originalen Grundriss sowie die bemerkenswerte Ausstattung und Gartengestaltung zu den nach Qualität und Erhaltungszustand selten gewordenen Wohngebäuden seiner Zeit. Aus wissenschaftlichen, insbesondere städtebaulichen, architekturgeschichtlichen und historischen Gründen liegen Erhaltung und Nutzung des Gebäudes und der Gartenanlage gemäß § 2 (1) des Denkmalschutzgesetzes im öffentlichen Interesse. | 1899                                 | 4. Juli 1989       | 209             |
| Wohn- und Gasthaus                              | Wohn- und Gasthaus                               | Viersen Gereonsplatz 27 Karte                                                        | Das vermutlich Anfang des 19. Jahrhunderts errichtete Wohn- und Gasthaus ist ein Eckgebäude zum Gereonsplatz bzw. zur Gladbacher Straße. Das Gebäude ist ursprünglich in sieben zu fünf Achsen erbaut worden, wie an den Fenstern im Obergeschoss ablesbar. Jedoch erfuhr es 1888 eine Veränderung in der Fassade. Hier wurde ein Schaufenster für einen Laden eingebaut. Eine weitere Maßnahme war 1898 der Umbau des Dachgeschosses, dabei wurde das frühere Satteldach von einem Mansarddach überbaut und zur Belichtung des Speichers Dachhäuschen errichtet. Bereits vor 1879 wurde in dem Haus eine Schenkwirtschaft und die Erlaubnis zur Schlachtung für den Restaurantbetrieb erteilt. Bis zu Beginn des 19. Jahrhunderts gab es keine besonderen Genehmigungen. Erst ein Gewerbepolizeiedikt vom 7. Sept. 1811 erhält das Verbot, dass „kein Gewerbe, zu dessen Betrieb eine besondere Qualifikation erfordert wird, vor erhaltener polizeilicher Erlaubnis nicht angefangen werden sollte.“ Und 1832 soll die polizeiliche Erlaubnis nicht versagt werden, sofern – bei der gesetzlich bestehenden unbedingten Gewerbefreiheit – „gegen die Rechtlichkeit des Nachsuchenden kein gegründetes Bedenken abwaltet“. Andererseits mehren sich aber Einwände gegen eine unbeschränkte Vermehrung der Schenkwirtschaften mit den Folgen strafbarer Handlungen durch Trunksucht. Ein Wandel bringt die „allerhöchste Kabinettsorder“ vom 7. Febr. 1835. Bei Neukonzessionen hatte man es in der Hand, die Erlaubnis wegen „fehlenden Bedürfnisses“ zu versagen, bei den schon bestehenden Wirtschaften galt die alte Berechtigung weiter, es sei denn, der Inhaber starb oder wollte sein Lokal verlegen. Dann wurde oft genug die bestehende Erlaubnis nicht mehr verlängert. Nun versuchten manche Inhaber, indem sie auch Zimmer zur Beherbergung bereitstellten, damit auch den Betrieb einer Schenkwirtschaft zu erreichen. So wuchs die Zahl der Gastwirtschaften von zwei (1840) bis auf 50 (1872). Das war für 20.000 Einwohner entschieden zu viel. Die Schlafzimmer mussten für die Gäste jederzeit bereit sein, sie waren in den seltensten Fällen belegt. Das führte dann zu mancherlei Klagen, wenn z. B. die Familie die Zimmer brauchte. So erfuhr auch dieses Haus ehemals eine Nutzung als Hotel. Damit ist auch vermutlich, der Umbau des Daches verbunden. Die Backsteinputzfassade wurde dem ehemals backsteinsichtigen Haus, vermutlich 1888 mit dem Einbau des Ladenfensters vorgeblendet. In einer für die Fassadengestaltung untypischen Ecklösung ist die Hausecke zur Straßenkreuzung eckig der ursprünglich technologischen Bauauffassung entsprechend. Erdgeschossig ist die Fassade in Bänderputz horizontal gehalten und erfährt durch umlaufendes Kranzgesims, Fensterbank- und Gurtgesims eine horizontale Gliederung. Das stark strukturierte Kranzgesims leitet zu dem aufgesetzten, in Schiefer gedeckten Mansarddach über. Die Hausecke ist im Obergeschoss in Quaderputz ausgeführt. Das Obergeschoss ist in weißen Ziegeln vorgeblendet. Die Fenster, umrandet von profilierten Stuckgewänden, sind mit Schmuckformen der Neurenaissance, wie Fenstergiebel, profilierten, vorgeblendeten Fensterstürzen, sowie geschmückten Keilsteinen überdeckt. Die Fassade zur Gladbacher Straße war der damaligen backsteinsichtigen Fassade entsprechend symmetrisch aufgebaut. Das Schaufenster des Ladens liegt auf der rechten Seite. Mittig ist die Tür angeordnet. Dem Mansarddach war über der Türe ursprünglich ein höheres Dachhaus mit Giebel aufgebaut. Die Fassade zum ehemaligen Neumarkt, jetzt Gereonplatz, lässt durch die jetzt noch sichtbare Symmetrie im Obergeschoss und Dachgeschoss ebenfalls auf eine frühere zentrale Gestaltung schließen. Die Eingangstüre auf der linken Seite wurde später eingebaut. Im Inneren des Gebäudes ist der Konstruktion des ehemaligen Satteldachs die des Mansarddachs aufgesetzt. Das Gebäude ist von zwei Gewölbekellern unterfangen. Im ersten Obergeschoss zeugt ein sichtbar gehaltenes Fachwerk von der ursprünglichen tragenden Holzkonstruktion. Die exponierte Lage des Hauses im Ortskern von Viersen, das als Eckhaus mit nebenliegendem Gebäude die Hauptstraße in Gladbacher Straße und Gereonsplatz einleitet, lässt es zum unmittelbaren Blickpunkt werden. Weiterhin ist es raumbildend am Gereonplatz beteiligt. Darüber hinaus ist das Gebäude beispielhaft für die bürgerliche Baugesinnung der aufstrebenden Stadt Viersen Ende des letzten Jahrhunderts. Die zeittypisch aufwändige vorgeblendete Fassaden- und Dachgestaltung aus dem letzten Jahrhundert lässt in Form und Ausdruck das wohl um 1800 entstandene Gebäude erkennen. Aus wissenschaftlichen, insbesondere städtebaulichen, raumgestaltenden, stadtgeschichtlichen und wirtschaftsgeschichtlichen Gründen ist die Erhaltung und Nutzung des Gebäudes gemäß § 2 (1) des Denkmalschutzgesetzes im öffentlichen Interesse. | Anfang 19. Jh.                       | 26. Juni 1985      | 45              |
| Wohnhaus                                        | Wohnhaus                                         | Viersen Gereonstraße 3 Karte                                                         | Beschreibung: Es handelt sich um ein 1886 errichtetes zweigeschossiges Wohnhaus, traufständig am südöstlichen Ende des Gereonsplatzes, dem zentralen Platz der Viersener „Südstadt“. Das Wohnhaus ist zweigeschossig mit historistischer Putzfassade sowie Satteldach. Nach vorne besitzt es fünf Fensterachsen in unregelmäßigen Abständen; in der rechten Achse war ursprünglich eine Durchfahrt angeordnet. Die breite Lagerung des Baus wird durch die aufgeputzte Bänderung der Fassade sowie ein kräftiges Geschossgesims unterstützt. An den Fenstern sowie als Trauffries finden sich zudem kleinteilige, meist pflanzliche Ornamente. Die übrigen Außenseiten des Wohnhauses sind backsteinsichtig belassen. Links anschließend befand sich ursprünglich eine Durchfahrt, die 1893 für einen Pferdestall mit Schuppen entlang der heutigen Straße „An der Josefskirche“ überbaut wurde. Dieser eingeschossige, flach gedeckte und backsteinsichtige Bauteil ist zwar durch neuere Fenstereinbrüche verändert, hat aber seine charakteristische Gliederung mit Lisenen und gelben Ziegelmustern in der roten Grundfläche bewahrt. Im Inneren des Wohnhauses sind Reste der ursprünglichen Ausstattung wie z. B. Terrazzo-, Fliesen- und Holzböden, Holztüren, Stuckdecken und die hölzerne Geschosstreppe mit gedrechseltem Anfangspfosten erhalten. Denkmalwert: Das Wohnhaus Gereonstraße 3 mit seitlichem Nebengebäude ist bedeutend für Viersen, da es anschaulich von der Geschichte der historischen Viersener Südstadt erzählt. Es wurde 1886 durch den Maurermeister Martin Saveur für Peter Johannes Steffes errichtet; die Anbauten links führte 1893 der bekannte Bauunternehmer Martin Küppers für den gleichen Bauherrn durch, der hier einen offenbar expandierenden Pferdefuhrbetrieb unterhielt und das Haus bei dieser Gelegenheit vielleicht auch mit der Schmuckfassade aufwertete. Dies ist auch insofern typisch, als sich die Südstadt Mitte/Ende des 19. Jahrhunderts zu einem industriell und gewerblich geprägten Stadtteil entwickelte, mit zahlreichen eher bescheidenen Wohnbauten und Handwerks- sowie Gewerbebetrieben. Diese Bebauung und die hierdurch gebildete sozialräumliche Struktur prägen auch heute noch weite Teile des Viertels. Die Bedeutung des Hauses wird zudem auch noch von der exponierten Lage am wichtigsten Platz der Südstadt gesteigert, dessen historisches Gepräge es wesentlich unterstützt. Erhaltung und Nutzung des Hauses liegen aus wissenschaftlichen, hier architekturgeschichtlichen sowie städtebaulichen Gründen im öffentlichen Interesse. Es handelt sich um ein gut und anschaulich erhaltenes Zeugnis des kleinbürgerlichen bzw. kleingewerblichen Wohnens und Arbeitens in Viersen im ausgehenden 19. Jahrhundert. Diese für die Entwicklung der Stadt zentrale Phase ist seit langem schon Gegenstand der architekturbezogenen orts- und sozialgeschichtlichen Forschung und nicht zuletzt auch ein Schwerpunkt der Denkmalpflege in der Viersener Innenstadt. Die typische Größe, Form, Ausführung und Ausstattung des Objektes sind im Wesentlichen unverändert und insofern geeignet, als Quelle für Forschung und architekturgeschichtliches Interesse zu dienen. Städtebaulich von Bedeutung ist vor allem seine prägende Lage am südöstlichen Ende des Gereonsplatzes, dessen Platzbild es ebenso mitgestaltet wie den Übergang in die anschließenden Straßen Gereonstraße und An der Josefskirche. Aktuell von Bedeutung ist es zudem für eine bestandsorientierte Revitalisierung und Entwicklung der Viersener Südstadt. Quellen und Literatur: Bauakte der Stadt Viersen. Werner Mellen: Der Viersener Stadtbauplan von 1860. In: Heimatbuch des Kreises Viersen 1979, S. 13–24. Viersen. Beiträge zu einer Stadt 5. Hrsg. v. Verein f. Heimatpflege, Viersen 1983. Auf dem Wege zur Stadt. Viersen im 19. Jahrhundert. Verein für Heimatpflege Viersen / Kulturamt der Stadt Viersen, Begleithefte zur Ausstellung 1983. | 1886                                 | 28. November 2013  | 509             |
| Altes Brauhaus                                  | Altes Brauhaus                                   | Viersen Gereonstraße 21 Karte                                                        | Geschichte An der römisch mittelalterlichen, von Süden nach Norden verlaufenden Heerstraße (heute Hauptstraße / Gereonstraße) entwickelte sich die vorstädtische Siedlung Viersens. Hier unmittelbar an der Straße nach Mönchengladbach entstand vermutlich im 17. Jahrhundert das Wirtshaus, das bis zum heutigen Tage den Betrieb aufrechterhält. Die Familie Sterken, die das Haus bewirtschaftete, daher das Haus in alten Akten „Sterkshys“ hieß, betrieb in Nebengebäuden jahrhundertelang eine Brauerei, die mit ihren Erzeugnissen dem altbekannten Venloer Bier Konkurrenz machte. Das Brauen von Grut- und Hopfenbier in Viersen ist spätestens seit dem 14. Jahrhundert üblich. Die Viersener Mühlen lieferten das Malz. Das Grutmonopol lag beim Landesherrn. 1343 zahlten Viersen und Lobberich zu St. Remigius und Ostern de fermento (= Grut) 9 Mark, 9 Schillinge, 4 Denare an den Rentmeister zu Krickenbeck. Beschreibung Heute ist vom „Alten Brauhaus“ das zweigeschossige Wohnhaus mit der Schenkwirtschaft erhalten. Die backsteinsichtige Fassade ist im Obergeschoss symmetrisch in drei Achsen, auf denen jeweils eine Fensteröffnung angeordnet ist, gegliedert. Der Eingang mit dreistufiger Freitreppe, mittig angeordnet, erfährt durch den im Dach liegenden flachen Dreiecksgiebel eine zentrale Betonung. Die in sechs Teile gegliederten Fenster sind in hölzernen Blockrahmen angeschlagen. Im Erdgeschoss sind links neben der Türe zwei Fenster und rechts ein Fenster angeordnet. Die rechte Fensteröffnung wurde in eine, wie im Mauerwerk ablesbar, größere Öffnung eingebaut. Die Türe sowie das Oberlicht stammen aus dem 18. Jahrhundert. Die erdgeschossigen Fenster sowie Türe sind mit Entlastungsbögen und die obergeschossigen mit scheitrechten Stürzen überdeckt. Die Holzbalkendecken sind mit Ankersplinten in der Fassade sichtbar verankert. Die Splinte der Erdgeschossdecke sind in den Buchstaben TDGSEL (Eheleute) gebogen. Die beiden Giebel des Hauses sind geschweift und mit einer gemauerten Rollschicht abgedeckt. Die ursprünglichen Kamine des Hauses wurden in die Spitze des Giebels hochgeführt. Hier sind die Fenster unregelmäßig angeordnet. In der Mitte des Giebels verweisen Spuren im Mauerwerk auf ein mit Ziegelsteinen verschlossenes Tor. Darüber sind Ankersplinte mit den Buchstaben HGDHLG sichtbar. Der ehemals an die Giebelseite angrenzende Fachwerkbau, vermutlich ein Nebengebäude der ehemaligen Brauerei wurde 1940 aufgrund seiner baufälligen Substanz abgebrochen. Im Inneren des Gebäudes ist bis auf den Dachstuhl und den im Vorderteil des Hauses gelegene Gewölbekeller eine alte Substanz nicht erkennbar. Der Dachstuhl ist mit seiner originalen Eichenbalkenkonstruktion sichtbar erhalten und wurde mit der Dacherneuerung kürzlich instand gesetzt. Aus wissenschaftlichen, insbesondere entwicklungs- und ortsgeschichtlichen, wirtschaftsgeschichtlichen und architekturgeschichtlichen Gründen ist; die Erhaltung und Nutzung des Gebäudes gemäß § 2 (1) des Denkmalschutzgesetzes im öffentlichen Interesse. | 17. Jh.                              | 26. Juni 1985      | 46              |
| Josefskloster                                   | Josefskloster                                    | Viersen Gereonstraße 43 Karte                                                        | Geschichte Die katholische Pfarrgemeinde St. Josef wird 1891 von der Mutterpfarre St. Remigius abgetrennt und als eigenständiges Rektorat, ab 1895 Pfarre im Süden Viersens eingerichtet. 1891 wird auch die Kirche fertiggestellt. Gemäß den spezifischen Bedürfnissen der Zeit und des stark industrialisierten Bereiches der Stadt betreibt die Pfarre von Anfang an eine erhebliche sozial-karitative Arbeit. So wird 1893 im hierzu erbauten „Josefshaus“ eine Kinderbewahranstalt gegründet (1913 und 1916 folgen zwei weitere) und 1910 ein Pfarrkloster mit noch darüber hinausgehender Bestimmung bezogen. Die Einrichtung dieses „Josefsklosters“ wird vom damaligen Pfarrer Carl Heggen betrieben. Dem Baubeginn 1908 voraus gehen mindestens zweijährige Verhandlungen mit Aufsichtsorganen und der Kommune über Finanzierung und Aufgaben, die sich in großen Zügen anhand der erhaltenen Unterlagen im Pfarrarchiv rekonstruieren lassen. Am 20. Aug. 1906 bekundet das Kloster zum Hl. Joseph in Neuss, eine Genossenschaft der barmherzigen Schwestern nach der Regel des heiligen Augustinus, seine grundsätzliche Bereitschaft, eine neue Niederlassung in der St. Josefspfarre anzunehmen, der, laut der entsprechenden Erlaubnis des Erzbistums vom Februar 1907, ambulante Krankenpflege und „die Leitung einer bereits bestehenden und einer noch zu gründenden Kinderbewahrschule, einer Hausarbeits- und Haushaltungsschule sowie eines Arbeiterinnenheimes“ obliegen sollen. Die zweite Jahreshälfte 1907 wird dann mit der notwendigen Genehmigung durch die zivilstaatlichen Behörden verbracht, die wiederholt detailliertere Aufgabenbeschreibungen anfordern und insbesondere einen Nachweis verlangen, dass das neue Haus ohne Verwendung von Geldern der Kirchengemeinde errichtet wird, so wie es ein entsprechender ministerieller Erlass vorsieht. Die Kirchengemeinde muss demnach darlegen, dass nicht sie, sondern Pfarrer Heggen als Bauherr auftritt, für die Überlassung des kircheneigenen Grundstücks eine Entschädigung vorgenommen wird und dass das Geld für Bau und Unterhalt aus einer privaten Stiftung stammt, nämlich der Brüder Wilhelm und Peter Berrischen. Zu Wilhelm Berrischen (1844 – 12. Febr. 1924) vermerkt das Pfarrarchiv, dass er „seit Gründung der Josephspfarre ein sehr reger Beförderer aller Angelegenheiten der Pfarre und der Kirche (war). 25 Jahre war er Kirchenrendant mit kluger und vorbildlicher Geschäftsführung, eine Aufgabe, die bei der Armut der Pfarrkirche groß war. Er verweigerte jede Vergütung für sein Rendantenamt. Er stiftete mit seinem Bruder Peter das St. Josephskloster und brachte viel Geldopfer für die Kirche. Seit Gründung der Pfarre bis zu seinem Tode war er Mitglied des Kirchenvorstandes. Er war ein lieber Freund der Pfarrei.“ Das Adressbuch der Stadt Viersen von 1906/07 führt ihn als „Kommis“ (d. h. kaufmännischer Angestellter) unter der Adresse Am Kloster 13. Im Adressbuch 1911 werden unter dieser Adresse außer ihm drei Frauen aufgelistet, von denen eine, Elisabeth Fleuth, die Sterbeanzeige 1924 aufgibt und ihn dort als ihren Pflegevater bezeichnet. Zudem ist er Ehrenmitglied des Katholischen Kaufmännischen Vereins e. V. Viersen. Wilhelms älterer Bruder Peter Berrischen stirbt am 19. Okt. 1908 „im Alter von 72 Jahren“. 1906/07 führt er dieselbe Adresse wie sein Bruder und als Berufsbezeichnung „Agent“ (Vertreter). Am 8. Juni 1908 genehmigt das preußische Ministerium für geistlichen, Unterrichts- und Medizinalangelegenheiten die neue Niederlassung, „und zwar zum Zwecke der Uebernahme der Pflege und Unterweisung von Kindern katholischer Konfession, welche sich noch nicht im schulpflichtigen Alter befinden, in zwei Kleinkinder-Bewahranstalten, ferner der Leitung und Unterweisung in einer Haushaltungsschule und in einer Handarbeitsschule für katholische Mädchen in nicht mehr schulpflichtigem Alter, sowie der Pflege und Leitung in einem Heim für Arbeiterinnen katholischer Konfession. (…) Wir setzen dabei voraus, dass die im St. Josefshaus vorhandene Kleinkinder-Bewahranstalt und Handarbeitsschule künftighin nicht mehr von der ersten Niederlassung der genannten Genossenschaft in Viersen, sondern von der neuen Niederlassung geleitet werden. [Randvermerk v. Pfarrer Heggen: „Die Bewahrschule an der Josefstraße wurde von der Remigiuspfarre übernommen“] In die Niederlassung dürfen nur Ordensangehörige, welche die deutsche Reichsangehörigkeit besitzen und deren Zahl hiermit auf fünf festgesetzt wird, aufgenommen werden. Die Höchstzahl der Mitglieder wird auf fünf festgesetzt. (…) Die Genehmigung zur Ausübung ambulanter Krankenpflege kann nicht erteilt werden, da ein Bedürfnis hierfür mit Rücksicht auf die bereits vorhandenen Niederlassungen zu ambulanter Krankenpflege nicht anzuerkennen ist.“ Doch auch die ambulante Krankenpflege, ein Hauptbeweggrund für die neue Niederlassung, wird schließlich doch genehmigt. Die Kirche muss aber versichern, in dem Haus Kranke nicht dauerhaft aufzunehmen. Am 21. Juni 1910 beziehen die Barmherzigen Schwestern aus Neuss das für 22.750 Mark neu errichtete Josefskloster. Zur älteren von ihnen betreuten Kinderbewahrschule treten 1913 und 1916/17 zwei weitere am Klosterweiher und an der Alten Bruchstraße. Bei Kriegsende 1918 verzeichnet die Pfarrchronik eine finanzielle Notlage des Klosters und seiner drei Kindergärten, „die weder Rücklagen besaßen noch Zuschüsse von der Zivilverwaltung erhielten“ (Chronik 1991, Seite 24). Ein wichtiger Einschnitt im Gemeindeleben erfolgt 1940, als zum 15. August die Schwestern der Augustinerinnen das Josefskloster verlassen. An ihre Stelle treten Marienschwestern aus Schönstatt (Chronik 1991, Seite 33). Weitere 36 Jahre betreiben sie im Gebäude an der Gereonstraße ein Altenheim und halten dort Einkehr- und Gemeinschaftstage ab. Außerdem bilden sie die „Zentrale der ambulanten Krankenpflege, der Jugendpflege, der Kindergärten, der Pflege der Kirchenleinwand, der Armenpflege, der Pflege von etwa zehn alten Leuten …“ (Dickmann 1967, Seite 33f). Diese Geschichte endet am 31. Mai 1986: „Das Josephskloster an der Gereonstraße wird verkauft. Unsere Schönstatter Marienschwestern sind in das renovierte Haus Josefstraße 11 umgezogen. Seit 1940 betreuten sie u. a. im Josephskloster im Durchschnitt ca. zehn alte und vor allem kranke Personen. Mit dem Umzug wird dieses Altenheim aufgelöst.“ (Chronik 1991, S. 75f). Beschreibung Das traufständige Backsteingebäude erhebt sich mit drei Geschossen über annähernd quadratischem Grundriss (ca. 14 × 12 m) leicht zurückgesetzt von der Gereonstraße. Seine symmetrische Fassade mit Mittelbetonung durch einen übergiebelten Eingangsrisalit ist fünf Achsen breit. Ein Satteldach schließt den Baukörper nach oben ab. Ecklisenen, Gesimse, Trauffries und Mittelrisalit unterteilen die mit neugotischen Zierformen ausgestaltete Fassade in einzelne Felder, wobei nicht zuletzt durch den dominanten überhöhten Mittelrisalit eine vertikale Ausrichtung überwiegt. Die segmentbogigen Stürze der hochrechteckigen Fenster werden im Erdgeschoss von Spitzbogenblenden überfangen. Auch der über Stufen erhöhte Mitteleingang ist unter einem Spitzbogen eingenischt. Während Erd- und erstes Obergeschoss von einem durchgehenden Sohlbankgesims getrennt werden, laufen zwischen den beiden Obergeschossen die vertikalen Lisenen durch, so hier nur kurze Gesimsstücke verbleiben. Der Mittelrisalit endet in einem hohen, fünffach gestuften Treppengiebel. Seine flachen Ecklisenen bilden darunter einen Spitzbogen aus, der ein ebenfalls spitzbogiges Dreipassfenster überfängt. Seitlich des Risalits akzentuiert ein Spitzbogenfries mit kleinen Werksteinteilen als Keilstein und Konsölchen die Traufe. Die beiden Giebelseiten besitzen in der Mittelachse jeweils vier übereinander angeordnete Fenster, das oberste belichtet das Dachgeschoss. Die im Wesentlichen schmucklose Gebäuderückseite ist verputzt und besitzt ebenfalls einen Mittelrisalit. Die durch ihn betonte Symmetrie ist seit 1965 durch einen einseitig angebrachten Anbau mit querrechteckigem Fenster (Architekt Bolten, Viersen) gestört. Ein gleichartiger, jedoch beiderseits und damit symmetrischer Ausbau mit hochrechteckigen Fenstern und Terrasse für das Obergeschoss wird bereits einmal 1945 von Stadtbaurat a. D. Frielingsdorf geplant, aber nicht verwirklicht. Das Gebäude besitzt stilgerechte zweiflügelige sprossengeteilte Holzfenster. Die augenscheinlich ursprüngliche zweiflügelige Eingangstür ist aus Eiche. Die erhaltenen Baupläne von 1908 zeigen in allen Geschossen einen regelmäßigen kreuzförmigen Grundriss aus breitem Mittelflur, vier größeren Zimmern in den Ecken und kleineren Räumen seitlich an den Giebeln zwischen den großen Eckzimmern. 1965 sind im Erdgeschoss Funktionsräume wie Sprechzimmer, Tagesraum, Küche, Spüle und Personalraum, und im Obergeschoss die Zimmer von Schwestern und Gepflegten untergebracht. Erschlossen wird das vollunterkellerte Gebäude von einer gerade zweiläufigen Treppe an der Rückseite. Erwähnenswert sind ornamentale Gussheizkörper. Zur Gereonstraße besitzt das Kloster noch die originale Einfriedungsmauer aus Backstein; Gitter und Tor sind allerdings erneuert. Der Planverfasser des Josefsklosters, Martin Küppers, ist mit seinem Baugeschäft bereits in den 1890er Jahren bei mehreren heute denkmalgeschützten Gebäuden in Viersen als Bauunternehmer überliefert (Bahnhofstraße 34, Königsallee 24, Noppdorf 15 – Gaststätte Zum Hohenbusch). 1920/21 besitzt er zudem eine Ziegelei An der Eisernen Hand, mit eigenem Gleisanschluss an die Industriebahn – eine für Bauunternehmer im späten 19. / Anfang des 20. Jahrhunderts nicht unübliche und zweckmäßige Kombination. Es handelt sich bei dem Josefskloster mit seinen ursprünglich fünf Schwestern um eine kleine Niederlassung, die nur eingeschränkt mit umfangreicheren Anlagen verglichen werden kann. Der klösterliche Gemeinschaftsgedanke kommt hier vor allem in der überaus regelmäßigen und gleichartigen Grundrissaufteilung zum Ausdruck, die sich z. B. von den unterschiedlichen Funktionalitäten und Raumgrößen eines üblichen Wohnhauses deutlich unterscheidet. Bautypspezifisch ist auch die Fassadengestaltung als Backsteinrohbau mit neugotischen Zierformen, die stilgeschichtlich zur Bauzeit um 1910 nicht mehr üblich ist. Bei kirchlichen Bauaufgaben aber gilt die „Kölner Schule“, d. h. die ausdrücklich als „christlicher Baustil“ bezeichnete Gotik bzw. Neugotik, bis zum Ersten Weltkrieg im Rheinland als der angemessene Stil. Dabei handelt es sich um eine für Klöster durchaus neubautenreiche Zeit, sei es wegen des Wiederaufbaus des Klosterwesens nach dem Kulturkampf oder wegen des in der industriellen Revolution erhöhten gesellschaftlichen Bedarfs an Einrichtungen für soziale und karitative Aufgaben, die der sich gerade erst entwickelnde Sozialstaat nicht selbst zu erfüllen vermag. Die Barmherzigen Schwestern des Josefsklosters in Viersen repräsentieren einen dieser Krankenpflegeorden, die anders als die großen kontemplativen Ordensgemeinschaften auch nach der Säkularisation im 19. Jahrhundert relativ kontinuierlich sich entwickeln können. Das Gebäude des ehemaligen Josefsklosters, Gereonstraße 43, ist über fast siebzig Jahre ein Mittelpunkt kirchlicher Sozialarbeit. Der substanziell im Wesentlichen unverändert erhaltene Bau verweist dabei in eine Zeit, als die Stadt Viersen gerade hier im südlichen Stadtbereich ein starkes industrielles Wachstum besitzt, in deren Folge offenbar auch ein Bedarf für soziale Einrichtungen wie diese bestand. Neben Kranken- und Altenpflege, für die die Zivilbehörden ja im Genehmigungsverfahren genügend eigene Versorgungseinrichtungen geltend gemacht haben, sollen dabei auch die Fürsorge für Arbeiterinnen, Kinder und bedürftige Mädchen ein Aufgabengebiet des Klosters sein. Zusammen mit den benachbarten Bauten an der Josefstraße (Pfarrhaus, Kaplaneien) und natürlich der Josefskirche selbst bildet es ein markantes Zentrum von noch aus der Gründungszeit der Pfarre stammenden Häusern aus. Das Gebäude des ehemaligen Josefsklosters ist daher bedeutend für Viersen. An seiner Erhaltung und Nutzung besteht aus den dargelegten wissenschaftlichen, insbesondere architektur- und ortsgeschichtlichen Gründen ein öffentliches Interesse. Es handelt sich daher gemäß § 2 (1) Denkmalschutzgesetz um ein Baudenkmal. | 1908–1910                            | 18. April 2002     | 433             |
| ehem. Fabrik Goeters / Furmans BW Spinnerei     | ehem. Fabrik Goeters / Furmans BW Spinnerei      | Viersen Gereonstraße 75 Karte                                                        | Die Fabrik Goeters in der Gereonstraße 75 entstand als Baumwollspinnerei in der Zeit des allgemeinen Aufschwungs der Textilindustrie in der Mitte des vorigen Jahrhunderts. Die Gründer waren Furmans und Goeters. Bei der ersten Umbaumaßnahme 1892 erscheint jedoch nur noch Goeters als Besitzer. Diese Fabrik kann als Zeuge der Auseinandersetzung der Architektur mit den Bauten der Industrieanfänge gesehen werden; Elemente der modernen Konstruktionen tauchen auf, werden allerdings hinter einer Backsteinfassade versteckt. Schon bei dem ältesten Teil der Fabrik erscheinen neben dem Satteldach einige Sheddächer. Die Anbauten von 1896 sind völlig mit Sheddächern gedeckt. Die Sheddächer stützen sich auf Holzkonstruktionen und gusseisernen Säulen. In einigen Säulen erfolgt die Entwässerung der Dachfläche. Die Außenwände sind mit Attika so hoch geführt, dass die Konstruktion des Daches unsichtbar bleibt. Die Fassade erscheint mit einem geraden Abschluss, der im Gesimsbereich durch vielfältige Friese strukturiert und betont wird. Eine Ausnahme davon bildet das Kesselhaus, bei welchem in der Giebelwand die Form des Satteldaches übernommen wurde. Die übrige Fassadengestaltung nimmt keinen Bezug auf die leichte, innere Stützkonstruktion. Die großen Fenster der ältesten Teile der Fabrik sind harmonisch in den Ansichten verteilt, jedoch nach Gesichtspunkten, die unabhängig von der Innenkonstruktion sind. Erwähnenswert ist u. a. die neuromanische Fenstergestaltung. Die Öffnungen sind mit einem Rundbogen überspannt. Diese Form wiederholt sich in der Sprossen-Aufteilung. Das Gründungsgebäude der Fabrik ist in rotem Backstein erstellt. Die Anbauten von 1891 und 1895 dagegen sind gelb-rot gestaltet. Auffallend ist die Innenausstattung des Maschinenhauses. Der Steinfußboden ist weiß-braun gehalten und Kapitelle mit volutenähnlichen Formen bekrönen die Wandpfeiler. Die älteste Aufteilung der Fabrikgebäude sah ein Hauptgebäude mit der Baumwollspinnerei vor, das hinter vorgestreckten, schmalen und langen Lagerräumen versteckt war. Die Lagerräume zeigen zur Straßenseite eine aufwändige Gestaltung. Die lange Front ist durch Rundbögen und auf Säulen gesetzte Türmchen unterteilt. In dieser Front befindet sich, ursprünglich unter einem Torbogen, die Fabrikzufahrt. Rückwärtig zu dem Fabrikgebäude steht auf quadratischen Sockeln der ältere polygonale Schornstein. Seit der Gründung ist die Fabrik mehrfach erweitert worden. Die erste Erweiterung erfolgte 1892, danach 1896 eine umfangreiche. Der Spinnsaal wurde um mehr als das doppelte vergrößert. Es wurden ein neues Maschinenhaus, eine Schlosserei, ein Bitter-Gebäude mit Staubturm und ein Kesselhaus mit Schornstein gebaut. 1914 wurde die Fabrik um eine Produktionshalle erweitert. Kleinere Umbauten folgten in den 30er Jahren und 1949 wurde das Batteur-Gebäude aufgestockt. Aus wissenschaftlichen, insbesondere architekturgeschichtlichen Gründen stehen Erhaltung und Nutzung des Gebäudes gem. § 2 (1) des Denkmalschutzgesetzes im öffentlichen Interesse. | Mitte 19. Jh.                        | 10. Februar 1992   | 232             |
| ehem. Volks- und Berufsschule                   | ehem. Volks- und Berufsschule                    | Viersen Gereonstraße 82 Karte                                                        | Geschichte Nachdem in der 1. Hälfte des 19. Jahrhunderts im Rheinland die allgemeine Schulpflicht eingeführt wurde und es gegen Ende des Jahrhunderts immer noch an geeigneten stadteigenen Unterrichtsgebäuden zur Aufnahme aller Schüler der Elementar-Schulen fehlte, kam es 1902 zum Neubau der Schule in der Gereonstraße. Hier sollten zunächst die beiden fünften Klassen der vorhandenen Schüler aus dem südlichen Stadtteil Viersens untergebracht werden, da diese zur damaligen Zeit in angemieteten Räumen untergebracht waren. Mit Schreiben vom 15. Juli 1902 bezweifelte die Verwaltungsbehörde der königlichen Regierung die ausreichende Effektivität dieser Maßnahme und veranlasste durch den Landrat – Herrn von Bönninghausen – die Gemeindevertretung und den Schulvorstand über eine Vermehrung der Klassen und der Lehrkräfte zugunsten der Klassenstärken zu beraten und ggf. zu beschließen. Der Schulvorstand beschloss daraufhin in seiner Sitzung am 28. Juli 1902 unter Abzweigung einzelner Straßen der verschiedenen Schulbezirke, einen neuen katholischen Schulbezirk zu bilden, dessen Kinder die neuerbaute Volksschule an der Gereonstraße besuchen sollten. Das Gebäude an der Gereonstraße wurde deshalb von Beginn an als 4-klassige Volksschule genutzt. Hierzu wurden 2 Lehrer der ehemaligen Schulbezirke und 2 Lehrer neu angestellt. 1928 wollte die aus den Fortbildungsschulen neu entstandene Berufsschule – Viersen – das Gebäude, das durch den Neubau der Schule im Hamm frei werden musste, beziehen, da die Raumfrage in dem kleinen Schulgebäude an der Friedensstraße, in dem sie untergebracht war, immer enger wurde. Durch die schlechte Wirtschaftslage der Stadt verzögerte sich aber die Fertigstellung und es wurde Ostern 1930, bis der Umzug bewerkstelligt werden konnte. Bis 1935 wurden aufgrund der per Ortsstatut erlassenen Berufsschulpflicht immer mehr Berufszweige in die Berufsschulen integriert. Dies ließ sich aber räumlich kaum verkraften, trotz Unterricht von morgens 7:00 Uhr bis abends 22:00 Uhr und sonntags vormittags. Der damalige Leiter der Berufsschule, Herr GOL Tipkötter, drängte. Der am 29. Dezember 1936 gestellte Antrag zum Bau der Erweiterung des Berufsschulgebäudes wurde 1937 genehmigt und mit dem Bau wurde begonnen. Außerdem wurde 1937 ein Berufsschulzweckverband der Viersener mit den Berufsschulen in Süchteln und Dülken gegründet, der bis zur kommunalen Neugliederung im Januar 1970 bestand. Seit 1970 liegt die Schulträgerschaft beim Kreis Viersen, der die Schule seit einigen Jahren als Kreismusikschule nutzt. Beschreibung Der 2-geschossige T-förmige Winkelbau mit Souterrain und Walmdach ist in rotem Backstein- und Ziegelmauerwerk ausgeführt. Der von der Gereonstraße aus gesehene linke Trakt zählt einschließlich des Eingangs zum Ursprungsbau, dessen Hauptfassade ist vertikal durch die Eckbetonungen und den Eingangsrisaliten, horizontal durch umlaufende, sandsteinfarbene, zum Teil als Fries ausgebildete Kunststeine gegliedert. Die beiden rechten Fensterachsen beinhalten im Erdgeschoss den offenen, zweitürigen mit einer Treppe versehenen Haupteingang des Gebäudes und sind als Risalit ausgebildet, der eine polygonale Eckbetonung mit Türmchen erhielt und mit einem reich ornamentierten und ehemals bekröntem Giebel seinen Abschluss findet. Alle Tür- und Fensteröffnungen im Erd- und Obergeschoss der Fassade sind mit Formziegeln umrahmt, die nach oben als Segmentbogen mit Schluss- und Anfangsstein aus dem o. g. Kunststein ausgebildet sind. Die Dachtraufe ist als Zahnfries gestaltet. Das Dach selbst hatte ursprünglich 2 schmuckbegiebelte Gauben, die bei dem u. g. Erweiterungsbau durch eine bis zu diesem Bau durchgehende Gaube ersetzt worden sind. Das eingeschossige Nebengebäude mit Mansarddach an der linken Seitenfassade gliedert sich zur Straße hin vertikal durch einen Mittelrisaliten mit Rundbogenfenster in der oben beschriebenen Art und einer Eckbetonung als Lisene, horizontal durch die o. g. Kunststeinbänder, die von der Hauptfassade durchlaufen. Die linke Fassade hat eine vertikale Betonung, deren Mittelpunkt 3 Lisenen bilden, die über die Traufe hinaus in den Dachabschluss einer Gaube münden. Das o. g. Nebengebäude hat an seiner linken Fassadenseite eine Eckbetonung durch zwei Türen, die als Risalit ausgebildet sind und die horizontal verlaufenden Kunststeinbänder übernimmt. Die rückwärtige Fassade stellt vom Prinzip her das Spiegelbild der Hauptfassade dar mit zwei Ausnahmen: 1. Der Eingangsrisalit, hinter dem sich das Treppenhaus mit einer 3-zügigen Treppe verbirgt, hat eine Mittelbetonung durch eine Fensterachse mit großen Öffnungen über 3 Geschosse, die durch die Treppenabsätze an dieser Seite entstanden sind, sowie rechts und links daneben jeweils eine Fensterachse mit kleinen Öffnungen. Den abschließenden Giebel ziert das ehemalige Stadtwappen von Viersen. 2. Die Öffnung des Mittelrisaliten am Anbau der linken Fassade ist zugemauert und rechts und links des Risaliten stehen zwei Fensteröffnungen. Der übrige Gebäudeteil ist eine Erweiterung aus dem Jahre 1937 in modernem Stil, die den Ursprungsbau abrundet und die Kubatur des Hauptgebäudes symmetrisch ergänzt. Dazu gehört auch das rückwärtige Nebengebäude, das jedoch nur eingeschossig errichtet worden ist. Die Fassaden gliedern sich durch Fensterachsen und Fensterbänder, die die ursprünglichen Fensterproportionen aufnehmen, aber keine Bögen mehr aufweisen. Die Fenster- und Türöffnungen sind mit einem dunkelgrauen Steinrahmen eingefasst. Das Dach hat im 2-geschossigen wie auch zur Schulhofseite des eingeschossigen Gebäudeteiles durchgehende Dachgauben mit Flachdächern erhalten. Im Inneren des Gebäudes befindet sich hinter dem Eingang an der Hauptfassade und dem darauffolgenden Windfang der Flur und das Treppenhaus innerhalb des älteren Teiles des Gesamtgebäudes. Das Treppenhaus besteht aus einer 3-zügigen zur Gereonstraße gerichteten Freitreppe mit schmiedeeisernem Geländer. Die Wände sind wie auch im Flur bis zu einer Höhe von ca. 1,50 m mit beigefarbenen Kacheln verkleidet. Die Schule ist in ihren Teilen und mit ihrer gut erhaltenen Fassade und Grundrissaufteilung Zeuge nicht nur für die Architekturrichtung der Zeit, in der sie entstand, sondern auch durch den bis heute aufrechterhaltenen Schulbetrieb für die kulturgeschichtliche Entwicklung. Aus wissenschaftlichen, insbesondere architekturgeschichtlichen, kulturgeschichtlichen und ortsgeschichtlichen Gründen stehen Erhaltung und Nutzung des Gebäudes gemäß § 2 (1) des Denkmalschutzgesetzes im öffentlichen Interesse. | 1902/1937                            | 28. September 1988 | 182             |
| Turnhalle                                       | Turnhalle                                        | Viersen Gereonstraße 126 Karte                                                       | Geschichte Im namensgebenden Jahr 1848 wurde der Viersener Turnverein als erster seiner Art im (heutigen) Kreisgebiet gegründet. Da das Turnen im Sinne des „Turnvaters“ Friedrich Ludwig Jahn durchaus auch nationalpolitische Anliegen vertrat, hatten die politischen Wirren 1848/49 jener Jahre auf Turnvereine jedoch erhebliche Auswirkungen. Nach Polizeiaufsicht und Hausdurchsuchungen löste sich auch in Viersen der neue Verein 1849 vorübergehend auf. Die Neugründung erfolgte erst 1858. In den ersten Jahren dienten zunächst der Garten eines Vereinsmitglieds, dann der Hof eines Hotels und später der städtische Platz am Hoserkirchweg als Turnplätze. Ab 1879 durfte der Verein die neue Turnhalle der höheren Bürgerschule an der Wilhelmstraße mitbenutzen, wodurch das Vereinsleben einen spürbaren Aufschwung nahm. Nicht zuletzt auch das Vorbild des Rheydter TV, der schon seit 1884 eine eigene Halle besaß, beförderte jedoch den Wunsch nach einer vereinseigenen Turnhalle. 1901 wurde zu diesem Zweck eine Spendenaktion ins Leben gerufen, wodurch im Jahr darauf an der Heimbachstraße ein Turnplatz erworben werden konnte. „Als dann kurz vor dem Kriege die Stadt dem Turnplatze gegenüber eine großzügige Turn- und Festhalle errichtete, schien der Verein der Sorge der Errichtung einer eigenen Halle enthoben. Neue Schwierigkeiten zeigten sich, als in den Jahren nach dem Weltkriege die Turn- und Festhalle immer mehr für Theatervorstellungen und andere Veranstaltungen genutzt wurde, so dass der Turnbetrieb häufig darunter leiden musste. Der Saal der Gesellschaft Erholung, in den schließlich der Verein seine Übungsabende verlegen musste, entsprach so wenig den Anforderungen, die man füglich an eine Turnhalle stellen kann, dass der Verein den kühnen Wurf wagte, an den Bau einer vereinseigenen Halle heranzugehen.“ Der Bauantrag datiert vom 17. Jan. 1927 (Grundsteinlegung 8. Mai 1927; Rohbauabnahme: 18. Okt. 1927). „An seinem 80. Jubelfeste am 2. und 3. Juni 1928 wurde die mit einem Kostenaufwand von nahezu 150.000 Mark errichtete Turnhalle an der Gereonstraße ihrer Bestimmung übergeben.“ (Salzberger 1930, Seite 56) Nach 1945 war die im Krieg weitgehend unbeschädigte Halle zunächst für mehrere Jahre als Lebensmittellager der Stadt und zur Unterbringung von Flüchtlingen beschlagnahmt. Einige substanzielle Umbauten (Einbau von Glasbausteinen; Dacherneuerung; Abriss eines Emporenbalkons in der Halle) erfolgten 1970. Architekt der Halle war Heinrich Schroeren. Bereits 1924 hatte er an selber Stelle zwischen Gereonstraße und Freiheitsstraße ein Fabrikgebäude für die Rheinische Polster- und Ledermöbelfabrik Jos. Holtschoppen geplant. Die Bauantragsunterlagen für den Sheddachbau mit zwei Flügel-Vorbauten sind in der Bauakte erhalten. Offenbar ist es nicht zur Ausführung gekommen. Beschreibung Es handelt sich um ein im Wesentlichen zweigeschossiges Backsteingebäude mit ziegelgedeckten Walmdächern auf verschiedenen Baukörpern, die zur Gesamtform zusammengesetzt sind. Vor den querrechteckigen Hallenbau sind zur Gereonstraße hin die notwendigen Neben- und Erschließungsräume angeordnet. Ihre Front ist zu einer über Sockel mit Klinkersteinen verblendeten Fassade ausgestaltet. Zwei eingeschossige flachgedeckte Flügel fassen jeweils seitlich einen kleinen Eingangshof. Die fünfachsige Hauptfront prägt ein Mittelrisalit, in den unter einer flachen Dreiecksöffnung der über Treppenstufen erhöhte Haupteingang (zweiflüglige Holztür mit Fenstereinsätzen) eingenischt ist. Sämtliche Eckkanten dieser Fassade sind in Backstein quaderartig rustifiziert. Ein Dreiecksgiebel bekrönt den Mittelrisalit. Da Vorbauten, Eckbauten und Turnhalle jeweils eigene Dächer bzw. voneinander abgesetzte Dachteile besitzen, prägt die differenzierte Dachlandschaft in besonderem Maße das Erscheinungsbild des entsprechend gegliederten Baukörpers. Ein auf einem Foto aus den 1920er Jahren erkennbarer Dachreiter über der Turnhalle ist heute nicht mehr vorhanden. Die Seitenwände sind in einfachem Backstein ohne Verklinkerung ausgeführt. Auf der wieder durch Lisenen belebten Rückseite befinden sich jüngere Anbauten. Fenster sind ohne Anpassung an die originalen Kreuzstock-Sprossenfenster erneuert. Durch den Haupteingang und einen Windfang hindurch gelangt man im Inneren zunächst in einen „Wandelgang“, der quer vor der dahinterliegenden Turnhalle angeordnet ist. Die Funktionen der Nebenräume haben sich z. T. gegenüber dem Entwurfsplan geändert, der Grundriss ist aber im Wesentlichen erhalten. Am rechten Ende des Ganges führen einige Stufen zur Hausmeisterwohnung, an seiner linken Stirnseite befindet sich das Haupttreppenhaus. Dazwischen führen drei große zweiflügelige Türen in die Turnhalle. Originale Rahmenfüllungstüren und Türgewände sowie der Kunststeinfußboden vermitteln ein anschauliches historisches Raumbild. Die ebenfalls ursprünglich erhaltene Haupttreppe mit Steinstufen zeigt bemerkenswerte Eisengeländerstäbe mit zeittypischen abstrakten Schmuckformen. Die Turnhalle besitzt eine feine klassizierende Wanddekoration aus Pilastern und Gesimsbändern sowie mehrfach gestuften Deckenkehlprofilen. Für die stützenfreie Überspannung der mit einer Rabitz-Spiegeldecke versehenen Halle wurde eine Eisenbinderkonstruktion eingebaut. In der vom Eingang aus gesehen rechten Schmalseite ist eine Bühne angeordnet, ihr gegenüber befand sich ursprünglich eine Galerie. An der vorderen Längsseite ragt mit beinah „expressionistischem“ Gestus eine dreifach gezackte Empore in den Raum. Zeitgenössisches Urteil Die neue Turnhalle war einer der größten Neubauten der zweiten Hälfte der zwanziger Jahre, den „goldenen Jahren“ der Weimarer Republik, in Viersen. Daher präsentierte die Stadt sie auch ausführlich in ihrer Selbstdarstellung im Rahmen der Buchreihe „Deutschlands Städtebau“, wo sie ein Foto der Halle an den Anfang des Kapitels „Turnen, Spiel und Sport“ stellen und die Baugeschichte ausführlich schildern ließ. Der Vorsitzende des Turnvereins, Ferdinand Salzberger, führt dort weiter aus: „Auf den stattlichen Bau mit seinen verschiedenen geschmackvoll ausgestatteten Räumen kann der VTV48 mit Recht stolz sein, zählt die Halle doch mit zu den schönsten des ganzen Turnkreises. Reges Leben herrscht heute an den Übungsabenden der einzelnen Abteilungen. Es ist zu erwarten, dass die Halle für den Verein eine neue Anziehungskraft darstellt.“ Und weiter im zeittypischen nationalkonservativen Duktus, der u. a. auch über das damalige Selbstverständnis des Turnens Auskunft gibt: „Der Volksgemeinschaft scheint mir das zu frommen, geht doch die Arbeit der D.T. [Deutschen Turnerschaft] mehr in die Breite (…), während bei den meisten Sportvereinen nach Spitzenleistungen einzelner der Blick gerichtet ist. Wenn die Turner in der schönen Halle im Sinne Jahns den Körper stark und den Geist gesund pflegen, dann werden auch sie ihren Teil dazu beitragen, dass das deutsche Volk aus der durch den Weltkrieg und seine entsetzlichen Folgen hervorgerufenen tiefen Not sich herausarbeitet und im Kreise der Völker den ihm eigenen Platz sich erringt.“ (Seite 56) Architekturgeschichtliche Würdigung und Denkmalwert In der Art und Weise, wie hier einzelne Baukörper zu einer Gesamtform funktional differenziert zusammengefügt sind, erinnert die Turnhalle des VTV48 ein wenig an die Viersener Festhalle, die der Turnverein ja bis zum Neubau auch mitbenutzen durfte und deren Raumprogramm ansatzweise vergleichbar ist. Die aufwändige Detail-Gestaltung der Festhalle konnte bei der etwa fünfzehn Jahre jüngeren Turnhalle selbstverständlich schon aus Kostengründen, aber auch, weil es sich hier nicht um einen solchen Renommierbau handelte, kein Vorbild sein. Dies zeigt sich z. B. in der Tatsache, dass die Fassade nur eine Klinkerverblendung erhielt und ansonsten einfaches Backsteinmauerwerk unverputzt belassen wurde. Die kubischen Baukörperteile sowie die abstrahierten klassizistischen Würdeformen (Giebel, Eckquaderung, Wandgliederung der Halle) erklären sich aus einer Anlehnung an die Baukunst „um 1800“, wie sie seit etwa der Jahrhundertwende im traditionalistischen Bauen praktiziert wurde. Dabei handelt es sich je nach Bautyp um eine Verschmelzung klassizistischer, barocker und „Revolutionsarchitektur“-Formen. Gemessen an anderen, meist Schulen angegliederten Turnhallen ist diejenige in der Gereonstraße nicht nur bemerkenswert groß, ihre an klassischen Architektursprachen orientierte Gestaltung belegt ein über die reine Zweckerfüllung hinausgehendes Anspruchsniveau. Aus denkmalpflegerischer Sicht ist das noch in bemerkenswerter und seltener Geschlossenheit erhaltene Raumbild (Grundriss, Türen, Böden, Treppen, Wand- und Deckengestaltung in der Halle) festzuhalten. Die Störung des ebenfalls im Wesentlichen erhaltenen Außenbaues durch die modernen Fenster und Anbauten ist demgegenüber geringer zu veranschlagen, so dass hier insgesamt ein noch ungewöhnlich anschauliches Zeugnis einer Turnhalle der zwanziger Jahre überliefert ist. Vergleichbar dem etwa zeitgleichen Postgebäude an der Freiheitsstraße setzt sie darüber hinaus die stattliche Zahl von Bauten der öffentlichen Daseinsfürsorge in Viersen fort, die u. a. mit Rathaus, div. Schulen, Stadtbad, Reichsbank, Festhalle, Generatorenhalle des E-Werks, Bauten der Wasserversorgung oder Bahnhof eine z. T. auch überregional bedeutende Denkmälergruppe bildet, die in besonders anschaulicher Dichte vom frühen städtischen Gemeinwesen Viersens zeugt. Als Halle des größten Viersener Turnvereins, einer Bauaufgabe mit öffentlicher, allgemeiner Daseinsvorsorge dienender Funktion, in qualitativ beachtlicher Gestaltung ist das Gebäude Gereonstraße 126 bedeutend für Viersen. Da es als Zeugnis der Bauaufgabe und des Sportvereinswesens in den zwanziger Jahren im Wesentlichen noch substanziell anschaulich erhalten ist, besteht an der Erhaltung und Nutzung aus wissenschaftlichen, insbesondere den beschriebenen architektur- und kulturgeschichtlichen Gründen ein öffentliches Interesse. Es handelt sich daher gemäß § 2 (1) Denkmalschutzgesetz NRW um ein Baudenkmal. | 1928                                 | 18. Juli 2001      | 417             |
| Gastwirtschaft Viersener Hof                    | Gastwirtschaft Viersener Hof                     | Viersen Gladbacher Straße 1 Karte                                                    | Geschichte Das Wohn- und Geschäftshaus Gladbacher Straße 1 wird 1894/95 an der Ecke zur Heierstraße errichtet. Im Erdgeschoss befindet sich die Gastwirtschaft „Viersener Hof“, in den beiden Geschossen darüber Wohnungen. 1933 ist hier vorübergehend die Parteizentrale der NSDAP-Kreisleitung untergebracht („Horst-Wessels-Haus“). Die Nutzungsteilung zwischen Gastwirtschaft und Wohnungen ist bis heute erhalten, allerdings weist das Erdgeschoss darüber hinaus eine völlig neue Grundrissverteilung, welche die Erd- und Kellergeschosse der drei Häuser Gladbacher Straße 1 und 3 sowie Heierstraße 2 miteinander verbindet. Beschreibung Das an einer belebten Straßenecke stadtbildprägend gelegene, dreigeschossige Gebäude besitzt eine für die 1890er Jahre typische Backsteinputzfassade mit einem auf der Ecke abgewalmten, gaubenbesetzten Steildach (Dacheindeckung und die rechteckige Form der ursprünglich ovalen Gauben sind modern). Die Hausecke ist flach abgeschrägt; sie enthält den Eingang in die Gastwirtschaft und wird in der Dachzone durch ein Zwerchhaus betont. Zwei weitere Eingänge, der linke davon für das Treppenhaus der Obergeschoss-Wohnungen, sind zur Gladbacher Straße hin gerichtet. Gestaltung und Schmuck der Fassade sind bis auf wenige Details unverändert erhalten. Das Erdgeschoss besitzt eine kräftige zweifarbige Putzbänderung, die von großen Fenstern unterbrochen wird. Der Wohnungseingang und der Eingang auf der Ecke, mit zweiflügeliger (erneuerter) Tür, sind korbbogig überfangen, die Gaststättenfenster zur Heierstraße und das erste Fenster an der Gladbacher Straße sind ebenfalls am Sturz abgerundet und mit Keilsteinen betont. Die breite ehemalige Durchfahrt zum Hof von der Heierstraße aus ist heute geschlossen. Eine Dreiergruppe aus mittigem Eingang und zwei breiten Fenstern charakterisiert das Erdgeschoss an der Gladbacher Straße, dabei wird der Eingang von zwei ornamentierten Pfeilern auf hohen Postamenten gerahmt. Ein breites Geschossgesims leitet über zu den beiden kleinteilig gegliederten Wohngeschossen. Die hier backsteinsichtige Fassade wird durch Putzelemente belebt. Außerdem sind die Abstände der Fensterachsen leicht variiert, so dass trotz der immerhin 5:1:6 Achsen keine Monotonie der Reihung entsteht. Zusätzliches Relief erhält der Baukörper durch das flache risalitartige Vorziehen bestimmter Fensterachsengruppen: drei Achsen an der Gladbacher Straße, Eckachse und Doppelachse über der ehemaligen Durchfahrt. Die hochrechteckigen Fenster, kleineren Formats als im Erdgeschoss, sind kreuzgeteilt und zweiflügelig. Teilung und Proportion entsprechen außer in der Eckachse ausweislich alter Fotos dem ursprünglichen Zustand. Die Fensterachsen sind jeweils in eine auffällige Putzrahmung eingestellt. So zieht sich zunächst ein Brüstungsband mit abgesetzten, diamantierten Brüstungsfeldern oberhalb des Geschossgesimses um die Fassade. Auf ihm sitzen die Fenster des ersten Obergeschosses auf, die von kandelaberbesetzten Pilastern gerahmt und abwechselnd von Dreiecks- und Segmentgiebeln auf Volutenkonsolen überfangen werden. In der Eckachse befindet sich ausweislich alter Fotos vor dem Zweiten Weltkrieg ein Balkon. Das zweite Obergeschoss ist entsprechend zeittypischer Konvention etwas schlichter ausgestaltet, was insbesondere in der einfacheren Putzrahmung der Fenster mit wirtelartigen Zierstücken zum Ausdruck kommt. Auch die Brüstungsfelder sind abstrakter ausgedeutet. Statt als Giebel sind die Verdachungen hier als gerades Gebälkstück mit Klötzchenfries ausgeführt. In beiden Geschossen sind die Stürze der Fensterlaibungen mehrfach gestuft profiliert. Besondere Erwähnung verdient noch das auf dem kräftigen Kranzgesims aufsitzende, aufwändig verzierte Zwerchhaus in der Eckachse, dessen rundbogiges Fenster von Pilastern gerahmt wird und dessen Seiten als Voluten ausgebildet sind. Im Innern ist das Haus weitgehend verändert. Der Schankraum des Erdgeschosses ist in den weitläufigen Komplex der heutigen Spielhalle integriert. Denkmalwert Die Häuser Gladbacher Straße 1 und Gladbacher Straße 3 bilden zusammen mit dem Saalbau Heierstraße 2 eine Straßenecke mit einem historischen Erscheinungsbild des Viersen der Jahrhundertwende, wie es in dieser unversehrten Geschlossenheit an der auf sie zulaufenden Hauptstraße nicht mehr angeschaut werden kann. Ausweislich des Stadtbauplans von 1860 befindet sich an dieser Stelle auch schon vor dem Neubau 1894/95 eine Bebauung. Seit mehr als 100 Jahren wird hier eine Gaststätte betrieben. Die dementsprechende Aufteilung in einen Wohn- und Schankbereich ist in zeittypischer Weise umgesetzt (z. B. Eckausbildung und Fenstergestaltung) und noch anschaulich erhalten. Allerdings sind im Inneren keine nennenswerten Zeugnisse von historischem Wert vorweisbar, so dass sich das öffentliche Erhaltungsinteresse auf die straßensichtigen Fassaden und Dachflächen beschränkt. Es handelt sich um ein am Außenbau anschaulich erhaltenes Wohn- und Geschäftshaus, dessen repräsentative Dreigeschossigkeit ausgesprochen städtisches Gepräge besitzt und einen wichtigen Blickpunkt in der Viersener Innenstadt bildet. Als Bestandteil eines markanten historischen Bauten-Ensembles an einer der belebtesten Punkte in der Viersener Innenstadt sowie als traditionsreiche Gaststätte ist das Gebäude Gladbacher Straße 1 bedeutend für Viersen. Seine aufwändige, historistische Baugestaltung ist bis auf einige wenige Details weitgehend ursprünglich erhalten. Es stellt daher ein wichtiges Zeugnis für das Bauwesen der Jahrhundertwende in der Wachstumsphase Viersens und an städtebaulich repräsentativer Stelle dar. Als traditionsreiche innerstädtische Gaststätte und auch als kurzzeitige Kreiszentrale der NSDAP kommt ihm darüber hinaus ortsgeschichtliche Bedeutung zu. An der Erhaltung der straßensichtigen Fassaden und Dachflächen besteht daher aus städtebaulichen und wissenschaftlichen, hier architektur- und ortsgeschichtlichen Gründen ein öffentliches Interesse. Es handelt sich daher gemäß § 2 (1) Denkmalschutzgesetz um ein Baudenkmal. | 1895                                 | 18. April 2002     | 424             |
| Wohn- und Geschäftshaus                         | Wohn- und Geschäftshaus                          | Viersen Gladbacher Straße 3 Karte                                                    | Geschichte Sehr wahrscheinlich stand an der Stelle des heutigen Wohn- und Geschäftshauses bereits ein Vorgängerbau. In der Bauakte ist ein Baugesuch von Friedrich Schmitz aus dem Jahr 1873 überliefert. Die nächsten erhaltenen Pläne betreffen den Anbau eines rückwärtigen Flügels an ein nur im Grundriss dargestelltes Vordergebäude, das im Gegensatz zu dem 1873 projektierten bereits die heutige Eingangs- und Grundrisssituation im Erdgeschoss aufweist. Die heute vorhandene Fassade besitzt mit seinem mezzaninartigen dritten Obergeschoss einerseits zwar ein auch in die 1870er Jahre passendes Element, ihre Detailgestaltung entspricht aber eher dem Zeitstil der 1890er Jahre. So kann vermutet werden, dass das Haus vor 1894 entweder neu oder durch einen Umbau des 1873 Gebauten entstanden ist. Beschreibung Das beidseitig eingebaute, nach vorne viergeschossige traufständige Haus erstreckt sich vier Achsen breit entlang der Gladbacher Straße, ist aber aufgrund der Straßenaufweitung zum Neumarkt hin von darüber hinausgehender Raumwirkung. Es schließt sich direkt links an das Eckgebäude Gladbacher Straße 1, ehemals Viersener Hof, an, mit dem es im Inneren des Erdgeschosses heute verbunden ist. Die ursprüngliche Aufteilung in einen Geschäftsbereich unten und eine Wohnnutzung in den Obergeschossen, die auch an der Fassade ablesbar ist, ist aber erhalten. Im über Sockel durch kräftigen Bänderputz gestalteten Erdgeschoss wechseln Eingänge und (modernisierte) Ladenfenster miteinander ab. Der Eingang in der linken Achse, mit alter zweiflügliger Holztür, führt in einen Flur und zum rückwärtig gelegenen Treppenhaus, das die Wohngeschosse erschließt. Die Öffnungen sind hier wie im ersten und zweiten Obergeschoss segmentbogig geschlossen. Die Wohngeschosse werden durch ungewöhnlich große Fenster charakterisiert, deren profilierte Gewände im Sturz von Keilsteinen betont werden. Ihre Binnengliederung als vierteilige Kreuzstockfenster entspricht ausweislich historischer Fotos dem ursprünglichen Zustand. Das erste Obergeschoss besitzt einen feinen Bänderputz, die beiden Geschosse darüber sind glatt verputzt. Die Achse über dem Ladeneingang, flach risalitartig vorgezogen, wird in beiden Geschossen von breiten, im 2. Obergeschoss zusätzlich kannelierten Pilastern gerahmt. Ihre Schäfte und Kapitelle sind renaissanceartig gestaltet. Während die Fenster des 1. Obergeschosses direkt auf dem breiten Geschossgesims aufsitzen, ist unter denen des zweiten Obergeschosses ein Brüstungsfeld ausgebildet, in der Hauptachse mit kleinen Brüstungskandelabern, die anderen flächig abgesetzt. Das dritte Obergeschoss ist in der Art eines Mezzanin niedriger und mit kleineren Doppelfenstern ausgebildet. Die Hauptachse wird hier von Hermenpilastern gerahmt, die Mittelstütze der Doppelfenster ist mit schlanken Reliefbalustern besetzt. Feine Friese mit Vierpassformen fungieren als Stürze. Ebenso detailliert gezeichnet ist das Traufgesims mit Klötzchenfries zwischen Volutenkonsölchen. Über der Hauptachse durchbricht ein von einer Kartusche gesprengter Segmentgiebel die Traufe. Das flach geneigte Dach ist von der Straße aus kaum wahrzunehmen. Denkmalwert Da das Innere des Hauses bis auf die alte Holztreppe durchgreifend modernisiert und im Erdgeschoss auch mit dem Nachbargebäude Gladbacher Straße 1 durchgebaut ist, beschränkt sich der historische Zeugniswert auf die straßensichtige Fassade einschließlich Dachfläche. Die Häuser Gladbacher Straße 1 und 3 bilden zusammen mit dem Saalbau Heierstraße 2 eine Straßenecke mit einem historischen Erscheinungsbild des Viersen der Jahrhundertwende, wie es an der auf sie zulaufenden Hauptstraße so nicht mehr angeschaut werden kann. Es handelt sich um ein anschaulich erhaltenes Wohn- und Geschäftshaus, dessen repräsentative Viergeschossigkeit städtisches Gepräge besitzt und einen wichtigen Blickpunkt in der Viersener Innenstadt bildet. Es ist daher bedeutend für Viersen. Seine aufwändige, historistische Baugestaltung ist bis auf einige wenige Details weitgehend ursprünglich erhalten. In der Großform z. B. Hierarchisierung der Geschosse und der Achsen sowie im Detail (Neorenaissance-Schmuckformen) stellt es ein wichtiges Zeugnis für das Bauwesen der Gründerzeit bzw. der Jahrhundertwende in der Wachstumsphase Viersens und an städtebaulich repräsentativer Stelle dar. An der Erhaltung der straßensichtigen Fassade und der zugehörigen Dachfläche besteht daher aus städtebaulichen und wissenschaftlichen, hier architekturgeschichtlichen Gründen ein öffentliches Interesse. Es handelt sich daher gemäß § 2 (1) Denkmalschutzgesetz um ein Baudenkmal | 1873/1894                            | 18. April 2002     | 425             |
| Volksschule Beberich                            | Volksschule Beberich                             | Viersen - Beberich Gladbacher Straße 297-299 Karte                                   | Lage und Geschichte Das Gebäude befindet sich unmittelbar an der Gladbacher Straße im Süden des Ortskerns von Viersen. Als überörtliche Nord-Süd-Achse ist die heutige Gladbacher Straße einer der ältesten Wege im Viersener Stadtgebiet. Die Siedlungsentwicklung in diesem Raum war bestimmt durch einen der von West nach Ost fließenden Bäche (Hammer oder Bebericher Bach), entlang dessen sich seit dem Mittelalter die Honschaften Beberich und weiter östlich Hamm entwickelten. Beberich teilte sich in Ober- und Nieder-/Unter-Beberich (vgl. Tranchot-Karte, Anfang 19. Jahrhundert). Die ländliche Grundstruktur der Siedlung, in Teilen bis heute erhalten, wurde im Zuge der Industrialisierung seit dem 19. Jahrhundert durchbrochen, als der Viersener Süden zu einem bedeutenden Standort für Industrie und Handwerk wurde. Im Zuge dessen veränderte sich nicht nur das Siedlungsbild, der damit einhergehende Bevölkerungsanstieg erforderte auch neue Einrichtungen der Infrastruktur und staatlicher Daseinsvorsorge. Beberich besitzt weder Kirche noch Rathaus. Dies erhöht sicher noch die Rolle der Schule als wichtige Einrichtung des Gemeinwesens im obigen Sinne. Für Oberbereich ist sogar bereits im 17. Jahrhundert eine Schule genannt, der hier angesprochene Standort in Unterbeberich entstand wohl im Zuge der Industrialisierung 1877 (vgl. Rhein. Städteatlas, s. Lit.) und markiert den Ursprung des umfangreichen Schulkomplexes im Viersener Süden, der Gebäude aus mehreren Zeitphasen (1870er Jahre, 1. Hälfte 20. Jahrhundert, 1950er/60er Jahre) umfasst. Historisch bemerkenswert ist ferner das unterhalb des Schulkomplexes befindliche sogenannte „Hilfskrankenhaus“ aus der Zeit des Kalten Krieges der 1960er Jahre. Gegenstand dieses Gutachtens ist lediglich der Altbau der Schule Beberich (Viersen-Süd) aus dem 19. Jahrhundert. Beschreibung Das Schulgebäude ist zweigeteilt in einen traufständigen Baukörper an der Straße, ehemals (z. T.?) Wohnhaus, und einen sich rückwärtig anschließenden Flügel, der sich mit den Klassenräumen rechtwinklig anschließend in das Grundstück hinein erstreckt. Historische Bauakten konnten bislang keine ermittelt werden, darum ist auch noch unklar, ob die Schule in einem Zug oder in mehreren Abschnitten errichtet wurde. Indizien am Bau selbst sprechen aber dafür, dass es mindestens zwei Bauabschnitte gab, indem nämlich zunächst das straßenseitige ehemalige Wohnhaus eventuell mit einer Hälfte des rückwärtigen Traktes gebaut wurde und sich Eingangsrisalit und zweite Hälfte des Klassentraktes erst später anschlossen. Es handelt sich um zweigeschossige Gebäude in Backsteinsichtmauerwerk mit Satteldächern. Die Fassaden sind primär durch regelmäßige Achsen hochrechteckiger Segmentbogenfenster gegliedert. Das straßenseitige Wohnhaus zeigt nach vorne vier Fensterachsen, der Eingang liegt in der rechten Giebelseite. Einziger Dekor sind ein Konsölchenfries unter der Traufe und kleine Eckbetonungen an den Traufkanten. Die Giebelseiten sind gering bis gar nicht durch Öffnungen gegliedert. Das Innere des ehemaligen Wohnhauses zeigt noch weitgehend originalem Zustand auf wie Grundriss, Treppe, Türen und Fliesenboden. Der Klassentrakt ist ein schmaler langgestreckter Flügel zu 4:1:4 Achsen, mit einem übergiebelten, im Dach als Zwerchhaus eingeschnittenen Eingangsrisalt in der Mitte. Die je vier Fensterachsen links und rechts des Eingangs spiegeln die insgesamt vier Klassenräume im Inneren wider, je zwei pro Geschoss. Der Teil links des Eingangs besitzt wie das Wohnhaus als Fassadenschmuck lediglich einen Trauffries, wohingegen Mittelrisalit und rechts anschließender Teil ein schmales Zahnschnitt-Geschossgesims haben. Der Mittelrisalit zeigt eine gestaffelte Blendgliederung im Giebel, der rechte Klassenflügel besitzt außerdem keinen Trauffries. Zusammen mit einer sichtbaren Zäsur im Dachbereich deuten diese Unterschiede in der Gestaltung darauf hin, dass der Bau tatsächlich in mehreren, wenn auch zeitlich nicht weit auseinander liegenden Abschnitten ausgeführt wurde. Der zum hinteren Schulgelände gerichtete Giebel sowie die rückwärtige Traufseite sind fensterlos gehalten, der Giebel hat als bescheidenes Dekor eine rechteckige Firstbetonung. Die bereits im Äußeren ablesbare Raumaufteilung ist im Inneren anschaulich und ursprünglich erhalten. Hinter dem flach eingenischten Eingang liegt ein zentraler Vorraum, der auch die Treppe enthält; die Klassenzimmer schließen unmittelbar links an rechts an dieses Treppenhaus an. Originale Ausstattung ist keine mehr vorhanden, wesentlich ist aber der unveränderte Grundriss, der die ursprüngliche Funktionalität und damit den Bautyp wiedergibt. Dieser Grundriss ist dabei sogleich einfach wie zweckmäßig, kommt er doch ohne Flure aus. Als Schule der früheren Honschaft (Unter-)Beberich und Keimzelle des jüngeren, wichtigen Schulstandorts Viersen-Süd ist das zweiteilige Gebäude Gladbacher Straße 297-299 bedeutend für Viersen. Die ursprüngliche Gestalt und innere Gliederung sind anschaulich erhalten und dokumentieren ein typisches Volksschulgebäude der 2. Hälfte des 19. Jahrhunderts, dessen Gestaltung und Größe den für die Viersener Außenbezirke seinerzeit charakteristischen Übergang von noch ländlichen hin zu städtischen Strukturen markieren (vgl. a. Frühe Schulbauten im Rheinland, s. Lit.). Bemerkenswert ist ferner die verwirklichte Lösung für die damals übliche Lehrer- oder Hausmeisterwohnung, die eigenständig in die Bebauung der Straße eingefügt wurde, mit dem Klassentrakt rechtwinklig dahinter, womit zudem auch erreicht wurde, dass Schule und Schulhof nicht direkt an der Straße, einer der Hauptausfallstraßen von Viersen, zu liegen kamen. Aus den vorgenannten wissenschaftlichen, hier architektur- und ortsgeschichtlichen Gründen liegen Erhaltung und Nutzung im öffentlichen Interesse. Es handelt sich daher gemäß § 2 Denkmalschutzgesetz um ein Baudenkmal. Es ist bedeutend für Viersen. Literatur Frühe Schulbauten im Rheinland. Bearb.: Jost Schäfer (= Arbeitsheft Landeskonservator Rheinland 27), Köln 1990. Rheinischer Städteatlas Lf. VI, Nr. 34: Viersen. Bearb.: Karl L. Mackes, Bonn 1980. | 2. Hälfte 19. Jahrh.                 | 18. Dezember 2012  | 505             |
| Villa Maria                                     | Villa Maria                                      | Viersen Gladbacher Straße 779 Karte                                                  | Lage und Entstehung Das Haus Gladbacher Straße 779 befindet sich an der südlichen Stadtgrenze Viersens (neben der Landwehr) und schließt dabei praktisch unmittelbar an die zu Mönchengladbach gehörende Bebauung an bzw. wird häufig auch als dieser zugehörig betrachtet. Selbst in den zeitgenössischen Bauanträgen ist die Straßenbezeichnung teilweise unklar („Viersener Landstraße zu Helenabrunn“). Bauherr und Architekt stammten aus Mönchengladbach und hatten dort auch ihren Lebens- und Arbeitsmittelpunkt. Das Haus wurde 1911–12 für den Fabrikanten Ernst Essers errichtet, der Entwurf stammt von dem Architekten und Bauunternehmer Johannes Heuter. Beschreibung Es handelt sich um ein freistehendes, hinter einem Vorgarten mit Einfriedung von der Straße abgerücktes Wohnhaus (Villa), wobei die rechte Seite als fensterloser Brandgiebel ausgeführt und somit auf den späteren Ausbau zu einer „Doppelvilla“ hin konzipiert wurde. Der im Prinzip rechteckige Baukörper erhebt sich zweigeschossig mit ausgebautem Dachgeschoss auf annähernd quadratischer Grundfläche (ca. 12,00 × 10,30 m). Der Außenbau ist über einem Sockel mit Putzquaderung glatt verputzt und zeigt nach vorne und zur linken Seite hin eine in zeittypischer Weise „malerisch“ gegliederte Dach- und Baukörpergestaltung. So sind im Erdgeschoss nach vorne ein kleiner dreiseitiger Erker und seitlich ein Eingangsvorbau angefügt, beide mit leicht abgeschleppten Dachflächen. Im Obergeschoss kragt auf der linken Hausecke eine Loggia leicht hervor, die mit Säulen geöffnet ist und ebenfalls ein abgeschlepptes Walmdach trägt. Das ausgebaute Dach prägen nach vorne ein firsthoher, zur Seite ein niedrigerer Zwerchhausgiebel, wobei die Fläche in der Giebelspitze jeweils verschiefert ist; auch die Wandfläche im Dachgeschoss zwischen den beiden Giebeln ist verschiefert, was optisch den Eindruck eines Mansarddaches hervorruft. Das eigentliche Walmdach besitzt auf seinen Ansichtsseiten eine Biberschwanzdeckung. Innerhalb der aufgehenden verputzten Wandfläche sind die hochrechteckigen Fenster an verschiedenen Stellen zu Gruppen zusammengefasst, die teilweise auch durch gemeinsame, teils gerundete Gewände verbunden sind. Regelmäßige vertikale Fensterachsen sind vermieden. Im Obergeschoss und teilweise im Dachgeschoss sind grüne Fensterläden vorhanden. Die Wandflächen werden ferner durch eine Kassettierung der Loggiabrüstung sowie durch eine kleine Inschrift „Villa Maria“ zwischen Ober- und Dachgeschoss gegliedert. Der Name leitet sich vom Vornamen der Ehefrau Ernst Essers ab. Die Rückseite des Hauses ist insgesamt schlichter ausgeführt, mit einem einfachen Zementputz versehen und mit einer traufständigen Satteldachfläche, auf der zwei Schleppgauben für die Belichtung des Dachgeschosses sorgen. Neben dem einschließlich der Fenster gut erhaltenen Äußeren besticht das Haus Gladbacher Straße 779 vor allem durch das weitgehend unveränderte Innere, mit noch dazu einigen bemerkenswerten Ausstattungselementen wie den zahlreichen originalen Buntglasfenstern der Bauzeit. Hinter dem Eingang mit alter Haustür liegt das Treppenhaus, von dem aus durch einen mittig gelegenen, firstparallelen Stichflur die Zimmer in den einzelnen Geschossen erschlossen werden. Im Erdgeschoss waren laut Bauplan Salon, Esszimmer und „Veranda“ (ein weiterer Wohnraum) vorgesehen, dabei die vorderen Zimmer durch breite Durchgänge miteinander verbunden; im Obergeschoss verzeichnet der Plan Schlafzimmer, Bad und Comptoir, im Dachgeschoss weitere Schlafzimmer, Fremden- und Mädchenzimmer. Die Treppe führt dreiläufig nach oben, das Metallgeländer ist ornamental gestaltet. Bodenfliesen bzw. -dielen sind erhalten. Den Treppenaufgang begleiten Farbfenster mit pflanzlich-ornamentalen Motiven, in die Details wie Messuhren oder Zirkel und Dreieckslineal eingefügt sind, die auf den technischen Beruf des Bauherren hindeuten. Auf dem Obergeschoss-Absatz befindet sich ein motivgeschichtlich ganz besonderes, dreiteiliges Buntfenster, in dem zentral Inschriften angebracht sind, die neben dem Hausherren auch die Bauzeit am Beginn des Ersten Weltkrieges widerspiegeln: „Wir Deutschen niemals untergehn / so lange wir Granaten drehn / und Schmiede Waffen hämmern“, darunter links und rechts die Jahreszahlen 1914 bzw. 1915 und in der Mitte zusätzlich eine Granate mit dem Berufssignet Zirkel und Dreieck. Türen (Rahmenfüllungstyp, häufig durchfenstert), zugehörige Gewände sowie Bodenbeläge sind an vielen Stellen im Haus erhalten (z. B. Fliesen in Erdgeschoss-Flur, Küche bzw. Bad), ebenso aufwändige Leuchter (Treppenhaus) und Deckenstuckierungen in den Haupträumen (ehemals Wohn-/Esszimmer des Erdgeschosses, Wohn-/Schlafzimmer des Obergeschosses). Diese sind der Bauzeit gemäß stärker abstrahiert-geometrisch aufgefasst als zuvor im Historismus üblich und nach Raumtyp differenziert: z. B. Rokokomotive im ehemaligen Salon, an Renaissance-Kassettendecken angelehnt im ehemaligen Esszimmer, Wabenmuster im ursprünglich als „Veranda“ bezeichneten Zimmer. Auch im ehemaligen Esszimmer und im „Veranda“-Zimmer sind in den dreiseitigen Erkerausbauten Buntglasfenster angebracht, die z. T. wieder Inschriften enthalten („Arbeit ist des Bürgers Zierde“ / „Hier leb ich, hier lieb ich, hier ruhe ich aus“ / „Hier ist meine Heimat, hier bin ich zu Haus“). Weitere bemerkenswerte Ausstattungsdetails der Bauzeit sind die kaminartig gestaltete Heizstelle und der Leuchter im Erdgeschoss des Treppenhauses. Die zeitgenössische Einfriedung mit Portal ist zwar nur ohne Gitter überliefert, zählt aber funktional und stilistisch selbstverständlich zum historischen Bestand. Bauherr Ernst Essers wurde am 16. Aug. 1870 in Krefeld geboren und ist am 1. Mrz. 1947 in Mönchengladbach gestorben. Nach den Recherchen des Stadtarchivs Mönchengladbach ist er 1893 aus Cottbus nach Mönchengladbach zugezogen, in das Haus seines Vaters Otto Essers (Regentenstraße 93), der zusammen mit seinem Bruder Ernst eine Mechanische Weberei „Gebr. Essers“ an der Eickener Straße 196/198 betrieb. Ernst Essers wird 1902 und 1906 als Inhaber der Firma „Gladbacher Eisengießerei Ernst Essers“ verzeichnet, Lürriper Str. 390a (im Adressbuch 1907 erscheint unter dieser Adresse auch Otto Essers, als (Mit-)Besitzer?). Hauptprodukte der Gießerei waren laut einem Briefkopf aus dem Jahr 1911 Bauguss, Stahlformguss, Eisenkonstruktionen, Zirkulieröfen, Zirkulier-Koksöfen und Diaphragmapumpen „System Essers“. Die Adressangaben bezüglich seines Firmensitzes und seiner Wohnung sind über die Jahre etwas verwirrend, da offenbar auch auf den geschäftlichen Briefköpfen in der Regel seine private Adresse und Telegrafen-Nummer angegeben sind. Vor dem Umzug nach Viersen scheint seine Privatadresse wohl Poeth 25 gewesen zu sein (so jedenfalls die Adressbücher 1908 und 1912). Auffällig ist auch, dass Ernst Essers spätestens mit dem Ersten Weltkrieg nicht mehr als Inhaber einer konkreten Fabrik in den Adressbüchern erscheint, sondern z. B. im Viersener Adressbuch 1927 als – im Handelsregister eingetragener – „Ingenieur“ (1908: „Zivil-Ingenieur“). Essers scheint schon im Ersten Weltkrieg nicht mehr Besitzer der Eisengießerei an der Lürriper Straße in Mönchengladbach gewesen zu sein. 1916/17 sind für die Lürriper Straße 390/390a im Adressbuch ein Andreas Schlipper und ein Hubert Philippen angegeben, bevor hier 1921/22 und 1925/26 die Firma Lomberg & Söhne, Metallwarenfabrik u. Eisenhandlung und dann erstmals 1927 „H. Weller, Eisenkonstruktionen“ angesiedelt sind, letztere unter dem Namen „Stahlbau Weller“ lange Jahre ein großes und bekanntes Unternehmen. Welcher unternehmerischen Tätigkeit Ernst Essers nach dem Ersten Weltkrieg nachgegangen ist bzw. ob er weitgehend von Patenten und Kapital leben konnte, ist derzeit nicht genau bekannt. Als letzte Adresse vor seinem Tod erscheint nach dem Zweiten Weltkrieg schließlich die Viersener Straße 450 in Mönchengladbach: Nach dem Tod seiner Frau Maria wurde er dort von den Ordensschwestern des gegenüber der Villa liegenden Franziskushauses versorgt, im Gegenzug diente die „Villa Maria“ dem Orden als Wohnhaus. Im Franziskushaus ist Essers dann 1947 auch verstorben. Architekt Zu Leben und Werk des Mönchengladbacher Bauunternehmers und Architekten Johannes Heuter (gest. 1963) ist wenig bekannt, was in erster Linie daran liegen mag, dass in Mönchengladbach die historischen Bauakten im Zweiten Weltkrieg vernichtet wurden. Der bislang früheste Bau, der der Denkmalpflege bekannt ist, ist das Wohnhaus Am Alten Rathaus 4 in Viersen-Dülken, errichtet 1904 für den Schuhfabrikanten Gerhard Gatzenmeier. In Viersen erbaute er 1905 das Wohnhaus mit Weinbrennerei von Josef Fausten, Rektoratstraße 39. Nachdem Heuter im Adressbuch 1906 unter der Adresse Regentenstraße 112 verzeichnet ist, findet man ihn dort 1921/22 unter der Adresse Luisenstraße 167 – sehr wahrscheinlich ist die 1908/09 errichtete, denkmalgeschützte Bautengruppe Luisenstraße 167–173 daher ebenfalls von ihm, ebenso das Haus Hohenzollernstraße 185, für das im Adressbuch als Bewohner allerdings Heinrich Heuter angegeben ist. Johannes Heuters Adresse in den 1920er und 1930er Jahren lautete Franziskanerstraße 10, 1950 bis zu seinem Tode dann Rubensstraße 9. Die Heuter gesichert zuschreibbaren Bauten vor dem Ersten Weltkrieg weisen ihn als einen Architekten aus, der „auf der Höhe der Zeit“ den Reformstil jener Jahre sicher anwendete, der sich mit Mitteln des Jugendstils und Neuer Sachlichkeit evolutionär vom Historismus löste. Während es sich bei den Häusern in Luisen- und Hohenzollernstraße um einfache eingebaute Reihenhäuser handelt, sind das Dülkener Wohnhaus und die „Villa Maria“ typische Unternehmerwohnhäuser, wobei letztere durch ihren Ausstattungs- und Detailreichtum sicher eine Sonderstellung einnimmt. Denkmalwert Die „Villa Maria“ des Unternehmers Ernst Essers, Gladbacher Straße 779, ist aufgrund ihres außergewöhnlich weitgehenden Originalzustands, der Qualität ihrer Gestaltung und ihres Ausstattungsreichtums als eines der herausragenden architektonischen Zeugnisse Viersens aus der Zeit vor dem Ersten Weltkrieg anzusehen. Auffallend sind stilistische Anleihen beim zeitgenössischen „neubergischen Bauen“, das sich in der Verschieferung, der Gestaltung der Fenstergewände (weiß aufgeputzt mit runden Fensteröffnungen) und den grünen Fensterläden, insgesamt also auch dem farblichen Dreiklang weiß-grün-schwarz ausdrückt. Die mündliche Überlieferung, diese für den Niederrhein eher untypische Gestaltung sei wegen eigener biografischer Wurzeln im Bergischen Land auf Wunsch Ernst Essers erfolgt, ließ sich bislang nicht erhärten. Ähnliche stilistische Bezüge sind auf Viersener Stadtgebiet auch am Wohnhaus Heinz-Luhnen-Straße 15 in Dülken verwendet. Von der Ausstattung besonders hervorzuheben sind die Buntglasfenster, nicht nur wegen ihrer Zahl, sondern auch wegen ihrer spezifischen Ikonografie, die auch überörtlich von Interesse ist. Schließlich manifestiert sich hier auch ein wichtiges Stück Wirtschafts- und Sozialgeschichte Mönchengladbachs, wenn auch wohl eher zufällig auf Viersener Stadtgebiet. Als außergewöhnlich gut erhaltenes und reich ausgestattetes Unternehmerwohnhaus aus der Zeit vor dem Ersten Weltkrieg ist die Villa Gladbacher Straße 779 einschließlich ihrer Einfriedigung bedeutend für Viersen und Mönchengladbach. Ihre Erhaltung und Nutzung liegt aus den dargelegten wissenschaftlichen, architektur- und ortsgeschichtlichen Gründen im öffentlichen Interesse. Es handelt sich daher gemäß § 2 Denkmalschutzgesetz NRW um ein Baudenkmal. | 1911/1912                            | 18. Juli 2008      | 484             |
| Wohnhaus                                        | Wohnhaus                                         | Viersen Goetersstraße 50 / 52 Karte                                                  | Das zweigeschossige Doppelhaus mit Mezzaningeschoss wurde 1902 als erstes Gebäude eines noch heute bestehenden Häuserblocks von Herrn Josef Kaiser errichtet. Der Gebäudekomplex erstreckt sich entlang dem damals noch offen verlaufenden Dorfer Bach, dem die Goetersstraße folgte. Bei dem Häuserblock handelt es sich um eine zwei- bis dreigeschossige Gebäudegruppe mit vier Wohnhäusern, die unterschiedliche Achsenzahlen aufweisen. Die Häuserzeile wurde in den Jahren 1900 bis 1905 erbaut. Die Straßenfassaden sind verputzt und mit historisierenden Schmuckformen wie Stuckgliederung, Risalite und Dachgiebel gestaltet. Die Fassade des Hauses Goetersstraße 50/52 gliedert sich in sechs Achsen und erfährt durch die zentrale Anordnung der Eingangstüren eine Betonung der Mitte. Durch Sohlbankgesims, Gurtgesims und Sockel erfährt das Haus eine horizontale Gliederung, die von der erdgeschossigen Bänderputzfassade unterstützt wird. Die Fenster im Obergeschoss liegen jeweils auf den Achsen, wobei die mittlere Fensteröffnung der jeweiligen Doppelhaushälfte mit einem Fenstergiebel in floralem Stuckdekor überdeckt ist. Die Fenster sind mit einem segmentbogenförmigen Sturz, der durch einen floral geschmückten Teil getrennt ist, überspannt. Die Fensterbrüstungen im Obergeschoss sind in Wappenbildern mit Blumenmotiven ausgeschmückt. Die alten Fenster wurden durch neue ersetzt. Das Innere des Gebäudes wurde 1980 intensiv modernisiert. Die beiden Doppelhaushälften wurden zusammengelegt, so dass die im Obergeschoss und Dachgeschoss befindlichen Wohnungen über eine Treppe zu erschließen sind. Im Erdgeschoss ist die originale Wohnungseingangstüre sowie Stuckdecken mit sternförmigen Ornamenten in einem guten Zustand erhalten. Das in zentraler Lage Viersen gelegene Haus repräsentiert mit der anschließenden Häusergruppe, aus drei Wohngebäuden bestehend, die typische Bürgerhausarchitektur des 19. und frühen 20. Jahrhunderts und spiegelt an dieser Stelle das historische Stadtbild wider. Darüber hinaus bildet die Häuserzeile einen beträchtlichen Erinnerungswert an das ehemals gegenüberliegende Fabrikgebäude der Firma Kaisers und besitzt somit innerhalb der neueren Bausubstanz auch in städtebaulicher Hinsicht einen Denkmalwert. Aus wissenschaftlichen, insbesondere architekturgeschichtlichen, stadtentwicklungsgeschichtlichen und städtebaulichen Gründen liegen Erhaltung und Nutzung des Gebäudes gemäß § 2 (1) des Denkmalschutzgesetzes im öffentlichen Interesse. | 1902                                 | 8. August 1985     | 52              |
| Wohnhaus                                        | Wohnhaus                                         | Viersen Goetersstraße 54 / 56 Karte                                                  | Das 1904 errichtete Wohnhaus mit Mansarddach erstreckt sich traufseitig zur Goetersstraße, die damals dem Verlauf des Dorfer Baches folgte. Es wurde ursprünglich als Doppelhaus erbaut und erfuhr 1948 einen Wiederaufbau, bei dem die beiden Hälften zusammengelegt wurden. Das Gebäude ist Bestandteil einer Häusergruppe von vier Wohnhäusern, die Herr Josef Kaiser als Bauherr in den Jahren 1900 bis 1905 errichten ließ. Die Straßenfassade der Häuser sind verputzt und mit historisierenden Schmuckformen sowie Stuckgliederung, Risalite und Dachgiebel gestaltet. Die Fassade des Hauses Goetersstraße 54/56 wird bestimmt durch den Mittelrisalit, einem vor die Flucht des Hauses vorspringendem Bauteil, dessen geschweifter Giebel mit einer Welle abschließt. Dieser Bauteil ist symmetrisch gestaltet und erfährt durch die Ausbildung der erdgeschossigen Fassade in Quaderputz hier eine besondere Betonung. An dieser Stelle sind zwei Rundbogenfenster mit einem darüber liegenden, vorgeblendeten Entlastungsbogen mit Keil angebracht. Der dadurch entstandene Zwischenraum ist mit floralen Motiven in Stuck ausgefacht. Alle Fenster sind mit einem Rundbogen überdeckt, der mittig mit einem Keil geteilt ist. Die unregelmäßig gegliederte Straßenfassade erfährt durch die von den Fenstern unterbrochenen Putzbänder eine horizontale Gliederung. Alle Fenster und die Türe wurden in den 50er Jahren durch neue, den alten nachempfundenen Fenstern ersetzt. Das Mansarddach sowie die Dachgauben sind in Schiefer gedeckt. Die rückseitige Fassade ist backsteinsichtig und noch in einem originalen Zustand. Das Innere des Gebäudes ist total verändert. Das in zentraler Lage Viersens gelegene Haus repräsentiert mit den angrenzenden Häusern die typische Bürgerhausarchitektur des 19. und frühen 20. Jahrhunderts und spiegelt an dieser Stelle das historische Stadtbild wider. Darüber hinaus bildet die Häuserzeile einen beträchtlichen Erinnerungswert an die ehemals gegenüberliegende Fabrik der Firma Kaisers Kaffee und besitzt somit innerhalb der neueren Bausubstanz auch in städtebaulicher Hinsicht einen Denkmalwert. Aus wissenschaftlichen, insbesondere architekturgeschichtlichen, stadtentwicklungsgeschichtlichen und städtebaulichen Gründen liegen Erhaltung und Nutzung des Gebäudes gemäß § 2 (1) des Denkmalschutzgesetzes im öffentlichen Interesse. | 1904                                 | 9. August 1985     | 53              |
| Wohnhaus                                        | Wohnhaus                                         | Viersen Goetersstraße 58 Karte                                                       | Das zweigeschossige Wohngebäude mit Mansarddach ist Bestandteil einer Häusergruppe, die 1900 bis 1905 von Herrn Josef Kaiser als Bauherr errichtet wurde. Der Gebäudekomplex erstreckt sich entlang dem damals noch offen verlaufenden Dorfer Bach, dem die Goetersstraße folgte. Bei dem Häuserblock handelt es sich um eine zwei- bis dreigeschossige Gebäudegruppe mit vier Wohnhäusern, die unterschiedliche Achsenzahlen aufweisen. Die Häuserzeile wurde im Jahre 1900 bis 1905 erbaut. Die Straßenfassaden sind verputzt und mit historisierenden Schmuckformen wie Stuckgliederung, Risalite und Dachgiebel gestaltet. Hier ist die Fassade in Putz gehalten und wird durch Ziegelsteinbänder unterschiedlicher Breite und Ausführung bis in den Abschluss des Giebels akzentuiert. Das Gebäude gliedert sich in zwei Achsen. Auf der linken Seite ist der Eingang mit darüber liegendem Rundfenster angeordnet. Die originale Eingangstür ist mit Schnitzwerk in Formen des Jugendstils geschmückt. Auf der rechten Achse überragt ein Risalit die Fensteranlage im Erdgeschoss. Im Obergeschoss sind zwei Fensteröffnungen symmetrisch angeordnet. Darüber befinden sich zwei Schmuckornamente, die einzigen an der Fassade. Der Risalit durchdringt das Kranzgesims und endet mit einem vorgeblendeten Giebel, in dem mittig ebenfalls jeweils zwei jedoch kleinere Fensteröffnungen angeordnet sind. Die Fenster sind im originalen Zustand und gliedern sich in Flügel und Oberlicht, wobei das Oberlicht eine Sprossenteilung erfährt. Die rückwärtige Fassade ist in ihrer ursprünglichen Form erhalten. Im Innern des Gebäudes sind die Holztreppe sowie der Bodenbelag im originalen Zustand. Das in zentraler Lage Viersen gelegene Haus repräsentiert mit den angrenzenden Gebäuden die typische Bürgerhausarchitektur des 19. und frühen 20. Jahrhunderts und spiegelt an dieser Stelle das historische Stadtbild wider. Darüber hinaus bildet die Häuserzeile einen beträchtlichen Erinnerungswert an das damals gegenüberliegende Fabrikgebäude der Firma Kaisers und besitzt somit innerhalb der neueren Bausubstanz auch in städtebaulicher Hinsicht einen Denkmalwert. Aus wissenschaftlichen, insbesondere architekturgeschichtlichen, stadtentwicklungsgeschichtlichen und städtebaulichen Gründen liegen Erhaltung und Nutzung des Gebäudes gemäß § 2 (1) des Denkmalschutzgesetzes im öffentlichen Interesse. | 1904                                 | 21. Juli 1986      | 114             |
| Wohnhaus                                        | Wohnhaus                                         | Viersen Goetersstraße 60 Karte                                                       | Das 1904 geplante dreigeschossige Wohnhaus mit Satteldach und Doppelgiebel erstreckt sich traufseitig zur Goetersstraße, die damals dem Verlauf des Dorfer Baches folgt. Das Gebäude ist Bestandteil einer Häusergruppe von vier Häusern, die Josef Kaiser als Bauherr in den Jahren 1900 bis 1905 errichtet. Die Straßenfassade der Häuser ist verputzt und mit historisierenden Schmuckformen, wie Stuckgliederung und Risalite gestaltet. Die Fassade des Hauses Goetersstraße 60 wird bestimmt durch zwei fachwerkverzierte Giebel. Der zurückliegende Giebel liegt bündig mit der Fassade und überdeckt zwei der insgesamt fünf Achsen. Der vorspringende Giebel überdeckt einen zweigeschossigen Erker, an dem links zwei Balkone angeordnet sind, wobei der im zweiten Obergeschoss liegende entsprechend der Fachwerkkonstruktion des Giebels in Holz ausgeführt ist. Der im ersten Obergeschoss liegende Balkon und der angrenzende Erker werden von drei Konsolen getragen. In der Brüstung unterhalb des Erkerfensters befindet sich ein vegetabiles Stuckrelief, das hier das Sohlbankgesims unterbricht. Die rückwärtige Fassade ist backsteinsichtig, wobei der Anbau später verputzt wird. Die schmiedeeisernen Balkonbrüstungsgeländer sind im Original erhalten. Das in zentraler Lage Viersens gelegene und in der Häuserreihe wohl herausragende Gebäude repräsentiert mit den angrenzenden Häusern die typische Bürgerhaus-Architektur des 19. und frühen 20. Jahrhunderts. Sie spiegelt an dieser Stelle das historische Stadtbild wider. Darüber hinaus bildet die Häuserzeile einen beträchtlichen Erinnerungswert an das damals gegenüberliegende Fabrikgebäude der Firma Kaisers. Es besitzt somit innerhalb der neueren Bausubstanz auch in städtebaulicher Hinsicht einen Denkmalwert. Aus wissenschaftlichen, insbesondere architekturgeschichtlichen, stadtentwicklungsgeschichtlichen und städtebaulichen Gründen liegen Erhaltung und Nutzung des Gebäudeumrisses gemäß § 2 (1) des Denkmalschutzgesetzes im öffentlichen Interesse. | 1904                                 | 9. August 1985     | 54              |
| Verwaltungsgebäude                              | Verwaltungsgebäude                               | Viersen Greefsallee 1–5 Karte                                                        | Das Verwaltungsgebäude Greefsallee 1 in Viersen ist bedeutend für Viersen und für die Entwicklung der Arbeits- und Produktionsverhältnisse. An seiner Erhaltung und Nutzung besteht aus wissenschaftlichen, hier architektur- und ortsgeschichtlichen Gründen ein öffentliches Interesse. Es handelt sich daher gemäß § 2 (1) Denkmalschutzgesetz NRW um ein Baudenkmal. Das repräsentative Verwaltungsgebäude Greefsallee 1/Ecke Ringstraße in Viersen wurde 1914 für die Maschinenfabrik Gebrüder Heine errichtet. Planverfasser war Architekt BDA Robert Neuhaus aus Mönchengladbach. 1928 wurde nach einem Entwurf des gleichen Büros, inzwischen unter Leitung von August Stief, rückwärtig ein „Arbeiter-Wohlfahrtshaus“ hinzugefügt, welches ebenfalls erhalten ist und heute Büroräume beinhaltet. 1993–96 entstand in Verlängerung des Verwaltungsgebäudes entlang der Greefsallee ein Neubau, der in freier Anlehnung die Formensprache des Altbaus weiterentwickelt. Gleichzeitig wurde der Altbau in den Bestand respektierender Weise saniert. Das Verwaltungsgebäude von 1914 erhebt sich über L-förmiger Grundfläche mit im Aufriss zwölf mal sechs regelmäßigen Fensterachsen. In der linken äußeren Achse der Langseite entlang der Greefsallee ist der Eingang angebracht, der die Haupteingangsfunktion heute aber an den Neubau abgegeben hat. Über einem gebänderten, durchfensterten Sockelgeschoss besitzt das Gebäude zwei Vollgeschosse sowie ein vollwertig ausgebautes Dachgeschoss. Die Außenwände sind über dem Sockel backsteinsichtig mit Steinelementen (Kunststein?) gestaltet, das abgewalmte Dach ist mit Eckpavillonmotiven sowie einem Belvedere über einem Giebel an der Stadtseite zur Ringstraße differenziert. Die Fassade zur Greefsallee bezieht ihre Gestaltwirkung primär aus ihrer breiten Lagerung. Die Symmetrie der Ansicht und die regelmäßige Anordnung der Fensterachsen werden lediglich durch den Eingang in der linken Achse variiert. Dieser ist als im Verhältnis zum Baukörper relativ kleines, eine Achse breites Portal ausgebildet, mit gestufter Werksteinrahmung und einer Gebälkbekrönung aus seitlichen Voluten und einem stehenden Ovalfenster in der Mitte, letzteres mit Ziersprossung. Im Sturz war der Firmenname Gebr. Heine angebracht, eine Tradition, die der heutige Eigentümer mit seinem eigenen Namen fortsetzt. Die originale Tür mit kassettenartig dreifach übereinander angeordnetem Ziermotiv in der Mitte ist erhalten. Auch die Fenster in der rechts anschließenden Achse entsprechen in ihrer Größe nicht dem Fassadenschema, welche aus Sockelfenster, hohem Erdgeschossfenster und etwas niedrigerer Obergeschossöffnung eine klassische Hierarchisierung verfolgt. Die für die Wirkung der flächigen Fassade wichtige kleinformatige Sprossenteilung der Kreuzstockfenster wurde bei der jüngsten Fenstererneuerung übernommen. Über dem Obergeschoss markiert ein als angedeutetes Pultdach ausgestaltetes Gesims den Übergang zum Dachbereich. Die jeweils drei äußeren Achsen links und rechts sind als Vollgeschoss eckpavillonartig hochgezogen, wobei die Backsteinflächen zwischen den Fenstern Kapitelle besitzen und daher wie Pilaster wirken. Zwischen die beiden „Eckpavillons“ ist ein Fensterband eingespannt; hier sind die Gewände zwischen den Einzelfenstern durch Kanneluren ebenfalls klassizierend ausgestaltet. An der Fassade zur Ringstraße, zur Innenstadt von Viersen hin gerichtet, bekrönt ein backsteinsichtiger Dreiecksgiebel die mittleren vier Fensterachsen, die dementsprechend auch leicht vorgezogen sind. Das Geschossgesims der Langseite ist zwar in den Außenachsen in die Giebelfassade hinein verkröpft (darüber jeweils ein Rundfenster mit Ziersprossung), dennoch wirkt die Fassade hier dreigeschossig, da das Dachgeschoss am Giebelrisalit vollwertig und ohne Gesimstrennung in Erscheinung tritt. Die Brüstungsfelder sind im Risalit als Werksteinflächen ausgebildet, in den Obergeschossen mit runden, je Geschoss variierten Kartuschen besetzt. Die lisenenartigen Wandflächen zwischen den Giebelfensterachsen besitzen Kapitelle und abstrahierte Basen, so dass auch sie wie Pilaster wirken. Auf dem First des Walmdaches, mittig oberhalb des Giebels sitzt ein runder Belvedere mit offenem Ausguck. Die Rückseite des Verwaltungsgebäudes ist in ähnlicher Weise wie die Fassade zur Greefsallee gestaltet, wobei die Erdgeschossfenster (des dahinterliegenden Flures) allerdings rundbogig ausgeführt sind. Von der Rückseite des Flügels an der Ringstraße aus führt ein Ausgang mit antikisierend profiliertem Sturzgebälk vom Treppenhaus in den Hofbereich. Die originale zweiflügelige Tür zeigt wieder ein dreifach übereinander angeordnetes, quadratisches und durchfenstertes Ziermotiv, dessen kreuzförmige Sprossung mit mittlerem Stern jedoch gegenüber dem Haupteingang an der Straße einfacher gehalten ist. Im Inneren sind Größe und Ausstattung der Büroräume modernisiert. Wesentlich ist aber die Erhaltung der Erschließungswege (Lage von Fluren und Treppenhaus), der tragenden Wände und des einhüftigen Grundrisses. Der Eingangsflur nimmt die Bänderung des Sockelgeschosses innen auf, er ist beidseitig in großen Rundbogenfenstern geöffnet. An seiner Hofseite führt ein portalähnlicher Übergang in den rückwärtig gelegenen Flur der nach vorne orientierten Büroräume; an seinem Beginn vermitteln mehrere Stufen auf das Hochparterreniveau des Erdgeschosses. Hohe Rundbogenfenster belichten den Gang, der zu dem im Zwickel zwischen beiden Flügeln angeordneten Treppenhaus führt. Von einer zweiflügeligen Fenstertür mit Oberlicht geschlossene, rundbogige Durchgänge trennen Flur und Treppenhaus. Die massive Treppe selbst ist verhältnismäßig schlicht, mit geraden Geländerstäben gestaltet. Typologisch interessant ist die Tatsache, dass die heute ebenfalls in Büros aufgeteilten Ober- bzw. Dachgeschosse laut Entwurfsplan ursprünglich nicht unterteilte (Zeichen-)Säle waren. Auf der Hofseite wurde 1928 ein „Arbeiter-Wohlfahrtshaus“ angebaut, welches ebenfalls erhalten ist. Es schließt mit einem überdeckten Gang, seitlich rundbogig geöffnet, an den Eingangsflur des Verwaltungsgebäudes an und erhebt sich mit drei Vollgeschossen auf gedrungener L-förmiger Grundfläche. Sein Äußeres, über Sockel backsteinsichtig mit Kunststeinrahmung der Fenster und abgewalmtem Steildach, ist unter Verzicht auf Schmuckelemente gestalterisch dem Verwaltungsgebäude angepasst. Für die spätere Bauzeit typisch ist das halbrund aus der Fassade herausragende Treppenhaus mit seinen schlanken vertikalen Fensterbahnen, unterhalb derer ein Nebeneingang in das Sockelgeschoss führt. Das Innere enthielt ehemals laut Baubeschreibung im Erdgeschoss Vorhalle sowie Speise- und Ruheraum sowie in den beiden Obergeschossen Wasch- und Ankleideräume samt Brausezellen. Heute sind hier ebenfalls Büroräume untergebracht. Erhalten sind das Treppenhaus mit der massiven, halbrund geführten Treppe und der Verbindungsgang mit seiner charakteristischen, gebänderten Wandverkleidung zwischen den Bogenfenstern. Geschichte Die 1887 von Georg und Ernst Heine gegründete Maschinenfabrik Gebrüder Heine war über fast 100 Jahre ein über Viersen hinaus bedeutendes Unternehmen. „Die Firma ging aus der von dem Vater Carl Friedrich Heine 1847 gegründeten Schmiede hervor, die in der Sektion Rintgen, Am Krapohl lag. Die ersten Produkte waren Webstühle und Färbereimaschinen. Noch im Gründungsjahr wurde mit der Herstellung von Zentrifugen, dem späteren Hauptprodukt, begonnen. Die Firma war stark exportorientiert. Schon vor dem Ersten Weltkrieg gingen Lieferungen in das europäische (…) und das außereuropäische Ausland (…). Das mittelständische Unternehmen beschäftigte 1929 285 Mitarbeiter, 1981 nur noch 60 Mitarbeiter. Die als Personengesellschaft gegründete Firma nahm 1966 die Rechtsform einer GmbH&Co KG an. Sinkende Umsätze führten 1981 zur Übernahme durch die LUWA-SMS Butzbach, einer Tochter der LU-WA AG, Zürich. Die Produktion wurde nach Butzbach, Hessen verlegt. Die Liegenschaften erwarb vor allem die Firma Trienekens. (…) Im Juni 1984 wurde die Heine Zentrifugen GmbH aus dem Handelsregister gelöscht.“ (Quelle: StaVie, Findbuch Sml. Heine, Einleitung). Anlässlich des 50-jährigen Firmenjubiläums 1937 bezeichnete sich die Firma selbst als „größte Zentrifugenfabrik Europas“ (vgl. Festschrift Arbeit, Vertrauen, Erfolg. Heine Zentrifugen seit 1887. In: StaVie, Sml. Heine, Nr. 83). Die Fabrikanlage der Firma Heine befand sich ursprünglich an der Gladbacher Straße. Die älteren Gebäude vor 1914 führte noch der Viersener Baumeister L. Hansen aus, ein Schwiegersohn von Carl Friedrich Heine, d. h. Schwager der Gebr. Heine. Im Laufe seiner Entwicklung breitete sich das Unternehmen über das gesamte, noch heute in diesen Dimensionen nachvollziehbare Grundstück entlang der Ringstraße bis hin zur Greefsallee aus. Das Wachstum der Firma war dabei offensichtlich schneller als das der Ringstraße, deren im Stadtbauplan angelegter Verlauf das Firmengelände durchschnitt und die wohl auch deswegen nie die ihr zugedachte Funktion und Bedeutung erlangte. Der Standort des Verwaltungsgebäudes von 1914, am äußerst nordöstlichen Punkt des Geländes, kennzeichnet eine Schwerpunktverlagerung im Firmengelände, deren Verlauf von West nach Ost erfolgte. Der älteste erhaltene Lageplan der Firma von 1868 zeigt noch eine „Heines Hof“ bezeichnete Hofanlage an der Gladbacher Straße, in der sich die väterliche Schmiede befand. Weitere durch Baugesuche festgehaltene Entwicklungsschritte sind 1896 ein großer Lagerschuppen sowie Dampfkessel mit Kamin für die neue Firma Gebr. Heine unmittelbar bei der alten Hofanlage/Schmiede, eine Einfriedungsmauer 1897, ein weiteres Lagergebäude (um 1900), eine große Montagehalle südlich der alten Anlage (und „jenseits“ der projektierten Ringstraße, 1904). Zahlreiche weitere Gebäude, darunter eine noch bestehende Montagehalle mit Dreherei, welche die Verbindung zwischen Gladbacher Straße und Greefsallee herstellte, folgten. Das Verwaltungsgebäude ist das Werk eines bedeutenden Architekten. Robert Neuhaus wurde 1864 in Krefeld geboren. 1887–94 ist er in Köln nachweisbar, wo er als freischaffender Architekt gemeinsam mit Carl Schauppmeyer ein Büro unterhielt. 1894/95 zog er nach Rheydt, nachdem ihm dort im Wettbewerb für den Rathausneubau zunächst der dritte Preis und dann die Ausführung zugesprochen worden waren. 1895/96 entstand das Rheydter Rathaus nach seinen Plänen in neogotischem Stil, ebenso wie um 1900 die Häuser Bismarckstraße 97 und 99 in Mönchengladbach. In der Folgezeit entwickelte sich Neuhaus gemeinsam mit seinem Teilhaber August Stief zu einem bedeutenden Villenarchitekten in Rheydt und Mönchengladbach. Hervorzuheben ist die überaus stattliche Villa Hecht, Mozartstraße 19 in Mönchengladbach, 1914–16 in neubarockem Stil. Ein weiteres monumentales Rathaus, ebenfalls neogotisch, wurde nach seinem Entwurf 1902 in Hamborn errichtet. Im Mönchengladbach und Rheydt benachbarten Viersen ist Neuhaus ebenfalls mit einigen wichtigen Bauten vertreten. Außer Arbeiten für die Firma Gebrüder Heine sind bislang bekannt die Villa Marx, Gerberstraße 20 und das Kriegerehrenmal in der evangelischen Kirche an der Hauptstraße. Die Heine-Bauten erwähnte Neuhaus ausdrücklich auch in seinem Œuvrekatalog Mitte der zwanziger Jahre. Das Gesamtwerk von Neuhaus (Nachlass im Stadtarchiv Mönchengladbach) ist erst in Ansätzen gesichtet. Die Prominenz der ihm übertragenen Bauaufgaben weist ihn als einen regional überaus gefragten und bedeutenden Architekten aus. Stilistisch spiegelt sich in seinen Bauten der wechselnde Geschmack der Jahrzehnte und wohl auch seiner Bauherren wider. Neben ausgesprochen neogotischen und neobarocken Entwürfen stehen dabei eher neusachliche, biedermeierliche Beispiele, zu denen neben den Villen Parkstraße 71 (stark verändert) und Zoppenbroich 65 in Mönchengladbach auch die Villa Heine in Viersen, Heimbachstraße 12, das Wohnhaus von Ernst August Heine, zu zählen ist. Gegen Ende der zwanziger Jahre scheint sich Robert Neuhaus, möglicherweise auch krankheitsbedingt, mehr und mehr aus seinem Büro zurückgezogen zu haben. 1931 zog er sich ganz nach Wassenberg zurück, wo er verwandtschaftliche und freundschaftliche Beziehungen hatte; 1934 ist er dort gestorben. Eine Sammlung zu seinem Werk (Vorarbeiten zu einer nicht fertiggestellten Dissertation über ihn) befindet sich im Stadtarchiv Mönchengladbach. Bedeutung Architekturgeschichtlich repräsentiert das Verwaltungsgebäude der Firma Heine jenen konservativen, an barocken und klassizistischen Vorbildern orientierten Zeitstil vor dem Ersten Weltkrieg, der im Gefolge von Werkbund- und Heimatschutzbewegung sowie Büchern wie dem vielgelesenen „Um 1800“ oder den Traktaten von Paul Schultze-Naumburg entstand. In diesem Zusammenhang verdeutlichen Würdeformen wie der Giebelrisalit an der stadtzugewandten Fassade einschließlich des bekrönenden Belvedere Status und Repräsentationswillen des Unternehmens. Die davon abgesehen relativ ornamentfreie, eher flächige Außenbaugestaltung mit ihrer gleichmäßigen Reihung der Fensterachsen verweist gleichzeitig aber auch auf Tendenzen der Moderne, die sich von der historistischen Detailgestaltung deutlich absetzten. Ältere Zeitströmungen an vergleichbaren Bautypen lassen sich in Viersen am Rathausgebäude Bahnhofstraße 29 nachvollziehen, wo die ursprüngliche schmucklose Backsteinfassade eines Kontorgebäudes 1887 für die Rathausfunktion mit einer aufwändigen Renaissancedekoration versehen wurde. Hinter der Fassade war und ist im Inneren ein unkomplizierter, zweckmäßiger Grundriss verwirklicht. Die einhüftige Fluranordnung repräsentiert den modernen Anspruch der Bauzeit, mit natürlichem Licht versorgte helle Innenräume zu schaffen. Die im Entwurf nicht unterteilten großen Säle ermöglichten später die funktional sinnvolle Neuorganisation des Inneren mit Hilfe „flexibler“, nicht tragender Einbauten. Der rückwärtige Sozialbau ist als Fortführung der Formensprache des Verwaltungsgebäudes zu verstehen, wobei das halbrund vorgezogene Treppenhaus mit seinem vertikalen Fensterband den Zeitgeist der zwanziger Jahre wiedergibt. Der Bau einer solchen, durchaus fortschrittlichen Einrichtung in zudem qualitätsvoller Architektur verdeutlicht augenfällig Größe und Bedeutung der Firma Heine zu dieser Zeit. Als repräsentatives Verwaltungsgebäude der überregional bedeutenden Firma Gebrüder Heine, die über annähernd 100 Jahre den Standort zwischen Gladbacher Straße und Greefsallee prägte, ist das Gebäude Greefsallee 1 bedeutend für Viersen. Von der Geschichte dieser Firma zeugt ferner das erhaltene Sozialgebäude von 1928, dass trotz seiner inneren Veränderungen auch noch einen Eindruck von den Arbeits- und Produktionsverhältnissen in der Firma vermittelt. Die Weiternutzung von Gelände und einem Teil der Gebäude durch die nachfolgende Firma Trienekens sowie die umfängliche Firmendokumentation im Stadtarchiv unterstreichen zusätzlich diese Tradition und das öffentliche Bewusstsein von ihr. Das Verwaltungsgebäude ist ein in seinen wesentlichen charakteristischen Merkmalen anschaulich erhaltener Bau von 1914, dessen Gestalt die seinerzeit typischen neubarocken und klassizierenden Tendenzen aufweist. Er ist das Werk des bekannten Architekten Robert Neuhaus, der im Raum Mönchengladbach als ein führender Architekt für repräsentative Bauaufgaben galt. Dass die Inhaber der Firma Gebr. Heine ihn und nicht einen der einheimischen Architekten mit ihren Bauten beauftragten, kann als Ausweis eines überdurchschnittlichen Anspruchniveaus gewertet werden. Eine behutsame Weiterentwicklung der Formen von 1914 zeigt das zugehörige Sozialgebäude, mit gemäß Funktion, Lage und Zeitstil schlichteren Formen und dem halbrunden Treppenhausturm. Aus wissenschaftlichen, hier architekturgeschichtlichen Gründen besteht daher an der Erhaltung und Nutzung von Verwaltungs- und Sozialgebäude ein öffentliches Interesse. Wegen der großen Bedeutung der Firma Gebr. Heine innerhalb der Wirtschaftsgeschichte von Viersen kommen ortsgeschichtliche Gründe dazu. Es handelt sich daher gemäß § 2 (1) Denkmalschutzgesetz insgesamt um ein Baudenkmal. | 1914/1928                            | 18. April 2002     | 432             |
| Kath. Pfarrkirche St. Franziskus                | Kath. Pfarrkirche St. Franziskus                 | Süchteln Grefrather Straße 183 Karte                                                 | Am 9. September 1852 wurde auf einem von Landwirt Franz Schmitz zur Verfügung gestellten Gelände in Vorst ein schlichtes Holzkreuz errichtet, das 1864 zum Missionskreuz bestimmt wurde, wegen Schäden 1889–93 jedoch durch eine Marien-Kapelle ersetzt werden musste. Der durch die Industrialisierung stark gewachsene Süchtelner Norden mit Vorst als Mittelpunkt erreichte 1932 die Erhebung zum Rektorat. Bereits drei Jahre zuvor war eine provisorische „Notkirche“ im umgebauten Saal der Gaststätte Hermanns an der Oedter Straße eingerichtet worden, die bis zur Einweihung der neuen Franziskuskirche genutzt wurde (später abgebrochen). 1951 wurde ein Kirchenbauverein gegründet, der in der Folgezeit die Errichtung der ersten „richtigen“ Kirche in Vorst betrieb. Als Bauplatz wurde der Ort der alten Marienkapelle an der Abzweigung der Ritterstraße von der Landstraße (Grefrather Straße) gewählt, die folglich abgebrochen werden musste. Die 1953 zur selbständigen Pfarre erhobene Gemeinde konnte am 30. Mai 1954 die Weihe ihrer neuen Kirche feiern. Der Entwurf des Neubaus stammt von Hans Rompelberg, ein gebürtiger Süchtelner und seit den zwanziger Jahren dort mit qualitätsvollen Bauten hervorgetretener Architekt, der zur Bauzeit jedoch bereits in Büderich ansässig war; Ausführung und Bauleitung oblag seinen Mitarbeitern Engelen und Hauff. In der Bauakte sind längere Diskussionen um die Ausführung der Kirche (Dachform, Fenster) überliefert. So hatte Rompelberg zunächst ein Walmdach vorgesehen, wohingegen das dann ausgeführte Satteldach wohl in erster Linie durch Einwirkung des bischöflichen Generalvikariats in Aachen zustande kam. Die Backsteinsaalkirche, außen mit holländischen Klinkern verkleidet, ist nicht geostet, sondern mit ihrer Eingangsgiebelfassade zur vorbeiführenden Straße ausgerichtet, so dass der rechteckig geschlossene Chor etwa nach Südwesten zeigt. Auf der Nordseite ist dem Saal ein kurzes Seitenschiff unter abgeschlepptem Dach angefügt, in dessen Verlängerung eine Sakristei neben dem Chor sowie ein mächtiger Turm neben der Eingangsfront eingestellt sind. Annähernd doppelt so hoch wie das Kirchenschiff, besitzt der auf quadratischer Grundfläche mit flachem Zeltdach aufgeführte, einschließlich des Glockengeschosses dreizonige Turm eindeutig Wahrzeichencharakter weit über den Kern von Vorst hinaus. An seiner nach Norden gerichteten Seite ist auf einer geschweiften Konsole eine überlebensgroße Statue des Heiligen Franziskus angebracht (Künstlerin: Benita Stevenson, Fulda). Eine breite Stufenanlage führt in zwei Abschnitten vom Straßenniveau zum erhöhten Plateau und weiter zum Eingang der Kirche. Das dreiteilige Portal mit geschlossenen Holz-Doppeltüren ist in Natursteingewände mit jeweils einem flachen Segmentsturz eingefügt; die drei Keilsteine tragen die Inschriften A / 1953 / D. Darüber beherrscht ein großes Maßwerk-Rundfenster den ansonsten schmucklosen Giebel, so dass insgesamt eine ruhige und markante Fassade ausgebildet wird. Die Seitenwände des Kirchenschiffs sind in breiten Rundbogenfenstern geöffnet. Der Chor wird einseitig von Süden durch annähernd wandhohe, schmale rundbogige Lanzettfenster belichtet. Das Raumbild im Inneren des großen Kirchenschiffs wird von der Materialwirkung der Backsteinwände und den stark farbigen Glasgemälden des bekannten Glasmalers Ernst Jansen-Winkeln aus Mönchengladbach geprägt, von denen die drei größeren der Südwand die Heiligen Pantaleon, Franziskus und Klemens zeigen (1959; weitere Fenster 1961). Das Hauptschiff ist flach gedeckt, das Seitenschiff öffnet sich zu ihm in drei weiten Rundbögen. Der Chor, ebenso breit wie das Schiff, liegt über 1 + 5 Stufen erhöht. Über den Eingang im Osten ist eine Orgelempore mit holzverkleideter Brüstung gespannt. Der Boden ist mit Sandsteinplatten belegt, die Ausstattung wurde im Laufe der Jahre erneuert (Altar) oder ergänzt, die Glocken stammen aus 1959 und 1962. Von der ältesten Ausstattung der 1950er Jahre sind zwei strenge Holzskulpturen des Erkelenzer Bildhauers Peter Haak wegen ihrer künstlerischen Qualität bemerkenswert: eine Marienstatue und eine Schmerzensmutter in der Kriegergedächtniskapelle. In den Kellerräumen unter der Kirche sind Gemeinderäume untergebracht, darüber hinaus lag unter dem Chor ehemals die Küsterwohnung. Die Franziskuskirche in Süchteln-Vorst ist architekturgeschichtlich zur breiten traditionalistischen Richtung im Kirchenbau der 1950er Jahre zu zählen. Kennzeichen sind der traditionelle Baukörper, gestaltet als rechteckiger Kubus mit Satteldach, die Verwendung des Baumaterials Backstein und der formale Bezug auf romanische Formen mittels Rundbögen, Flachdecke u. ä. Noch mehr als Assoziationen an das (romanische) Mittelalter stand dabei ein Verweis auf „Urformen“ im Mittelpunkt, die sich in großen einfachen Kuben und Flächen, klaren Begrenzungen und unbedingte Konzentration auf Wesentliches äußerte. Vorbildlich und stilprägend wirkten dabei gerade im rheinisch-westfälischen Raum die Kirchenbauten Dominikus Böhms – in Vorst nachvollziehbar auch an der markanten Giebelfassade mit Rundfenster und Portal, die so in nicht wenigen Beispielen bei Böhm, aber auch anderen Vertretern dieser Richtung in den 1920er und 1930er Jahren vorgeprägt ist. Wichtig ist in diesem Zusammenhang auch die bewusste Materialästhetik von Backstein und Holz gerade auch im Inneren, ebenso „bodenständigen“ wie handwerklichen und gleichsam „sinnlichen“ Baumaterialien. Damit einher ging folgerichtig eine weitestgehende Reduzierung des Ornaments, so dass bisweilen durch-aus monumental wirkende Formen und Räume entstanden. Auch das Vorster Kirchenschiff ist hiervon nicht frei, z. B. bei der Chorlösung. Funktional und ideell gab es direkte Bezüge zur Liturgiereformbewegung der 1920er Jahre. Der Kirchenbau der 1950er Jahre ist außen und innen im Wesentlichen intakt und anschaulich erhalten. Er ist als Pfarrkirche der nördlichen Süchtelner Honschaften und Siedlungsplätze in Vorst, Hagenbroich, Windberg etc. bedeutend für Viersen. Aus den dargelegten wissenschaftlichen, insbesondere architektur-, siedlungs- und religionsgeschichtlichen Gründen besteht an seiner Erhaltung und Nutzung ein öffentliches Interesse. Es handelt sich daher gemäß § 2 (1) Denkmalschutzgesetz um ein Baudenkmal. | 1951–1954                            | 23. März 2004      | 451             |
| Steinrathshof                                   | Steinrathshof                                    | Süchteln Grefrather Straße 234 Karte                                                 | Bei dem Anwesen handelt es sich um eine dreiflügelige Hofanlage, dessen Ursprung auf das ehemalige Wohn-Stallhaus zurückzuführen ist. Nördlich schließt die Hofanlage mit der Scheune; den östlichen Flügel bildet das Stallgebäude. Das Wohn-Stallhaus ist in vier Jochen errichtet. Von der ursprünglichen sichtbaren Konstruktion in Fachwerk zeugt der rückwärtige Giebel des Wohn-Stallhauses. Vermutlich wird dem zur Straße liegenden Giebel, der Westseite, 1794 eine Backsteinwand vorgesetzt. Der Grundriss, im Wesentlichen durch das Konstruktionsraster bestimmt, gliedert sich in das höher liegende Hauptschiff und die beiden Seitenschiffe, die deutlich erkennbar sind. Der Kaminblick ist vermauert. Über der nordwestlichen Ecke liegt über dem kleinen Keller mit Backsteingewölbe die Opkamer. Die Scheune, in der Mitte mit einer Durchfahrt, ist instand gesetzt. Daran angegliedert ist der Stall. Der Gebäudekomplex stellt eine gut erhaltene Hofanlage des 18. Jahrhunderts dar. Bemerkenswert ist, dass die Umbauten der Nachkriegszeit trotz einiger Veränderungen den Charakter und die heute den Denkmalwert ausmachende historische Substanz in durchaus nicht selbstverständlicher Weise respektiert haben. Aus wissenschaftlichen, insbesondere architektur-, orts- und volksgeschichtlichen Gründen liegen Erhaltung und Nutzung des Gebäudes gemäß § 2 (1) des Denkmalschutzgesetzes im öffentlichen Interesse. | 17. Jh. / 18. Jh.                    | 5. September 1989  | 217             |
| Hotel                                           | Hotel                                            | Viersen Große Bruchstraße 46 / Parkstraße Karte                                      | Das wohl in der zweiten Hälfte des 19. Jahrhunderts errichtete Hotel ist ein Eckgebäude zur Parkstraße bzw. zur Großen Bruchstraße. Der zweigeschossige Baukörper ist mit einer Achse, bezogen auf die Ecke, wobei die beiden anderen Putzfassaden in historisierendem Dekor gehalten, jeweils zu fünf Achsen gegliedert sind. Die beiden rechten Achsen der Fassade zur Parkstraße sind leicht abgewinkelt. Der über eine zweiseitige Freitreppe erschlossene Haupteingang befindet sich mittig vor der Fassade zur Großen Bruchstraße und erfährt durch einen Risaliten eine besondere Betonung. Auffällig ist hier die Ausbildung des Kranzgesimses im Eingangsbereich mit einem Tierkopf. Die Fenster im Obergeschoss sind in acht Teile gegliedert und originalen Zustand erhalten. Insgesamt erfährt die Fassade eine horizontale Gliederung durch Fuß-, Stockwerk- und Sohlbankgesims, wobei das Erdgeschoss in Quaderputz ausgeführt ist. Das schwach strukturierte Kranzgesims trennt das flache Walmdach von der Fassade. Im Inneren des Gebäudes ist der alte Dachstuhl mit Holzkeilverbindungen erhalten. Das in zentraler Lage Viersens ursprünglich in unmittelbarer Nähe des Bahnhofs gelegene ehemalige Hotel spiegelt das historische Stadtbild wider. Darüber hinaus ist es als Eckgebäude in exponierter Lage von städtebaulicher Bedeutung. Aus wissenschaftlichen, insbesondere städtebaulichen, raumgestaltenden und architekturgeschichtlichen Gründen ist die Erhaltung und Nutzung des Gebäudes gem. § 2 (l) des Denkmalschutzgesetzes in öffentlichem Interesse. | 2. Hälfte 19. Jh.                    | unbekannt          | 86              |
| Wegekreuz                                       | Wegekreuz                                        | Viersen Hardter Straße Karte                                                         | Das Wegekreuz an der Hardter Straße wird im Jahre 1884 von den Hoser Jungmännern gestiftet. Das Kreuz aus Sandstein mit neugotischen Formen erhält im Jahre 1939 nach mehreren Ortsversetzungen seinen heutigen Standort. Ein dreifach abgetreppter Sockel aus Naturstein trägt das weißgetünchte Kreuz, dessen Unterbau folgende Inschriften trägt: „Donno Juvenes / Anno / 1884“ Darüber in einem gerahmten Inschriftenfeld: „Wenn ihr den Vater / um etwas bitten werdet / in meinem Namen. Er / wird es euch geben. Joh, 16.23“ Auf der Kreuzrückseite: „Donaco virgines / Anno / 1884“ Auf der rechten Seite sind die miteinander verwobenen christlichen Symbole: Herz, Anker und Kreuz dargestellt. Auf der linken Seite: „Errichtet von / den kath. Einwohnern / der Sekt. Hoser / im Jahre 1883“ Den Unterbau vom Mittelbau trennend folgt ein Fries aus Kreuzblumen. Der mittlere, mehrgliedrige, sich nach oben verjüngende Bauteil setzt sich aus gotischen Stilelementen zusammen, wie z. B. Dreipassformen, Kreuzblumen, Giebelelemente. Das einfach gestaltete bekrönende Kreuz enthält in seinem Schnittpunkt ein Bronzemedaillon mit der Darstellung des Christuskopfes. Aus wissenschaftlichen, insbesondere religionsgeschichtlichen und volkskundlichen Gründen stehen Erhaltung und Nutzung des Kreuzes gemäß § 2 (1) des Denkmalschutzgesetzes im öffentlichen Interesse. | 1884                                 | 12. Mai 1989       | 195             |
| Mollshof                                        | Mollshof                                         | Viersen Hardter Straße 19–25 Karte                                                   | Bei dem Mollshof handelt es sich um eine vierflügelige Hofanlage. In den Unterlagen wird er teilweise als der Berg-Molls oder Nensch-Hof bezeichnet. Unter dem Namen Berg ist der Hof schon in den Jahren 1381 bis 1395 in einigen Unterlagen erwähnt. Im 18. Jahrhundert wurde die Anlage geteilt. In dem „Meetbuch Hoser und Bockert“ erscheinen zwei Besitzer jeweils für den „halben Berghof“. Auf einer alten Katasterkarte aus den Jahren 1860 bis 1865 erscheint die Hofanlage in Umrissen, die den heutigen ähnlich sind. Bei dem Wohnhaus handelt es sich um ein Fachwerkständerbau mit Außenmauerwerk aus Backsteinen. Im Inneren konnte sich in der zum Hof gelegenen Hälfte des Wohnhauses das Ständerwerk gut erhalten. Die ursprüngliche Diele ist durch eine Wand in zwei Bereiche getrennt. An dieser Wand befindet sich ein gut erhaltener offener Kamin. Seitlich in dem Kaminraum führt eine alte steile Holztreppe zum Dachgeschoss. Die dem Hof abgewandte Hälfte ist weitgehend modernisiert. Dennoch ist der ursprüngliche Aufbau mit den tieferen Abseiten vom Grundriss sowie in der Fensteraufteilung der Fassade ablesbar. Die durch eine Mittelwand geteilte Deele, an der der Kamin angebracht ist, sowie die tieferen Abseiten sind typisch für den Aufbau eines niederrheinischen Bauernhauses. Aus wissenschaftlichen, insbesondere ortsgeschichtlichen und volkskundlichen Gründen liegen Erhaltung und Nutzung der Hofanlage gemäß § 2 (1) des Denkmalschutzgesetzes im öffentlichen Interesse. | 18. + 19. Jh.                        | 31. Juli 1986      | 125             |
| Wegekreuz                                       | Wegekreuz                                        | Viersen Hardter- / Ecke Bockerter Straße Karte                                       | Das „Schulkreuz“ stand ursprünglich am Giebel der alten, 1825 eingeweihten Bockerter Schule, bis diese 1971/72 abgebrochen wurde. Nachdem Anwohner das Kreuz sichergestellt hatten, wurde es nach mehrjähriger Lagerung 1979 an seinen heutigen Platz aufgestellt. Das „Schul-Kreuz“ besteht aus einem schlichten Holzkreuz, das außer dem Kruzifixus und der Kreuzesinschrift „INRI“ ein kleines Satteldach trägt. Dessen Firstbalken ist mit einem abgehängten Herz verziert. Der senkrechte Balken des Kreuzes besitzt unten die eingeschnitzte Inschrift „Eine Gabe von Andreas Krmmers“. Beim Schreiben des Namens ist mit Sicherheit ein Fehler unterlaufen. So kann vermutet werden, dass das Kreuz ohne Korpus von einem der vier für 1812 in Bockert belegten Hauseigentümer mit Namen Kremers zur Einweihung der Schule gestiftet wurde. Ausweislich des Kassenbuches der Kreuzgemeinschaft hat diese den Korpus 1898 hinzugekauft. Der Korpus folgt dem mit dem Beginn der Gotik auftretenden Dreinagel-Typus. Das nach rechts geneigte Haupt Christi trägt eine Dornenkrone. Die Hüften sind mit einem fast bis zu den Knien reichenden Lendenschurz bekleidet. Der neugotische Kruzifixus an der Hardter Straße folgt damit einem alten Vorbild, das anders als frühere Kreuzigungsdarstellungen das Leiden des Heilandes in den Vordergrund stellt. Zahlreiche Beispiele belegen die Beliebtheit dieser Bildform in der Zeit des Historismus. Unter diesen muss das Kreuz an der Hardter Straße sicher als durchaus qualitätsvolle Arbeit bezeichnet werden. An der Erhaltung besteht ein öffentliches Interesse, weil das Wegekreuz an der Hardter Straße als Zeugnis der Frömmigkeit im 19. Jahrhundert bedeutend für die Geschichte des Menschen ist und mit seiner Geschichte an die ehemalige, von den Bewohnern erbaute Volksschule von Bockert erinnert. Erhaltung und Nutzung liegen aus künstlerischen und volkskundlichen Gründen im öffentlichen Interesse. | 1825                                 | 18. Juni 2001      | 411             |
| Wegekreuz Hardter Straße/Kreuzstraße            | Wegekreuz Hardter Straße/Kreuzstraße             | Bockert Hardter- / Ecke Kreuzstraße Karte                                            | Geschichte Die erste urkundliche Erwähnung Bockerts datiert in das Jahr 1250. Die Überlieferung, Bockert bestehe aus fünf Höfen/Hofgemeinschaften und sieben Brunnen („hötte“ und „pötte“), ist in die Gestaltung des heutigen Kreuzplatzes eingeflossen. Am Standort des Sektionskreuzes befindet sich das Probstgut „the Boekholt“, in dessen näherer Nachbarschaft ab 1666 auch eine Schule eingerichtet wird, so dass der Bereich der heutigen Ecke Kreuzstraße/Hardter Straße tatsächlich als eine Art früher Mittelpunkt des alten Bockert angesehen werden kann. Zum Hof The Boekholt, später Hennickens-Hof, dann Zerressen, gehört auch eine Kapelle, die 1886 abgerissen wird. An ihrer Statt errichten die Bewohner Bockerts ein später mehrmals erneuertes Holzkreuz. Um die häufigen Reparaturen zu vermeiden, wird das hölzerne Kreuz 1927 gegen ein neues aus Muschelkalkstein ausgetauscht – jenes Sektionskreuz, das noch heute den Mittelpunkt des Kreuzplatzes bildet. Das durch Spenden der Stadt Viersen und der Bockerter Bürger finanzierte Kreuz (Ausführung: Steinmetzbetrieb Frentzen, Viersen) trägt in seiner Mitte einen bronzenen Christus der Aachener Goldschmiedefirma Witte. Von Anfang an wird es seitlich flankiert von zwei Stelen mit Kandelabern. In den 1950er und 1960er sind Änderungen am Standort der Kreuzesanlage und schließlich die (räumlich geringfügige) Versetzung an den heutigen Standort notwendig. Bis etwa 1960 finden an dem Kreuz u. a. gemeinsame nachbarschaftliche Gebete für Verstorbene statt. Seit Mitte der 1970er Jahre dient es als Ort von Totenehrungen für die Opfer der Weltkriege. Auch ist die Anlage in wechselnder Form Teil der Fronleichnamsprozession. 1996/97 erfolgt eine umfassende Restaurierung der Kreuzesanlage. Die substanziell abgängigen seitlichen Stelen werden durch neue, nunmehr ebenfalls kreuzförmige Exemplare ersetzt, die in der Mitte der Kreuzarme zwei Toten-Gedenkplatten tragen. Im Zuge dieser Maßnahme wird der Kreuzplatz neu gestaltet und mit einer Bodenplastik der historischen „Hötte un Pötte“ von Bockert ergänzt. Patenschaft und Pflege des Kreuzplatzes werden der St. Peter-und-Paul-Bruderschaft in Bockert in Person eines von ihr gestellten „Pöttmeisters“ übernommen. Beschreibung Das schlichte Kreuz aus Muschelkalk steht auf einem zweistufigen Unterbau. Über seinem eigenen querrechteckigen Sockel schwingt es leicht auf die durchgehende Kreuzesstammbreite ein. Auch die Kreuzarme sind streng gerade ausgebildet. Im kleinen Kreuzsockel ist die Inschrift „Rette Deine Seele“ eingelassen. Um den Christuskopf ist ein Strahlenkranz in den Stein eingemeißelt, darüber das INRI-Zeichen. Die durchaus qualitätsvolle Christusfigur folgt, ebenso wie beim benachbarten Schulkreuz, dem spätgotischen Dreinageltypus; das zur Seite geneigte Haupt des in leidenden Christus trägt die Dornenkrone. Die beiden Muschelkalkstelen, die das Kreuz flankieren, werden bei der Restaurierung der 1990er Jahre durch neue Exemplare ersetzt, die nun ebenfalls leicht kreuzförmig ausgebildet sind. Ohne Sockel direkt auf der Erde stehend, tragen sie nach Umwidmung des Kreuzes zur Gedenkstätte für die Opfer der Kriege je eine Gedenktafel mit den Inschriften „Gedenket der Toten“ (links; mit Symbol der gefalteten Hände darüber) und „Bewahret den Frieden“ (rechts, mit christlichem Friedenssymbol PX darüber). Sie sind, obwohl substanziell modern, integraler Bestandteil der Konzeption der historischen Kreuzesanlage von 1927 und damit Teil des Denkmals. Die übrige moderne Platzgestaltung besitzt noch keinen historischen Zeugnischarakter und damit keinen Denkmalwert. Das Kreuz befindet sich zwar nicht mehr an seinem ursprünglichen Standort, sondern wird um 1968 wegen Änderungen am Straßenverlauf etwas versetzt; trotzdem markiert es nach wie vor jenen Bereich, aus dem sich die Honschaft (Sektion) Bockert entwickelt. Als Sektionskreuz der Honschaft Bockert, einer der Keimzellen des heutigen Viersen, ist die Kreuzanlage Hardter Straße/Ecke Kreuzstraße bedeutend für Viersen. Aus den dargelegten wissenschaftlichen, insbesondere volkskundlichen und lokalhistorischen Gründen stehen ihre Erhaltung und Nutzung im oben beschriebenen Umfang (zentrales Kreuz und flankierende Stelen) gemäß § 2 (1) des Denkmalschutzgesetzes im öffentlichen Interesse. | 1927                                 | 23. Mai 2002       | 438             |
| Wohnhaus                                        | Wohnhaus                                         | Viersen Hauptstraße 109 Karte                                                        | Das aus der 2. Hälfte des 19. Jahrhunderts stammende Gebäude wird 1910 umgebaut. So wird im rückwärtigen Bereich ein kleiner Anbau für Nebenräume vorgesehen, bedingt durch die Neugestaltung einer repräsentativen Diele, in der heute ein Ladenlokal untergebracht ist. Massive Marmorsäulen zeugen von der ursprünglichen Qualität des Ausbaues. Eine weitere intensive Veränderung erfährt das „frühere Goetersche Haus“ 1919. Hier wird durch den Umbau für den „Barmer Bankverein“ das Erdgeschoss verändert. 1922 entsteht auf der Rückseite ein weiterer Flügel für Buchhaltung und Revision. 1927 wird neben der Bank innerhalb des Gebäudes ein Ladenlokal eingerichtet. 1954 wird die Diele in ein Ladenlokal umgebaut. Beschreibung Das Gebäude erstreckt sich traufseitig in zwei Geschossen und sieben Achsen entlang der Hauptstraße. Die Putzfassade mit spätklassizistischem Quaderputz und flachen, vorspringenden zweiachsigen Seitenrisaliten wird von Mäanderfriesen in Ober- und Untergeschoss gegliedert. Das Obergeschoss, streng symmetrisch in sieben Fensterachsen gegliedert, schließt zum Dach mit einem schweren Gebälk, das aus Kassetten und einem darüber gelegten Zahnschnitt gebildet wird, ab. Das breite Traufgesims lagert auf Konsolen aus Akanthusvoluten. Die Fassade des Erdgeschosses ist hingegen durch die ehemalige Remiseneinfahrt sowie Schaufenster und Eingang unsymmetrisch. So sind die linke Hauskante und das Gesims durch den mehrfachen Umbau im Putz verändert. Das Gebäude in exponierter Lage mit seiner qualitätvollen Fassadengestaltung kennzeichnet den Bautyp des stattlichen Wohn- und Geschäftshauses. Ebenso trägt die prägnante Fassade zur Unverwechselbarkeit des Straßenraumes bei und wird somit auch Identifikationsmerkmal an der Hauptstraße. Aus wissenschaftlichen, insbesondere architektur- und städtebaulichen Gründen, liegen Erhaltung und Nutzung des Gebäudes gemäß § 2 (1) des Denkmalschutzgesetzes im öffentlichen Interesse. | 2. Hälfte 19. Jh.                    | 12. Mai 1989       | 192             |
| weitere Bilder                                  | ev. Kreuzkirche                                  | Alt-Viersen (Rintgen) Hauptstraße 120 a Karte                                        | Geschichte - 1580 Erstes Zeugnis über evangelische Christen in Viersen - nach 1629 allmähliche Bildung einer evangelischen Gemeinde - 26. Apr. 1705 Gründung der Evangelischen Kirchengemeinde Viersen - 1718 Errichtung eines Predigthauses - 1780 Trotz Widerstand der Katholiken Umbau des Predigthauses, Errichtung eines Turms mit Glocken und Uhr, 1785 neue Kanzel, 1793 Orgel - 1877 Beginn des Kirchenbaus - 27. Mai 1879 Weihe der Kirche - 1883 Einbau einer neuen Orgel - 1912 Nach Sturmschaden Neueindeckung und Neugestaltung des Turmhelmes - 1917 Ablieferung einiger Glocken und Orgelpfeifen zu Kriegszwecken - 1942 Ablieferung der größten Glocken zu Kriegszwecken - 9. Febr. 1945 Bombenschäden an Kirche und Pfarrhaus - 1949 Neues Geläut, Einbau neuer Kirchenfenster - 1965 Einbau einer neuen Orgel - 1994 Kirche erhält Namen „Kreuzkirche“ (bisher namenlos) Beschreibung Dreischiffige, neugotische Hallenkirche aus Backstein und rotem Sandstein (teilweise verblendet) mit vier Jochen, vorgesetztem Westturm und 5/8-Chorapside. Sakristei an der Nordseite des Chores. Westfassade wird von dem Turm auf quadratischem Grundriss beherrscht, der im unteren Geschoss von zwei turmähnlichen Anbauten mit den Seiteneingängen flankiert wird. Über dem Hauptportal befindet sich im Tympanon ein verglaster Dreipass, darüber im Wimperg die Jahreszahlen der Bauzeit. Im 1. Obergeschoss ziert ein großes zweibahniges Maßwerkfenster mit Rose den Turm, darüber ist die Turmuhr in einem krabben- und kreuzblumengeschmückten Giebel angebracht. Hinter dem Giebel beginnt das oktogonale 3. Obergeschoss mit Schallarkaden, bekrönt von einem oktogonalen Helm mit einem Kranz aus kleinen Giebeln. Die Außenwände der Seitenschiffe werden von den Strebepfeilern gegliedert, das letzte Joch vor dem Chor wird durch ein pyramidal abgesetztes Dach hervorgehoben (ebenso die seitlichen Anbauten des Westturms). Unterhalb der Traufe der Seitenschiffe verläuft ein Spitzbogenfries, die Fenster sind zweibahnig mit Dreipass. Im Innern zeichnet sich die Hallenkirche durch große Stützenabstände aus, die eine gute Belichtung durch die Chor- und Seitenfenster und freie Sicht aus den Seitenschiffen auf den Chor bewirken. Den Rundpfeilern sind vier ¾-Dienste vorgelagert, die in einem Blattkapitell enden, das Dienste und Pfeiler umfasst. Nur der zum Mittelschiff gerichtete Dienst ist höher gezogen bis zu einem Teilkapitell, von dem sich schmale Rippen und kräftigere Gurte fortsetzen. Die Scheidbögen sind stark profiliert. Im westlichen Joch ist über den Eingängen eine Empore eingezogen, auf der sich die Orgel befindet. Brüstung mit Vierpässen. In der Südwestvorhalle Treppe mit ornamentaler Metallbrüstung zwischen hölzernen Stäben; zweiflügelige Tür zum Kirchenraum. Bei der evangelischen Kreuzkirche handelt es sich um den zentralen Sakralbau der evangelischen Gemeinde, die sich seit dem 16. Jahrhundert allmählich in Viersen bildete. Der Bau prägt das städtebauliche Gesamtbild der südlichen Hauptstraße und zählt mit zu den dominierenden hohen Gebäuden in der Stadtsilhouette. Die einheitliche neugotische Ausstattung ist noch teilweise erhalten. Der Entwurfsverfasser, August Hartel, war ein überregional bekannter, bedeutender Architekt. Aus wissenschaftlichen, insbesondere architekturgeschichtlichen, städtebaulichen und kunsthistorischen Gründen liegen die Erhaltung und die sinnvolle Nutzung der Kirche gemäß § 2 Denkmalschutzgesetz im öffentlichen Interesse. | 1877–1879                            | 29. Juni 2000      | 391             |
| Wohnhaus                                        | Wohnhaus                                         | Viersen Hauptstraße 146 Karte                                                        | Nach Abbruch eines Vorgängerbaues, wird das Gebäude in exponierter Lage, im damaligen Ortskern von Rintgen, zweigeschossig mit Mezzanin errichtet. Im 19. Jahrhundert wird im ehemaligen Ortskern das alte, zusammentreffende Wegenetz zu einem sternförmigen Platz angelegt. Die Eckbauten dokumentieren den Versuch der Anlage dieses Platzes. Das Gebäude Hauptstraße 146, am Südende der Hauptstraße in der Zeile mit einem turmartigen Vorbau versehen, markiert hier einen Eckpunkt der Platzanlage. Der Turm schließt mit einem zwiebelförmigen Dachaufbau, der in einem achteckigen Kranz gelagert ist. Die Fassade insgesamt in gelbem Backstein errichtet, erfährt ihre Gestaltung durch horizontale Gesimse sowie vertikale Eckquaderung. Fenster und Haustür sind erdgeschossig mit Rundbogen überdeckt und im Obergeschoss flach übergiebelt. Dem Gebäude ist ein Freisitz in Sockelhöhe, mit Stahlgitter eingefriedigt, vorgelagert. Bemerkenswert ist die Treppenanlage mit reichen Schnitzereien im Innern des Gebäudes. Ebenso befinden sich feingliedriges Stuckwerk sowie der farbige Fliesenboden im originalen Zustand. Die Ausdrucksform der Architektur sowie der bevorzugte Standort lassen das Gebäude zu einem wichtigen Identifikationsmerkmal werden. Weiterhin kennzeichnet die zeittypische Fassade und Dachgestaltung den Bautyp des stattlichen Wohnhauses. Aus wissenschaftlichen, insbesondere architektur- und städtebaulichen Gründen liegen Erhaltung und Nutzung des Gebäudes gemäß § 2 (1) des Denkmalschutzgesetzes im öffentlichen Interesse. | 1893                                 | 12. Mai 1989       | 193             |
| alter ev. Friedhof                              | alter ev. Friedhof                               | Viersen Hauptstraße / hinter der Kirche Karte                                        | Geschichte - 1631 Onckepoeter Kirchhoff Bemerkung im Viersener Bannbuch: der ehemalige Friedhof der Täufer liegt westlich der Gladbacher Straße, in der durch sie und dem Ornperter Weg gebildeten Wegegabel - 1633–1718 2. Friedhof am Hammer Kirchweg - 24. Mrz. 1718 Erwerb eines Grundstücks mit Gebäuden für 3000 Reichstaler zur Errichtung einer Kirche, eines Pfarrhauses und eines Friedhofs - 23. Jan. 1825 letzte Bestattung auf dem 2. Friedhof - 30. Jan. 1825 erste Bestattung auf dem evangelischen Friedhof hinter der Evangelischen Kirche - 1863 Vergrößerung des Friedhofs - ab 1893 Bestattungen für die evangelische Gemeinde auf dem Friedhof auf der Löh - 1951 letzte Beisetzung auf dem alten Friedhof - 1968 Öffnung des Friedhofs für die Öffentlichkeit Beschreibung Nahezu ein Jahrhundert dient der alte evangelische Friedhof hinter der Kirche den evangelischen Christen in Viersen als Begräbnisstätte für ihre Verstorbenen. 1825, direkt hinter der Kirche und damit im langsam wachsenden Ortszentrum angelegt, entwickelt sich der zunächst nur spärlich bepflanzte, von Mauern und Hecken eingefasste Friedhof zur Idealvorstellung eines Parks. Entlang der vom Haupteingang in östlicher Richtung führenden Allee, die ursprünglich den einzig befahrbaren Weg darstellt, liegen die heute nicht mehr vorhandenen Kindergräber. In südlicher Richtung gehen von dieser Allee drei parallel verlaufende schmale Fußwege ab, die den Friedhof in drei Grabfelder unterteilen. Zwischen den ersten beiden Wegen sind repräsentative Familiengräber zu finden, zwischen dem zweiten und dritten Weg sind auf einer leeren Grünfläche dreizehn schlichte Einzelsteine zerstreut. Dieser Teil des Friedhofs stellt den ehemaligen Gemeindefriedhof dar. Die ursprüngliche Anordnung der im Zuge von Friedhofsarbeiten häufig ihren Platz gewechselten „Wandersteine“ lässt sich nicht mehr identifizieren. Bei der Identifizierung der Namen auf den Grabsteinen wird deutlich, dass die Mehrzahl der Mitglieder der evangelischen Gemeinde, eine religiöse Minderheit in Viersen, eng mit der wirtschaftlichen Entwicklung der Stadt Viersen verbunden ist. Die hier beerdigten Kaufleute und Unternehmer machen infolge der Industrialisierung im 19. Jahrhundert vor allem im Bereich der Textilindustrie den Namen der Stadt weit über den Niederrhein hinaus bekannt. Zu erwähnen sind neben den Familien Furmans, Preyer und Greef vor allem der Kommerzienrat Freiherr Friedrich von Diergardt, dessen soziales Engagement für die Stadt seiner unternehmerischen Innovation keineswegs nachsteht. Angesichts der mit diesem Namen verbundenen wirtschaftlichen Macht beeindruckt die fast schmucklose Bescheidenheit der auf dem Friedhof vorhandenen Grabsteine. Mächtige Sepulkralfiguren fehlen ebenso wie repräsentative Familiengruften oder kleine Privatkapellen. Entsprechend der kulturhistorischen Tendenz des 19. Jahrhunderts findet in Ermangelung eines eigenen Stils die Rückbesinnung auf historische Stile statt. Sowohl in der Architektur als auch in der angewandten Kunst und der Sepulkralkunst wird dabei die Klassik bevorzugt. So dominiert auf dem evangelischen Friedhof das klassizistische Grabmal. Dieser, an der Antike orientierte Stil mit seiner harmonischen Klarheit und Strenge der Struktur und der reduzierten plastischen Ausgestaltung entspricht auch der rational disziplinierten, puristischen Weltanschauung der evangelischen Christen. Unter den 149 Grabsteinen des Friedhofs aus Sandstein, Marmor und Muschelkalk überwiegt vor allem zu Beginn des 19. Jahrhunderts neben den traditionellen Namenstafeln und sarkophagartigen Platten die klassizistische Stele mit ihren Varianten. Erst um 1840 treten auch neugotische Grabsteine auf, wobei willkürliche Stilvermischungen nicht selten sind. So kann ein klassizistisches Grabmal auch mit gotischen Ornamenten geschmückt sein. In der Wahl des Grabmals werden auch soziale Unterschiede sichtbar. Während die Stelen, die neugotischen Steine und die monumentalen Sarkophage meist bei Angehörigen der Oberschicht zu finden sind, die auch ein längeres Nutzungsrecht der Grabstellen besitzen, werden die schmucklosen, neuzeitlichen Steine als auch die Namenstafel von Angehörigen der unteren Gesellschaftsschicht gewählt. | 1825/1863                            | 20. Dezember 1993  | 328             |
| jüd. Friedhof                                   | jüd. Friedhof                                    | Süchteln Heidweg Karte                                                               | Die rechtwinklige, von einer Hecke eingefasste Anlage wird im Jahr 1812 als Friedhof in Benutzung genommen. Ein Mittelweg unterteilt die Grünfläche in zwei Hälften. Heute sind nur noch wenige Grabstätten erhalten: davon zwei Grabplatten aus Naturstein und eine etwa 2 m hohe Grabstele aus grobgehauenem Bruchstein. Die auf einem Sockel ruhende Stele verjüngt sich nach oben, der obere Abschluss ist bogenförmig. Auf der Front ist eine schwarze Granitplatte mit hebräischem Text und den Namen der Verstorbenen eingelassen. Außerdem existieren zwei weitere Grabplatten, die jedoch nur noch bruchstückhaft erhalten sind. Zuletzt befindet sich eine kleine Grabstele mit korbbogenartigem Abschluss und nicht mehr zu entziffernder Inschrift auf dem Gelände. Trotz seines nur noch fragmentarischen Zustandes stellt der jüdische Friedhof am Heidweg ein Beispiel für jüdische Kultur dar und ist gleichfalls als Erinnerung bzw. Mahnstätte zu sehen. Aus wissenschaftlichen, insbesondere historischen und religionsgeschichtlichen Gründen stehen Erhaltung und Nutzung der Anlage gemäß § 2 (1) des Denkmalschutzgesetzes im öffentlichen Interesse. | 1812                                 | 20. Juni 1989      | 206             |
| Wohnhaus                                        | Wohnhaus                                         | Süchteln Heidweg 102 Karte                                                           | Das Haus Heidweg 102 wurde 1966 durch den Bauingenieur und Architekten Wolfgang Jansen als eigenes Wohnhaus für sich und seine Familie errichtet. Eine erste Bauvoranfrage bezüglich der grundsätzlichen Genehmigungsfähigkeit der vorgesehenen Konzeption stammt bereits aus dem Jahr 1964. Der nach Nordwesten aus dem Ortskern in Richtung der Süchtelner Höhen und Dornbusch hinaus führende Heidweg wird 1520 unter seinem heutigen Namen „Heitweg“ genannt. Bis das 20. Jahrhundert hinein entwickelte sich an ihm keine nennenswerte Bebauung. Bedeutendster Anlieger war seit den 1860er Jahren die Samt- und Plüschweberei Gebr. Rossié, deren Betriebsgebäude jedoch abgerissen sind (ehemals Heidweg 42–48). Hinter den Häusern Heidweg 96 und 98 liegt der ehemalige Jüdische Friedhof von Süchteln, angelegt 1749. Heute dominiert den Heidweg Wohnbebauung aus der 2. Hälfte des 20. Jahrhunderts, im Bereich des Hauses Heidweg 102 überwiegend freistehend. Beschreibung Das Haus Heidweg 102 ist ein freistehendes zweigeschossiges Gebäude mit Flachdach, das sich als streng kubischer, würfelartiger Baukörper auf quadratischer Grundfläche von etwa 10 × 10 m (einschließlich Vorkragung vorne) erhebt. Es ist von der Straße zurückgesetzt; eine etwa kopfhohe (1,80 m) Mauer schließt das Grundstück hermetisch nach vorne ab, so dass sich dahinter ein geschützter Innenhof entwickelt. Bauzeitlich zugehörig ist auf der rechten vorderen Grundstücksecke eine gestalterisch angeglichene Garage. In den 1990er Jahren wurde als Pendant auf der linken vorderen Ecke ein Ateliergebäude errichtet. Alle Gebäude und die Grundstücksmauer besitzen einheitlich weiß geschlämmtes Mauerwerk. Das Wohnhaus ist nach Süden, d. h. hier in Richtung der Straße, in beiden Geschossen weitgehend in Glas aufgelöst, weshalb die abschirmende Mauer unbedingt zum Konzept des Hauses gehört. Die Decken von Erd- und Obergeschoss sowie die beiden seitlichen Wandscheiben sind deutlich vorgezogen, sodass auf gesamter Breite im EG ein geschützter Eingangsbereich und im OG ein überdachter Austritt („Balkon“) entstehen, funktional gleichzeitig jeweils Sonnenschutz. Optisch entstehen so kräftige weiße Rahmungen der dunklen Fensterzonen, die das kubische Prinzip des Hauses betonen. Nach demselben Prinzip ist auch die Front der zugehörigen Garage gestaltet, wo weiße Decke und Wandscheiben ebenfalls dreiseitig das dunkle Kipptor rahmen. Als drittes Element in der straßenseitigen Ansicht sind dann noch Tor und Zaun unmittelbar links anschließend an die Garage (die Mauer kurz unterbrechend) und das Brüstungsgitter des Austritts im Obergeschoss des Hauses zu nennen, die jeweils aus geraden, dunkel gestrichenen Metallstäben gebildet werden, die sich somit auch in die rechtwinklige Geometrie der Linien einfügen. Die übrigen drei Seiten sind hingegen nur sparsam und betont asymmetrisch geöffnet, so dass dort die geschlossenen Mauerwerksflächen – im kontrastierenden Zusammenspiel mit den dunkel abgesetzten Öffnungen – wirken können. Besonders konsequent, quasi als „Gegenpol“ zur ganz geöffneten Straßenseite ist hier die Rückseite (Norden) gehalten, die im Erdgeschoss in der Achse Eingang-Flur-Treppe ein geschosshohes Fenster und seitlich davon lediglich sehr schmale Oberlichtstreifen besitzt. Schon in der gegensätzlichen und zudem unüblichen Ansicht von Straßen- und Gartenseite wird folglich die Durchgestaltung des Hauses deutlich, bei dem das auf den ersten Blick hermetisch wirkende Äußere dennoch untrennbar mit dem Raum- und Gestaltkonzept des Inneren verbunden ist. Grundprinzip der inneren Aufteilung ist eine Dreizonigkeit, die durch von der Vorderseite zur Rückseite mehr oder weniger durchgezogene Wandscheiben hergestellt wird. Ihre Stellung zueinander ist dabei aus dem „Goldenen Schnitt“ abgeleitet, einem klassischen mathematischen Kompositionsprinzip in Architektur und Kunst, bei dem eine Strecke so geteilt wird, dass das Verhältnis zweier kleiner Teile zueinander demjenigen des Größeren zur Gesamtlänge entspricht. Eine solche Aufteilung wird allgemein als besonders harmonisch empfunden. Im Erdgeschoss wird die Dreizonigkeit im hinteren Bereich zwar nicht aufgehoben, aber durchbrochen, da die Seiten der in der Eingangsachse angeordneten Treppe transparent gehalten sind. Das Treppengeländer, ursprünglich aus Holz, wurde später durch Glas ersetzt, die Trittstufen sind noch original. So ergibt sich hier zusätzlich ein quergerichteter Durchblick, der die hintere Wohn-/Esszone offen und fließend hält. Im vorderen Bereich dagegen sind Couchecke, Diele und Küche durch geschlossene Wände deutlich als abgegrenzte Räume konturiert. Die Wände sind auch nach innen als weiß geschlämmtes Mauerwerk gehalten, mit dem das überwiegend dunkel gehaltene Mobiliar und die dunklen Rahmen der Fenster und Türen wirkungsvoll kontrastieren. Der Boden im Erdgeschoss besteht aus dunklem, polierten Naturstein. Die Decke ist hell holzverkleidet, mit feiner Linierung. Diese Verkleidung wird an einigen Stellen im Haus auch nahtlos als Wandverkleidung fortgesetzt (z. B. Wand zwischen Küche und Essbereich). Im Obergeschoss sind Schlafzimmer, Bad, Treppenhaus etc. entsprechend der Dreizonigkeit in insgesamt sechs Räume separiert, erschlossen durch einen mittigen Querflur. Hinzu kommt der oben erwähnte Austritt als Balkon nach vorne. Das Haus ist vollflächig unterkellert und wird durch eine Fußbodenheizung beheizt. Der durch Gebäude und Mauer deutlich von der Umgebung abgeschottete Garten ist im vorderen Bereich prägnant gestaltet, einschließlich Swimmingpool. Die Gestaltung selbst ist neueren Datums, zeigt aber, dass der Garten als Wohn- und Freizeitbereich intensiv genutzt und als Teil des Gesamtkonzeptes zu sehen ist. Während sich der Atelierbau der 1990er Jahre in Gestalt und Proportion harmonisch in die Gesamtheit einfügt, durchbricht der nachträgliche Wintergartenanbau an das Wohnhaus die Gestaltungsidee doch erheblich, auch wenn dies von der Ausdruckskraft der Kubatur noch überlagert wird. Architekt und Bauherr Wolfgang Jansen ist 1941 in Wuppertal-Elberfeld geboren. Die Familie stammt aus Süchteln und zog 1942 dorthin zurück. Seine Ausbildung zum Bauingenieur erhielt er 1963 an der Ingenieurschule Aachen (Wolfgang Lang). Bevor er sich 1970 mit dem Architekten Voigt in Düsseldorf selbständig machte, war er vor allem im Büro HPP (Hentrich-Petschnigg & Partner) u. a. in Düsseldorf, Aachen und Köln tätig. 1979 erfolgte die Gründung des bis heute bestehenden Büros JE & P (Jansen, Ergoecmen & Partner), dessen Schwerpunkte vor allem im Gewerbe- und Verwaltungsbau liegen. Neben dem Großraum Düsseldorf ist die Stadt Viersen der zweite räumliche Schwerpunkt der Bürotätigkeit. Hier sind u. a. zu nennen: Stadtwerke Viersen, Stadtbibliothek Viersen, Feuer- und Rettungswache Viersen, Erweiterung Festhalle/Kreismusikschule Viersen, diverse Wohnanlagen (u. a. Wohnpark Weberstraße), Verwaltungsgebäude Trienekens sowie diverse Projekte im Rahmen des Denkmalschutzes (Villa Bong, Villa Rossié, Zehntscheune Süchteln, Irmgardisstift). Das eigene Wohnhaus Heidweg 102 ist das früheste vollständig nach eigenem Entwurf ausgeführte Gebäude von Wolfgang Jansen. Bewertung Das Wohnhaus Heidweg 102 in Süchteln ist einerseits als kompakter, geschlossen konturierter Kubus von der Umgebung abgegrenzt, andererseits sind innen und außen subtil und funktional stimmig durchdrungen (Anordnung und Ausrichtung der Räume in Bezug zu Grundstück und Himmelsrichtungen Einbeziehung des Gartens, Sichtmauerwerk auch im Inneren, großflächige Fensterwände etc.). Die wesentlich aus der Lage und mathematischen Maßverhältnissen abgeleitete Entwurfsidee ist konsequent durchdacht und umgesetzt. Die kubische Kompaktheit des Hauses spiegelt sich auch in der relativ überschaubaren Grundfläche, auf der die Räume im Inneren angeordnet sind – auch hier nach klarem, einheitlichem Prinzip (Achsenteilung), das aber im Wohnbereich, wo ein großzügigerer Zuschnitt gewünscht war, so weit wie nötig durchbrochen ist, jedoch ohne unkenntlich gemacht worden zu sein. Architekturgeschichtlich und stilistisch repräsentiert das Wohnhaus prägnant Zeitgeist und Entwurfshaltung seiner Zeit, der frühen 1960er Jahre. Es steht einerseits ganz in der Tradition der klassischen Moderne mit ihren weißen Kuben, den eleganten, asymmetrisch gesetzten Fenstern und Fensterbändern, dem Flachdach, dem Ineinandergreifen von Innen und Außen, der Ablehnung traditioneller „bürgerlicher“ Gestaltungs- und Raummuster. Vorherrschend ist eine Reduktion, Konzentration und Strenge der Form und des Materialeinsatzes, der in deutlichem Gegensatz zur verbreiteten modernen Ästhetik der 1950er Jahre steht, und ganz und gar nicht „spielerisch“, „leicht“, „schwebend“ oder „dekorativ“ sein will, wie z. B. die funktionalistische Moderne der Nachkriegs- und Wirtschaftswunderzeit („Nierentischära“). Diese Rückführung und teilweise Wieder-Radikalisierung der Moderne durch Strenge, Konzentration und Materialästhetik ist ein charakteristisches Phänomen in der Baukunst der 1960er Jahre, mit der sie sich deutlich abhebt sowohl vom Funktionalismus der Nachkriegszeit als auch der traditionellen Architektur üblicher Ausführung, wie sie auch am Heidweg die Steildach-Wohnhäuser der unmittelbaren Nachbarschaft verkörpern. Diese durchgehaltene Formidee ist auch in der Lage, verschiedene Elemente unterschiedlicher Art und teilweise auch Zeitstellung – Wohnhaus, Nebengebäude, Einfriedung, Garten – zusammenzubinden und eine beträchtliche Störung wie den Wintergartenanbau einerseits als solche erkennbar werden zu lassen, andererseits im Ausdruck zu überlagern. Die Tatsache, dass sich die Zeitstellung des Hauses dem Betrachter so eindeutig erschließt, zeigt symptomatisch, dass die 1960er Jahre in Architektur und Städtebau inzwischen historisiert werden können. Mehrere wichtige Veranstaltungen und Publikationen haben in den letzten Jahren auch eindringlich darauf hingewiesen, dass Architektur und Städtebau der 1960er Jahre mehr als 40 Jahre nach ihrer Entstehung nun von der Denkmalpflege und der wissenschaftlichen Architekturgeschichte selbstverständlich zu bearbeiten und gegebenenfalls zu schützen sind (siehe Literatur). Auch wenn ein systematischer Überblick über die Architekturzeugnisse dieses Jahrzehnts bislang genauso wenig vorhanden ist wie für andere Gebiete, so ist doch der Zeugniswert des Wohnhauses für die Charakteristika dieser Zeit und, hiervon unabhängig, seine beträchtliche gestalterische Qualität, fachlich eindeutig feststellbar. Das zentrale Wohnhaus mit der bauzeitlichen straßenseitigen Mauer/Einfriedung und der Garage ist weitestgehend original erhalten. Die Gestaltung des Gartens ist jüngeren Datums, seine flächenmäßige Zuordnung zum Haus aber ebenfalls weitgehend unberührt. Der Atelierneubau in der südwestlichen Grundstücksecke ist stilistisch angepasst gut eingefügt. Als außergewöhnlich qualitätsvoll gestaltetes Wohnhaus der 1960er Jahre eines bekannten Architekten ist das Haus Heidweg 102 in Süchteln bedeutend für Viersen. Wegen seines den Zeugniswert stützenden originalen Erhaltungszustandes in Verbindung mit den beschriebenen architekturgeschichtlichen Merkmalen liegen Erhaltung und Nutzung des Hauses aus wissenschaftlichen, hier architekturgeschichtlichen Gründen im öffentlichen Interesse. Die Voraussetzungen für eine Einstufung als Baudenkmal gemäß § 2 Denkmalschutzgesetz NRW sind daher erfüllt. Der Denkmalwert erstreckt sich auf die bauzeitlichen Bestandteile Wohnhaus (ohne Wintergarten), straßenseitige Mauer / Einfriedung und Garage. | 1964–1968                            | 30. April 2009     | 487             |
| Nationaltheater (Kino)                          | Nationaltheater (Kino)                           | Viersen Heierstraße 2 Karte                                                          | Geschichte Der Eigentümer des „Viersener Hofes“ (Gladbacher Straße 1), Wilhelm Pesch, lässt 1901 auf einem Nachbargrundstück an der Heierstraße einen Saal an seine Gaststätte anbauen. Den Entwurf für diesen bei seiner Eröffnung als „größter und schönster Saal Viersens“ (Zart, S. 25) bezeichneten Bau („Kaiser-Friedrich-Halle“) lieferte der Bauunternehmer Johann Peerlings. Ursprünglich gehören noch eine Veranda und Gartenanlagen dazu. 1914 erfolgt der Umbau zu einem Kino, dessen Eingang und technische Infrastruktur 1927 und noch einmal 1928 erneuert wurden, zuletzt nach einem Plan des bekannten, auf den Kino- und Theaterbau spezialisierten Düsseldorfer Architekten Ernst Huhn. Beschreibung Erste Planzeichnungen sehen zunächst einen eingeschossigen Flachbau vor, bevor vielleicht auch städtebauliche Gründe zu einer Änderung im Sinne der dann ausgeführten repräsentativen Giebelfassade mit Steildach führen. Heute präsentiert sich der Bau im Inneren vollständig verändert und mit dem Nachbargebäude Gladbacher Straße 1 durchgebaut. Erhalten geblieben ist jedoch die aufwändige, straßenbildprägende Schmuckfassade, deren Großform bereits den Bautyp widerspiegelt, zumal im Zusammenhang mit dem benachbarten Gaststättengebäude. Das Erdgeschoss ist vier Achsen breit, wobei der linke, flach gedeckte Teil ehemals lediglich eine Garderobe und die Verbindung zur Gaststätte darstellte. Der eigentliche Saalbau erhebt sich drei Achsen breit mit Mitteleingang. Seinem Dachraum ist ein hoher, seitlich geschweifter und dreieckig endender Giebel vorgeblendet. Die Fassade ist durch Lisenen, Geschossgesims und Bänderungen kleinteilig strukturiert. Das Erdgeschoss besitzt eine Putzbänderung, während der Giebel glatt verputzt ist. Die großen Fenster- und Türöffnungen haben korbbogige profilierte Putzrahmungen mit ornamentierten Keilsteinen, der Eingang ist gegenüber dem ursprünglichen Entwurf mehrfach, erstmals bereits für die Kinonutzung verändert (verbreitert) worden, sein Bogenabschluss ist heute eingezogen über der Öffnung aufgestelzt. Bemerkenswert ist die feingliederige Ornamentierung mit stuckierten Pflanzen und Blüten auf den Keilsteinen und in den Zwickelfeldern der Bögen. Fenster und Türen sind modern erneuert, in der linken Achse wurde das Fenster in einen zusätzlichen Eingang umgewandelt. Die ornamentale Detaillierung der Fassade wird über dem strukturell eher konventionellen Erdgeschoss am Giebel noch gesteigert. Dass die Ausführung dabei nicht immer exakt dem Entwurfsplan von 1901 entsprach, legen einige vorhandene, höchstwahrscheinlich originale Abweichungen (Brüstungsgesims; Giebelnische) nahe. Außer den Lisenen, die ehemals in Akroterien enden, gliedern dünne Bänder die Fläche. Den beiden Lisenen der Eingangsachse sind dreieckige Stäbe auf Konsölchen vorgeblendet, die ebenfalls akroterartig über die Giebelfront hinausragen und dort in zinnenförmige Aufsätze, welche den Giebelabschluss rahmen, übergehen. Über dem kräftigen Geschossgesims setzt zunächst ein Rundfenster mit vier Keilsteinen die Auszeichnung der Eingangsachse mit besonderen Schmuckelementen fort. Unmittelbar auf dem oberen Keilstein sitzt eine vasenförmige Konsole auf, um die eines der aufgelegten Dreiecksbänder verkröpft ist. Sie dient einem kleinen Putto vor einer flachen Nische als Plafond. Diese Nische wird von zwei Halbsäulen gerahmt, die ebenfalls auf Konsölchen aufsitzen. Sie scheinen ein liegend rechteckiges Feld zu tragen, das vollständig mit vegetabilem Ornament gefüllt ist und in seiner Mitte ein Wappenschild trägt. Ähnliche, kleinere Felder befinden sich links und rechts der Eingangsachse am dortigen Giebelschweif. Auch kleine Dreieckszwickelfelder in der Giebelspitze zeigen das gleiche vegetabile Ornament. In den Giebelfeldern seitlich der Eingangsachse befinden sich jeweils ein kleines, flach segmentbogig geschlossenes Fenster, deren Grundform aber durch breite profilierte Putzrahmen, drei obere Keilsteine, eine kräftig hervortretende Sohlbank sowie stuckierte Brüstungsfelder stark verunklärt ist. Denkmalwert Da das Innere des Saalgebäudes durchgreifend modernisiert und umgebaut ist, beschränkt sich der Zeugnis- und damit Denkmalwert auf die Fassade. Ihre überaus detailreiche ornamentale Ausgestaltung zeugt von dem Anspruch, der mit diesem Bauwerk verbunden war und der ja in der Tat in der zeitgenössischen Bewertung als „schönster Saal Viersens“ mündete. Im zeitgenössischen, noch ganz historistisch geprägten Verständnis konnte dieses Anspruchsniveau in einer Häufung unterschiedlicher, überwiegend renaissancistischer Formen und Stilzitate zum Ausdruck gebracht werden. Eher flächenhafte, mehr mit Proportion als mit Detailapplizierung arbeitende Würdeformen, wie sie die moderne Reformarchitektur kurze Zeit später favorisiert, sind dieser Architekturauffassung noch fremd. Auch wenn das Innere der ehemaligen „Kaiser-Friedrich-Halle“ als historisches Zeugnis verloren ist, repräsentiert die Fassade mit ihrem guten Erhaltungszustand diese architekturgeschichtliche Stellung in anschaulicher Weise. Die vereinzelten späteren Veränderungen beschränken sich auf untergeordnete Details und respektieren formal und materiell den ursprünglichen Formgedanken. Von ortsgeschichtlicher Bedeutung ist der Saalbau zunächst als Veranstaltungsort und Teil der bekannten Gaststätte „Viersener Hof“, dessen Größe und Gestalt bereits zeitgenössisch als bedeutend gelten. Hinzu kommt dann 1914 die Umwandlung in ein Kino, womit er zu den heute selten gewordenen frühen Einrichtungen dieser Gattung gehört. Nach überblickshaften Recherchen im Stadtarchiv und mündlichen Auskunft von Zeitzeugen (Herr Willy Bours/Herr Dr. Franz Zevels) gibt es in Viersen vor dem Ersten Weltkrieg mindestens drei oder vier feste Filmvorführstätten. Ein erster Hinweis auf ein kinematographisches Lokal – Phono-Kinematoskopie-Theater – stammt aus dem Jahr 1909 (Ecke Haupt-/Wilhelmstraße), das „Kaiserkino“ im Hotel Krefelder Hof ist 1911 belegt, das „Lichtspielhaus“, später „Schauburg“ an Augustaplatz gegenüber dem Amtsgericht 1913. Andere Namen von Kinos – „Volks-Theater“, „Kaiser-Kino“, „Apollo-Theater“ „Allhambra-Theater“, „Kammerspiele“ und „Nationaltheater“ – die alle den Standort Neumarkt aufweisen, sind nach derzeitigem Kenntnisstand wohl auf das hier angesprochene Gebäude in der Heierstraße zu beziehen. Die ersten öffentlichen Filmvorführungen nach 1895 finden zunächst als Wander- oder Jahrmarktkinos statt. Eine zweite Entwicklungsphase wird in Deutschland ab etwa 1910 angesetzt, als zunehmend feste Spielstätten entstehen, meist umgebaute Säle, aber auch schon erste nur für diesen Zweck errichtete Neubauten. Diese „Sesshaftwerdung“ vollzieht sich zuerst in den Städten, wo ein ausreichendes Stammpublikum vorhanden ist. Zu dieser zweiten, immer noch sehr frühen Phase der Entwicklung der Kinoarchitektur ist also auch das Lichtspieltheater in der Heierstraße zu zählen. Der Durchbruch als eigenständige Baugattung, teilweise sogar mit Leitbildfunktion für die Moderne, zeigt sich dann erst in den zwanziger Jahren. Im Zusammenhang mit dem benachbarten, auch funktional zugehörigen Eckgebäude Gladbacher Straße 1, der ehemaligen Gaststätte „Viersener Hof“, und dem daran anschließenden Wohn- und Geschäftshaus Gladbacher Straße 3 bildet die Fassade der ehemaligen „Kaiser-Friedrich-Halle“ einen der markantesten historischen Blickpunkte in der Viersener Innenstadt aus. Gleichzeitig bildet sie den Übergang von der höheren Hauptstraßenbebauung in die insgesamt niedrigere Heierstraße, welche noch eine hohe Dichte historischer Bausubstanz aufweist. Ihrer originellen Baugestalt kommt so auch erhebliche städtebauliche Bedeutung zu. Die straßensichtige Giebelfassade des Gebäudes Heierstraße 2, ehemals „Kaiser-Friedrich-Halle“ ist als wichtiger, prominent gestalteter Saalbau und dann als frühes Kino in zentraler Lage bedeutend für Viersen. An seiner Erhaltung und Nutzung besteht aus den dargelegten wissenschaftlichen, insbesondere architektur- und ortsgeschichtlichen sowie aus städtebaulichen Gründen ein öffentliches Interesse. Gemäß § 2 (1) Denkmalschutzgesetz NRW handelt es sich daher um ein Baudenkmal. | 1901                                 | 18. April 2004     | 426             |
| Wohnhaus                                        | Wohnhaus                                         | Viersen Heierstraße 5 Karte                                                          | Das Gebäude Heierstraße 5 ist Bestandteil einer dreigeschossigen Häuserzeile, die um 1900 im Stadtgebiet entstanden ist. Das Haus wurde vermutlich von 1870 bis 1877 zu vier Achsen errichtet. Die beiden äußeren Achsen, unter denen sich Tor und Eingang befinden, werden durch die Ausbildung in Bänderputz besonders hervorgehoben. Dazwischen liegen zwei Fensterachsen mit hoch rechteckigen, giebelüberdeckten Fensteröffnungen. Die Putzfassade mit historisierenden, floralen Schmuckformen ist im originalen Zustand erhalten. Die Fassade findet ihren Abschluss zum Dach in einem stark strukturierten Kranzgesims. Im Inneren des Gebäudes sind noch Stuckdecken erhalten. Die zeittypische, aufwändige Fassadengestaltung aus dem letzten Jahrhundert kennzeichnet den zeitgenössischen Bautyp des stattlichen Wohnhauses, das hier das historische Stadtbild widerspiegelt. Aus wissenschaftlichen, insbesondere städtebaulichen, raumgestaltenden und architekturgeschichtlichen Gründen ist die Erhaltung und Nutzung des Gebäudes gemäß § 2 (l) des Denkmalschutzgesetzes im öffentlichen Interesse. | um 1900                              | 9. August 1985     | 55              |
| Wohn- und Geschäftshaus                         | Wohn- und Geschäftshaus                          | Viersen Heierstraße 7 Karte                                                          | Das Gebäude Heierstraße 7 ist Bestandteil einer dreigeschossigen Häuserzeile, die um 1900 im Stadtbereich zu drei Achsen errichtet wurde. Das Haus selbst wurde vermutlich von 1865 bis 1868 erbaut. Die Bänderputzfassade ist horizontal gegliedert und wird durch die hoch rechteckigen Fenster mit hochgezogenen darüber liegenden Giebeln unterbrochen. Das über dem Erdgeschoss liegende Gurtgesims trennt die Fassade in zwei Teile. Erdgeschossig befand sich ursprünglich ein Ladenlokal. Deutlich erkennbar ist hier die Betonung, in der symmetrischen Fassadenaufteilung, auf die mittlere Etage gelegt. Wobei das mittige Giebelfenster von zwei vorgeblendeten Säulen mit floralem Dekor geschmückt ist. Ein strukturiertes Kranzgesims leitet zum Dach über. Im Inneren des Gebäudes sind die Stuckdecken erhalten. Die zeittypische aufwändige Fassadengestaltung aus dem letzten Jahrhundert kennzeichnet den zeitgenössischen Bautyp des stattlichen Wohn- und Geschäftshauses, das hier das historische Stadtbild widerspiegelt. Aus wissenschaftlichen, insbesondere städtebaulichen, raumgestaltenden, architekturgeschichtlichen Gründen ist die Erhaltung und Nutzung des Gebäudes gern, § 2 (l) des Denkmalschutzgesetzes in öffentlichem Interesse. | um 1900                              | 9. August 1985     | 56              |
| Hochkreuz auf dem Heiligenberg                  | Hochkreuz auf dem Heiligenberg                   | Süchteln Heiligenberg Karte                                                          | Auf der Anhöhe der Bergstraße zwischen der letzten Fußfallstation und der Irmgardiskapelle steht das Hochkreuz von 1706. Eine umfangreiche Restaurierung im Jahre 1984 brachte nach dem Abtragen von Farbschichten das Entstehungsjahr des Kreuzes, die Abkürzungen: F.A.W.PS.J.C., die vermutlich den Stifter bezeichnen und einige christliche Symbole, die noch einige Rätsel aufgeben, zum Vorschein. Auf einem dreistufigen Sockel erhebt sich das schlanke Kreuz, das sich in mehrere Zonen gliedert. Der Unterbau mit ovaler Kartusche und den darüber befindlichen Initialen schließt mit einer umlaufenden Profilleiste, die in der Mitte von einem Engelkopf, der eine kleine Konsolplatte trägt, unterbrochen wird. Im mittleren Bereich des Kreuzschaftes befindet sich eine Muschelnische, darüber, die Reliefdarstellung der Mater Dolorosa, auch schmerzensreiche Muttergottes genannt. Ihr Körper wird von 7 Schwertern durchdrungen, die sich auf die 7 Schmerzen Mariä beziehen, die wiederum durch folgende Ereignisse symbolisiert werden: 1. Beschneidung Jesu 2. Flucht nach Ägypten 3. Suche nach dem 12-jährigen Jesus 4. Gefangenennahme und Kreuztragung 5. Kreuzigung 6. Kreuzabnahme 7. Grablegung Über dem leicht vorkragenden Abschlussgesims befindet sich das bekrönende Kreuz mit Kruzifix über dem recht volkstümlich wiedergegebenen Christuskorpus findet sich die Darstellung eines Löwen, der einmal als Symbol der Auferstehung Christi und auch als Abwehrsymbol zu sehen ist. Der dämonenabwehrende Löwe wird oft im Zusammenhang mit Drachen dargestellt. Darum könnte es sich bei den Tierköpfen bzw. Tierleibern, die die Kreuzarmenden bilden, eventuell um Drachen handeln. Über dem INRI-Zeichen ist eine kleine Figur zu sehen, die auch nicht gedeutet werden kann. Aus wissenschaftlichen, insbesondere volkskundlichen und religionsgeschichtlichen Gründen stehen Erhaltung und Nutzung des Kreuzes gemäß § 2 (1) des Denkmalschutzgesetzes im öffentlichen Interesse. | 1706                                 | 1. Februar 1991    | 254             |
| Gedenkkreuz Johannes Steffes                    | Gedenkkreuz Johannes Steffes                     | Süchteln Heiligenberg Karte                                                          | Am Rande eines Waldweges ganz in der Nähe der Irmgardiskapelle steht ein kleines Grab- bzw. Gedenkkreuz aus Basaltlava. Es trägt die Inschrift: „Anno 1729 den 16 Dag May Johannes Steffes G. T. D. S.“ Unter der Schrift befindet sich das Motiv eines Totenschädels mit gekreuzten Knochen, das häufig auf Grab- und Unglückskreuzen dargestellt wird. Das Zeichen soll die Gebeine Adams symbolisieren, der nach einer alten Legende zufolge an der Stelle begraben wird, an der das Kreuz Christi auf Golgatha errichtet worden ist. Darum ist es auch häufig unter dem Kruzifix zu finden. Es wird aber auch wie bei diesem Süchtelner Beispiel als selbständiges Motiv behandelt. Eventuell handelt es sich auch bei diesem Kreuz aufgrund seiner einsamen Lage um ein Unglückskreuz. Aus wissenschaftlichen, insbesondere volkskundlichen und heimatgeschichtlichen Gründen stehen Erhaltung und Nutzung des Kreuzes gemäß § 2 (1) des Denkmalschutzgesetzes im öffentlichen Interesse. | 1729                                 | 1. Februar 1991    | 255             |
| weitere Bilder                                  | Irmgardiskapelle                                 | Süchteln Heiligenberg Karte                                                          | Geschichte - Um 1025 Irmgard Gräfin von Zytphen wird auf Schloss Aspel bei Rees als Tochter des Dietrich Graf von Zytphen geboren. Sie führt einige Zeit ihres Lebens als Einsiedlerin auf dem Heiligenberg ein „demütiges, gottgefälliges“ Leben. - um 1085 stirbt Irmgard Gräfin von Zytphen in Köln. - 1498 im Xantener Visitationsbericht findet sich eine erste Nachricht über eine Kapelle auf dem Heiligenberg. - 1589 die Kapelle wird als „ganz verwüstet und verdorben“ bezeichnet. - 1606 die Instandsetzung der Kapelle wird abgeschlossen. Dennoch verfällt das Gebäude, vermutlich eine Fachwerkkapelle, wieder. - 1664 Abt Aegidius Romanus aus dem Benediktiner Kloster St. Pantaleon in Köln lässt eine neue Kapelle in Backstein errichten. - 1681 Abt Aeqidius Romanus stiftet einen Barockaltar. Ferner werden die vier ursprünglichen Fensteröffnungen verglast. - 1714 die Glocke des Dachreiters wird erneuert. - 8. Juli 1740 Papst Benedikt XIV. gewährt jedem Besucher der Kapelle einen vollkommenen Ablass. - 5. Sept. 1846 Papst Pius IX. gewährt nach mehrmaliger Erneuerung den Ablass auf ewige Zeiten. - Mitte 19. Jahrhundert Der Irmgardisverein wird gegründet. Er trägt durch freiwillig übernommene Arbeiten und reichlich gespendeten Beiträgen zur Verschönerung der Kapelle und des Heiligenberges bei. - 1852 der Kaufmann Albert Rath erwirbt Fenster aus dem alten Pastorat im Vorster Felde und lässt sie in der Kapelle einbauen. - 1942 unter Pfarrer Kreyenberg werden zwei Fenster in den Chor der Kapelle gebrochen. - 1961/1962 es werden Restaurierungsarbeiten am Äußeren und Inneren der Kapelle durchgeführt. - 9. Sept. 1980 Die „vier Marschälle“, vier spätgotische Holzfiguren, werden bei einem nächtlichen Einbruch gestohlen. Später tauchen zwei der Figuren wieder auf. Beschreibung Die südwestlich Süchtelns auf dem Heiligenberg zu Ehren der heiligen Irmgardis errichtete Kapelle ist ein geschlämmter Backsteinsaal mit dreiseitigem Chorabschluss. Er misst ohne Vorhalle 10,65 m in der Länge und 5,90 m in der Breite. Der geschweifte Westgiebel ist durch eine große Nische mit spitzbogigem Abschluss gegliedert. Darin befindet sich die Kopie eines Kruzifixes des frühen 17. Jahrhunderts. Das Original wird aus Sicherheitsgründen in der St. Clemens-Kirche in Süchteln aufbewahrt. Das über dem Chor abgewalmte Schieferdach trägt einen Dachreiter mit geschwungener Haube und schmiedeeisernem Kreuz. Breite gemauerte Strebepfeiler stützen die Polygonalecken des Chores. Sie sind im Innern, auch an den Längswänden, durch Rundbögen miteinander verbunden. So wird eine zweite Mauerschicht gebildet. Ein Triumphbogen trennt den Chorraum ab. An seiner Stirnwand befinden sich die Jahreszahlen 1664 und 1864. Die hochrechteckigen Fensteröffnungen mit hölzernen profilierten Rahmen werden durch Eisenstangen gesichert. Die Vorhalle hat eine korbbogenförmige Toröffnung. Seitlich davon befindet sich je ein Fenster. Innen über der Vorhalle ist die Empore mit hölzerner Brüstung über eine eingebaute Wendeltreppe zu erreichen. Das Eingangsportal mit der ursprünglichen Eichentür ist im Westen. Die beiden Nebeneingänge im Norden und Süden sind dem Prozessionsweg zugedacht. Die letztere ist jedoch inzwischen zugemauert. Die flache Decke im Innern wird durch barocke Ornamente im angetragenen Stuck (Lehm mit Kalkanstrich) gegliedert. Kreise und Rechtecke werden von Christussymbolen und Palmetten geschmückt. In einem Medaillon befindet sich das Christogramm an den Kreuznägeln, umgeben von einem Strahlenkranz. In der zweiten Kartusche sind das Kreuz und zwei Marterwerkzeuge dargestellt. Es handelt sich um die älteste noch erhaltene Stuckdecke mit religiöser Emblematik am mittleren Niederrhein. Die Irmgardiskapelle ist Wahrzeichen für die Religiosität der Bürger der ehemaligen Stadt Süchteln. Sie ist über die Grenzen der Stadt bekannt. Dies weisen Besucherzahlen der jährlichen Oktav auf. In jedem Jahr am 4. September, dem Sterbetag der Heiligen Irmgardis, oder am folgenden Sonntag wird mit besonderer Feierlichkeit das Fest der heiligen Irmgardis begangen. Zur Tradition gehört ebenso der festliche Aufzug der schon 300-jährigen St.-Irmgardis-Schützen-Bruderschaft Süchteln-Dornbusch am folgenden Montagvormittag. Darüber hinaus stellt die Kapelle ein kunsthistorisch einmaliges Gebäude dar. Während die äußere Gestaltung noch eine spätgotische Formgebung aufweist, sind die Detailformen wie z. B. der geschweifte Giebel, barock ausgeführt. Das Innere der Kapelle ist im barocken Zeitgeschmack ausgeführt. Aus wissenschaftlichen, insbesondere volkskundlichen, lokal-, religions- und architekturgeschichtlichen Gründen liegen Erhaltung und Nutzung des Gebäudes mit historischen Ausstattungsstücken und des Irmgardisbrunnen gemäß § 2 (1) des Denkmalschutzgesetzes im öffentlichen Interesse. | 1664                                 | 1. Februar 1991    | 256             |
| Grabkreuz                                       | Grabkreuz                                        | Süchteln Heiligenberg Karte                                                          | Ein etwa 85 cm hohes einfaches Grabkreuz von 1657 befindet sich an der Außenwand der Irmgardiskapelle. Seit 1912 dient es bis zur letzten Restaurierung der Kapelle als Spannfundament am Südeingang. Das kleine Kreuz aus Blaustein ist kaum verziert, die Inschrift nur noch schwer zu entziffern. Als christliche Symbole erscheinen die Abkürzungen IHS, Jesus, Heiligmacher, Seligmacher und die 3 Kreuznägel, ein Zeichen der Leidenswerkzeuge Jesu. Aus wissenschaftlichen, insbesondere volkskundlichen und religionsgeschichtlichen Gründen stehen Erhaltung und Nutzung des Kreuzes gemäß § 2 (1) des Denkmalschutzgesetzes im öffentlichen Interesse. | 1657                                 | 1. Februar 1991    | 257             |
| Villa Heine                                     | Villa Heine                                      | Viersen Heimbachstraße 12 Karte                                                      | Das Haus Heimbachstraße 12 in Viersen wurde 1910/11 nach Plänen des Architekten Robert Neuhaus als Wohnhaus für den Fabrikanten Ernst Heine errichtet. Bemerkenswert ist zunächst die sehr zentrale Lage des Gebäudes, in einer Seitenstraße der Hauptstraße, mit seinem Grundstück direkt an die Festhalle und an den davor befindlichen Platz grenzend. Damit befindet es sich auffällig in der Tradition der älteren Unternehmerwohnhäuser in Viersen (Mitte / 2. Hälfte 19. Jahrhundert), was aber zur Zeit seiner Errichtung anderswo eher ungewöhnlich ist, da man ein Gebäude dieses Anspruchs jetzt eher in einer Vorstadt oder einem entsprechenden Viertel lokalisieren würde. Als somit bewusst städtische Villa steht das Haus unmittelbar an der Straße. Zu seiner rechten Seite und nach hinten erstreckt sich ein großer Garten, der in den erhaltenen Entwurfszeichnungen durchgestaltet war und u. a. auch einen Gartenpavillon umfasste. Der Pavillon ist heute zu einem (zum Platz geöffneten) Kiosk umgebaut und zum Zeitpunkt der Erfassung bereits ebenso wie ein Teil des Gartens für die Erweiterung der Festhalle überplant. Die Straßenfassade gliedert sich in ein hohes, einem Erdgeschoss gleichen Sockelgeschoss mit Natursteinverkleidung (z. T. mit bossierten Quadern), zwei verputzte Obergeschosse und ein gaubenbesetztes Mansarddach. Der Hauseingang ist aus der Mitte nach rechts verschoben angeordnet. Die rechte Achse der Fassade ist als Treppenhaus ausgewiesen, da die beiden Fenster hier zwischen den vorgegebenen Geschossebenen liegen. So reicht das rundbogige untere der beiden über die obere Linie der Natursteinverkleidung heraus (und wird von einem Rundbogen aus diesem Naturstein überfangen), das rechteckige obere wird von einem liegenden Ovalfenster und einer Verdachung bekrönt, die aus einem geschweiften Giebel mit Kämpferplatten auf flachen Konsolen besteht und sich bis auf halbe Höhe des Fensters als angedeutete eingetiefte Rahmung fortsetzt. Die Sohlbänke der jeweils vier Fenster der beiden Obergeschosse sind gesimsartig miteinander verbunden. Durch die ehemals vorhandenen Fensterläden kam hier, wenn diese geöffnet waren, eine absichtsvoll proportionierte rhythmische Reihe aus gesprossten Fenstern und Läden zustande, wohingegen die Fassade ohne Fensterläden heute etwas kahl wirkt. Von wenigen Ausnahmen (in der Mansarde) abgesehen sind alte gesprosste Holzfenster Fenster erhalten. Während die von der Heimbachstraße aus linke Seite des Hauses als Brandwand (unverputzter Backstein) ausgebildet ist, sind die nach rechts und nach hinten zum Garten gerichteten Fassaden ebenfalls als glatte Putzwände gestaltet. Auffallend sind die flache Ausbuchtung der rechten Seite, in der Art eines dreiseitig gebrochenen Erkers über alle drei Geschosse hinweg, und der doppelgeschossige Altan an der Rückseite, der beiden Obergeschossen einen Austritt und dem Erdgeschoss einen überdachten laubenartigen Sitzplatz im Freien bietet (seitlich rund, nach hinten korbbogig geöffnet). Ein stehendes Ovalfenster mit wohl noch originalem Gitter markiert die dahinterliegende Dienstbotentreppe. Man betritt das Haus durch eine breite hölzerne Eingangstür mit Glaseinsatz. Entsprechend dem typischen gehobenen Wohnstil der Zeit war das Sockelgeschoss den untergeordneten Funktionsräumen für das Personal vorbehalten: Küche mit Küchenzimmer und Anrichte, Dienstbotentoilette, Garderobe; dazu im Entwurfsplan ein „Kinderzimmer“ (!), „Heizung und Coaks“ sowie ein „Geräteraum“ unter dem Treppenaufgang. Die räumliche Anordnung ist im Wesentlichen noch unverändert abzulesen. Der Eingangsflur ist durch zwei gedrückte Rundbogen von Garderobe (links) und Treppe (rechts) abgesetzt. Zur holzvertäfelten Garderobe ist der Bogen mit Raumteilern aus Holz gefüllt. Im unteren Bereich ist er geschlossen, im oberen besitzt er die gleichen regelmäßig gedrechselten Stäbe wie die Treppe, die sich rechts des Eingangs befindet. Etwas unsicher muss bleiben, ob die hohe kassettierte Wandverkleidung der Garderobe ursprünglich ist, da sie zwar einerseits derjenigen der Beletage darüber entspricht, die in sie integrierten Toilettenzugänge aber so nicht im Entwurfsplan vorgesehen sind (vermutlich gab es hier eine Planänderung). Ihre sehr dunkle Holzfarbe stimmt ferner mit dem gesamten Raumeindruck überein, den die gleichfarbige Treppe und die Holzverkleidungen der Beletage herstellen und der dem Zeitgeschmack noblen Wohnstils der Bauzeit entstammt. Die hinter der Eingangshalle liegenden Räume des Personals sind durch ein „Portal“ mit geschrägter Laibung, besetzt mit stehenden Rauten mit Muschelmotiv und einem eierstabartigen Fries, zu erreichen (die Tür erneuert). Sie sind erkennbar schlicht ausgeführt. Erhalten sind vor allem die Küche, von der aus unter dem Altan der Garten betreten werden kann (die Tür mit Oberlicht beidseits begleitet von Fenstern), und das kleine Zwischenzimmer der Anrichte mit der Dienstbotentreppe (deren Zugang zum Obergeschoss allerdings heute geschlossen ist). Auch der große, im Entwurf als „Kinderzimmer“ bezeichnete Raum besitzt einen Zugang in den Garten und eine Reihe Wandschränke. Rechts des Eingangs befindet sich ein über zwei Stufen zu erreichendes Podest und von ihm ausgehend die breite originale Holztreppe (gerade gegenläufig mit Wendepodest) zu den Obergeschossen. Ihr Anlaufpfosten setzt sich zusammen aus einem einfachen dünnen Stab, der von den eierstabartig regelmäßig gedrechselten Stäben des Geländers umstanden ist. Diese Gestaltung unterscheidet sich durchaus von den meist sehr viel aufwändiger, konkreter ornamentierten Formen des Historismus oder noch des Jugendstils. Vom Anfangspodest aus ist durch eine rundbogige Tür der Geräteraum unter der Treppe zu betreten. Das erste Obergeschoss (in den Entwurfsplänen als „Erdgeschoss“ bezeichnet!) war und ist die Beletage des Hauses. Seine vier großen Räume besitzen alle noch in Einzelform und Umfang unterschiedliche, stilistisch aber gleichartige wandfeste Ausstattung und Fußboden- bzw. Deckengestaltung. Sie werden erschlossen durch einen quergelagerten Mittelflur, der in der Seitenfassade zum Garten in dem dreiseitigen Erker ausläuft und von dort sein Tageslicht erhält. Gegenüber der Treppe befindet sich das ehemalige „Herrenzimmer“ mit der aufwändigsten Wandverkleidung: Wandschränke bzw. mit Glasfenstern geschlossene Bücherregale (mit kleinen Rundstäben vor den Scheiben), hölzerne Wandverkleidung, ab halber Höhe und über den Regalen mit Putz- / Tapetenfeldern, Heizkörperverkleidungen (an der gartenseitigen Wand, mit gedrechselten Stäben wie an der Treppe) mit Fenstern darüber und einer doppelflügeligen Tür zum Austritt davor. Alle diese Elemente sind in vornehm dunklem Holz gehalten. Die stuckierte Decke zeigt in der Mitte ein eingetieftes geschweiftes Schmuckfeld, dessen Profile von einem Zahnschnittband bzw. einem Eierstabfries begleitet werden. Den Austritt zieren auf der Brüstung aufstehende kleine Säulchen. Der kleine Raum daneben (heute Teeküche) ist die ehemalige Anrichte, zu der ursprünglich eine Treppe aus dem Sockelgeschoss hochführte (s. o.). Gegenüber, neben der Treppe, befand sich ein „Salon“, der noch seine Stuckdecke mit rundem Spiegel besitzt. Die beiden Zimmer an der Stirnwand schließlich sind im Entwurf als Wohn- und Esszimmer ausgewiesen. Sie sind miteinander durch einen großen hölzernen Schiebetüreinbau verbunden. Das (linke) Wohnzimmer ist bis halbe Höhe holzvertäfelt und hat eine Stuckdecke mit umlaufenden Rundstabfries an der Kehle. Im Esszimmer fehlen die Wandverkleidungen, die Decke zeigt einen kleinen Deutsches-Band-Fries. Im Wohnzimmer beherrscht unmittelbar vor der Schiebetür ein breiter gedrückter Gurtbogen den Raumeindruck, dessen Ursprung und Motivation noch unklar sind. An der Außenwand schließt er an den dort befindlichen Kaminzug an. Die Wandverkleidungen und -einbauten aus dunklem Holz, dementsprechende Türen und Türrahmen, stuckierte Decken, Parkettboden und die typische Raumaufteilung definieren somit ein weitgehend ursprünglich und anschaulich erhaltenes Zeugnis einer typischen Beletage gehobenen Anspruchs. Auf dem Wendepodest der Treppe zwischen erstem und zweitem Obergeschoss befindet sich in typischer Lage eine Toilette. Die Räume des zweiten Obergeschosses, im Grundriss gleich denen darunter angeordnet, waren als Schlaf- und Wohnzimmer vorgesehen; zwischen dem „Wohnzimmer“ mit Austritt und den Schlafzimmern befand sich das Bad. Flur und Räume sind deutlich schlicht ausgeführt, mit einem einfachen Dielenboden und schlicht weißen Türen und Gewänden. In den Räumen sind zahlreiche einfache Wandschränke hervorzuheben. Zwischen diesem und dem als Personalwohnung („Mägdezimmer“) teilausgebauten Dachgeschoss ist die Treppe dann auch weiß gestrichen statt dunkelbraun. Bauherr und Architekt Der Bauherr, Ernst August Heine, 7. August 1858 – 17. Oktober 1943, war zusammen mit seinem Bruder Georg (1856–1921) 1887 Gründer und bis zu seinem Tode Gesellschafter der Firma Gebr. Heine Zentrifugen. In der Geschäftsleitung verblieb er bis 1929/30 (vgl. StaVie, Sml. Heine, Nr. 251). Ein L. Hansen war ein Schwiegersohn von Carl Friedrich Heine, d. h. Schwager der Gebr. Heine. Er errichtete die Fabrikgebäude der 1890er Jahre und später. Das Verwaltungsgebäude Ringstraße / Greefsallee entstand 1914 nach Plänen von Robert Neuhaus (von ihm dort ebenfalls ein Garagengebäude 1921/25 und ein Sozialgebäude „Arbeiterwohlfahrtshaus“ 1927–29). Der Architekt Robert Neuhaus zog 1894/95 von Köln nach Rheydt, nachdem ihm (zusammen mit Carl Schauppmeyer) dort im Wettbewerb für den Rathausneubau zunächst der dritte Preis und dann die Ausführung zugesprochen worden waren. 1895/96 entstand das Rheydter Rathaus nach seinen Plänen in neogotischem Stil, ebenso wie um 1900 die Häuser Bismarckstraße 97 und 99 in Mönchengladbach. In der Folgezeit entwickelte sich Neuhaus zu einem bedeutenden Villenarchitekten in Rheydt und Mönchengladbach. Hervorzuheben ist die überaus stattliche Villa Hecht, Mozartstraße 19 in Mönchengladbach, 1914–16 in neubarockem Stil (mit August Stief). Ein weiteres monumentales Rathaus, ebenfalls neogotisch, wurde nach seinem Entwurf 1902 in Hamborn errichtet. Das Gesamtwerk von Neuhaus (Nachlass im Stadtarchiv Mönchengladbach) ist erst in Ansätzen gesichtet. Die Prominenz der ihm übertragenen Bauaufgaben weist ihn als einen regional überaus gefragten und bedeutenden Architekten aus. Stilistisch spiegelt sich in seinen bekannten Bauten der wechselnde Geschmack der Jahrzehnte und wohl auch seiner Bauherren wider. Neben ausgesprochen neogotischen und neobarocken Entwürfen stehen dabei eher neusachliche, bieder-meierliche Beispiele, zu denen neben den Villen Parkstraße 71 (stark verändert) und Zoppenbroich 65 in Mönchengladbach auch die Villa Heine in Viersen zu zählen ist. Denkmalwert Das Gebäude Heimbachstraße 12 ist bedeutend für die Geschichte des Menschen als gut erhaltenes Zeugnis gehobener bürgerlicher Wohnkultur in den ersten Jahrzehnten des 20. Jahrhunderts. Als Wohnhaus des Mitbegründers und langjährigen Geschäftsführers eines großen Viersener Unternehmens in für die Stadt typischer Innenstadtlage ist es zudem bedeutend für Viersen. An seiner Erhaltung und Nutzung besteht ein öffentliches Interesse aus wissenschaftlichen, hier architekturgeschichtlichen Gründen, da es sich um ein gut erhaltenes Zeugnis einer Stadtvilla vom Anfang des 20. Jahrhunderts handelt. Stilgeschichtlich steht das Gebäude für eine von Historismus und Jugendstil abgesetzte neusachliche Richtung vor allem im Villenbau, die ihre Formen aus einem purifiziert aufgefassten Neobarock mit biedermeierlich-klassizistischen Elementen bezog. Als Entwurf von Robert Neuhaus ist das Haus darüber hinaus das Werk eines bedeutenden Architekten und deshalb ebenfalls von architekturgeschichtlichem Interesse. Aus sozialgeschichtlichen Gründen erhaltenswert ist ferner vor allem die innere Raumaufteilung mit ihrer Scheidung von Personalräumen im Sockel- und Dachgeschoss einerseits und herrschaftlichen Zimmern in den Obergeschossen, vor allem in der Beletage andererseits. An der Erhaltung und Nutzung besteht ferner ein ortsgeschichtlich begründetes öffentliches Interesse, da es sich um das Wohnhaus eines bedeutenden Viersener Unternehmers handelt, dessen Firma in der Wirtschaftsgeschichte der Stadt beinah ein Jahrhundert lang eine wichtige Rolle spielte. Das vom selben Architekten geplante ehemalige Verwaltungsgebäude der Firma Gebr. Heine an der Ringstraße bildet inhaltlich ein Pendant, das den ortsgeschichtlichen Zeugniswert zusätzlich unterstützt. Schließlich liegt die Erhaltung und Nutzung der Villa Heine auch städtebaulich im öffentlichen Interesse, da es zum einen die im Stadtbauplan von 1860 definierte gerade Fluchtlinie der Heimbachstraße straßenraumprägend umsetzt und zum anderen zusammen mit der Festhalle einen von qualitätsvoller historischer Bausubstanz geprägten Ort in der Innenstadt Viersens ausbildet. Die Villa Heine, Heimbachstraße 12, ist bedeutend für die Geschichte des Menschen und Viersens. An ihrer Erhaltung und Nutzung besteht aus wissenschaftlichen, hier architektur-, sozial- und ortsgeschichtlichen sowie städtebaulichen Gründen ein öffentliches Interesse. Sie ist daher gemäß § 2 (1) des Denkmalschutzgesetzes NW ein Baudenkmal. | 1910/1911                            | 23. Februar 2000   | 384             |
| weitere Bilder                                  | Helenenbrunnen                                   | Helenabrunn Heimerstraße Karte                                                       | Der Ursprung des Helenenbrunnens geht zurück auf folgende Legende: Die Kaiserin Helena befindet sich auf einer Wallfahrt von St. Gereon in Köln zum Grab des Heiligen Victor in Xanten. Es ist Hochsommer und Helena ist sehr durstig. Im heutigen Stadtteil Helenabrunn führt ein Junge die Kaiserin und ihr Gefolge zu einem Klausner, der einen Brunnen besitzt. Nachdem sie ihren Durst gelöscht hat, dankt sie dem Mann mit einem Geldbetrag, von dem ein Heiligenstock zu Ehren des heiligen Apostel Matthias neben dem Brunnen errichtet werden soll. Daraufhin pilgern jahrhundertelang Gläubige zum Heiligenstock; hier wird später die Helenakapelle erbaut. Im Jahr 1585 ist der Brunnen laut Urkunde von einem Brunnenhäuschen eingefasst. Die heutige Anlage, jedoch ohne die Statue der Heiligen Helena, wird 1795 von Rektor Anton Kimmel ausgeführt. Zwischen zwei niedrigen Mauersockeln erhebt sich ein geschwungener Aufbau. Das Brunnengehäuse besitzt eine rosa Farbgebung mit braunem Umfassungsrand. In der Mitte verschließt ein rundbogig ausgeführtes schmiedeeisernes Törchen den Brunnenschacht. Zwischen vertikalen Stäben befindet sich die Darstellung eines Kreuzes mit einem Kreis darunter, aus dem vier Wasserstrahlen entspringen, die weiter unten auf zwei Wasserwellen treffen. Über dem Rundbogen ist ein alter Stein in Kartuschenform eingemauert. Er trägt die Inschrift: Fons Helena. Rechts und links des Bogens befinden sich zwei Inschriftentafeln mit den Namen der Stifter. Im Jahre 1872 wird die Sandsteinstatue der Heiligen Helena auf der abgeflachten Spitze des Brunnengehäuses errichtet. Sie trägt ein langes faltenreiches Gewand, in der rechten Hand ein großes, diagonal vor ihrem Körper geführtes Kreuz. Die Krone auf dem Haupt der einfarbig weiß gefassten Figur ist vergoldet. Seit dem Jahre 1910 liegt der Helenenbrunnen wegen des gesunkenen Grundwasserspiegels trocken. Aus wissenschaftlichen, insbesondere lokal historischen Gründen stehen Erhaltung und Nutzung des Brunnendenkmals gemäß § 2 (1) des Denkmalschutzgesetzes im öffentlichen Interesse. | 1795/1872                            | 15. Juni 1990      | 228             |
| weitere Bilder                                  | Kirche St.Helena                                 | Helenabrunn Heimerstraße 8 Karte                                                     | Geschichte - 1576 Auf dem Helenenberg entsteht die erste Helenenkapelle aus Stein. - 1636 Unter Pfarrer Gerhard Pontanos von St. Remigius (1619–1660) wird eine zweite steinerne Kapelle erbaut. - 1666 Die zweite steinerne Kapelle wird von Pfarrer Rainer Heiden von St. Remigius (1660–1682) erneuert. - 1801 Die Kapelle wird von Pfarrer Anton Kimmel um die Sakristei erweitert. - Pfarrer Hubert Erkens, Kaplan von St. Remigius (1833–1837) organisiert einen Kirchenbau-Sammelverein. - 1843 An die Kapelle wird eine dreischiffige Hallenkirche mit Westturm nach Plänen des Kreisbaumeisters Lüdke aus Kempen gebaut. - 1852 Die Weihe findet statt. - 1893 Ein neues Westportal wird errichtet. - 1913 Die Empore wird erweitert. Eine neue Orgel von Klais in Bonn wird aufgestellt. - 1922 Das Innere und das Dach werden instand gesetzt. - 1927 Im Chor werden Mosaike angebracht. - Um 1955 Ein neuer Hochaltar in Marmor wird anstelle eines jetzt verschollenen, aus der Münsterkirche in Neuss stammenden Barockaltars mit Säulenretabel aufgestellt. Beschreibung Die heutige Kirche setzt sich aus einem Teil der Kapelle von 1666, dem Anbau der Sakristei von 1801 und der dreischiffigen Hallenkirche von 1843 zusammen. Die Kirche wird in Backsteinen mit neugotischen Formen und vorgezogenem Westturm errichtet. Der Kirchturm weist eine Höhe von 34,78 m auf. Er ist im Erdgeschoss an der Süd-, West- und Nordseite mit einem gotisch gemauerten Bogen versehen. Das Hauptportal ist in den Westbogen eingebaut. Dieses Turmportal wird im Jahre 1893 neu erbaut. Die Außenseite besteht aus Liedberger-Sandstein. Die Portalanlage verjüngt sich nach oben zu einem gotischen Spitzbogen, der nach innen sieben kleinere Spitzbögen aufweist. Innerhalb dieser befinden sich im Unterteil des Spitzbogens zwei gotische Dreipassfenster. Über dem Portal ist ein rundes Fenster mit Vierpass aus Liedberger-Sandstein gearbeitet. Im darüber liegenden Geschoss sind an allen Seiten je zwei gotische Bögen im Mauerwerk geblendet. In den Bögen befindet sich je ein schmaler Ventilationsschlitz. Das oberste Geschoss beherbergt den Glockenstuhl. Je zwei Schalllöcher mit fünf abgeschrägten Eisenplatten und einer darüber mittig angeordneten Uhr gliedern die Turmfassade. Die Halle ist in vier Fensterachsen errichtet, wobei unter der Orgelempore je ein Seitenportal aus Liedberger-Sandstein angeordnet ist. Das über dem Portal befindliche, auf die Orgelempore gehende Fenster stellt, bezugnehmend auf den Kirchenchor, eine Lyra dar. Das darüber liegende Kirchenfenster zeigt als Symbol der Kirchenmusik eine Orgel. 1801 wird von Pfarrer Anton Kimmel eine Sakristei am Ostende der Kirche erbaut. An der Südseite führt zu der Tür eine neunstufige Treppe hinauf, deren Geländer handgeschmiedet ist. 1957 wird eine neue Sakristei angebaut, die mit der alten über einen Gang verbunden ist. Ausstattung Mosaike Im Chorbereich sind an der Decke von links nach rechts folgende Mosaike gearbeitet: - Mosaik des Evangelisten Lukas mit Vers aus dem Neuen Testament: „Schon viele haben es unternommen, eine Darstellung der Gegebenheiten zu erfassen, die in unserer Mitte zum Abschluss gekommen sind.“ Lukas 1.1 Im Fries wird ein Stierkopf dargestellt. - Mosaik des Evangelisten Johannes mit Vers aus dem Neuen Testament: „Im Anfang war das Wort und das Wort war bei Gott, und Gott war das Wort. Dieses war im Anfang bei Gott.“ Johannes 1.1 und 2 Im Fries wird ein Adlerkopf dargestellt. - Mosaik des Evangelisten Matthäus mit Vers aus dem Neuen Testament: „Abstammung Jesu, des Sohnes Davids, des Sohnes Abrahams. Abraham zeugte Isaak, Isaak zeugte Jakob, Jakob aber zeugte Juda und seine Brüder.“ Matthäus 1.1 und 2 Im Fries wird der Kopf eines Engels dargestellt. - Mosaik des Evangelisten Markus mit Vers aus dem Neuen Testament: „Anfang der Frohbotschaft Jesu Christi, des Sohnes Gottes. Geschrieben steht beim Propheten Isaias: ’Siehe, ich sende meinen Boten vor Deinem Angesichte her.’“, Markus l.1 und 2 Im Fries wird ein Löwenkopf dargestellt. Die Mosaiken in der Decke der Apsis zeigen von links nach rechts: - einen Engel, der Maria die Botschaft bringt: „Gegrüßet seist Du, voll der Gnade. Du sollst seinen Namen Jesus nennen.“ Lukas 1.31 Im oberen Bildteil ist ein Sternenhimmel mit 15 Sternen abgebildet. - den thronenden Gottvater, auf einem goldenen Sessel sitzend. Die Sessellehnen sind bekrönt mit Reichsäpfeln. Der Gottvater ist dargestellt als Papst mit Tiara, Zepter und rotem Chormantel. Zur linken Seite ist die Sonne über den Wolken, zur rechten Seite ist der Mond, dargestellt als Vollmond mit betonter Mondsichel, über den Wolken abgebildet. Die Inschrift lautet linksseitig „Tu REX GLO-“ und rechtsseitig „RIA CHRISTE“. Der Goldbesatz des Chormantels trägt am unteren Rand mehrfach das Wort „PAX“ und schräg über der Brust das Wort „SABAOTH“. Die Bildunterschrift lautet: „Es wird herrschen im Hause Jakobs ewiglich und seines Reiches wird kein Ende sein.“ Lukas 1.32 Im Bildband unten rechts ist der Künstlername G. Wiegmann, Düsseldorf, eingefügt. Die obere Bildhälfte zeigt einen Sternenhimmel mit 14 Sternen. - Abraham, der seinen Sohn Isaak opfert. Auf der linken Bildseite steht Abraham, in der Mitte liegt Isaak auf einem Opferaltar und auf der rechten Bildseite schwebt ein Engel auf Wolken, der Abraham Einhalt gebietet. Die obere Bildhälfte zeigt einen Sternenhimmel mit 11 Sternen. Die Mosaiken an den Wänden der Apsis stellen von links nach rechts folgendes dar: - drei Engel auf Wolken: Der linke Engel mit gefalteten Händen und blonden Haaren; der mittlere Engel mit geschlossenen Augen, vor der Brust gekreuzten Händen und braunen Haaren; der rechte Engel mit ineinander verschränkten Händen und roten Haaren. - blau- und goldgrundige quadratische Kreuzsymbole auf dunkelbuntem Hintergrund. - drei Engel auf Wolken: Der linke Engel mit geschlossenen Augen, beide Hände auf der Brust liegend und dunkelhaarig; der mittlere Engel, die Hände zum Gruß erhebend und grauhaarig; der rechte Engel mit gefalteten Händen und rotblonden Haaren. Chorgestühl An der südlichen Chorwand steht ein Chorgestühl, Höhe 1,09 m, Breite 3,01 m, aus Eiche mit vier Stallen auf erneuerter Bodenplatte. Es stammt aus dem ehemaligen Kloster St. Paulus in Viersen. Es ist ein Rest einer größeren Anlage. Das Gegenstück steht im Rijksmuseum in Amsterdam. An der Wange ist in einer Spitzbogenblende das Relief eines Mönches in Kutte mit Kapuze und geknoteten Leibriemen, in den Händen ein Kreuz und ein Buch haltend, dargestellt. Es handelt sich vermutlich um Franz von Assisi. Das Oberteil der Wange ist beschnitten. Die Zwischenwangen mit wulstigen Blättern zeigen ein Fabeltier und eine Schneckenvolute. Die vier Miserikordien sind als gotisches Blatt, als Fabelmaske, als männlicher Kopf (um 1600 hinzugefügt) und als eine sich bückende Nonne ausgearbeitet. Stilistisch gehören sie in den „Kölner Umkreis“. Beichtstuhl (nach 1871) Der neugotische, geschnitzte Beichtstuhl besitzt in der Türfüllung Intarsien, die die Auferweckung des Lazarus darstellen. Es handelt sich vermutlich um eine Arbeit aus der Werkstatt v:on Otto Mengelberg/Köln. Beichtstuhl Der neugotische, geschnitzte Beichtstuhl besitzt in der Türfüllung Intarsien, die Christus mit Maria Magdalena darstellen. Es handelt sich vermutlich ebenfalls um eine Arbeit aus der Werkstatt von Otto Mengelberg/Köln. Kirchenbänke Im Chorraum befinden sich drei Kirchenbänke. Zwei Bänke sind ca. 2,00 m lang und eine Bank ist ca. 3,00 m lang. In der Sakristei steht eine Kirchenbank, 2,50 m lang, mit gepolsterter Kniebank. Ablage Neben der Sakristei ist eine kleine geschnitzte Ablage mit Marmorplatte fest installiert. Evangelienpult Im Chorraum steht ein dreibeiniges, geschnitztes Evangelienpult. Kanzel (Mitte 17. Jahrhundert) Im Eingangsbereich des Turmes befindet sich die holzgeschnitzte und bemalte alte Kanze1. Auf fünf Seiten eines Achtecks, Durchmesser 1,05 m, zeigen die Brüstungen, Höhe 1,15 m, Christus zwischen den vier Evangelisten und reiche Verzierungen mit Knorpelelementen. Taufstein (19. Jahrhundert) Der neugotische Taufstein aus Marmor, Höhe 1,20 m, ist als achteckiges Becken auf achteckigem Schaft und Fuß gearbeitet. Der Deckel, Höhe 0,78 m, ist aus Messing. Sakristeischrank (2. Hälfte 19. Jahrhundert) Der Sakristeischrank aus Eiche, ungefasst, Höhe 1,27 m, Breite 1,41 m, zeigt neugotische Formen. Geschnitzte Maßwerkfüllungen sind in beiden Türen und am zinnenbekränzten Aufsatz vorzufinden. Ein weiterer Sakristeischrank besitzt zwei Schmucktüren. Sakristeitisch Der neugotische Sakristeitisch weist filigranes Schnitzwerk auf. Kommunionbank Im Keller befinden sich Teile einer neugotischen, holzbemalten Kommunionbank mit Türen, Höhe 0,79 m. Ebenfalls im Keller sind ein geschnitzter Pfeiler und ein Restteil der alten Kanzel gelagert. Glocke (1743) Die Glocke, Durchmesser 0,51 m, Gewicht 60,00 kg, auf Ton as abgestimmt, ist von Johann Michael Moll in Köln gegossen. Die Pfarrkirche bezieht ihre Bedeutung aus ihrer Religionsgeschichte. Zusammen mit der ehemaligen Kapelle und dem angebauten Chor kennzeichnet sie inmitten des Ortskernes Helenabrunn ein wichtiges Identifikationsmerkmal zur Geschichte und Gestalt des Ortes Helenabrunn. Aus wissenschaftlichen, insbesondere architekturgeschichtlichen, volkskundlichen und städtebaulichen Gründen liegen Erhaltung und Nutzung der Pfarrkirche St. Helena mit ihren historischen Ausstattungsstücken gemäß § 2 (1) des Denkmalschutzgesetzes im öffentlichen Interesse. | 1843–1852                            | 15. Juni 1990      | 226             |
| Pfarrhaus St. Helena                            | Pfarrhaus St. Helena                             | Helenabrunn Heimerstraße 9 Karte                                                     | Geschichte Pfarrer Anton Kimmel stirbt am 16. Juli 1805. Er vermacht in seinem Testament der Kirche St. Helena 3000 Reichstaler. Diese Schenkung wird nach dem Tode von Pfarrer Anton Kimmel von seiner Mutter angefochten. Diese Anfechtung dauert über 1 1/2 Jahrzehnte. Danach erhält die Kirchenkasse St. Helena zur Ableistung der Auflagen des Testamentes eine jährliche Rente von 48 Reichstalern, die aber von den Erben Kimmel jederzeit mit einer Summe von 1100 Reichstalern abgelöst werden kann. Am 25. Aug. 1805 versammelt der neue Helenabrunner Pfarrer Michael Giesen in einer Zusammenkunft die Kirchmeister und Pfarrmitglieder von St. Helena, um mit ihnen über den Neubau einer Pfarrerwohnung, zu dem sie sich bei der Gründung der Pfarre dem Generalvikar Syben von Roermond verpflichtet haben, zu beraten. 40 Helenabrunner Familien leihen je 25 Taler als Anfang der Bausumme, so dass die Errichtung mit 1000 Talern Baukapital beginnen kann. Um den Bau des Pfarrhauses besser herstellen zu können, tritt Johannes Weilers aus Heimer 28 Ruten seines anstoßenden Ackers für einen Reichstaler die Rute im März 1806 in Gegenwart der Kirchmeister des Baumeisters Andreas Büssen an die Kirche ab. Pfarrer Michael Giesen bezieht das Pfarrhaus 1807. Beschreibung Bei dem zweigeschossigen Gebäude in fünf Achsen handelt es sich um eine für die Entstehungszeit typische zentrale Bauform. Die spätklassizistische Putzfassade ist dem 1807 entstandenen Gebäude vermutlich Mitte des 19. Jahrhunderts vorgeblendet. Die Mittelachse des Hauses wird durch einen flachen Dreiecksgiebel betont. Das Haus ist mit einem Krüppelwalmdach bedeckt. Der ursprüngliche Dachstuhl mit Eichenbalken und Zapfenverbindungen ist erhalten geblieben. Der Keller ist mit Gewölben überspannt. Im Innern des Hauses ist in der Diele ein Terrazzoboden mit floralem Mosaik vorhanden. Ebenso ist die alte Holztreppe und umlaufende Friese an den Decken des Flures im originalen Zustand. Des Weiteren sind in verschiedenen Räumen die Stuckdecken vorhanden. 1909 wird im Zusammenhang mit einer Umbaumaßnahme am Pfarrhaus ein Nebentrakt angebaut. Er ist eingeschossig und ebenfalls axialsymmetrisch mit einem Krüppelwalmdach versehen. Hier ist die backsteinsichtige Fassade geschlämmt. Im Eingangshäuschen wird die Türe, vermutlich durch die Verbreiterung der Straße bedingt, aus der Mitte des Häuschens in die Seitenwand versetzt. Im Vorgarten unmittelbar an der Straße befindet sich der St. Helena-Brunnen. Das Pfarrhaus im Schatten der Pfarrkirche St. Helena bildet ein wesentliches Identifikationsmerkmal zur Geschichte der Pfarre St. Helena. Weiter ist das Gebäude mit seiner ruhigen Fassadengestaltung und durch die prägnante Lage auch von städtebaulicher Bedeutung. Aus wissenschaftlichen, insbesondere architektur-, religions- und ortsgeschichtlichen sowie städtebaulichen Gründen liegen Erhaltung und Nutzung des Gebäudes Heimerstraße 9 in öffentlichem Interesse. | 1807/1909                            | 15. Juni 1990      | 227             |
| Wohnhaus                                        | Wohnhaus                                         | Helenabrunn Heimerstraße 35 Karte                                                    | Das Wohnhaus Heimerstraße 35 wurde 1905 für Anton Genenger nach Plänen von Johann Peerlings am Fuße von Helenabrunn, an der Straße nach Heimer errichtet. In den Bauantragsunterlagen ist im hinteren Bereich des Grundstücks ein Nebengebäude als „Branntwein-Lagerei“ projektiert und im Haus selbst zusätzlich ein „Contor“ vorgesehen, so dass von einer diesbezüglichen gewerblichen Mitnutzung ausgegangen werden kann. Das Haus liegt etwas von der Straße zurück, hinter einer alten Einfriedungsmauer mit Pylonenpfeilern und Ziergitter und einem Vorgarten. Es handelt sich um ein zweigeschossiges traufständiges Gebäude mit teilweise abgewalmten Satteldach. Das Backsteinsichtmauerwerk ist durch Zweifarbigkeit der Steine, dunkle Backsteine der Wandflächen und hellere Steine von Lisenen und Gesimsen, sowie durch Blendgliederungen geschmückt. In ganz typischer Weise setzt sich der Hauptbaukörper aus einem Wohnraumteil auf annähernd quadratischer Grundfläche und einen rückwärtig an zwei Seiten vor die Flucht gezogenen Wirtschaftsflügel zusammen; in ihrem Winkel befindet sich auf der rechten Seite der Hauseingang. An der Straßenfront teilen Ecklisenen und Gesims die zwei Geschosse mit ihren drei Fensterachsen in fünf Felder auf; die rechte Achse ist durch ihre breiteren Fenster hervorgehoben und wird im Dachbereich von einem spitzgiebeligen Zwerchhaus mit gestufter Spitzbogenblende überfangen. Die Stürze der stichbogigen hochrechteckigen Fenster sind ebenfalls mit hellroten Steinen abgesetzt. Die Seitenfassaden zeigen ebenfalls die hellrote Lisenen-, Gesims- und Fenstersturzgliederung. Die linke Außenwand, an der vorbei man zu den rückwärtigen Anbauten gelangt, besitzt nur im krüppelgewalmten Giebel ein Fenster, ansonsten beleben Blendfenster die Wandfläche. Ein gestufter Fries aus fünf gestelzten Rundbögen, der mittlere als breiter Überfangbogen des Fensters angelegt, ist dem Giebel aufgelegt. Entsprechend der Asymmetrie der Vorderfront überfängt der Giebel nur zwei der drei Fensterachsen. An der rechten Seitenfassade mit dem Hauseingang findet sich eine ähnliche Gliederung, jedoch mit kleinen, aber wirkungsvollen Abweichungen: so ist der Giebel als Spitzgiebel ausgeführt und sein Stufenfries ist spitz- und nicht rundbogig ausgebildet. Die Fenster sind unpassend modernisiert, die alte Haustür ist hingegen noch erhalten. Im Innern betritt man zunächst einen kurzen, in die Hausmitte führenden Flur, von dem aus die Wohnräume sowie die rückwärtig zentral liegende Treppe und die Wirtschaftsräume (Küche/Waschküche) erschlossen wurden. Ornamentierte Bodenfliesen, Zimmertüren (Rahmenfüllungstüren mit zugehörigem Gewände), die Holztreppe (gerade zweiläufig mit Wendepodest; gedrechselte Geländerstäbe und großer Anfangspfosten) und der feine Deckenstuck (rechteckige Felder mit Eckschmuck und Rosette; Bändelwerk und Blütenmotive in den Kehlen) vermitteln den ursprünglichen Raumeindruck. Deckenstuck findet sich auch in den Zimmern beider Wohngeschosse, deren Grundrissanordnung ebenfalls unverändert ist (darunter im Erdgeschoss nach vorn zur Straße zwei Wohnräume – „Salon“ und „Wohnzimmer“ –, durch eine Schiebetür getrennt). Das Wohnhaus Heimerstraße 35 ist aufgrund seiner weitgehend original erhaltenen Substanz und Ausstattung ein bemerkenswert anschauliches Zeugnis von Architektur und Wohnkultur der Jahrhundertwende. Seine mit einfachen Mitteln gut gestalteten Ansichtsseiten bilden einschließlich der Einfriedung einen positiven Blickpunkt am Rand bzw. Beginn der Ortslage Helenabrunn, deren bau- und ortsgeschichtliche Qualität die Ausweisung eines Denkmalbereichs rechtfertigen würde. Das Gebäude [mit straßenseitiger Einfriedigung] ist daher bedeutend für Viersen. An der Erhaltung und Nutzung besteht aus wissenschaftlichen, insbesondere architekturgeschichtlichen Gründen ein öffentliches Interesse. Es ist daher gemäß § 2 Denkmalschutzgesetz NRW ein Baudenkmal. | 1905                                 | 4. Oktober 2000    | 398             |
| Schellershof                                    | Schellershof                                     | Heimer Heimerstraße 87, 89 Karte                                                     | Geschichte Heimer wird 1381 urkundlich genannt (Heymenrade). Die Honschaft entwickelte sich an zwei Bächen entlang der heutigen Kempstraße und der Heimerstraße. Letztere wird 1648 als Schellerstaete bezeichnet, nach einem Hof „To Schellers“, der sich möglicherweise bis in das 14. Jahrhundert, sicher seit 1408 zurückverfolgen lässt. Schellershof und eine benachbarte, um 1600 als „To Rütgershus to Schelers“ bezeichnete Hofstelle (ein seit 1408 belegter früher Abspliss des Schellershofes) werden von Mackes (siehe Literaturverzeichnis) etwa an jener Stelle verzeichnet, an der sich die heutige Hofanlage befindet. Mündlich und schriftlich sind als spätere Eigentümer Schürkes und (1886) Giesen überliefert. Beschreibung Es handelt sich um eine geschlossene Hofanlage aus Backstein, bestehend aus einem Wirtschaftsgebäudegeviert des 19. Jahrhunderts, die im Grundriss auf der Uraufnahme-Karte von 1844 bereits vorhanden ist, und einem herausgerückten ehemaligen Wohnstallhaus, im Kern mindestens aus dem 18. Jahrhundert, das im 19. Jahrhundert für damalige Wohnbedürfnisse umgebaut wird. Der breit gelagerte, bis auf Erdgeschosshöhe tief herabgezogene Südgiebel des Wohnhauses besitzt einen Krüppelwalm. Holländische Giebeldreiecke akzentuieren die Ortgänge. Die Fenster der beiden Obergeschosse sind symmetrisch angeordnet, die Achsen des Erdgeschosses mit dem Hauseingang weichen hiervon etwas ab. Zum Teil sind hier und an anderen Hausseiten alte Fensterläden erhalten. Gemauerte Stichbögen überfangen die Öffnungen, der Eingang ist mit einem profilierten Gewände akzentuiert. Bemerkenswert ist die alte doppelflügelige Haustür mit dezenten neogotischen Schmuckformen und einem gusseisernen ornamentierten Oberlicht. Ankersplinte bezeichnen das Jahr 1832 und die Initialen IS MS. Sowohl der Giebel als auch die übrigen Seiten zeigen relativ homogenes Mauerwerk mit nur wenigen späteren Ausbesserungen oder Ergänzungen. Die Dachflächen sind bis auf geringfügige Ausnahmen geschlossen. Das Innere des Wohnhauses zeigt in außerordentlicher Originalität noch Raumaufteilung und Ausstattung eines landschaftstypischen ehemaligen Wohnstallhauses mit zweigeteiltem Mittelschiff, mit Anpassungen an die Wohnkultur des frühen 19. Jahrhunderts. Kennzeichnend ist die Aufteilung in zwei große zentrale Räume, die durch eine Kaminwand getrennt werden. Dieser Hauskern wird von dem vermutlich noch vollständig erhaltenen System aus den üblichen vier Gebinden, die heute überputzt sind, definiert. In den Abseiten daneben befinden sich kleinere (Wohn-)Räume, darunter auch zwei Opkamern mit zugehörigen Kellern darunter. Das Obergeschoss ist vollständig in zahlreiche Einzelzimmer, zum Teil mit einfachen Stuckdecken, ausgebaut. Im Kaminblock ist eine Räucherkammer erhalten. Teilweise sind hier auch alte Lehmflechtwerkwände erkennbar. Von der historischen Ausstattung hervorzuheben ist zuerst der vordere Herdraum (Eren) mit Rauchfang (Schoormantel), profiliertem Gesims und aufgesetztem kleinem Geländer (Tellerbort). An der eingeschwungenen ehemaligen Herdwand sind über Eck gestellte manganfarbene und weiße glasierte Kacheln angebracht, aus denen auch die Fußleiste des Raumes hergestellt ist. Der Fußboden besteht aus grauen und schwarzen Steinplatten, Kantenlänge 35 cm. Die Decke ist verputzt, mit zwei profilierten Unterzügen. Rechts der Herdwand führt eine gerade Holzstiege ins Obergeschoss, seitlich davon befindet sich eine der beiden Opkamern. In der linken Abseite sind zwei Wohnzimmer angeordnet, das vordere mit einfacher, das hintere mit aufwändiger Stuckdecke. Sie weisen Kehlprofile mit flachen Volutenkonsölchen über Eierstäbe, einen äußeren und inneren Deckenspiegel und letzterer Eckkartuschen und Mittelrosette auf. Im hinteren Mittelschiffraum, ehemals wohl Futterdeele, seit dem 19. Jahrhundert Waschküche, ist ebenfalls der alte Steinplattenboden erhalten. Von hier aus sind eine zweite Opkamer und eine zweite Stiege zum Obergeschoss hin erreichbar. Alte Zimmertüren in Rahmen-Füllungs-Bauweise sind ebenfalls erhalten und tragen zur geschlossenen historischen Raumausstattung bei. Die Wirtschaftsgebäude bilden ein Geviert, in das der rückwärtige Giebel des Wohnhauses mit eingebunden ist. Unmittelbar an das Wohnhaus schließen rechts der Kuhstall mit Kappendecke, links eine korbbogige Durchfahrt an, über der außen eine kleine Nische mit Josefsstatuette (Porzellan?, 2. Hälfte 19. Jahrhundert) angebracht ist. Die östliche Seite bildet eine große mehrgeschossige Scheune, mit erhaltenem stattlichen Holzgerüst innen. Nördlich begleiten die eingeschossigen Gebäude der ehemaligen Mühle und das Torhaus mit einfachem Dreiecksgiebel die Heimerstraße. Ein ebenfalls eingeschossiger Pferdestall schließt dann im Westen das Geviert. Dem Charakter einer Hofanlage entsprechend sind die Wirtschaftsgebäude gemäß ihrer Funktion auch baulich unterschieden. Die großen Wand- und Dachflächen sind nach außen beinah vollständig geschlossen, und auch nach innen besitzen sie nur die für eine Hofanlage funktional notwendigen Öffnungen. Clasen (siehe Literaturverzeichnis) erwähnt, es werde noch ein „Balken mit Inschrift in eingetieften Kapitalen aufbewahrt: GOT BHVT DES BV FVR FVWER VND BRANDT DAN ES STEHET IN GOTTES HAND ANNO 1721 DEN 28 MEJ H B. PETER SCHELLERS MARTA SCHELLERS ELVT.“ Auf dem Grundstück am Torgebäude zur Heimerstraße befindet sich ein dem Hof zugehöriges Heiligenhäuschen, das die Familie Schürkes 1864 zum Andenken an eine Mission des Pfarrers in Helenabrunn errichten lässt. Die Hofanlage Heimerstraße 87/89 wird bereits im Inventar des Rheinischen Amtes für Denkmalpflege 1964 als Baudenkmal benannt und wegen ihres ungewöhnlich guten Erhaltungszustandes ausführlich beschrieben. Sie ist ein in ihrer historischen Geschlossenheit heute sehr selten gewordenes Zeugnis der bäuerlichen Kultur in Viersen im Allgemeinen und der Siedlungsentwicklung in der alten Honschaft Heimer im Besonderen. Die Grundkonzeption eines Wohnstallhauses mit zweigeteiltem Mittelschiff des mindestens 18. Jahrhunderts ist ebenso ablesbar wie dessen behutsame Anpassung an Wohn- und Arbeitsbedürfnisse des mittleren 19. Jahrhunderts, mit zahlreichen Ausstattungsdetails und als Höhepunkt der erhaltenen Raumaufteilung mit Herdwand, Kaminblock und Opkamern. Die Wirtschaftsgebäude bilden eine jüngere Zeitstufe der Bauernhofentwicklung, sie sind für diese ebenfalls aussagekräftig überliefert und integraler Bestandteil des Denkmals. Aus den angeführten und beschriebenen Gründen ist die Hofanlage Heimerstraße 87/89 bedeutend für Viersen. Wegen ihres hohen Zeugniswertes für eine selten gewordene landschaftstypische Bau- und Wohnform besteht an ihrer Erhaltung und Nutzung ein öffentliches Interesse aus wissenschaftlichen, insbesondere architektur- und stadtentwicklungsgeschichtlichen sowie aus volkskundlichen Gründen. Es handelt sich daher gemäß § 2 (1) Denkmalschutzgesetz um ein Baudenkmal. | 1862 / 19. Jh.                       | 19. Februar 2001   | 405             |
| Heiligenhäuschen                                | Heiligenhäuschen                                 | Heimer Heimerstraße 87, 89 Karte                                                     | Im Jahre 1864 stiftet die Familie Schürkes das Heiligenhäuschen an der Heimerstraße im Andenken an die Mission, die Pfarrer Hubert Erkens im gleichen Jahr in Helenabrunn abhalten lässt. Seinen ursprünglichen Standort hat das Heiligenhäuschen bis 1951 im Garten des nebenstehenden Bauernhofes Heimerstraße 87/89. Das Häuschen aus Sandstein ist etwa 3,25 m hoch und baut sich aus 3 Bauelementen auf: Der zweigeteilte Sockelbereich wird im unteren Teil durch die drei christlichen Symbole Anker, Kreuz und Herz im Flachrelief verziert. Darüber folgt die Inschrift: Rette/Deine Seele/1864. Im Mittelstück befindet sich eine vergitterte Rundbogennische mit Figuren aus Ton, die die heilige Familie Joseph, Maria und den Jesusknaben darstellen. Unter der weiß gefassten Gruppe, die die obere Hälfte der Nische einnimmt, sitzt eine weitere flache Korbbogennische, die vermutlich ehemals zur Aufnahme des Allerheiligsten dient. Ein giebelartiger Schlussstein mit einem bekrönenden Kreuz und einem Korpus aus Ton bilden den Abschluss des Heiligenhäuschens. Aus wissenschaftlichen, insbesondere religionsgeschichtlichen und volkskundlichen Gründen stehen Erhaltung und Nutzung des Kreuzes gemäß § 2 (1) des Denkmalschutzgesetzes im öffentlichen Interesse. | 1864                                 | 19. Februar 2001   | 406             |
| Wohnhaus                                        | Wohnhaus                                         | Heimer Heimerstraße 123 Karte                                                        | Bei dem landschaftstypischen, zweigeschossigen, backsteinsichtigen Wohnhaus handelt es sich um das Wohngebäude einer vierflügeligen Hofanlage. Die Ankersplinte im vierachsigen Giebel mit Krüppelwalm, weisen auf das Baujahr 1813. Die Fensteröffnungen in der Fassade sowie die Fenster sind teilweise verändert. Im Inneren des Hauses befindet sich im Herdraum ein Rauchfang mit profiliertem Gesims und Geländer. An der eingeschwungenen Rückwand der ehemaligen Feuerstelle sind über Eck gestellte, weiße und manganfarbene glasierte Kacheln (Kantenlänge: 12,5 cm) um 1800 eingebaut. Die Zimmertüren in ungefasster Eiche mit rechteckigen Füllungen stammen aus der gleichen Zeit. Das landschaftstypische, stattliche, bäuerliche Wohnhaus in quälitätvol1er Ausstattung ist der Typ des späteren niederrheinischen Hallenhauses Viersener Prägung und wird somit Zeugnis für die Geschichte des niederrheinischen Bauernhauses, sowie für die Siedlungsgeschichte der Stadt Viersen. Aus wissenschaftlichen, insbesondere architekturgeschichtlichen, volkskundlichen, landschaftsbezogenen und siedlungstopographischen Gründen liegen Erhaltung und Nutzung des Wohnhauses Heimerstraße 123 gem. § 2 (1) des Denkmalschutzgesetzes im öffentlichen Interesse. | 1813                                 | 13. März 1986      | 87              |
| Wohnhaus und Büro                               | Wohnhaus und Büro                                | Dülken Heinz-Luhnen-Straße 1 Karte                                                   | Das Haus, das der Auktionator August Bohnen 1925 für sich und seine Familie nach Plänen des Dülkener Architekten F. Fremerey erbauen ließ, ist ein verputztes zweigeschossiges Wohnhaus mit Walmdach. Es steht frei an der ehemaligen Hindenburgstraße. Wegen der geringen Fläche des zugehörigen Grundstücks ist es nicht angebracht, von einer Villa im klassischen Wortsinn zu sprechen, auch wenn Habitus und Raumprogramm des Hauses dies nahelegen. Ein Gartenpavillon und eine Garage in der gleichen Formensprache flankieren das Haus und sind mit ihm z. T. sogar lose baulich verbunden. Nach vorne zur Straße schließt die originale Einfriedung (Mauersockel mit Ziergitter in geometrischen Formen und Tor zwischen Mauerpfeilern) das Grundstück ab. Der im Prinzip rechteckige Grundriss des horizontal gelagerten Baukörpers ist durch Ausbauten im Erdgeschoss verunklärt. Nach vorne zur Straße wird der mittig gelegene Eingang links von einem dreiseitig gebrochenen (Herrenzimmer), rechts von einem rechtwinkligen Vorbau (Büro) flankiert. An den Seitenfassaden greift jeweils in der hinteren Hälfte das Erdgeschoss vor die Flucht, und nach hinten ist die Mittelachse über beide Geschosse flach dreiseitig vorgezogen. Die erdgeschossigen Vorbauten vorne und an der Seite dienen zugleich als Austritte für die Zimmer im Obergeschoss. Die Fassade ist betont schlicht gehalten. Lediglich zwei feine Bänderungen unterhalb der Traufe sind ihr appliziert. Die formale Gestaltung einiger Details im Zusammenhang der typischen Baukörperproportion verleiht ihr trotzdem einen zeittypischen Stil, der in der Architekturgeschichte meist als „expressionistisch“ bezeichnet wird. Zu nennen sind vor allem die Betonung der Mittelachse durch den eingezogenen Spitzbogen der Eingangsnische, daneben die kleinen schlanken Fenster im Bürovorbau und im Obergeschoss sowie schließlich der flache Dreiecksgiebel, der in die Dachzone ausgreift und dessen Verlauf die Bänderung unterhalb der Traufe aufnimmt. Diese wenigen Details bereiten gewissermaßen auf das Innere vor, in dem dieser Stil zur Blüte gelangt. Ein weiteres zeittypisches Merkmal sind die fast überall original erhaltenen Fenster mit ihrer charakteristischen Zweiteilung in eine untere (3/5) ungeteilte Fläche und eine obere (2/5) sprossengeteilte, wobei bei den großen Fenstern der untere Teil nach oben geschoben wird. Das Dach war ursprünglich mit Schiefer eingedeckt. Durch die originale Haustür mit großem Glaseinsatz und Oberlicht im Spitzbogen betritt man einen kleinen Windfang. Der querrechteckige Raum besitzt eine ausgefallene Deckenlösung mit einem steilen konvexen Spiegelgewölbe, in das die Oberlichter der Außentür und der Tür zum Wohnbereich scharf eingeschnitten sind. Deckengesims und -spiegel sind ornamental profiliert. Von diesem Vorraum aus erreicht man rechts das Büro und geradeaus den Verteilerflur mit Treppenhaus, von wo aus die anderen Räume erschlossen werden: Geradeaus nach hinten die Küche, links und rechts davon die Wohnzimmer (ursprünglich Herren-, Speise- und Wohnzimmer). Im Obergeschoss sind weitere (Schlaf-)Zimmer und das Bad untergebracht. Der originale Grundriss ist damit ebenso erhalten wie die bemerkenswerte homogene Raumausstattung. Treppe, Türen, die zahlreichen Einbauschränke, Heizkörperverkleidungen etc. aus weiß lackiertem Holz sind in expressionistischen Formen gehalten bzw. mit solchen dekoriert, d. h. schräge, asymmetrische Dreieck-, Rauten- oder Zackenformen durchbrechen die geraden Grundformen und drücken Dynamik und Spannung dieses Stils aus. Besonders hervorzuheben sind die im Anlauf geschwungene Treppe, deren Anfangspfosten und Geländerbretter aus der Grundform gelängter Trapezformen entwickelt sind (zwischen Ober- und Dachgeschoss ist die Brüstung geschlossen), die dreieckigen Oberlichter der Zimmertüren, die Glastüren in Holzrahmen mit Sprossenteilung und klassizierendem Gewände, z. B. zwischen Vorraum und Treppenhaus und im Obergeschoss (Bad), eine schräge Tür zum Speicher, die Kücheneinrichtung mit originalen Wandschränken und rautenförmigem Deckenspiegel, die Heizkörperverkleidung im ehemaligen „Herrenzimmer“ (Erdgeschoss vorne links) mit originalem Heizkörper, die farbige Bleiverglasung im Büro. Deckenstuckierungen variieren ebenfalls in der Form von zackenförmigen Sternen bis hin zur kassettenartigen Gestaltung im Treppenhaus. Bei dieser Aufzählung handelt es sich lediglich um eine Auswahl aus der großen Fülle originaler wandfester Substanz und Ausstattungsdetails, die insgesamt ein unverfälschtes Raumbild der zwanziger Jahre vermittelt. Im Treppenhaus mit Marmor-Steinboden befand sich im Erdgeschoss ursprünglich ein heute überstrichenes Wandgemälde einer Teichlandschaft, von dem der heutige Eigentümer noch ein Foto besitzt. Auf dem Grundstück sind dem Wohnhaus in stilistisch angepasster Weise ein Gartenpavillon und eine Garage beigefügt, beide flachgedeckt und mit weiß abgesetztem Kranzgesimsband. Die Garage ist mit dem Haus baulich verbunden. An ihr sticht das zweiflügelige Holztor mit ornamental aufgesetzter Verbretterung hervor, das von einem kleinen dreieckigen Oberlicht bekrönt wird. Es handelt sich also um ein in bemerkenswerter Vollständigkeit erhaltenes Beispiel eines Wohnhauses gehobenen Anspruchs der zwanziger Jahre. Die Formensprache ist am Außenbau neusachlich-traditionalistisch (konventioneller Baukubus mit altanartigen Ausbauten, Steildach, im Wesentlichen symmetrische Proportionierung), allerdings mit einigen stilistischen Details, die auf den Expressionismus als zeittypischen Dekorationsstil verweisen. Dass das Gebäude von Anfang an verputzt war, ist am Niederrhein, wo Backsteinsichtigkeit auch bei einer solchen Bauaufgabe durchaus möglich gewesen wäre, zwar nicht ungewöhnlich, verdient aber trotzdem Erwähnung. Die ebenfalls zeittypische programmatische „Einfachheit“ in der Architekturgestaltung kommt ganz deutlich beim Grundriss zum Ausdruck, der sehr übersichtlich und, vor allem im Obergeschoss, beinah achsensymmetrisch konzipiert ist. Beeindruckend ist die weitestgehend ursprünglich erhaltene Raumausstattung im Inneren. In den vorhandenen Planunterlagen sind diesbezügliche Entwürfe nicht enthalten. Ob sie auch vom Architekten F. Fremerey stammt, kann daher derzeit nicht mit letzter Sicherheit gesagt werden, ist aber wahrscheinlich. Viel mehr als am Außenbau kommt hier ein mit „Expressionismus“ vielleicht am besten bezeichneter Dekorationsstil zum Einsatz, der sich in Rauten-, Dreieck-, Trapez- und Zackenformen konzentriert. (Inwiefern es angemessen ist, den kunsthistorischen Stilbegriff „Expressionismus“ aus Malerei und Plastik auch auf die Architektur zu übertragen, ist dabei in der Forschung umstritten). Ähnlich wie vor ihm der Jugendstil steht auch dieser Stil zwischen klassizistisch-historistischen und modernistisch-funktionalistischen Tendenzen, gewissermaßen als „gemäßigte“ Alternative zwischen den Extremen konservativ/avantgarde. Auffallend ist auch der bewusst helle Raumeindruck, der vor allem durch die weißen Holzelemente hervorgerufen wird, und der in den zwanziger Jahren durchaus „fortschrittlich“ war. Die in den zeitgenössischen, überwiegend konservativen Architekturzeitschriften veröffentlichten Interieurs aus vergleichbaren Wohn- und Villenbauten zeigen meist noch die schweren dunklen Holzausstattungen und Farben, die schon vor dem Ersten Weltkrieg als herrschaftlich und repräsentativ galten. Das Dülkener Beispiel ist dabei unbedingt „auf der Höhe der Zeit“, wie noch die Beispiele in späteren Jahrgängen der einschlägigen Zeitschriften belegen. Die etwas einfachere Ausführung (im Vergleich z. B. zu Edelholzvarianten) ist daher sicher nicht allein aus Kostengründen gewählt worden, gleichwohl könnte auch dies eine Rolle gespielt haben, denn nach Fertigstellung stritten Bauherr und Architekt noch gerichtlich um die Baukosten. In den dazu erhaltenen Unterlagen hebt Bohnen wiederholt hervor, dass ihm nur ein begrenztes Budget zur Verfügung gestanden habe, welches aber erheblich überschritten worden war. Schuld daran waren nach Bohnens Auffassung Fehler des Architekten, die auf dessen Unerfahrenheit und übertriebenes Anspruchsdenken zurückzuführen seien. Aus diesen Unterlagen gehen auch die wenigen Informationen hervor, die uns bislang über den Architekten Fremerey bekannt sind. Demnach stammte er aus Süddeutschland und war zum Zeitpunkt der Errichtung dieses Hauses noch ein junger Mann. Laut Bohnen behauptete er von sich, er sei vom Kreisbauamt in Kempen nach Dülken „beordert“ worden, um dort eine „gescheitere Bauweise“ einzuführen. Bei aller Vorsicht hinsichtlich des Wahrheitsgehalts dieser (parteiischen) Zitate lässt dies ebenso wie die Ausführung des Dülkener Hauses darauf schließen, dass sich Fremerey in der Tat als ein ambitionierter Architekt verstand. Bislang ist lediglich ein anderes, etwa zeitgleiches Gebäude von ihm bekannt, das Wohnhaus des Arztes Dr. Pielen in Amern St. Anton (Schier 1). Auch mit diesem Bauherren geriet Fremerey laut Bohnens Schrift im Nachhinein in Streit wegen gestiegener Kosten und anderer Mängel. Das Haus in Amern wurde seinerzeit mehrfach als vorbildlicher Neubau publiziert, einmal durch das Kreisbauamt Kempen im Heimatbuch des Kreises 1928 und ein zweites Mal in der Sonderausgabe „Das Schwalmtal“ der Westdeutschen Blätter vom Juli 1929. Die Heinz-Luhnen-Straße war im Stadtbauplan von 1894 (Stadtbaumeister Ulrich) als Victoriastraße bereits vorgesehen. Erst 1919 jedoch wurde der Bereich zwischen Friedrichstraße und Viersener Straße als Hindenburgstraße angelegt. Sie ist geradlinig direkte Verbindung von Stadtkern und Bahnhof. Im Gegensatz z. B. zu der benachbarten Friedrichstraße mit ihrer gründerzeitlichen Reihenbebauung ist die heutige Heinz-Luhnen-Straße in diesem ab 1919 entstandenen Abschnitt geprägt durch eine aufgelockerte Bebauung freistehender Wohnhäuser, z. T. gehobenen Anspruchs. Das Haus Heinz-Luhnen-Straße 1 ist integraler Teil dieser charakteristischen Bebauung. Das Wohnhaus Heinz-Luhnen-Straße 1 in Dülken ist bedeutend für Viersen als qualitätvolles Zeugnis der Bau- und Wohnkultur der zwanziger Jahre in der damals selbstständigen Stadt Dülken und als prägender Teil der Heinz-Luhnen-Straße. Seine Erhaltung und Nutzung liegen im öffentlichen Interesse aus wissenschaftlichen, insbesondere den dargelegten architekturgeschichtlichen Gründen, als fast in vollem Umfang original überliefertes Beispiel der Baukunst der zwanziger Jahre. Besonderer Augenmerk gilt dabei der Innenausstattung, die in seltener Weise ein komplettes Raumbild jener Zeit wiedergibt. Teil des Denkmals sind neben dem Wohnhaus auch Garage, Pavillon und Einfriedung zur Straße. Für diesen Zweck gebaute Autogaragen aus den 1920er Jahren sind im Rheinland durchaus als Seltenheit zu bezeichnen, zumal in gestalterisch so qualitätsvoller und gut erhaltener Ausführung wie hier. | 1925                                 | 13. Dezember 2000  | 402             |
| Wohnhaus                                        | Wohnhaus                                         | Dülken Heinz-Luhnen-Straße 11 Karte                                                  | Das Wohnhaus Heinz-Luhnen-Straße 11 in Viersen-Dülken, Teil des Doppelhauses Heinz-Luhnen-Straße 11/13, ist bezüglich seiner straßensichtigen Ansichtsseiten ein Baudenkmal im Sinne von § 2 (1) Denkmalschutzgesetz NRW. Es ist bedeutend für Viersen. Seine Erhaltung und Nutzung liegt im öffentlichen Interesse aus wissenschaftlichen, insbesondere architekturgeschichtlichen und städtebaulichen Gründen. Das Haus Heinz-Luhnen-Straße 11 und 13 ist ein 1924/25 entstandenes, repräsentatives Doppelwohnhaus. Der Entwurf stammt von dem Mönchengladbacher Architekten A. Herrmann. Bauherren waren für die linke Haushälfte (Heinz-Luhnen-Straße 11) der Bauunternehmer Matthias Gorissen, für die rechte Haushälfte (Heinz-Luhnen-Straße 13) der Fabrikant Lambert Heimes. Das frei stehende, breit gelagerte und zweigeschossige Gebäude mit hohem gaubenbesetzen Walmdach liegt von der Heinz-Luhnen-Straße abgerückt, hinter einem Vorgarten mit Einfriedung. Es ist über Sockel verputzt. Die Fassadengliederung erfolgt in harmonisch ausgewogener Proportionierung durch das Zusammenspiel von Gesimsen, Öffnungsformaten, Kreuzstockgliederung mit Sprossen der Fenster und Fensterläden. Während der Zugang zur rechten Haushälfte über eine Freitreppe an der Vorderfront erfolgt, besaß der linke Teil einen Seiteneingang (nach einem Umbau 1975: zwei getrennte Eingänge für Wohnung und Praxis), resultierend daraus, dass sein Grundriss gegenüber dem der rechten Hälfte im Prinzip um 90 Grad gedreht wurde. Nach vorne zur Straße dominiert dementsprechend ein erkerartiger Vorbau das Bild der vierachsigen Fassade, dessen Dach mit Balusterbrüstung als Austritt für das Obergeschoss dient. Die auf einem Sohlbankgesims aufsitzenden Obergeschossfenster werden durch ihre Fensterläden zu einem rhythmisierten Band zusammengezogen. Diese Fassadengliederung ist auch hier um den Baukörper herumgezogen, dessen Eingangsseite entsprechend der Drehung des Grundrisses etwas tiefer in das Grundstück hineinreicht als bei der rechten Hälfte. Die rückwärtige Gartenseite besitzt bedingt durch Umbauten nicht mehr das historische Erscheinungsbild. Auch im Inneren sind abgesehen von der Treppe keine nennenswerten ursprünglichen Ausstattungsstücke mehr vorhanden. Architekturgeschichtlich repräsentiert das Doppelhaus Heinz-Luhnen-Straße 11/13 einen typischen Stil gehobenen, villenartigen Wohnhausbaus der ersten Hälfte der zwanziger Jahre, der relativ bruchlos auf ältere Vorkriegstendenzen zurückgeht. Insbesondere neoklassizistische Elemente wie das Portal und der rückwärtige Wintergarten an Heinz-Luhnen-Straße 13, aber auch der straßenseitige Vorbau im Erdgeschoss von Heinz-Luhnen-Straße 11 sind Würdeformen, die Rang und Anspruch des Bauherren transportieren. Verbunden sind diese Formen mit einer ansonsten eher sachlichen, die Horizontale betonenden Baukörpergestaltung, die ihren gestalterischen Reiz primär aus Verteilung und Proportionierung ihrer Öffnungen bezieht. Der trotz der Veränderungen an Heinz-Luhnen-Straße 11 insgesamt immer noch bemerkenswert gute Erhaltungszustand des Hauses macht es zu einem anschaulichen Zeugnis solcher Art traditionalistischen Bauens, einer der wichtigen – konservativen – Strömungen in der Baukunst in Deutschland im 20. Jahrhundert. Über den Architekten A. Herrmann ist bislang nur wenig bekannt. In Mönchengladbach und Rheydt ist er laut den Forschungen von Scherschel zwischen 1903 und 1910 mit Bauten nachgewiesen, doch zeigt das Dülkener Beispiel, dass Herrmann noch wesentlich länger gearbeitet haben muss. In Mönchengladbach ist er für verschiedene Bauaufgaben (Wohnhäuser, Mietshäuser, Kontorgebäude) belegt, darunter auch jener der repräsentativen Fabrikantenvilla. Dass Herrmann auch außerhalb Mönchengladbachs für herausgehobene Bauvorhaben wie das Haus Heinz-Luhnen-Straße 11/13 herangezogen wurde, zeugt von einem nennenswerten Renommee seines Büros. In Viersen sind bislang das Wohnhaus Carl-von-Ossietzky-Straße 4 (1903) und das Wohn- und Geschäftshaus Hauptstraße 137/139 (1905; ehemals Pongs & Zahn, später Kaufhaus Katzenstein u. Jost) als Werke von Herrmann identifiziert. Darüber hinaus plante er einen Teil des seinerzeit größten Unternehmens in Dülken, der „Niederrheinischen Flachsspinnerei AG“ am Bruchweg (Spinnsaal von 1905–10). Die Heinz-Luhnen-Straße war im Dülkener Stadtbauplan von 1894 (Stadtbaumeister Ulrich) als Victoriastraße bereits vorgesehen. Erst 1919 jedoch wurde der Bereich zwischen Friedrichstraße und Viersener Straße als Hindenburgstraße angelegt. Sie ist die geradlinig direkte Verbindung von Stadtkern und Bahnhof. Im Gegensatz z. B. zu der benachbarten Friedrichstraße mit ihrer gründerzeit-lichen Reihenbebauung ist die heutige Heinz-Luhnen-Straße in diesem ab 1919 entstandenen Abschnitt geprägt durch eine aufgelockerte Bebauung freistehender Wohnhäuser, z. T. gehobenen Anspruchs. Das Haus Heinz-Luhnen-Straße 11 und 13 ist integraler Teil dieser charakteristischen, für Dülken ungewöhnlichen und repräsentativen Bebauung. Aufgrund seiner erheblichen Veränderungen, die sich allerdings im Wesentlichen auf das Innere und die Rückseite beschränken, bezieht das Haus Heinz-Luhnen-Straße 11 seine bauhistorische Bedeutung heute primär aus seiner Zugehörigkeit zu dem Doppelhaus Heinz-Luhnen-Straße 11/13. In diesem Zusammenhang besteht an der Erhaltung der straßensichtigen Ansichtsseiten (Vorder- und Eingangsseite) jedoch ein unbedingtes Erhaltungsinteresse, handelt es sich bei dem Doppelhaus insgesamt doch um ein wichtiges Zeugnis der gehobenen Bau- und Wohnkultur der zwanziger Jahre in der damals selbstständigen Stadt Dülken und um einen prägenden Bestandteil der Reihe architektonisch hochwertiger Bauten an der Heinz-Luhnen-Straße. Als Teil dieses Doppelhauses und als Wohnhaus eines bedeutenden Unternehmers in Dülken ist das Gebäude Heinz-Luhnen-Straße 11 somit bedeutend für Viersen. Die Erhaltung der straßensichtigen Ansichtsseiten einschließlich Dachflächen liegt im öffentlichen Interesse aus wissenschaftlichen, insbesondere den dargelegten architekturgeschichtlichen Gründen, als Bestandteil eines in den wesentlichen Teilen anschaulich überlieferten Zeugnisses der Baukunst der zwanziger Jahre. Im Zusammenhang der Heinz-Luhnen-Straße mit ihrem Ensemble qualitätsvoller freistehender Wohnhäuser überwiegend der 1920er Jahre kommen städtebauliche Gründe hinzu. Es handelt sich daher gemäß § 2 (1) Denkmalschutzgesetz um ein Baudenkmal. | 1924/1925                            | 18. April 2002     | 429             |
| Halbvilla                                       | Halbvilla                                        | Dülken Heinz-Luhnen-Straße 13 Karte                                                  | Beschreibung Das Haus Heinz-Luhnen-Straße 11 und 13 ist ein 1924/25 entstandenes, repräsentatives Doppelwohnhaus. Der Entwurf stammt von dem Mönchengladbacher Architekten A. Herrmann. Bauherren waren für die linke Haushälfte (Heinz-Luhnen-Straße 11) der Bauunternehmer Matthias Gorissen, für die rechte Haushälfte (Heinz-Luhnen-Straße 13) der Fabrikant Lambert Heimes. Das frei stehende, breit gelagerte und zweigeschossige Gebäude mit hohem gaubenbesetzen Walmdach liegt von der Heinz-Luhnen-Straße abgerückt, hinter einem Vorgarten mit Einfriedung. Es ist über Sockel verputzt. Die Fassadengliederung erfolgt in harmonisch ausgewogener Proportionierung durch das Zusammenspiel von Gesimsen, Öffnungsformaten, Kreuzstockgliederung mit Sprossen der Fenster und Fensterläden. Während der Zugang zur linken Haushälfte von der Seite aus erfolgt, besitzt der rechte Teil einen Vordereingang über seitlich ausschwingender Freitreppe, der von einem halbrunden, auf vier Säulen ruhenden Austritt mit Balusterbrüstung überfangen wird. Die Treppe wird seitlich begrenzt von s-förmig geschwungenen Ziergeländern, die am Antritt auf Kugeln enden. Hinter dem Austritt ist im Obergeschoss eine mittlere Pseudo-Fenstertür angeordnet, die von schmalen Öffnungen begleitet wird. Diese repräsentative Mittelachse wird flankiert von jeweils einer weiteren Fensterachse mit zweiflügeligen, gesprossten Kreuzstockfenstern. Ihre Putzrahmung ist schlicht, jedoch fein profiliert. Die Obergeschossfenster sitzen auf einem geschosstrennenden Sohlbankgesims auf. Bei geöffneten Fensterläden entsteht optisch der für die Fassadenwirkung überaus wichtige Effekt eines dichten rhythmisierten Bandes aus abwechselnd Öffnungen, Läden und schmalen Wandflächen. Zwei der insgesamt vier kleinen Dachhäuschen gehören zu dieser Haushälfte und fügen sich in die Fassadengliederung und -axialität ein. Die Gartenseite des Hauses Heinz-Luhnen-Straße 13 wird beherrscht von einem breiten, dreiachsigen Wintergarten, dessen Fenster (an Längs- und Schmalseite) rundbogige, radial gesprosste Oberlichter besitzen. Sein Dach dient dem Obergeschoss als Austritt (dahinter ursprünglich Eltern- und Kinderschlafzimmer). Neben dem Wintergarten führt ein Zugang ins Innere. Ansonsten sind Gliederungsprinzip und Detailgestaltung der Vorderfront hier und an der seitlichen Schmalseite fortgeführt. Bei letzterer fällt im Erdgeschoss ein flacher Standerker auf, der in drei Seiten polygonal, im Sockel gerundet aus der Wand ausgestülpt ist. Das daneben liegende kleine Doppelfenster besitzt eine sicher ursprüngliche Vergitterung, auf der vorderen Hausecke ist ein Fahnenhalter angebracht. Am Haupteingang führt die originale Haustür, in deren Fenster ein geometrisches Schmuckgitter mit den Initialen „HL“ des Bauherren eingefügt ist, in das Innere. Von geringen Veränderungen abgesehen ist der ursprüngliche, für ein Haus dieser Statur typische Grundriss erhalten. Darüber hinaus zeugen noch bemerkenswert viele wandfeste Ausstattungsdetails von der bürgerlichen Wohnkultur seiner Erbauer. Nach einem schmalen Windfang mit halbhoher Wandverkleidung gelangt man durch eine zweiflügelige Fenstertür in eine zentrale, quergerichtete Diele, von der aus die Wohnräume und das an der Vorderseite neben und über dem Eingang liegende Treppenhaus zentral erschlossen werden. Ein heller Marmorboden mit dunklem Randstreifen bezeugt den noblen Charakter der Ausstattung. Heizkörperverkleidungen und originale Rahmen-Füllungstüren sind erhalten. Die beiden zum Garten gelegenen Räume, im Entwurfsplan Speise- und Herrenzimmer, sind heute zu einem Raum verbunden – die ehemalige Raumgröße wird durch den erhaltenen Unterzug, der auch beidseitig die profilierte Deckenkehle fortführt, noch belegt. Der Anlauf zur zwischen Wandscheiben hochgeführten, originalen Holztreppe ist als geschwungene Volutenform ausgebildet; im Obergeschoss bilden einfache Stäbe mit Handlauf Brüstung und Geländer der zweiläufig geraden Treppe mit Wendepodest. Auch dort erschließt eine zentrale Diele die Räume; unter einem Rundbogen führt eine schmale Treppe ins ursprünglich mit „Mädchenzimmer“ teilausgebaute Dachgeschoss. Architekturgeschichtlich repräsentiert das Doppelhaus Heinz-Luhnen-Straße 11/13 einen typischen Stil gehobenen, villenartigen Wohnhausbaus der ersten Hälfte der zwanziger Jahre, der relativ bruchlos auf ältere Vorkriegstendenzen zurückgeht. Insbesondere neoklassizistische Elemente wie das Portal und der rückwärtige Wintergarten sind Würdeformen, die Rang und Anspruch des Bauherren transportieren. Verbunden sind diese Formen mit einer ansonsten eher sachlichen, die Horizontale betonenden Baukörpergestaltung, die ihren gestalterischen Reiz primär aus Verteilung und Proportionierung ihrer Öffnungen bezieht. Der trotz der Veränderungen an Heinz-Luhnen-Straße 11 immer noch bemerkenswert gute Erhaltungszustand des Hauses macht es zu einem anschaulichen Zeugnis solcherart traditionalistischen Bauens, einer der wichtigen – konservativen – Strömungen in der Baukunst in Deutschland im 20. Jahrhundert. Architekt Leider ist über den Architekten A. Herrmann bislang nur wenig bekannt. In Mönchengladbach und Rheydt ist er laut den Forschungen von Scherschel zwischen 1903 und 1910 mit Bauten nachgewiesen, doch zeigt das Dülkener Beispiel, dass Herrmann noch wesentlich länger gearbeitet haben muss. In Mönchengladbach ist er für verschiedene Bauaufgaben (Wohnhäuser, Mietshäuser, Kontorgebäude) belegt, darunter auch jener der repräsentativen Fabrikantenvilla. Dass Herrmann auch außerhalb Mönchengladbachs für herausgehobene Bauvorhaben wie das Haus Heinz-Luhnen-Straße 11/13 herangezogen wurde, zeugt von einem nennenswerten Renommee seines Büros. In Viersen sind bislang das Wohnhaus Carl-von-Ossietzky-Straße 4 (1903) und das Wohn- und Geschäftshaus Hauptstraße 137/139 (1905; ehemals Pongs & Zahn, später Kaufhaus Katzenstein und Jost) als Werke von Herrmann identifiziert. Darüber hinaus plante er einen Teil des seinerzeit größten Unternehmens in Dülken, der „Niederrheinischen Flachsspinnerei AG“ am Bruchweg (Spinnsaal von 1905–10). Bauherr Laut Recherche des Stadtarchivs Viersen wird der Name des Bauherrn Lambert Heimes im Adressbuch Dülken 1925 zum ersten Mal erwähnt. Der Zusatz „Appreturbesitzer“ (Appretur = Textilzurichtung und -veredlung) legt nahe, dass er Inhaber der Fa. Johann Heimes war, die ursprünglich in Süchteln beheimatet war und 1897 die Dülkener Appreturfabrik Jordan Terstappen übernommen hatte (Feldstraße). Es handelte sich dabei um einen recht großen Betrieb, der 1904 in ein neues Kesselhaus investierte und zwischen 1898 und 1913 stets um die 50 Arbeiter beschäftigte. Sehr wahrscheinlich existierte die Firma bis zum Zweiten Weltkrieg (letzter Nachweis Adressbuch 1936). Die Heinz-Luhnen-Straße war im Dülkener Stadtbauplan von 1894 (Stadtbaumeister Ulrich) als Victoriastraße bereits vorgesehen. Erst 1919 jedoch wurde der Bereich zwischen Friedrichstraße und Viersener Straße als Hindenburgstraße angelegt. Sie ist die geradlinig direkte Verbindung von Stadtkern und Bahnhof. Im Gegensatz z. B. zu der benachbarten Friedrichstraße mit ihrer gründerzeitlichen Reihenbebauung ist die heutige Heinz-Luhnen-Straße in diesem ab 1919 entstandenen Abschnitt geprägt durch eine aufgelockerte Bebauung freistehender Wohnhäuser, z. T. gehobenen Anspruchs. Das Haus Heinz-Luhnen-Straße 11 und 13 ist integraler Teil dieser charakteristischen, für Dülken ungewöhnlichen und repräsentativen Bebauung. Das Wohnhaus Heinz-Luhnen-Straße 13 in Dülken, Teil des Doppelhauses Heinz-Luhnen-Straße 11 und 13, ist bedeutend für Viersen als qualitätvolles Zeugnis der gehobenen Bau- und Wohnkultur der zwanziger Jahre in der damals selbstständigen Stadt Dülken und als prägender Bestandteil der Reihe architektonisch hochwertiger Bauten an der Heinz-Luhnen-Straße. Es ist zudem das Wohnhaus des Inhabers eines seinerzeit bekannten Industriebetriebes in Dülken. Seine Erhaltung und Nutzung liegen im öffentlichen Interesse aus wissenschaftlichen, insbesondere den dargelegten architekturgeschichtlichen Gründen, als in den wesentlichen Teilen anschaulich überliefertes Zeugnis der Baukunst der zwanziger Jahre. Im Zusammenhang der Heinz-Luhnen-Straße mit ihrem Ensemble qualitätvoller freistehender Wohnhäuser überwiegend der 1920er Jahre kommen städtebauliche Gründe hinzu. Es handelt sich daher gemäß § 2 (1) Denkmalschutzgesetz um ein Baudenkmal. Quellen und Literatur Auskunft des StA Viersen vom 15. Mai 2001 Denkmäler-Datenbank des Rheinischen Amtes für Denkmalpflege. G. Perdelwitz: Chronographie der Stadt Dülken. (Dülken) 1969. Scherschel, Annelie: Wohnhäuser in Mönchengladbach-Rheydt zwischen 1880 und 1915. Stilistische Betrachtungen zu 35 Jahren Baukunst in Rheydt, Saarbrücken, Univ., Diss., 1995, S. 140f. (zu A. Herrmann). | 1924/25                              | 18. Dezember 2012  | 504             |
| Haus Lembach                                    | Haus Lembach                                     | Dülken Heinz-Luhnen-Straße 15 Karte                                                  | Das Wohnhaus Heinz-Luhnen-Straße 15 in Viersen-Dülken einschließlich Garage ist bedeutend für Viersen. An der Erhaltung und Nutzung besteht ein öffentliches Interesse aus wissenschaftlichen, besonders architekturgeschichtlichen sowie aus städtebaulichen Gründen. Es handelt sich daher gemäß § 2 (1) Denkmalschutzgesetz um ein Baudenkmal. Das Haus Heinz-Luhnen-Straße 15 in Dülken wurde 1921 von dem in Düsseldorf wohnhaften Unternehmer Dr. Ing. Siegfried G. Werner als Wohnhaus für den Betriebsdirektor seines Dülkener Werkes, Lembach errichtet. Das Eisen- & Stahlwerk Werner in Dülken („Werner-Werke“) lag an der Heiligenstraße und wurde später in Niederrheinische Eisenhütte und Maschinenfabrik Aktiengesellschaft umbenannt. Die Planung des Hauses besorgte der Regierungsbaumeister Carl Conradi mit Büro in Elberfeld und Barmen. Das freistehende, auf ca. 12 × 10 m rechteckiger Grundfläche traufenständig errichtete Wohnhaus wird von einem großen, schiefergedeckten Mansard-Krüppelwalmdach geprägt. Seine über Keller zwei Vollgeschosse treten somit nur in den Giebeln als verputzte Wandflächen nach außen zutage, während rückwärtig und in der Straßenansicht das obere Geschoss als Mansarde mit großem mittigen Zwerchhaus ausgebildet ist. Die hinter einem Vorgarten leicht von der Straße zurücktretende Fassade ist streng achsensymmetrisch aufgebaut. Der mittig gelegene Eingang, bestehend aus der eigentlichen Tür (mit gesprosstem Oberlicht, Vasenmotiv und Laterne) und schmalen seitlichen Begleitfenstern, wird von je einem zweiflügeligen gesprossten Zimmerfenster begleitet, deren nur gering hochrechteckiges Format bei aufgeklappten Fensterläden zu einem querrechteckigen, „liegenden“ Format umgesetzt wird. Breite, quaderartig gebänderte Lisenen akzentuieren die Gebäudekanten und rahmen die Eingangsachse. Sie finden sich ebenfalls an den Ecken des großen Zwerchhauses, dessen abschließender Dreiecksgiebel (mit kleiner, radial gesprosster Lünette) mit seiner Firstlinie beinah die Höhe des Hauptdaches erreicht. Zwei kleine Dachgauben, die das Zwerchhaus rechts und links begleiten, sind seitlich nach unten gebaucht und werden von einem Segmentbogengiebel überfangen. Neben diesen Details fallen ferner die kräftigen horizontalen Linien des Traufgesimses, des Mansardenknicks und des Giebelgesimses im Zwerchhaus auf, was auch zu relativ großen Dachüberständen und kräftigen Eckverkröpfungen führt. An den Giebelseiten sind im Gegensatz zu den Längsfassaden die Öffnungen asymmetrisch in der Fläche verteilt. Während dies im linken Giebel noch zurückhaltend lediglich durch ein kleines vergittertes Zusatzfenster im Erdgeschoss bewirkt wird, nimmt der rechte Giebel einen zweiten Zugang (ehemals der Personaleingang, mit originaler durchfensterter Eingangstür) auf und zeigt eine gemäß inneren funktionalen Anforderungen unregelmäßige Fensterverteilung. Je eine Dachgaube besetzt auf beiden Seiten die Dachfläche. Die Gartenseite des Hauses wird im Erdgeschoss von einem zentralen, dreiachsigen Wintergartenausbau bestimmt (Fenstertüren erneuert), dessen Flachdach als Austritt für das darüberliegende Zwerchhaus mit seinen Schlafzimmertüren dient. Rechts und links des Wintergartens öffnen zwei weitere Fenster die gartenseitigen Räume. Im Inneren ist auf vergleichsweise geringer Grundfläche das Raumprogramm herrschaftlichen Wohnens untergebracht. Der Grundriss, übersichtlich und dennoch teilweise von streng symmetrischer Anordnung abweichend, ist beinah unverändert erhalten. Durch die originale Haustür mit dahinterliegendem kleinen Windfang betritt man einen zentralen Flurraum, von dem aus bis auf die straßenseitige Küche alle Räume des Erdgeschosses erschlossen sind: seitlich links das „Herrenzimmer“, gartenseitig Wohn- und Esszimmer, rechts die schmale Treppe. Die direkt vom Eingang aus zugängliche Küche ist mit dem Esszimmer durch einen kleinen Gang hinter der Treppe, entlang der rechten Außenwand, direkt verbunden; in diesen Gang führt auch der Nebeneingang der Giebelseite, was die Trennung zwischen Wohn- und Personalbereich unterstreicht. Wohn- und Esszimmer sind durch eine breite Flügeltür miteinander verbunden. Hier wie auch bei den anderen Zimmern sind alte Rahmenfüllungstüren erhalten. Die Wohnräume sind mit Parkettböden ausgestattet, der Wintergarten mit Fliesen. Heizkörperverkleidungen zeigen ebenso wie das Geländer der Treppe einfache gerade Stäbe. Die Holztreppe mit runden Anfängerpfosten führt mit geradem Lauf nach oben, wo sie mit um 180 Grad gekrümmtem Auslauf in das Schlafgeschoss mündet. Auch hier findet man wieder hinter der Treppe einen schmalen Verbindungsgang vor, der „Herrenschlafzimmer“ und Bad direkt verbindet. Durch ein großes Fenster mit dekorativen Oberlicht (vorhangartig gestaltete Sprossen) belichtet dieser Gang zusätzlich auch das Treppenhaus. Der Grundriss entspricht im Prinzip dem des Erdgeschosses; die Wand zwischen den beiden gartenseitigen Räumen enthält beiderseits der mittigen Tür jeweils einen Wandschrank, der linke vom ehemaligen Kinderschlafzimmer aus, der rechte vom Herrenschlafzimmer aus bedienbar. Die Verbindungstür ist im Herrenschlafzimmer in eine rundbogige Nische mit pilasterartiger Verkleidung eingefügt. Von beiden Zimmern aus führen zweiflügelige Fenstertüren auf den Austritt oberhalb des Wintergartens. Das Dachgeschoss war ursprünglich teilausgebaut und enthielt in zeitüblicher Weise ein „Mädchenzimmer“ für die Hausangestellte. Als heute selten gewordenes Detail bemerkenswert sind die in beiden Geschossen erhaltenen, von innen mittels Drehgriffen verstellbaren Klappläden. Die Heinz-Luhnen-Straße war im Stadtbauplan von 1894 (Stadtbaumeister Ulrich) als Victoriastraße bereits vorgesehen. Erst 1919 jedoch wurde der Bereich zwischen Friedrichstraße und Viersener Straße als Hindenburgstraße angelegt. Sie ist die geradlinig direkte Verbindung von Stadtkern und Bahnhof. Im Gegensatz z. B. zu der benachbarten Friedrichstraße mit ihrer gründerzeitlichen Reihenbebauung ist die heutige Heinz-Luhnen-Straße in diesem ab 1919 entstandenen Abschnitt geprägt durch eine aufgelockerte Bebauung freistehender Wohnhäuser, z. T. gehobenen Anspruchs. Das Haus Heinz-Luhnen-Straße 15 ist integraler Teil dieser charakteristischen Bebauung. Selbst angesichts der qualitätvollen Nachbarbebauung fällt das Wohnhaus Heinz-Luhnen-Straße 15 durch seine formal ungewöhnliche Gestaltung auf. Mit Sicherheit ist es auf die Herkunft von Bauherr und Architekt und vielleicht auch auf die Absicht, den bergischen Stammsitz des Unternehmens hier abzubilden, zurückzuführen, dass am Niederrhein ein Haus in typischen Formen des sogenannten „neubergischen“ Stils errichtet wurde. Es handelt sich dabei um eine jener „traditionellen“ Bauweisen, die im Zuge der antihistoristischen Architekturreform nach 1900 „wiederbelebt“ wurden. Im Bergischen Land knüpfte man dabei an regionale Vorbilder insbesondere des 18. und frühen 19. Jahrhunderts an: die sog. bergischen Patrizierhäuser, deren barocke bzw. rokoko-gebundene Formensprache dann häufig – wie auch hier in Dülken – mit Elementen des malerischen Landhausstils verschmolzen wurde. Kennzeichen sind dabei die ausgiebige Schieferverwendung (oft als Wandverkleidung, hier lediglich als Deckungsmaterial des immerhin äußerst baukörperprägenden Mansarddaches), der Farbklang aus grünen Klappläden und kräftigen weißen Fenstergewänden sowie kleinteiligen Sprossen, die Eingangsgestaltung aus zentraler Tür mit „bergischem“ Oberlicht (ornamentale Sprossung mit Vasenmotiv) und begleitenden kleinen Fensterchen, die charakteristische geschwungene Form der Dachgauben und natürlich die barock-biedermeierliche Grundform des Baukörpers mit großem Mansarddach, Quaderlisenen und Zwerchhaus. Die Verbreitung dieses Stils gerade im Villenbau noch der 1920er Jahre belegt, dass in ihm eine angemessene Würdeform für Industriellenwohnsitze gesehen wurde, die sich als solche teilweise auch von regionaler Beschränkung löste. Ein bezüglich Baugeschichte und einiger Details teilweise vergleichbares, jedoch weniger plakativ „neubergisches“ Gebäude im Kreisgebiet befindet sich in Grefrath, Bahnstraße 90, eine 1920 für einen Unternehmer aus Barmen errichtete Villa. Der Architekt des Hauses, Regierungsbaumeister Carl Conradi (1874–1960) entstammte einer Wuppertaler (damals: Barmen-Elberfelder) Architektenfamilie. Bereits Vater und Onkel waren bekannte Bauunternehmer, Carl und sein älterer Bruder Ludwig zählten in den ersten drei Jahrzehnten des 20. Jahrhunderts zu den wichtigsten und meistbeschäftigten Architekten in Barmen, Elberfeld und auch darüber hinaus. Zahlreiche bedeutende Großbauten von ihnen sind in den zeitgenössischen DARI-Bauten „Deutschlands Städtebau“ zu Barmen und Elberfeld angeführt. Obwohl beide getrennte Büros führten, kursieren allerdings z. T. fehlerhafte Zuschreibungen, zumal das Werk beider noch nicht wissenschaftlich aufbereitet ist. Auch ein Werkverzeichnis fehlt. Von Carl Conradi sind eine Reihe z. T. sehr aufwändiger Villenbauten in Wuppertal für bedeutende Unternehmer der Stadt und der Region überliefert (Niepmann, Vorwerk, Springorum, Curt u. Richard Frowein, Meyer-Leverkus u. v. a. m.). De Bruyn-Ouboter vermutet, dass Carl sich daneben Ende der 1920er Jahre auf Großbauten, auch außerhalb Wuppertals, spezialisierte. Das viel publizierte Kindererholungsheim Harzeck bei Schwelm wäre hierfür als ein „Vorläufer“ anzusprechen, das Elberfelder Bethesda-Krankenhaus (1929) und das Huyssen-Stift in Essen-Huttrop (1934) folgten. Die Tätigkeit eines im Niederbergischen beheimaten Architekten in Dülken erklärt sich mit an Sicherheit grenzender Wahrscheinlichkeit durch die Person des Bauherren. Dr. Ing. Siegfried Werner, geb. 1878 in Bremen, ging nach seiner Promotion 1904 an der TH Charlottenburg für mehrere Jahre in die USA, wo er sich, u. a. als Angestellter der United Steel Corporation, insbesondere mit den dort entwickelten fortschrittlichen wissenschaftlichen Methoden der Betriebsführung beschäftigte. Nach seiner Rückkehr galt er in Deutschland als ein ausgewiesener Experte auf diesem Gebiet. Ab 1907 arbeitete er als Betriebsleiter im Eisenwerk G.&J. Jaeger, Zweigwerk Varresbeck (heute Wuppertal). 1912 machte er sich als Unternehmer selbständig und gründete in Erkrath bei Düsseldorf das Eisen- und Stahlwerk Werner, später „Stahlwerke Erkrath AG“. Als weitere Unternehmen kamen nach dem Ersten Weltkrieg die „Niederrheinische Eisenhütte u. Maschinenfabrik AG, Dülken“ und die „Werner Handelsgesellschaft, Düsseldorf“ hinzu. Daneben war er ab 1912 Vorsitzender des Vereins Deutscher Eisengießereien, ferner Vorstandsmitglied im Verein Deutscher Eisenhüttenleute. Am 28. Juni 1951 ist Werner gestorben. Ungewöhnlich weit hinten auf dem tiefen Grundstück angeordnet befindet sich eine Garage aus dem Jahr 1927. Gemäß den in der Bauakte erhaltenen Prospektunterlagen handelt es sich um eine Fertigteil-Garage der Firma Hermann Schwarz (Breidenstein) aus z. T. durchfensterten Betonplatten zwischen Eisenständerwerk auf Betonfundament. Das Tor ist erneuert, ob das flach abgewalmte Dach ursprünglich mit Ziegeln gedeckt war (Standardausführung laut Prospekt), ist nicht bekannt. Mit steigendem Individualverkehr wurden Autogaragen in den 1920er Jahren ein wichtiges neues Aufgabengebiet in der Architektur (1925: 174.665, 1930: 501.254 zugelassene PKW im Deutschen Reich; Quelle: Conradi, S. 77). Entwurfshandbücher und Fachzeitschriften beschäftigten sich folglich mit diesem in der Breite neuen Thema, eine Reichsgaragenbauordnung wurde 1931 verabschiedet. Bei privaten Einzelgaragen war der Regelungsbedarf hinsichtlich gestalterischer und technischer Lösungen naturgemäß am geringsten, zumal es hier direkte Traditionslinien zu Remisen und Kutscherhäusern der vormotorisierten Zeit gab. In der Heinz-Luhnen-Straße in Dülken lassen sich in enger Nachbarschaft Garagen-Lösungen jener Zeit nachvollziehen. Beim Baudenkmal Heinz-Luhnen-Straße 1 ist die Garage (1925) als Massivbau baulich und gestalterisch eng an das Wohngebäude angebunden. Im vorliegenden Fall des Hauses Heinz-Luhnen-Straße 15 (1928) wurde eine Fertigbauweise gewählt, die in der zeitgenössischen Literatur in der Regel als „transportabel“ oder wie hier „zerlegbar“ bezeichnet und beworben wurde. Die 1920er Jahre waren im Allgemeinen eine erste Hochzeit der Entwicklung und Verbreitung von industriellen Vorfertigungsmethoden – im Wohnungsbau nach wie vor eher punktuell, bei anderen Bauaufgaben wie z. B. Garagen bereits selbstverständlicher. Die Bedeutung solcher „Kleinbauten“ für die Weiterentwicklung und Durchsetzung dieser Fertigungsmethoden sollte daher nicht unterschätzt werden. Der hier verwendete Typ ist im zeitgenössischen Standardwerk zum Thema (Handbuch der Architektur) als Muster für „Transportable Garagen aus Beton zwischen Stahl- oder Holzrahmen“ abgebildet (Conradi, Seite 22, Abb. 36). Als Bestandteil der Reihe architektonisch hochwertiger Bauten an der Heinz-Luhnen-Straße und ehemaliges Wohnhaus des Direktors eines bekannten Industriebetriebes in Dülken ist das Haus Heinz-Luhnen-Straße 15 bedeutend für Viersen. Seine qualitätsvolle Gestaltung in einer regional äußerst ungewöhnlichen, aus der Entstehungsgeschichte jedoch ableitbaren Formensprache ist außen und innen in den wesentlichen Elementen substanziell anschaulich erhalten. An der Erhaltung und Nutzung dieses intakten Zeugnisses neubergischer Bauweise in ungewöhnlicher Umgebung von der Hand eines bedeutenden Architekten besteht daher aus wissenschaftlichen, insbesondere architekturgeschichtlichen Gründen ein öffentliches Interesse. Im Zusammenhang der Heinz-Luhnen-Straße mit ihrem Ensemble hochwertiger freistehender Wohnhäuser überwiegend der 1920er Jahre kommen städtebauliche Gründe hinzu. Es handelt sich daher gemäß § 2 (1) Denkmalschutzgesetz um ein Baudenkmal. Als bereits wieder selten gewordenes, baugeschichtlich jedoch wichtiges Zeugnis einer frühen Autogarage in Vorfertigungsbauweise ist die zum Wohnhaus gehörige Garage Teil des Baudenkmals. | 1921                                 | 18. April 2002     | 430             |
| Postgebäude                                     | Postgebäude                                      | Dülken Heinz-Luhnen-Straße 19 Karte                                                  | Das Postgebäude an der Heinz-Luhnen-Straße in Dülken wurde 1925 als Postamt an der aus dem Stadtkern zum Bahnhof hinaus führenden Straße errichtet. Es handelt sich um ein zweigeschossiges Backsteingebäude in neubarocker Formensprache mit Mansarddach. Charakteristisches Merkmal des Außenbaues ist der breit gelagerte Baukörper mit seiner regelmäßigen Reihung von Fensterachsen – an der Längsseite zur Heinz-Luhnen-Straße dreizehn, an der Schmalseite fünf Achsen hochrechteckiger Fenster, die von sechs Achsen eines eingeschossigen Anbaues fortgeführt werden. An der Eingangsfassade zur Heinz-Luhnen-Straße sind zwei Eingänge symmetrisch zueinander in den jeweils äußeren Achsen angeordnet. Diese Eingangsachsen sind über beide Geschosse durch Backstein-Bänderung hervorgehoben, ebenso eine weitere Achse in der Mitte, die jedoch nur Fensteröffnungen enthält. Zusätzlich akzentuieren die Brüstungsflächen der Obergeschossfenster die Fassade, deren Symmetrie durch die regelmäßige Reihung von Gaubenfenstern im Mansardgeschoss ergänzt wird, wobei dort aus gestalterischen Gründen jeweils die äußere Achse ohne Gaube bleibt. Seitlich entlang der Friedrichstraße schließt sich ein formal angepasster eingeschossiger Anbau an. Die Rückseite des Hauptgebäudes ist verputzt. Die sprossengeteilten Kreuzstockfenster sind augenscheinlich alt, möglicherweise ursprünglich, und in dem auf Materialwirkung und Fensterachsen-Rhythmisierung angelegten Baukörper ein integrales Gestaltungselement. Würdigung Das Dülkener Postgebäude ist in seiner unmittelbaren Nachbarschaft der mit Abstand größte Bau mit straßenraumprägender Wirkung an der Ecke Heinz-Luhnen-Straße / Friedrichstraße. Dennoch fügt es sich bezüglich Höhe und Stellung gut in die städtebaulich sehr qualitätvolle Umgebung ein. Die Heinz-Luhnen-Straße war im Stadtbauplan von 1894 (Stadtbaumeister Ulrich) als Victoriastraße bereits vorgesehen. Erst 1919 jedoch wurde der Bereich zwischen Friedrichstraße und Viersener Straße als Hindenburgstraße angelegt. Sie ist die geradlinig direkte Verbindung von Stadtkern und Bahnhof. Im Gegensatz z. B. zu der benachbarten Friedrichstraße mit ihrer Reihenbebauung der Jahrhundertwende ist die heutige Heinz-Luhnen-Straße in diesem ab 1919 entstandenen Abschnitt geprägt durch eine aufgelockerte Bebauung freistehender Wohnhäuser, z. T. gehobenen Anspruchs. Architekturgeschichtlich ist das Dülkener Postgebäude ein augenscheinlich in seinen wesentlichen Elementen gut erhaltenes Zeugnis der traditionalistischen Moderne der 1920er Jahre. Die bedeutende Rolle der Reichspost und ihrer verschiedenen Bauabteilungen für die Entwicklungsgeschichte der modernen Architektur ist in der bauhistorischen Forschung der letzten Jahre prägnant herausgearbeitet worden. Die Verwendung des Backstein-Sichtmauerwerks verweist auf das Bemühen um eine Fortschreibung regionaltypischer Bauweisen. Dieses bereits vor dem Ersten Weltkrieg formulierte Ziel brachte in den zwanziger Jahren bemerkenswert qualitätsvolle Formfindungen hervor, die den Backstein z. B. auch zur Ausbildung von flächig-geometrischen Zierformen heranzogen. Dies ist in Dülken an Eingangsachsen und Brüstungsflächen der Fall. Die strenge Symmetrie und regelmäßige Axialität der Fassade samt Mansarddach ist neubarocken Tendenzen verpflichtet, die einerseits gerade bei großen öffentlichen Bauaufgaben als repräsentative Würdeform galten, andererseits bei der angestrebten „Überwindung“ der historistischen „Stilarchitektur“ eine zentrale Rolle spielten. Beabsichtigt war im Sinne moderner Architekturreform eine Beruhigung und Flächenbetonung des Baukörpers, hinsichtlich der Schmuckformen auch eine Purifizierung in Abkehr von Historismus und Jugendstil. Die Verwendung traditioneller Gestaltungs- und Formelemente, wozu hier auch die hochrechteckigen Fensterformate und -formen zu zählen sind, bezeichnet dabei das konservative Element, das sich von avantgardistischen Lösungen im Sinne etwa des Bauhauses deutlich unterschied, und in der Forschung daher zur Bezeichnung „traditionalistische Moderne“ geführt hat. Das kurze Zeit später errichtete Viersener Postgebäude an der Freiheitsstraße zeigt eine ganz ähnliche Grundhaltung, ist aber innerhalb dieses Rahmens einer stärker monumentalisierenden Formensprache verpflichtet. In Dülken waren sicher auch die geringere Größe und die in ein geschlosseneres städtebauliches Umfeld integrierte Lage Gründe für eine etwas konventionellere Gestaltung. Das Dülkener Postgebäude zeugt also in anschaulicher Weise von einer wichtigen architekturgeschichtlichen Strömung in der ersten Hälfte des 20. Jahrhunderts. Ferner zeigt es die große Bedeutung der Reichspost als Bauherr moderner Architektur in den zwanziger und dreißiger Jahren. Als bis heute über 75 Jahre in Betrieb befindliches Postgebäude ist es darüber hinaus von ortsgeschichtlicher Bedeutung, zählt das Postwesen doch zu den zentralen Infrastruktureinrichtungen neuzeitlichen städtischen Gemeinwesens. Nach Doergens gehen die Anfänge des Postwesens in Dülken auf das Jahr 1760 zurück, als ein regelmäßiger Botendienst zwischen Dülken, Viersen und St.Tönis / Krefeld eingerichtet wurde. Dülken wurde Hauptpostort im Kanton Bracht, ein erstes Postamt wurde 1816 in einem Wohnhaus an der Langen Straße eingerichtet, 1855 in das Mostertzsche Haus am Markt verlegt. 1861 und dann wieder 1895 wurden an der Viersener Straße eigenständige Postgebäude errichtet. Doergens beschließt sein Kapitel zum Postwesen mit dem vorliegenden Neubau: „Die beschränkten Räumlichkeiten des alten Postamtes, die den Anforderungen der Zeit nicht mehr genügten, hatten den Bau eines neuen zu einer unabweisbaren Notwendigkeit gemacht. Dasselbe wurde Ecke Friedrich- und Hindenburgstraße gebaut und am 16. August 1925 in Betrieb genommen. Es enthält 19 Amtsräume und in der Beletage und dem Dachgeschoss 17 Wohnräume. In ersterer befindet sich die Dienstwohnung für den Postdirektor“ (Seite 313). Das Gebäude Heinz-Luhnen-Straße 19 ist als Dienstgebäude der Post bedeutend für Viersen. An seiner Erhaltung und Nutzung besteht aus den dargelegten wissenschaftlichen, insbesondere architektur- und ortsgeschichtlichen sowie aus städtebaulichen Gründen ein öffentliches Interesse. Es handelt sich daher gemäß § 2 (1) Denkmalschutzgesetz NRW um ein Baudenkmal. | 1925                                 | 23. Mai 2002       | 437             |
| Festhalle                                       | Festhalle                                        | Alt-Viersen Hermann-Hülser-Platz 2 Karte                                             | Der schon längere Zeit gehegte Wunsch, eine große Turnhalle zu bauen, sowie eine Schenkung des Fabrikanten Josef Kaiser führen zu Planung und Bau einer kombinierten Turn- und Festhalle. Obwohl 1911 ein Architektenwettbewerb zu ansprechenden Ergebnissen führt, wird Stadtbaumeister Eugen Frielingsdorf mit der weiteren Planung beauftragt. Grundlage soll der Grundriss-Entwurf des 2. Preisträgers, Architekt Müller-Mylau, sein. Die Bauarbeiten beginnen 1911. Der über einige Stufen erreichbare, von Säulen flankierte Haupteingang führt in eine kleine Eingangshalle. Ein sich anschließendes schmales Verteilungs-Foyer umschließt u-förmig den Saal. Garderoben, Turngeräteräume und weitere Nebenräume liegen an den Außenseiten dieses Foyers. Jeweils an den Gebäudeecken angeordnete Treppenhäuser erschließen die Balkonetage. Kernstück ist der hohe, rechteckige Saal, der auf den Bühnenraum ausgerichtet ist. Zuschauerbalkone an den Längsseiten und eine großzügige Empore an der Rückseite unterteilen die Saalhöhe. Pilaster und große Fensteröffnungen gliedern den Turn- und Festsaal. Eine Holzvertäfelung umschließt ihn im unteren Bereich. Aneinandergefügte historische Architekturelemente wie Giebel, Säule, Pilaster und Kapitelle kennzeichnen Frielingsdorfs Entwurf, der gegenüber dem Stand zeitgenössischer Architektur-Diskussionen zurückbleibt. Die Turn- und Festhalle wird am 7. Dezember 1913 eingeweiht. 1915 wird an der Bühnenrückseite von der Orgelbauanstalt Klais in Bonn eine Konzertorgel, ein Geschenk der Viersenerin M. Lüps, aufgestellt. Die Halle erhält 1923 einen versenkbaren Orchesterraum. Ab 1925 wird das Gebäude nicht mehr für den Turnbetrieb genutzt. Das Nebeneinander von „Turnen und kulturellen Veranstaltungen“ funktioniert nicht. 1939/40 wird nach Plänen des Düsseldorfer Architekten Staudt der Saal völlig umgestaltet. Die Pilaster und der übrige plastische Schmuck verschwinden. Holzrahmungen umfassen die Fenster und die darunter liegenden Balkontüren. Gemeinsam mit den Erdgeschosstüren entsteht somit eine starke senkrechte Gliederung. Ein tieferliegender Deckenrand umfasst das mittlere Deckenfeld und ermöglicht eine indirekte Beleuchtung. An der Rückseite der Halle wird unterhalb der Decke ein Vorführraum abgehängt. Die Balkone werden seitlich verkürzt und ihre Brüstungen umgestaltet. Der Bühnenraum erhält zum Saal hin eine neue Einfassung. Die Bühnentechnik wird verbessert. Eine Toröffnung mit Laderampe ermöglicht günstigeren Kulissentransport. Die Garderobenverhältnisse werden verbessert. In den Kriegsjahren von 1941 bis 1945 beschädigen Luftangriffe hauptsächlich das Hallenäußere. 1945 werden die schlimmsten Schäden beseitigt. In den folgenden Nachkriegsjahren werden kleinere Veränderungen, Verbesserungen sowie Anbauten im Bühnen- und Künstlergarderobenbereich, aber auch gestalterische „Vereinfachungen“ auf Kosten der architektonischen Qualität, vorgenommen. Die gute Hallen-Akustik erlangt in den fünfziger Jahren Weltruf. 1978 wird vom städtischen Hochbauamt, aus einem zunächst mehrstufigen Ausbauprogramm, lediglich der Bühnenbereich umgestaltet. Unter anderem wird die Bühnenfläche durch Herausnahme der Orgel vergrößert. Aus wissenschaftlichen, insbesondere ortsgeschichtlichen, gesellschaftspolitischen, städtebaulichen, auch architekturgeschichtlichen Gründen, liegen Erhaltung und Nutzung des Gebäudes gemäß § 2 (l) des Denkmalschutzgesetzes im öffentlichen Interesse. | 1911–1913                            | 11. September 1996 | 361             |
| ev. Kirche                                      | ev. Kirche                                       | Süchteln Hindenburgstraße 5 Karte                                                    | Geschichte - 1565–1567 Der Benediktinermönch und Kaplan Petrus von Titz predigt nach reformatorischem Verständnis in der katholischen Pfarrkirche in Süchteln. Nach seinem Weggang finden nur noch heimliche Predigten statt. - 1608 Unter der Herrschaft des Kurfürsten von Brandenburg und Pfalz-Neuburg wird der Unterhalt eines eigenen Friedhofes und einer eigenen Schule gestattet. Das Herrscherhaus tritt für Glaubens- und Gewissensfreiheit ein. - August–September 1609 Im Haus Gehl to Holthausen (Gielen zu Holtissen, Hochstraße 47) finden evangelische Gottesdienste mit einem eigenen Pfarrer statt. - 1609 gilt als Gründungsjahr der evangelischen Gemeinde in Süchteln. - 1611/1612 Im Haus Hermann Jentges (Propsteistraße1) finden evangelische Gottesdienste mit Pfarrer D. Hendricus Fabritius statt. - 1613 zählt die evangelische Gemeinde 500 Mitglieder. - 1614 Herzog Wolfgang Wilhelm von Pfalz-Neuburg tritt zum katholischen Glauben über. Die Gegenreformation wird eingeleitet. - 1624 Im Haus Harenscheifgut (Propsteistraße 9) finden evangelische Gottesdienste statt. - 1625–1648 Es sind nur noch versteckte Gottesdienste möglich. - 1644 Die evangelische Kirche erwirbt ein Grundstück. - 1654 Die evangelische Kirche erwirbt durch Johan Steinrats ein weiteres Grundstück. - 1655–1663 Es finden Kollektenreisen in die Niederlande und in die Grafschaft Moers statt, um den Bau eines Predigthauses (Kirche) finanzieren zu können. - 20. Mai 1669 Die Grundsteinlegung für das Predigthaus erfolgt. Die Kirche wird mit davor liegendem Pfarr- und Schulhaus errichtet. - 1. Sept. 1669 Pfarrer D. Petrus von Falbruck predigt zum ersten Mal in der Kirche, die noch keine Inneneinrichtung aufweist. - 1681–1722 Der Ausbau und die Ausgestaltung der Kirche erfolgt in der Zeit des Pfarrers Friedrich Hölterhoff. Die Kirche erhält einen Turm mit zwei Glocken und eine Orgelempore. - Mitte 18. Jahrhundert Dem Turm wird ein Hahn als Wetterfahne aufgesetzt. - 1869 Das Pfarrhaus wird abgerissen. - 1931 Eine neue Orgel wird eingeweiht. - 1932 Der Turm wird erneuert. - 16. Jan. – 17. Mai 1938 Der Innenraum wird renoviert. Die Kirche erhält neue Bänke, neue Kronleuchter und eine neue Wandbeleuchtung. - 1958 Die Orgel wird erneuert. - 1967/68 Der Innenraum wird nach Freilegung des Originalbefundes farbig ausgestaltet. Der Abendmahltisch, die Wandbeleuchtung und die Kirchenfenster werden erneuert. Bruchstücke der Wappen werden von 7 auf 5 Fenster verteilt. Eine Sakristei wird angebaut. Beschreibung Der querrechteckige, geschlämmte Backsteinsaal misst 12,55 m in der Länge und 8,70 m in der Breite. Über den zwei rundbogigen Eingangstüren befinden sich zwei Steintafeln mit folgenden Inschriften: Über der rechten Eingangstür: „DEI SOLIÜS GLORIAE ET HUIS ECCLESIAE REFORMATAE USUI SACRO EXSTRUCTA EST AEDES HAECANNO 1669 PET. V. FALBRUCK EIUSDEM PASTORE, IOH. DOHR, THEOD. GRAVER, IOH. STEINRATSET ADAMO TILEN SENIORIBUS“ (Zu Gottes alleiniger Ehre und dieser reformierten Gemeinde gottesdienstlichem Gebrauch ist dieses Haus erbaut im Jahre 1669 unter Pastor v. Falbruck und dem ältesten Joh. Dohr, Theod. Graver, Joh. Steinrats und Adam Tilen) Über der linken Eingangstür: „HERR GOTT LAS DENE AVGEN OFFENSTHN VBER DIS HAVS NACHT VND TAG“ (l. Reg. 8,29 (l. Kon. 8,29)) „KOMPT LAST VNS AVF DEN BERG DES HERREN GEHEN ZVM HAVSE DES GOTTES JAKOB.“ (ESA. 2, V.3 (Jes. 2,3)) Die Eingangsseite gliedern ferner drei Rundbogenfenster. Die rückwärtige Breitseite weist drei Rundbogenfenster und die westliche Schmalseite zwei Fenster auf. Die Reste von gemalten Scheiben, meist Wappen, sind in die neue Verglasung des Glasmalers P. Weigmann 1965/68 eingefügt. Das linke Fenster der Rückfront zeigt das Wappen des großen Kurfürsten Friedrich Wilhelm von Brandenburg, das rechte Fenster das Wappen von Pfalz-Neuburg. Die restlichen Wappenfragmente sind vermutlich Spenderfamilien zuzuordnen. Das geschieferte Walmdach besitzt ein hohes, sechsseitiges Türmchen, das eine mehrfach geschwungene Haube trägt. Die Wetterfahne stellt einen Hahn dar. Der Turm beherbergt zwei Glocken aus Bronze: Glocke I: Durchmesser 54,5 cm, Gewicht; 90 kg, Ton e, 1505 Glocke II; Durchmesser 61,1 cm, Gewicht; 130 kg, Ton dis, 1773 Seitlich der Kirche ist eine Grabplatte aus Muschelkalk, Höhe: 2,01 m. Breite: 1,00 m eingemauert. Zwischen zwei gerahmten Inschriftenfeldern oben und unten befindet sich ein Medaillon mit Doppelwappen. Von den Inschriftenfeldern ist nur das jeweils linke für eine Inschrift in Fraktur genutzt, die an die Ehefrau des ersten Pfarrers der evangelischen Gemeinde D. Petrus von Falbruck erinnert: „DIE WOLLGEBORNE CATHARINA MECHTELDIT VON FALBRUCK GEBORNE DROSTE ZUM STEEGEN STARB DEN 4 MERTZ 1678“ und „ICH HABE LUST ABZUSCHEYDEN UND BEY CHRISTO ZU SEYN.“ (Phil. l. Vers 23) Ferner steht unterhalb des Wappens folgendes: „CHARISSIMAE CONIVGI POSVIT RET.V. FALBRUCK. PHILIP. l. V. 21.“ Das Innere der Kirche ist längs orientiert: an der westlichen Schmalseite steht: die Kanzel, an der östlichen ist die Orgelempore eingezogen. Die farbige hölzerne Flachdecke spannt über mächtige hölzerne Träger. Die Orgelempore ruht auf zwei hölzernen Rundpfeilern und überfängt einen eingestellten Nebenraum. Die Brüstung besteht aus schmalen Balustern. Bei der letzten Instandsetzung wird die ursprüngliche Fassung freigelegt und ergänzt: Die Säulen umwindet ein schwarz-weiß-rotes Band. An der Vorderseite steht der Spruch Micha G, Vers 8 als Mahnung an den Prediger: „ES IST DIR GESAGT MENSCH WAS GUT IST UND WAS DER HERR VON DIR FORDERT, NEMLICH GOTTES WORT HALTEN UND LIEBE ÜBEN UND DEMÜTIG SEIN FÜR DEINEM GOTT!“ Die Kanzel aus Holz mit Schalldeckel aus dem 17. Jahrhundert ist in den Farben schwarzbraun, blau und ein wenig ziegelrot nach Befund restauriert. Gedrehte Säulen schmücken die sechs Polygonecken des Kanzelkorbes. Die Füllungen zieren Vasen mit Blüten. Seitlich der Südwand ist Knorpelwerk mit Engelsköpfen dargestellt. Auf der Unterseite des Schalldeckels befindet sich ein Stern mit mittlerer Rose. Bei der evangelischen Kirche in Süchteln handelt es sich um einen frühen reformierten Kirchenbau des Jülicher Landes als typische Hofkirchenanlage: hinter dem an der Straße gelegenen Pfarrhaus und den rechts- und linksseitigen Schul- und Wirtschaftsräumen erreicht man ursprünglich, durch einen Tordurchgang über einen Innenhof gehend, das Predigthaus. Um bei der katholischen Bevölkerung möglichst wenig Anstoß zu erregen, ist die Dimension nicht größer als das Pfarrhaus. Auch fehlt ein Glockenturm. Die in den Verfolgungszeiten gemachten Erfahrungen spiegeln sich in der äußeren Bauform des reformierten Predigthauses wider: Das feste Haus wird mit bodenständigen Feldbrandsteinen, dickwandiger und massiver als statisch notwendig, errichtet und bekommt so Schutzcharakter. Ein Fluchtweg innerhalb der Kirchenmauer sichert bei Gefahr den rückwärtigen Ausgang außerhalb der Stadtmauer. Die Fenster sind relativ klein und relativ hoch angebracht, um keinen direkten Einblick zu gestatten und einen unerlaubten Einstieg zu erschweren. Die Türöffnungen sind niedrig. Die Türen sind aus kräftigen Eichenbohlen mit dickköpfigen Eisennägeln und schweren geschmiedeten Schlössern und Verriegelungen. Der Innenraum ist so gestaltet, dass jedes Gemeindemitglied optisch und akustisch an der gottesdienstlichen Handlung möglichst günstig teilnehmen kann. Der Predigtstuhl ist die zentrale Stätte der reformierten Amtshandlung. Nichts im Innenraum darf von der Predigt ablenken. Bis auf den Abriss des Pfarrhauses ist die räumliche Situation der evangelischen Kirche in Süchteln seit dem 17. Jahrhundert unverändert. Sie ist trotz der ihr eigenen Schlichtheit ein eindrucksvolles Zeugnis niederrheinisch reformierter Kulturgeschichte. Aus wissenschaftlichen, insbesondere kulturgeschichtlichen, religionsgeschichtlichen, ortsgeschichtlichen und architekturgeschichtlichen Gründen liegen Erhaltung und Nutzung der Kirche mit ihren historischen Ausstattungsstücken gemäß § 2 (1) des Denkmalschutzgesetzes im öffentlichen Interesse. | 1669                                 | 30. August 1990    | 233             |
| Harmesgut                                       | Harmesgut                                        | Süchteln Hindenburgstraße 7 Karte                                                    | Geschichte - 1513 This Harmes This Matsebekel verzichtet auf das Harmesgut R. Harmes hat einen jährlichen Sackzehnten von einem Sester an den Pfarrhof - 1583 5 1/2 Sester an den Schultheißen Trein Harmes 4 Morgen 1 1/2 Stüber - 1662 Mathias Bongartz - 1684 Theis Harmes - 1741 Anna Christine Steinberg - 1793 Johann Heinrich Goldbach - 1892 Selbach - 1903 Umbau des Wohnhauses für Herrn Heinrich Lorenz Ausführung: P.H. Schmitz, Grefrath - 1934 Geschwister Lorenz Beschreibung Es handelt sich bei dem Gebäudekomplex um das ehemalige „Harmesgut“. Das zweigeschossige Wohn-Geschäftshaus ist im Erdgeschoss in 3 Achsen errichtet. Die zur Hindenburgstraße gerichtete Fassade weist eine Putz-Stuckarchitektur auf. Hinter der Putzfassade aus der Zeit der Jahrhundertwende verbirgt sich ein Ständerwerk, das schätzungsweise aus dem 17./18. Jahrhundert stammt. Gleichen Alters dürfte auch die kirchenseitige Außenfront des Hofflügels sein. Die straßenseitige Fassade erfährt durch die Pilastergliederung im Erdgeschoss sowie Geschossgesimse eine horizontale Gliederung. Erdgeschossig ist der Ladeneingang mit den nebenliegenden Ladenfenstern und der Hauseingang in der rechten äußeren Achse zu finden. Die Haus- und Ladeneingänge sowie die Fenster werden von beidseitigen Eckpilastern gerahmt. Den Übergang vom Erdgeschoss zum Obergeschoss bildet ein in schlichter geometrischer Ornamentik gehaltenes Geschossgesims. Die Obergeschossfenster, versehen mit einem Flachbogen, erfahren eine Bänderumrahmung mit bekrönendem Schlussstein. Das Dachgesims ist auf einem Konsolenfries gelagert. Die Konsolen weisen eine reizvolle vegetabile Ornamentik auf. Die eigentliche ursprüngliche kirchenseitige Außenwand des Hofflügels ist eine Fachwerkkonstruktion, eine Skelettbauweise, deren tragendes Gerüst aus hölzernen Pfosten mit Querriegeln besteht. Die Gefache sind mit Ziegelsteinen, teilweise mit Lehmflechtwerk ausgefüllt. Die tragende Konstruktion des Wohnhauses besteht aus einem Ständerwerk, das wie die Fachwerkaußenwand aus dem 17./18. Jahrhundert stammt. Gleichen Alters ist vermutlich die Dachkonstruktion. Bei dem Umbau des Hauses im 19. Jahrhundert wird die im hinteren Bereich des Wohnhauses zu findende Holztreppe errichtet. Die Treppe weist ein gedrechseltes Geländer sowie einen mit Blüten- und geometrischer Ornamentik verzierten Treppenanfangspfosten auf. Die Hindenburgstraße ist eine der Hauptverkehrsachsen in Viersen-Süchteln. Sie verbindet den im Westen befindlichen Stadteingang mit dem Zentrum. Das im Stadtzentrum liegende Haus Hindenburgstraße 7 ist Bestandteil einer zweigeschossigen Häuserzeile des 18./19. Jahrhunderts und ist im Zusammenhang mit der evangelischen Kirche zu sehen, die ursprünglich hinter einer Häuserzeile versteckt liegt. Das Wohn- und Geschäftshaus veranschaulicht die bauliche Entwicklung vom 17./18. Jahrhunderts bis Ende des 19. Jahrhunderts wie sie kennzeichnend ist für eine Vielzahl von Gebäuden in Süchteln. Hinter einer durch den Einfluss des Historismus geprägten Fassade verbirgt sich die ursprüngliche Ständerwerk- und Fachwerkkonstruktion des Haus- und Hofkomplexes aus dem 17./18. Jahrhundert. Seine Bedeutung erfährt er somit im geschichtlichen Ortsbezug wie auch im Alterswert. So ist er ein Beispiel selten gewordener ländlicher Architektur hinter einer „neuzeitlichen“ Fassade wie auch ein bedeutendes Dokument für die historische Entwicklung der Stadt Süchteln. Aus wissenschaftlichen, insbesondere architekturgeschichtlichen, ortsgeschichtlichen und städtebaulichen Gründen liegen Erhaltung und Nutzung des Gebäudekomplexes Hindenburgstraße 7, gemäß § 2 (1) des Denkmalschutzgesetzes im öffentlichen Interesse. | 17.–18. Jh.                          | 16. Februar 1994   | 335             |
| Villa                                           | Villa                                            | Süchteln Hindenburgstraße 34 Karte                                                   | Die repräsentative Villa am Ortseingang von Süchteln ist zweigeschossig im Landhausstil errichtet. Drei Achsen mit vorgezogener und durch Erker betonter Mittelachse gliedern das Gebäude straßenseitig. Die Eingangsachse mit Glockendach ist rückversetzt angeordnet. Die Fassade, in cremefarbenen Klinkern gehalten, wird durch Gesimse, Fensterlaibungen und ausschmückenden Elementen aus Sandstein gegliedert. Das aufgehende Mauerwerk schließt in den Giebeln zum Dach in Holzfachwerkkonstruktionen ab. Das Dach besteht im Prinzip aus zwei sich kreuzenden Krüppelwalmdächern und wird durch Gauben und Glockendach sowie einem seitlich versetzten Giebel zu einer Landschaft. Die Fenster des Hauses sind modernisiert. Das Innere des Hauses wird erschlossen durch ein zentrales Treppenhaus. Die Holztreppe mit reichen Schnitzereien führt auf eine Galerie, von der aus alle Zimmer des Obergeschosses zugänglich sind. Der repräsentative Treppenraum erfährt hier durch die Stuckdecke sowie durch die farbige Bleiverglasung eine maßvolle künstlerische Ausstattung. Ebenso sind die Fenster des Nebentreppenhauses mit kunstvoller Bleiverglasung gestaltet. In den Räumen des Erdgeschosses sind die Ausstattung der Räume, die Holzeinbauten, Türen, Parkettböden sowie Stuckdecken im Originalzustand erhalten. Ein Gartenhaus mit Satteldach im rückwärtigen Bereich des Hauses ist gut erhalten. Besonders bemerkenswert ist der gewählte Baustil und die Innenraumgestaltung: Es handelt sich bei diesem Gartenhaus um ein „Schweizerhaus“, das zusammen mit der ehemals hügelig gestalteten Parkanlage eine Nachbildung der Alpenlandschaft und Architektur darstellt. Das winkelförmige ehemalige Kutscherhaus mit Walmdach wird 1975 durch intensiven Umbau verändert, jedoch ist die ursprüngliche Form des Baukörpers und die Dacheindeckung erhalten. Die Fassade wird wesentlich verändert. Ein moderner Verbindungsbau ist dem Haupt- und Nebengebäude zwischengesetzt. Die Villa mit Wohn-, Kutsch- und Gartenhaus ist im Wesentlichen unverändert und somit ein Dokument seiner Zeit. Der gewählte repräsentative Landhausstil ist für den hiesigen Raum selten und von historischer Bedeutung. Aus wissenschaftlichen, insbesondere architekturgeschichtlichen und historischen Gründen liegen Erhaltung und Nutzung des Gebäudes gemäß § 2 (1) des Denkmalschutzgesetzes im öffentlichen Interesse. | 1899                                 | 4. Juli 1989       | 210             |
| Villa                                           | Villa                                            | Süchteln Hindenburgstraße 67 Karte                                                   | Das repräsentative Landhaus am Ortseingang von Süchteln ist in zweigeschossiger Bauweise errichtet. Das Dach ist straßenseitig als Krüppelwalmdach ausgeführt und gartenseitig als Mansarddach. Die Dacheindeckung zeigt sich in Form von Biberschwanzziegeln. Die Fassade erfährt eine Putzausführung. Der Eingangsbereich ist mit einem Rundbogen versehen. Die Eingangstür ist gegenüber dem Mauerwerk nach innen versetzt angeordnet. Die ursprüngliche Haupteingangstür weist ein Oberlicht auf und ist mit einer verschiedenartigen geometrischen Ornamentik geschmückt. Die Fenster im Erd- und Obergeschoss sind teilweise in ihrer ursprünglichen Form erhalten. Der Grundriss des Hauses ist unverändert. So betritt man vom Hauseingang kommend den Windfang. Der Windfang und die Diele sind durch eine einflüglige Pendeltür getrennt. In der großzügig gestalteten Diele befindet sich die originale Holztreppe. Die Treppenform ist gerade, zweiläufig mit gleichsinnigem Richtungswechsel. Der Anfangspfosten ist ohne jegliche Ornamentik ausgeführt. Das Treppengeländer weist gedrechselte und geometrisch gearbeitete Geländerstäbe auf. Die an der Diele angrenzenden Räumlichkeiten, wie das frühere Wohnzimmer, das Empfangszimmer, das Speise- und Herrenzimmer, sowie die Veranda sind in einer gediegenen, qualitativ hohen Innenausstattung gehalten. So sind die Innenwände mit einer ca. 1,00 m hohen Holzvertäfelung versehen, der Fußboden ist mit Fliesenbelag bzw. Parkett ausgestattet. Die Türen präsentieren sich als zweiflüglige Rahmen-Füllungstüren, deren Glaseinsatz Facettenschliff aufzeigt. Bauherr der Villa, Hindenburgstraße 67 (früher Dülkener Landstraße) ist Peter Ling. Dieser ist entsprechend der Tradition der Familie in der Seidenweberei tätig. Sein Vater, Wilhelm Ling, ist um 1877 Mitbegründer der mechanischen Seidenweberei Ling & Duhr. Standort der Fabrik ist in Süchteln, Unterstraße 20. Wilhelm Ling ist um 1899 Bauherr der Villa, Hindenburgstraße 34. Die Villa mit Wohn-, Kutsch- und Gartenhaus ist im Schweizer Landhausstil errichtet. Ein für den Niederrhein seltener Bautyp. Sein Sohn baut 1910 einige hundert Meter entfernt ebenfalls eine Villa im Landhausstil. Die sich sowohl in Größe und Fassadengestaltung in reduzierter Form darstellt. Hervorzuheben ist die gediegene und qualitativ hohe Innenausstattung, wie die aufwändig gearbeiteten Innentüren, die großzügig gestaltete Treppe, die Wandverkleidungen und die Fußböden. Dahingehend ist die Fassade schlicht und zurückhaltend, in ihrem Ausdruck aber repräsentativ. Aus wissenschaftlichen, insbesondere architekturgeschichtlichen und historischen Gründen liegen Erhaltung und Nutzung des Gebäudes gemäß § 2 (1) des Denkmalschutzgesetzes im öffentlichen Interesse. | 1910                                 | 11. Dezember 1993  | 287             |
| Kaiser-Wilhelm-Schule                           | Kaiser-Wilhelm-Schule                            | Süchteln Hindenburgstraße 128 Karte                                                  | Geschichte Am 25. Juni 1909 beschließt die Stadtverordnetenversammlung Süchtelns die Einrichtung einer höheren Knabenschule in städtischer Trägerschaft, mit einem dementsprechend paritätisch besetzten Kuratorium (4 Katholiken, 2 Evangelische, darunter drei Mitglieder der Stadtverordnetenversammlung). Ostern 1910 wird die neue, zunächst provisorisch in mehreren Gebäuden untergebrachte Rektoratsschule eröffnet. Rektoratsschulen, manchmal auch höhere Stadtschulen genannt, waren vor allem in West- und Süddeutschland verbreitete „mittlere“ Schulen, die „ihre Schüler für den Übertritt in eine benachbarte höhere Lehranstalt vorbereiten. Sie wollen die Kinder möglichst lange der Pflege und Erziehung des Elternhauses erhalten und reibungslos den Übergang zur höheren Schule erwirken. (…) Das erworbene Zeugnis berechtigt zum Eintritt in die höhere Schule“ (Brockhaus 1933). Den Beschluss für einen Neubau fassen die Stadtverordneten am 13. Juni 1912. Der außerhalb der Kernstadt gelegene und daher zunächst umstrittene Bauplatz („fern ab vom Getriebe der Stadt, fern ab und gewissermaßen erhaben über den Lärm des Alltagslebens“; Rektor Laquer bei der Einweihung 1913) wird der Stadt von dem Unternehmer Wilhelm Ling geschenkt, der zusätzlich auch 10.000 Mark für einen Turnhallenbau stiftet; die Baukosten betragen einschließlich des später noch zusätzlich projektierten Türmchens 84.000 Mark. In Erinnerung an das 25-jährige Regierungsjubiläum Kaiser Wilhelms II. im Einweihungsjahr 1913 erhält die Schule mit dem neuen Gebäude den Namen „Kaiser-Wilhelm-Schule“; in der Grünanlage davor wird eine „Kaisereiche“ gepflanzt. Im Einweihungsjahr 1913 hat die Schule 81 Schüler, darunter 29 Auswärtige, woraus Stadt und Schule die Hoffnung ableiten, eine überörtliche Bedeutung etablieren zu können. Schon bald jedoch gerät die Schule in Schwierigkeiten; sinkende Schülerzahlen gefährden die Finanzierung und den Betrieb im vorgesehenen Umfang (als fünfklassige Rektoratsschule). In den zwanziger Jahren gibt es einerseits Pläne, sie in ein (sechsklassiges) Progymnasium umzuwandeln, andererseits aber auch wiederholt Auflösungspläne. Tatsächlich wird die Rektoratsschule zum 31. Mrz. 1931 als städtische Einrichtung geschlossen. Durch private bzw. kirchliche Initiative der Pfarrgemeinde St. Clemens wird sie anschließend als „private höhere Knabenschule“ fortgeführt. Die neue, wesentlich kleinere Privatschule zieht aber aus dem großen Schulgebäude an der Hindenburgstraße aus in ein kleineres in der Gartenstraße. Die ehemalige Kaiser-Wilhelm-Schule dient fortan der Berufsschule und Teilen der katholischen Volksschule als Unterkunft. 1961–64 kommt ein großer Erweiterungsbau hinzu. Heute befindet sich hier die städtische Gemeinschaftshauptschule. Beschreibung Das von Wilhelm Ling geschenkte Grundstück der Schule befindet sich unmittelbar am Hang der Süchtelner Höhen, an der aus Süchteln herausführenden Hindenburgstraße, von der das eigentliche Gebäude aber durch einen breiten Grünstreifen abgerückt ist. Charakteristisch ist die an barocken Vorbildern orientierte Formensprache des breit gelagerten Putzbaues auf schmal-rechteckigem Grundriss mit zwei Vollgeschossen über Sockelgeschoss und Mansarddach. Die Symmetrie der Straßenfront mit dreimal drei Fensterachsen, mittlerem Zwerchhaus und bekrönendem Dachreiter mit Haube wird aufgelöst durch einen schmalen seitlichen Eingangsrisaliten, dessen drei Geschosse von einem abgewalmten Dach überfangen werden und dem ein antikisierendes Portal vorgestellt ist. Diese Ansicht deutet schon beim äußerlichen Betrachten darauf hin, dass hier eine Erweiterung nach Westen vorgesehen war, die jedoch nicht mehr ausgeführt wurde. Lage und Gestaltung der projektierten Erweiterung sind auf Plänen in der Bauakte überliefert. Die horizontale Lagerung der Fassade wird unterstützt durch die Linien des Übergangs vom grauwackeverkleideten Sockelgeschoss zum Verputz der Vollgeschosse, das Sohlbankgesims zwischen Erd- und Obergeschoss und die Linien des Daches (Traufe, Knick der Mansarde, First). Hinzu kommt die Zusammenfassung der hochrechteckigen Fenster zu Dreiergruppen, durch die ebenfalls liegende Figuren entstehen. Ein weiteres prägendes Motiv sind die dreieckigen Giebelformen am Zwerchhaus, den beiden begleitenden Dachgauben und dem Portalvorbau, bei dem der Giebel auf einem von Doppelsäulen getragenen Gebälk ruht. Das Giebelfeld schmückt eine Kartusche mit einem stilisierten Bienenkorb (symbolisch das Schulhaus als Heim fleißiger Schüler) in der Mitte, seitlich begleitet von ausgeleerten Füllhörnern. Im Gebälk unterhalb des Giebels ist in Großbuchstaben der Schriftzug Kaiser-Wilhelm-Schule angebracht (ursprünglich „pietati, virtuti, doctrinae“). Unter ihm führen sieben Stufen zwischen Naturstein-Wangenmauern zu einer (modernen) zweiflügeligen Eingangstür. Die beiden Fenster oberhalb des Portals werden von einem Rundbogen überkuppelt, in dessen Feld das Stadtwappen Süchtelns eingefügt ist; ursprünglich war an dieser Stelle ein Porträtmedaillon Kaiser Wilhelms II. angebracht. Das vergleichsweise kleine Format der straßenseitigen Fenster deutet an, dass hinter ihnen die Flure angeordnet sind. Die wesentlich größeren, dreiteiligen Klassenfenster befinden sich in drei Zweiergruppen an der rückwärtigen Hofseite, was insofern ungewöhnlich ist, als dass die Klassen somit von Norden belichtet sind. Offenbar wurde dieser Nachteil bei der Planung als weniger schwerwiegend bewertet als eine eventuelle Öffnung der Klassenzimmer in Richtung Straße. Eine beide Probleme vermeidende, jedoch städtebaulich deutlich weniger repräsentative Querstellung des Baukörpers scheint demgegenüber keine Alternative gewesen zu sein. Abgesehen von der anderen Fensterproportion entspricht die Hofseite ansonsten gestalterisch im Wesentlichen der Straßenfront. Das Zwerchhaus ist etwas breiter (vier Fenster) und wird von Fensterbändern in der Mansarde begleitet. Der in den Entwurfszeichnungen wie sein vorderes Pendant als antikisierender Portikus dargestellte Hintereingang wurde wohl 1961/62 zugunsten einer Anbindung der jüngeren Erweiterungsbauten mit einem überdeckten Gang (Pausenhalle) verändert. Da das Grundstück zur Stadt hin leicht abfällt, tritt das Sockelgeschoss an der rechten Schmalseite in voller Höhe ebenerdig hervor. Hier und an der Vorderseite führen zwei Zugänge direkt in das Souterrain, wo sich ursprünglich neben Sanitärräumen auch eine Hausmeisterwohnung befand. In den eigentlichen Klassenzimmergeschossen ist der einhüftige Grundriss mit straßenseitigem Flur und hofseitigen Klassen unverändert erhalten. Der Eingangsrisalit nimmt außer den Eingängen auch die massiv gemauerte Treppe (gerade, zweiläufig mit Wendepodest, Stufen aus Kunststein) auf. An der Ecke zum Flur ist ein Inschriftstein mit der Jahreszahl 1913 in die Wand eingelassen. Die Entwurfszeichnungen zeigen im Erdgeschoss drei, im Obergeschoss hingegen nur zwei Klassenräume, da dort zusätzlich die Zimmer für den Rektor, das Lehrerkollegium und zur Aufbewahrung der Lehrmittel untergebracht waren. Das Dachgeschoss enthält einen großen zentralen Raum („Zeichensaal“). In der Flucht des Flures war in der heutigen Außenwand des Eingangsrisalites ursprünglich der Durchgang für den Erweiterungsbau vorgesehen. Heute befindet sich dort im Erdgeschoss ein großformatiges Fenster liegenden Formats, wohl aus der Zeit nach 1945, dessen beckenartige Brüstung an den hier befindlichen Trinkbrunnen der Erbauungszeit erinnert. Andere historische Ausstattungsstücke sind augenscheinlich kaum noch vorhanden – erwähnenswert sind einzelne Wandschränke. Architekturgeschichtliche Würdigung und Denkmalwert Da es sich bei dem 1913 eingeweihten Bau lediglich um einen ersten Bauabschnitt handelte, dem bei Ausbau zu einem Vollgymnasium ein weiterer Flügel sowie eine Turnhalle hätten hinzugefügt werden sollen, bezeichnete sein Architekt Bruysten das Gebäude bei der Einweihung als ein „architektonisch [nicht] abgeschlossenes Bauwerk“ (Süchtelner Zeitung 26. Nov. 1913). Dies kommt allerdings lediglich bei dem asymmetrisch angeordneten Eingangsrisaliten zum Ausdruck, ansonsten wirkt der Baukörper mit seiner neubarocken Formensprache in sich stimmig und harmonisch gestaltet. Der Viersener Architekt Franz Bruysten ist auch als Planverfasser der Gebäude Hindenburgstraße 67 und 69 belegt, beide im Auftrag von Peter Ling, dem Sohn von Wilhelm Ling errichtet. Somit kann vermutet werden, dass Bruysten möglicherweise durch Vermittlung von Ling, der ja einen erheblichen Beitrag zur Finanzierung der neuen Schule leistete, den Auftrag für die Rektoratsschule erhielt. Die in der Bauakte enthaltenen Pläne und Schriftstücke dokumentieren, dass deren Gestaltung jedoch nicht allein auf Bruysten, sondern darüber hinaus auf die erhebliche Mitwirkung der überörtlichen Bauberatungsstellen zurückgeht. So war nicht von ungefähr der Architekt Hermann Hecker, Leiter Bauberatungsstelle des Rheinischen Vereins für Kleinwohnungswesen in Düsseldorf, bei der Einweihung der Schule persönlich anwesend und erhielt den ausdrücklichen Dank für seinen Beitrag „zur schönen Gestaltung“ (Süchtelner Zeitung 27. Nov. 1913). Unter der Bezeichnung „Bauberatung“ wurde in den 1900er Jahren vielerorts die Begutachtung und nötigenfalls Abänderung der funktionalen und ästhetischen Gestaltung von eingereichten Bauvorhaben in das Baugenehmigungsverfahren integriert, allerdings auf organisatorisch und rechtlich uneinheitliche Weise. Betreiber dieses Instruments waren maßgeblich die antihistoristische Reformbewegung und der Heimatschutz, die sich hiervon – im zeitgenössischen Sprachgebrauch – eine Hebung des allgemeinen Bauniveaus versprachen. Konkret bedeutete dies, dass zur Genehmigung eingereichte Bauanträge einem örtlich, regional oder gar überregional etablierten Gremium zur Begutachtung vorgelegt werden mussten. Bei öffentlichen bzw. mit öffentlichen Mitteln geförderten Bauvorhaben wie z. B. der Schule in Süchteln konnte dies dann bindend sein, so dass der Entwurfsverfasser gegebenenfalls die z. T. durchaus rigorosen Änderungsvorschläge der Bauberatung umzusetzen hatte. Eine der ersten Bauberatungsstellen in Deutschland überhaupt hatte 1906 der Rheinische Verein zur Förderung des Arbeiterwohnungswesens (später: Kleinwohnungswesen) in Düsseldorf unter Leitung von Hermann Hecker eingerichtet. Nach ihrem Vorbild wurde zwischen 1908 und 1912 ein Netz aus etwa 70 lokalen und regionalen Bauberatungsstellen in der Rheinprovinz aufgebaut, das nach dem Ersten Weltkrieg aber nur noch eingeschränkt aufrecht gehalten wurde. Als Ziel seiner Bauberatungstätigkeit bezeichnete der Rheinische Verein für Kleinwohnungswesen 1922 klare und einfache Bauten, Einheitlichkeit der Erscheinung, sichere Dachgestaltung, saubere handwerkliche Durcharbeitung, Normung hierzu geeigneter Elemente, Einpassung in das Ortsbild und das Verwenden heimischer Baustoffe. Der von Bruysten im Oktober 1912 eingereichte Entwurf für die Rektoratsschule besaß zwar schon im Prinzip die später ausgeführte Baukörperdisposition, sah im Aufriss aber eine regelmäßige Reihung der Fensterachsen (innerhalb durch einfache Lisenen getrennter Putzfelder) vor. Das Dach war wohl als einfaches Walmdach vorgesehen, mit einer abgeschleppten Gaube an der Straßenfront. Der Eingang wird im Erdgeschoss als Kastenbau weit vorgezogen, sein Dach sollte dem Obergeschoss als Austritt dienen. Die monoton wirkende serielle Reihung der Fenster, die großflächige Dachgestaltung und die fensterlose Seitenfront unterscheiden sich erheblich von der ausgeführten neubarocken Gestaltung. Diese mit ihrer rhythmischen Fenstergruppierung, Mansarddach, Zwerchhaus, Dachreiter und Portikus geht also höchstwahrscheinlich auf Hecker und den ebenfalls hinzugezogenen Kreisbaumeister Ledschbor (Bauberatungsstelle des Kreises Kempen) zurück. Zwar sind keine Zeichnungen Heckers oder Ledschbors in der Bauakte überliefert, solche werden aber ausdrücklich („Skizze mit Bemerkungen im Maßstab 1:200“) in einem Schreiben Heckers vom 25. Januar 1913 erwähnt. Neubarocke oder auch neuklassizistische Gestaltungen waren um 1910 ein fester Bestandteil der antihistoristischen Architekturreform und galten insbesondere bei repräsentativen Bauvorhaben wie der Rektoratsschule in Süchteln als angemessene Formensprache. Maßgeblichen Anteil an der Verbreitung dieser Entwurfshaltung hatten z. B. die einflussreichen Bücher von Paul Schultze-Naumburg und das bereits im Titel programmatische Werk „Um 1800“ von Paul Mebes. Die Rektoratsschule in Süchteln ist also ein beredtes Zeugnis nicht nur dieser wichtigen Architekturströmung und der Schulbauarchitektur der Kaiserzeit im Allgemeinen, sondern auch der zeitgenössischen Bauberatungspraxis. Als ehemalige Rektoratsschule und damit Zeugnis des modernen Ausbaus des mittleren und höheren Schulwesens in Süchteln ist das Gebäude Hindenburgstraße 128, heutige Gemeinschaftshauptschule bedeutend für Viersen. An Erhaltung und Nutzung des historischen Altbaus besteht ein öffentliches Interesse aus den genannten wissenschaftlichen, insbesondere architektur- und ortsgeschichtlichen Gründen. Er ist daher ein Baudenkmal gemäß § 2 (1) Denkmalschutzgesetz NW. Nach derzeitigem Kenntnisstand sind die Erweiterungsbauten von 1961 bis 1964 nicht Teil des Denkmals. Eine Beurteilung ihres architekturgeschichtlichen Wertes als Zeugnisse der Architektur der 1960er Jahre war nicht Gegenstand dieser Untersuchung. | 1913                                 | 31. Mai 2001       | 408             |
| weitere Bilder                                  | Ehemaliger katholischer Friedhof „Am Hagelkreuz“ | Süchteln Hochstraße / Grefrather Straße / Ricarda-Huch-Straße / Johannisstraße Karte | Geschichte Bis 1836 wurden in Süchteln die Bestattungen in der Innenstadt, auf dem Kirchhof der Pfarrkirche St. Clemens und auch in der Kirche selbst vorgenommen. 1837 beschloss die Gemeindeverwaltung als erste Maßnahme zur Schaffung von Freiflächen in dem bis dato nahezu unveränderten mittelalterlichen Stadtkern von Süchteln den innerstädtischen katholischen Friedhof nach draußen vor die Stadt zu verlegen. 436 Taler, 11 Silbergroschen und 6 Pfennig wurden hierzu veranschlagt. Auf der Urkarte von 1812 ist das Gelände des späteren Friedhofs als Dreiecksfläche gut erkennbar. Es lag außerhalb der Stadtgrenzen direkt an der wichtigen Wegeverbindung von Süchteln über Hagenbroich nach Grefrath und Straelen an einer Wegegabelung. Am Schnittpunkt der beiden Straßen stand eine Kapelle, die als Point de Vue beim Blick aus dem Hagenbroicher Stadttor wahrgenommen werden konnte. Ansonsten gab es nur noch eine Windmühle in der völlig unbebauten Landschaft. Am 27. August 1837 wurde der neue Friedhof eingeweiht und eine Woche später fand die erste Bestattung statt. Auf dem Lageplan aus dem Jahr 1837 ist anstelle der Kapelle ein Hagelkreuz eingezeichnet, so dass der Friedhof als Friedhof „Am Hagelkreuz“ bekannt wurde. Das wohl später an dieser Stelle errichtete Torgebäude aus Backstein, die sogenannte Hagelkreuzhalle, diente als Entree zum Friedhof, als Leichenhalle und als Schutz der Hagelkreuzgruppe. Bereits wenige Jahrzehnte später war die Friedhofsfläche zu klein geworden, so dass man von Seiten der Kirchengemeinde überlegte, die Friedhofsfläche zu erweitern. Auf dem Situationsplan über die projektierte Erweiterung des katholischen Begräbnisplatzes aus dem Jahr 1885 ist die vorhandene Friedhofsfläche mit 58 ar 56 m², die westlich sich anschließende Fläche der Erweiterung mit 95 ar 89 m² angegeben. Gegen eine solche Erweiterung sprach sich allerdings die königliche Regierung in Person des Landesrats aus. Zwischenzeitlich hatte sich die Stadt Süchteln insbesondere entlang der Bezirksstraße, heute Hoch- bzw. Grefrather Straße, baulich ausgedehnt. Der vorhandene Friedhof widersprach somit der Verordnung für das Begräbniswesen durch die Düsseldorfer Regierung vom 08.04.1838 bzw. deren Präzisierung der sanitätspolizeilichen Bestimmungen aus dem Jahr 1882. Aus hygienischen Gründen wurden weitere Bestattungen auf dem Friedhof untersagt. Ein überkonfessioneller Friedhof in der Nähe der Süchtelner Höhen an der Bergstraße wurde 1888 in Nutzung genommen und im gleichen Jahr der Friedhof „Am Hagelkreuz“ geschlossen. Es wurde den Familien freigestellt, ihre verstorbenen Angehörigen auf den neuen Friedhof umzubetten. Ansonsten verblieben sie zunächst auf dem aufgelassenen Friedhof, der allerdings langsam zum Unmut der Anwohner verwilderte. Daher beschloss die Stadt Süchteln nach dem 1. Weltkrieg auf Kosten der Arbeitslosenfürsorge und freiwilligen Stiftungen den Friedhof zu einem öffentlichen Kleinpark umzugestalten. Arbeitslose räumten bis auf einzelne gut erhaltene Gräber und Gruften die Fläche frei. Einige Stein- und Eisenkreuze wurden am Eingang des Friedhofs wieder aufgestellt. Gestalterischer Mittelpunkt war ein Springbrunnen, in dessen Umrandung zahlreiche Bruchsteine zertrümmerter Grabsteine eingebaut worden waren. Einzig das Friedhofskreuz blieb an seiner Stelle bis heute stehen. Fronleichnam 1920 wurde der Stadtpark der Öffentlichkeit zugängig gemacht. Im Jahr 1931 wurde die Hagelkreuzhalle abgebrochen, die zwischen 1870 und 1916 noch als Endstation für die Straßenbahnlinie von Süchteln nach Grefrath gedient hatte. Die wertvolle Kreuzigungsgruppe wurde in der Nähe der Pfarrkirche St. Clemens aufgestellt. Der Blick war nunmehr unverstellt von der Innenstadt auf den Stadtgarten gegeben. Weiteren Umgestaltungen der Grünflächen folgten. So wurde u. a. 1967 der Springbrunnen umgestaltet, mit Erde verfüllt und mit Blumen bepflanzt. Grabsteine sind heute nicht mehr vorzufinden, nur noch die unbebaute Fläche selbst, das Hochkreuz und die Priestergruft erinnern an den ehemaligen Friedhof. Beschreibung Friedhof mit Hochkreuz und Priestergruft Die Fläche des Friedhofs stellt sich als Dreieck dar, das durch die historische Wegegabelung der Verbindungen von Süchteln nach Vorst (heute Johannisstraße) und nach Grefrath (heute Hoch- und Grefrather Straße) sowie der Querverbindung Vockelsteger Weg (heute Ricarda-Huch-Straße) entstand. Die Fläche war bei Anlage des Friedhofs bereits vorhanden und bis auf eine Wegekapelle oder Wegekreuz unbebaut. Sie ist in ihren historischen Umriss bis heute unverändert erhalten und als Dreiecksfläche wahrnehmbar. Das Hochkreuz erhebt sich auf einem hohen, nach oben verjüngenden dreistufigen Natursteinsockel. Die umlaufenden Steinstufen bilden ein quadratisches Podest. Der Unterbau aus Blaustein besteht aus einer massiven Grundplatte, einem massiven Mittelteil und zwei profilierten Platten als Abdeckung. Die Flächen im Mittelblock sind zurückgesetzt und tragen auf ihrer Vorder- und Rückseite umfangreiche Inschriften, als Chronogramme verfasst. So ergeben die Zahlensymbole die Jahreszahl 1838 und beziehen sich vermutlich auf das Aufstellungsjahr des Kreuzes. Vorderseite: QVaLIs sIt pII (O Schaut!) eXltVs VIDete (Welch frommes Sterben!) LIberat In CrVCe (Er hängt am Kreuz) penDenDo (und macht uns frei!) Rückseite: Ossa hVIC rVrI (Die Gebeine, diesem) CreDIta tIneae (Acker anvertraut,) qVoqVes sVnt (sind Würmerfraß) aeternItatIs (und Samen der Ewigkeit.) Zudem gibt es noch eine Inschrift auf der Grundplatte des Sockels, die auf die erste Verstorbene Bezug nimmt, die auf dem Friedhof bestattet wurde: Anna Elisabeth Pescher, Witwe Küllertz und Schündelen, gest. den 31. August 1837, war die Erste, welchem auf diesem, den 27. August eingeweihten Gottesacker, den 4. September begraben wurde. Der Übergang des Sockels zum Kreuz bildet eine verjüngende Abdeckung mit Kaniesprofil. Darüber befindet sich das Kreuz, das aus Kreuzstamm, Querbalken und Stumpf besteht. Es ist aus Anröchter Dolomit gefertigt und weist eine scharierte Oberfläche aus. Es wurde Anfang des 20. Jahrhunderts erneuert. Die bronzene Christusfigur am Kreuz zeigt den seit der Gotik gebräuchlichen Dreinageltypus, bei dem die Beine übereinandergeschlagen werden und beide Füße von nur einem Nagel durchbohrt sind. Die Figur ist lediglich mit einem Lendentuch bekleidet, das durch einen großen Knoten an der Seite gebunden wird. Christus weist einen vom Leiden gezeichneten Körper auf. Sein Kopf, der eine Dornenkrone trägt, ist zum Boden gerichtet. Seine Augen sind geschlossen. Vor dem Kreuz befindet sich die Grabstätte des Kaplans Bernhard Geuer, dessen Gruft mit einer großen Grabplatte aus Muschelkalk abgedeckt wird. Sie trägt die Inschrift: Hier ruht der hochw. Herr Bernhard Geuer geb. Flerzheim am 12.Juli 1841 Kaplan zu Süchteln seit d. 7. September 1867 gest. am 23. Dezember 1886 Er ruhe in Frieden. Unterhalb der Inschrift ist noch der Abdruck eines marmornen Kelchs erkennbar. Denkmaleigenschaft Als erster „moderner“ Friedhof vor den Toren der alten Stadt Süchteln ist der ehemalige Friedhof „Am Hagelkreuz“ – Fläche mit den baulichen Resten Hochkreuz und Priestergruft bedeutend für Viersen-Süchteln. Nach der Christianisierung bis zum 18. Jahrhundert fanden Bestattungen in dem geweihten Bereich der Kirchengebäude und dem unmittelbar angrenzenden Kirchhof statt. Ausgehend von Frankreich mehrten sich gesundheitspolizeiliche Bedenken, die im Herzogtum Jülich 1784 zu einer ersten Friedhofsverordnung führte. Die sah eine Verlegung der Friedhöfe auf freien, außerhalb des Ortes gelegenen Flächen vor. Lediglich Standespersonen und Klostergeistliche sollte eine Bestattung in Gruften in den Kirchen gestattet bleiben. 20 Jahre später schreibt Napoleon in seinem Dekret vom 11.06.1804 sehr detailliert vor, wo und wie Begräbnisse stattzufinden haben. So musste die Mindestentfernung von der Ortsgrenze 35 bis 40 m betragen. Unter preußischer Regierung wurde am 14.10.1820 das napoleonische Dekret modifiziert. Die bis dato strenge Trennung der Religionen wurde aufgegeben. Stattdessen sollten gemeindliche, überkonfessionelle Friedhöfe angelegt werden. Trotz der Vorschriften herrschten in vielen Gemeinden desolate Zustände, da den neuen Bestimmungen nur mangelnd gefolgt wurde. Daher sah sich die Düsseldorfer Regierung gezwungen, am 08.04.1838 eine weitere Verordnung für das Begräbniswesen zu erlassen. So musste u. a. die Friedhofsgröße nunmehr nach der Einwohnerzahl berechnet werden. Grabbreite und –tiefe, Verwesungszeit, Neubelegung und Grabschmuck wurden vorgeschrieben. Die Entfernung vom Friedhof zum bebauten Ort mit einer Kirche musste 200 bis 800 m betragen. Er war im Norden anzulegen und mit Hecken einzufrieden. Zudem musste ein Leichenhaus errichtet werden. Die zu erstellende Begräbnisordnung musste bei der Regierung eingereicht werden. Der katholische Friedhof „Am Hagelkreuz“ in Süchteln steht beispielhaft für die Verlagerung der Friedhöfe vor die Stadtgrenzen Mitte des 19. Jahrhunderts. So liegt die Fläche ca. 500 m von der Pfarrkirche St. Clemens und ca. 250 m von der Stadtgrenze entfernt: nach damaliger Vorstellung weit genug entfernt von jeglicher Bebauung. Auf alten Fotos sind die geforderte Leichenhalle und die Hecken als Einfriedung zu erkennen. Auch seine kurze Nutzungsdauer von nur 50 Jahren ist beispielhaft, den durch den Bevölkerungswachstum, den Aufbau eines Gesundheitswesens, die industrielle Revolution und weitere Faktoren wurden die historischen Stadtgrenzen innerhalb weniger Jahrzehnte fast überall „gesprengt“. Die Städte wuchsen zunächst an den Ein- und Ausfallstraßen, später wurden „Neubaugebiete“ nach stadtplanerischen Vorgaben angelegt. Dem ehemals weit draußen liegenden Friedhof rückte die Bebauung immer näher und schloss ihn später ein. Die aus hygienischen Gründen notwendigen Abstandsflächen konnten nicht mehr eingehalten werden, was unweigerlich sehr schnell zu gesundheitlichen Problemen bezüglich des Trinkwassers führte. Aus diesem Grund wurde die zunächst von der Stadt Süchteln favorisierte Erweiterung des Friedhofs „Am Hagelkreuz“ auch von der Düsseldorfer Regierung abgelegt. Zudem wurde nur das Anlegen von kommunalen Friedhöfen angestrebt. Auch nach Verlegung und Aufgabe des Friedhofs ist die markante Dreiecksfläche, die sich aus den historischen Wegeverbindungen gebildet hatte, bis heute unverändert erhalten und erkennbar. Die historischen Sichtbezüge zur Innenstadt sind unverstellt. Die heutigen Wegeverbindungen lassen nicht mehr erkennen, wie der Friedhof ursprünglich angelegt worden ist. Es liegt dennoch nahe, dass das Hochkreuz in einer direkten Wegeachse zum Eingangsportal aufgestellt worden ist. Es stellte den Mittelpunkt des Friedhofs dar. Seine aufwendige Gestaltung, insbesondere das mehrstufige Podest und seine Inschriften, zeugen von seiner hervorgehobenen Stellung. Auch die Anlage der Priestergruft in seiner unmittelbaren Nähe ist zeittypisch. Der Friedhof „Am Hagelkreuz“ gibt Zeugnis für die Friedhofskultur und –ordnung des 19. Jahrhunderts. Als konfessioneller Friedhof ursprünglich weit außerhalb der Stadttore angelegt, musste er nach wenigen Jahrzehnten wieder schließen. Als Grünfläche ist er bis heute im Stadtbild in seinem Umfang völlig unverändert erhalten. Das Friedhofskreuz einschließlich der Priestergruft gibt zudem ein bauliches Zeugnis ab. Daher liegen Erhaltung und Nutzung des katholischen Friedhofs „Am Hagelkreuz“, heute Stadtgarten – hier Dreiecksfläche, Friedhofskreuz und die Priestergruft -aus wissenschaftlichen, insbesondere aus kunst-, stadt- und religionsgeschichtlichen Gründen sowie aus volkskundlichen Gründen gemäß § 2 (l) des Denkmalschutzgesetzes im öffentlichen Interesse. | 1837                                 | 11. November 2016  | 525             |
| weitere Bilder                                  | Weberbrunnen                                     | Süchteln Hochstraße gegenüber Kirche Karte                                           | Geschichte Das Weberdenkmal in Süchtelns Fußgängerzone gegenüber der Kirche St. Clemens wird von dem Textilunternehmer C. Adolph Rossié an den Berliner Bildhauer H. Damann in Auftrag gegeben. Der Künstler benötigt lange Zeit, bis er sein ausersehenes Modell, den Weber Heinrich Lennackers aus Süchteln-Vorst, dazu bewegen kann, ihm Modell zu sitzen. Erst nach langem Drängen, dem Angebot von 20,00 Mark und dem Versprechen, das Denkmal erst nach dem Tod des Webers aufzustellen, kann H. Damann im Jahr 1911 oder 1912 seine Weberskulptur nach dem Abbild Heinrich Lennackers beginnen. Beschreibung Nach dessen Tod im Jahr 1922 dauert es noch sechs Jahre, bis das Denkmal errichtet werden kann. Der steinerne Weber aus Tuffstein sitzt inmitten einer mehrfach abgestuften, passförmigen Brunnenschale auf einem steinernen Sockel, um den eine Girlande aus Tuffstein bogenförmig läuft. Die Figur trägt die typische Arbeitskleidung der Weber: den blauen Kittel mit Halstuch, eine dunkle Hose mit einem kurzen Schurz aus blauem Leinen sowie eine schwarze Schirmmütze. Dazu trägt er an den Füßen Holzschuhe. Zwischen den Knien hält der Weber die Bobine, die große Stoffspule. Als steinerner Zeuge für die große Zeit der Handweberei, ein Handwerk, das vor allem in Süchteln sehr verbreitet gewesen ist, stellt das Weberdenkmal ein bedeutendes Denkmal dar. Aus wissenschaftlichen, insbesondere lokalhistorischen Gründen stehen Erhaltung und Nutzung des Denkmals gemäß § 2 (1) des Denkmalschutzgesetzes im öffentlichen Interesse. | 1928                                 | 11. Mai 1990       | 223             |
| Wohn- und Gewerbehaus                           | Wohn- und Gewerbehaus                            | Süchteln Hochstraße 6 Karte                                                          | Im Zentrum der Altstadt Süchtelns neben der Kirche St. Clemens an der Ecke zum ehemaligen Lindenplatz befindet sich das 2 1/2 geschossige Backsteinhaus. Die Ankersplinte 172 deuten auf die Errichtung des Gebäudes im frühen 18. Jahrhundert. Die geschlämmte Fassade ist zur Hochstraße hin in 5 Fensterachsen und zum Lindenplatz in 2 Fensterachsen aufgeteilt. Charakteristisch ist das ruhig und geschlossen wirkende Walmdach. Im 20. Jahrhundert wurden die Fenster- und Türöffnungen des Erdgeschosses mehrmals verändert. Aus dieser Zeit stammt auch die Fensteraufteilung des l. Obergeschosses und des Mezzaningeschosses. In den 1920er und 1930er Jahren wurden durch häufigen Nutzungswechsel bauliche Veränderungen notwendig. Wie aus Bauplänen des Jahres 1945 hervorgeht, befanden sich zu der Zeit im Erdgeschoss eine Gastwirtschaft und ein Fischgeschäft. Der Gaststätte war im 1. Obergeschoss ein großes Gesellschaftszimmer zugeordnet. Bereits im Jahre 1934 wurde der mit Flachdach versehene Anbau zum Lindeplatz hin errichtet. Er diente zu jener Zeit als Autobuswartehalle. Häufiger Nutzungswechsel und die damit verbundenen baulichen Veränderungen haben im Inneren des Gebäudes deutliche Narben hinterlassen. Zurzeit wird das Erdgeschoss gewerblich genutzt. Das l. Obergeschoss wird bewohnt. Trotz der Veränderungen ist dieses Gebäude zwischen dem ehemaligen Lindenplatz und dem Kirchhof für die historische Entwicklung Süchtelns in der Ortskernlage bedeutend. Aus wissenschaftlichen, insbesondere städtebaulichen, architektonischen und ortsgeschichtlichen Gründen stehen Erhaltung und Nutzung des Gebäudes Hochstraße 6 gemäß § 2 (l) Denkmalschutzgesetz im öffentlichen Interesse. | 18. Jh.                              | 16. September 1985 | 66              |
| weitere Bilder                                  | Kath. Pfarrkirche St.Clemens/Kalvarienberg       | Süchteln Hochstraße 8 Karte                                                          | Das Patronat deutet die Möglichkeit an, dass bereits in karolingischer Zeit hier eine christliche Kultstätte bestanden hat. Die Gründung der Pfarre wird auf die Gräfin Irmgard zurückgeführt, die ihre Herrschaft Süchteln der Abtei St. Pantaleon in Köln vermachte, an deren Spitze 1082–1121 der Bruder Irmgards, Hermann der Demütige, als Abt stand. Hier finden wir auch die ersten verbürgten Nachrichten über die grundherrlichen Rechte der Abtei in Süchteln aus dem Jahre 1323. 1246 wurde die Pfarre durch Erzbischof Konrad von Hochstaden der Abtei St. Pantaleon inkorporiert, was bis zur Säkularisation fortwährte. 1220 wird zum ersten Mal ein Pfarrer namens Ernestus, erwähnt und 1246 eine ecclesia Suthele. An baulicher Substanz ist aus diesem Zeitraum nichts mehr vorhanden. Jedoch dürfte die älteste Glocke im Turm dieser Kirche gehangen und die Mutter Gottes aus Süchteln, heute im städtischen Museum Mönchengladbach, Abteiberg, in ihrem Schiff gestanden haben. Ein Neubau entstand in der 2. Hälfte des 15. Jahrhunderts. Er wird durch die Inschrift in gotischen Minuskeln auf dem Türsturz des Westportals auf 1481 datiert: „Int jaer ons heren MCCCCLXXXI op sancti Ambrosi dach (4. April) doe vart der irste stein gelacht.“ Der in der Mitte zerbrochene Stein, heute im südlichen Seitenschiff eingemauert; am Ort eine Kopie von 1852, als das Portal, durch Blitzschlag geschädigt, erneuert werden musste. Hans Kaiser sieht diesen Neubau, wie den anderer Kirchen des Gebietes, im Zusammenhang mit den Schäden, die in den 1470er Jahren durch den Durchzug der burgundischen Truppen unter Karl dem Kühnen entstanden waren. Der stattliche Turm dieses gotischen Neubaues blieb erhalten, nur wurde nach einem Sturm 1612 die Turmhaube und 1892 die gesamte Außenhaut erneuert. Das dreischiffige, gewölbte Langhaus dieser Stufenhalle im niederrheinischen Typus und der stark eingezogene Chor mögen ebenfalls im 15. Jahrhundert entstanden sein. Um die Mitte des vergangenen Jahrhunderts erwies sich die Kirche für die katholische Gemeinde mit ihren 6024 Seelen als zu klein. Nach einer Planung des „für Kirchenbauten sehr empfohlenen Baumeisters Vincent Statz aus Köln“ wurde am 22. Mrz. 1855 der Grundstein zum Erweiterungsbau der Kirche gelegt. Es war ursprünglich nur an eine Erweiterung nach Osten durch Anbau des Querschiffes mit größerem Mittelchor und seitlichen Nebenchören gedacht. Durch den unglücklichen Einsturz von Teilen des stehen gebliebenen Langhauses und der Seitenschiffe am 19. Okt. 1956 wurde auch der Neubau dieser Gebäudeteile erforderlich. Der Beschluss des Kirchenbaukomitees wurde am 22. Nov. 1856 dem Regierungs- und Baurat Krüger, Düsseldorf, die „spezielle Revision des Bauprojektes sowie die Überwachung des Baues“ durch einen von ihm zu bestimmenden Bauführer übertragen: Mit der Beauftragung des Bauprojektors Walger, Krefeld, zur Anfertigung „der vollständigen Zeichnungen und Kostenanschlägen zum Neubau nach Skizzen des Architekten Statz“ erklärte sich das Baukomitee einverstanden. Am 21. Apr. 1858 war der Kirchenbau fertig. In den Katasterplänen der Jahre 1846 und 1883–1884 ist die abgebrochene Kirche und die Einmessung der neuen Kirche enthalten. Aus diesen Plänen wie auch aus den Akten der Bauzeit im katholischen Pfarrarchiv lässt sich entgegen der bisherigen Ansicht nachweisen, dass die alte Kirche dreischiffig war und mit einem stark eingezogenen Chor und einheitlicher Wölbung. Nicht eindeutig beantwortet werden kann die Frage, ob diese Kirche eine Hallenkirche war oder einen basilikalen Querschnitt aufwies. Eine Rekonstruktion der alten Kirche aus der 2. Hälfte des 15. Jahrhunderts lässt sich auch aus dem im Pfarrarchiv vorhandenen Erläuterungsbericht vom 4. Febr. 1857 durchführen. Die Außenfundamente der alten Kirche wurden benutzt. Die Schäden eines Brandes im Dezember 1862 am Turm und Dachstuhl wurden unmittelbar danach ausgebessert. Der Turm aus Tuffstein (nur die Ostwand in Ziegel) erhebt sich in drei Geschossen über den beinahe quadratischen Grundriss. Auf der Eingangsseite öffnet sich eine schmale, hohe Spitzbogenarkade in der gesamten Höhe des Untergeschosses. In sie ist das hochrechteckige Hauptportal eingefügt, zu dem mehrere Stufen hinaufführen. Der erneute Türsturz zeigt die bereits angeführte Inschrift. Das Tympanon darüber wird durch Blendmaßwerk aus Hausteinen in Fischblasenmotiven ausgefüllt (erneuert). Ehemals befanden sich dort wohl drei Figuren in kleinen Nischen. Die obere Hälfte der Spitzbogenarkade nimmt ein dreibahniges Maßwerkfenster ein. Die beiden oberen Stockwerke sind ein wenig angerückt und enthalten auf jeder der fast quadratischen Wandflächen drei spitzbogige Maßwerkblenden, mit einem Mittelpfosten und einer Querteilung. Im dritten Stockwerk ist die obere Hälfte der Blenden für die Lichter und Schalllöcher des Glockenstuhls durchbrochen. Auf der Südseite befindet sich der flache rechteckige Treppenturm, dessen Südseite durch Mauerblenden analog verziert ist. Kreuzgratgewölbe auf Eckdiensten tragen das Gewölbe der in der Höhe des Mittelschiffs geöffneten Turmhalle mit dem ringförmigen Schlussstein. Die Sandsteinrahmung der Nische auf der Nordseite der Halle in üppigem neugotischen Dekor von 1899 nach Entwurf von Josef Kleesattel, ist als Nebenkapelle eingerichtet. Langhaus und Chor von 1855/58 aus Backstein in neugotischen Formen, die inneren Säulen und Türgewände aus Sandstein, die anderen Werksteine aus Tuff. Außen wird der Bau durch Strebepfeiler zwischen zweibahnigen Spitzbogenfenstern gegliedert. Maßwerkblenden befinden sich auf den Giebeln des Querhauses. Das Portal auf der Westseite des südlichen Querhauses erweckt den Eindruck eines – erneuerten – Restes der alten Kirche; die hölzerne Maßwerkfüllung über der Tür von 1855/58. Zwei polygonale Treppentürmchen befinden sich seitlich zwischen Chorjoch und Apsis. Der Vierung des geschieferten Satteldaches sitzt ein Türmchen auf. Die dreischiffige Halle zu vier Jochen, einem ausladenden doppelschiffigen Querhaus in der Breite zweier Joche schließt mit Chorjoch und Fünfzehntelapsis in der verhältnismäßig großen Breite des Mittelschiffes, und mit Nebenapsiden mit Dreisechstelschluss. Das Mauerwerk ist verputzt. Die Kreuzgewölbe ruhen auf Rundpfeilern, polygonalen Kämpferplatten und Schienenrippen, die an den Außenseiten Diensten aufliegen. Die hohen zweibahnigen Fenster haben im Couronnement Vierpässe. Die Kirche in den breiten behäbigen Proportionen und in der Sparsamkeit des Zierrats ist unter den mittelgroßen Pfarrkirchen ein reifes Frühwerk ihres Planers, vergleichbar etwa der Liebfrauenkirche in Krefeld. Glasfenster Sämtlich zwischen 1892 und 1903, besonders guterhaltener Zyklus. Im Langhaus Szenen aus der Legende der heiligen Irmgardis von Hertel und Lersch, Düsseldorf 1892–95 angefertigt, und mit den Namen der jeweiligen Stifter versehen. Im Querhaus Heilige. In der südlichen Apsis die Taten der Barmherzigkeit, in der nördlichen Marienkrönung und Teppichfenster. Datum unbekannt. Ganz anders im Stil, wahrscheinlich früher und in Roermond hergestellt. Im Chor Legende des hl. Klemens und Kreuzigung, von Hertel und Lersch 1903. Den Glasfenstern sind Verbundglasscheiben zum Schutze vorgesetzt. Durchsteckgitter Höhe 87 cm, Breite 53 cm. Als Nischenverschluss in die Wand eingelassen. Rest eines Sakramenthäuschens, das von Wilhelm Müller, Mönchengladbach, um 1863 angefertigt worden war. Hochaltar Geschnitzter Altarschrein, Höhe des überhöhten Mittelfeldes etwa 2,60 m. Breite 2,24 m. Antwerpener Arbeit. Auf den Füßen einiger Figuren die eingebrannte Hand, 1. Hälfte 16. Jahrhundert, 1836–37 durch den Maler Peter Frey jun., Düsseldorf, restauriert. Zu diesem Zeitpunkt befand sich der Schrein anscheinend noch in einer barocken Umrahmung. 1866 Neuherstellung des gotisierenden Zierwerks durch die Brüder Krämer, Kempen; dabei wahrscheinlich auch einige Figuren ergänzt (Verkündigung, Christus der Grablegung?) und der ganze Schrein neu polychromiert. Der Maler Heinrich Windhausen fertigte 1867–68 die Altarflügel an. Der Aufbau wurde 1950–53 entfernt, der Schrein selbst in seinem Bestand gesichert (Restaurator Perret, Moers). Der Schrank in acht Felder geteilt. In der unteren predellenartigen Zone der Seitenfelder links: Verkündigung, Heimsuchung, rechts: Beschneidung, Darstellung im Tempel. Die größeren Seitenfelder darüber zeigen links die Kreuztragung, davor die hl. Veronika mit dem Schweißtuch, rechts Grablegung. Das überhöhte Mittelfeld enthält unten den liegenden Jesse, aus dessen Brust ein starker Stamm aufwächst, umgeben von den vier großen Propheten mit verschlungenen Spruchbändern. Der Baum Jesse rankt sich als Einrahmung um die in einem Feld zusammengefassten oberen Szenen, in den Ästen sitzen die Vertreter der zwölf Stämme Juda. In der Mitte der Kreuzigungsgruppe mit den beiden Schächern und Reitern davor, links die zusammenbrechende Maria, rechts zwei Kriegsknechte, um den Rock des Gekreuzigten würfelnd. Die Krönung des Mittelfeldes bildet eine thronende Muttergottes. Nach oben sind die einzelnen Felder von durchbrochenen spätgotischen Baldachinen abgeschlossen. Lebhaft bewegte Darstellungen mit teilweise übertrieben modischer Gewandung; 1m Niveau der Antwerpener Werkstätten um 1520. Siehe auch Hochaltar (St. Annenaltar) von 1513/14 in der Propsteikirche, Kempen. Auf den Innenseiten der Flügel ist von links nach rechts dargestellt: Die hl. Irmgardis entsagt den Freuden der Welt, im Hintergrund vielleicht Zutphen?; die Heilige im Walde bei Süchteln, im Hintergrund Kapelle und der Ort milder Pfarrkirche; Irmgardis vor dem Hl. Vater; die Heilige im Gebet im Dom zu Köln. Die Außenseiten zeigen die Vorbilder des hl. Messopfers. Feine spätromantisch-nazarenische Malereien; in ähnlicher Verbindung mit einem mittelalterlichen Altarschrein, wie etwa im Kreuzaltar in Krefeld-Hohenbudberg, mit den Altarflügeln von Andreas Müller, 1855. Taufstein Schwarzer Marmor, Höhe 1,14 m. Um 1850/60, möglicherweise nach einer Zeichnung von Vincenz Statz. Fuß und Becken achteckig, am oberen Rand skulpierter Fries aus Tierköpfen und den vier Evangelistensymbolen an vier Ecken. Deckel Messing, getrieben und graviert, zugehörig. Oberer Aufsatz: Taufe Christi, Messing gegossen in der Art ähnlicher Figuren auf Taufbecken des 17. Jahrhunderts; siehe z. B. in Kaldenkirchen. Kanzel Eiche gebeizt, 1868 bis 1871 nach einem Plan Wiethases durch die Brüder Kramer angefertigt. Am Fuß Prophetenfiguren, am Korb vier Reliefs: Trinität, Geburt, Predigt, Pfingsten, dazwischen die vier Evangelisten. Beichtstühle 1. Ein Stück, 1867 von den Brüdern Krämer in Kempen nach einer Zeichnung Wiethases angefertigt. Eiche, zierliches, gotisierendes Schnitzwerk, seitlich des Mittelsitzes die Statuetten des hl. Petrus (Hand abgebrochen) und einer weiblichen Heiligen (mit Ziborium). 2. Wie 1., 1882 angefertigt, mit den hl. Augustinus und Maria von Ägypten. 3. Zwei Stück, 1882 nach neuer Zeichnung der Gebr. Krämer angefertigt. Eiche, gotisierendes Schnitzwerk, ohne figürlichen Schmuck, davon einer nach 1970 verbrannt. 4. Ein Stück, wohl Ende 19. Jahrhundert. Kommunionbank Eiche, dunkel gebeizt, um 1870/80. Mit vier reliefierten, auf das Messopfer bezüglichen Darstellungen und zwei Engelreliefs – an den Seitenwänden des Langhauses aufgestellt. Chorgestühl 1. Drei und zwei Sitze, Eiche, braun gestrichen, Höhe der seitlichen Wangen 1,12 m, Anfang 17. Jahrhundert. Weibliche Köpfe, griffartig auf den Wangen zwischen den Sitzen; Engelsköpfe als Misericordien. Rechts und links des Haupteingangs aufgestellt. 2. Zweimal vier Sitze, Eiche dunkelbraun gebeizt. 1865 von den Brüdern Krämer nach einem Plan Wiethases angefertigt. In neugotischen Formen mit Engelfiguren und Propheten zwischen den Stallen und Tiergestalten auf den Lehnen in der Art spätgotischer Chorgestühle. Orgelempore Eiche, 1898 nach einem Entwurf von Josef Kleesattel von der Kunsttischlerei Schipperges in Kleinenbroich angefertigt. Sie nimmt die gesamte Breite des Langhauses ein, im Mittelschiff vorgezogen und ruht dort auf achtseitigen Säulen, die durch krabbenbesetzte Kielbogen untereinander verbunden sind. Dazwischen musizierende Engelfiguren. Maßwerkbrüstung. Orgel Eiche. 1899 durch den Orgelbaumeister Klais in Bonn geliefert. Der Prospekt in zierlichen neugotischen Formen. Drei Türme springen dreieckig vor, der gesamte Prospekt endet nach oben in Wimpergen, Helmen und Fialen. Orgelempore und Orgelprospekt sind gut in den neugotischen Bau eingeführt. Glocken 1. Bronzeguss, Durchmesser 52 cm, Gewicht 82 kg, Ton fis. 12. Jahrhundert, Zuckerhutform mit weit ausladendem Schlagring. Ohne Beschriftung. Die Glocke gehört zu den wenigen romanischen Glocken des Rheinlandes. 2. Bronzeguss, Durchmesser unten 1,52 m, Gewicht 2100 kg, Ton d′, 1462. Inschrift in Fraktur: Clemens vocor sit nomen domini benedictum anno domini MCCCCLXII. Darunter ein krabbenbesetzter Streifen und ein Medaillon in quadratischem Rahmen mit vielfiguriger Kreuzigungsszene, darunter: SÜCHTELN 1462. Ein etwas einfacher gehaltenes Relief auf der Rückseite. Das gleiche Medaillon in runder, krabbenbesetzter Rahmung findet sich auf der Glocke von 1476 in Amern-St. Georg Schwalmtal, so dass für beide Glocken derselbe Meister angenommen werden darf. Vielleicht war es Johann von Venlo, der 1476 eine Glocke für Amern-St. Anton goss, eine zweite dort ist nicht bezeichnet. 3. Bronze, Durchmesser 97 cm, Gewicht 520 kg, Ton d″. Inschrift: VOCOR IRMGARDIS TEMPORE A.R.D. ROMANI ANTONII SACELLANI IN SUCHTELEN RECT. ECCLESIAE S. IRMGARDIS IN MONTE. PETRVS KEUPES. 169O. Darunter: + PETRUS A TRIER ME FECIT +. Darüber ein breiter Fries mit feinen Ranken und Blüten, mit Putti und einem Kentaurenraub in der Art der aus Lothringen stammenden, in Amsterdam und Zutphen ansässigen Hemony. Bedeutende Arbeit des Petrus von Trier. Schäden, die die Glocke durch die Ablieferung im Zweiten Weltkrieg erlitten hat, wurden durch Elektroschweißung bis 1954 wiederhergestellt. 4. Bronzeguss, Durchmesser 1,20 m, Gewicht 1050 kg, Ton g′, Inschrift: ALEXIUS ET PETRUS PETIT ME FUDERUNT ANNO 1762. Blattornamente. 5. Bronzeguss, Durchmesser 98 cm, Gewicht 550 kg, Ton a′ Inschrift wie 4. Nach Deilmann handelt es sich bei den Glocken 4 und 5 um Umgüsse zweier romanischer Glocken. 6. Dachreiterglöckchen von 1856. Kalvarienberg auf der Rückseite der Kirche: tabernakelartiges Gehäuse auf zwei vorderen Eckpfeilern. An der Rückwand bei der Errichtung als Missionskreuz von 1864: Kreuzigungsgruppe mit Maria Magdalena, Ton mit farbiger Fassung, etwa lebensgroß. Heute nur noch der Kruzifixus erhalten. Aus wissenschaftlichen, insbesondere kunstgeschichtlichen, religionsgeschichtlichen, architekturgeschichtlichen und städtebaulichen Gründen liegen Erhaltung und Nutzung der Kirche gemäß § 2 (1) des Denkmalschutzgesetzes im öffentlichen Interesse. | 2. Hälfte 15. Jh. / 1612 / 1856–1858 | 12. März 1985      | 30              |
| weitere Bilder                                  | Weberhaus                                        | Süchteln Hochstraße 10 Karte                                                         | Die Geschichte des heutigen „Weberhaus“ und des Haus Tendycks ist miteinander verwoben. Im 19. Jahrhundert bis Mitte des 20. Jahrhunderts bilden sich zwei eigenständige Gebäude mit verschiedenen Besitzern. 1534 wird erstmals das Leuthen- oder Stüpergut erwähnt. Als Inhaber wird Stinken Stuper genannt. Dieses Gut liegt an dem Stüpersträßchen oder Jacobsträßchen, der heutigen Propsteistraße. Das Stüpergut ist an die Kirche kurmütig. 1589 wird im Lagerbuch der neue Inhaber Gert Stiipers aufgeführt. Er zahlt jährlich zu Ostern an die Kirche 1 Pfund Wachs und 2 Rader Heller als Zins, da er beim Bau des Hauses die Kirchenmauer als Hausrückwand benutzt und das Dach auf den Kirchhof auskragt. Zudem wird er verpflichtet, die Kirchenmauer instand zuhalten. Bei baulichen Veränderungen des nächsten Besitzers, Tilman Stüper, stürzt diese Kirchenmauer ein. Tilman Stüper wird zur Begleichung der Kosten gegen seinen Protest herangezogen. - 1627 Jan Leuthen ist neuer Besitzer des Gutes. - 1642 wird Matthias Leuthen als neuer Inhaber aufgeführt. Er ist mit Eva Kox verheiratet. Die darauffolgenden Eigentümer sind Matthias Kox und später Jan Leuthen, der Schwiegersohn von Matthias Kox. Dieser ist als Schulmeister tätig. - 1741 wird Peter Rath als Inhaber genannt. - 1782 heiratet dessen Tochter, Anna Gertraud Rath, Johann Endepohl aus Gladbach. Aus dieser Ehe gehen 6 Kinder hervor: Seraphin, Anne-Marie, Balbeau, Jacob, Peter Theodor und Matthias. - 1792 übernimmt Johann Endepohl, 47-jährig, nach Umzug nach Süchteln, den Hof und wird Landwirt. Auf dem Hof lebt auch sein Schwager Jacob Anton Rath. - 1798/99 wird in der in französischer Zeit angelegten Bevölkerungsliste der Name der heutigen Propsteistraße mit rue de Freithoff (Friedhof) angegeben. - 1812 oder später wird als neuer Besitzer Jacob Endepohl genannt, der älteste Sohn Johann Endepohls. Er kauft das an der Hochstraße gelegene Haus des Bandwebers Hubert Dickmann auf, das unmittelbar an das alte Stüpergut angrenzt. Sein Bruder Peter Theodor ist als Lehrer tätig, betreibt aber nebenbei einen bedeutenden Kleinhandel in seinem Haus an der heutigen Propsteistraße. - 1822 legt er sein Lehreramt nieder, um nur noch Handel zu betreiben. Der dritte Sohn Johann Endepohls, Matthias Endepohl, ist ebenfalls Lehrer und Vikar. - ca. 1853 wird das unbebaute, als Garten genutzte Grundstück zwischen dem ehemaligen Stüpergut und dem Wohn- und Geschäftshaus des Peter Theodor Endepohls geschlossen. Es entstehen Häuser mit Stallungen. Der Bedeutung der Familie Endepohl entsprechend heißt nun die heutige Propsteistraße Endepohlsträßchen. - 1897 nach einem Brand erwirbt Oswald de Haer den ehemaligen Stü-mit dem an der Hochstraße gelegenen Gebäude und den in der Baulücke entstandenen Häusern mit Stallungen, quasi den Besitz des Jacob Endepohl. Der Besitz des Peter Theodor Endepohls geht an die Familie Tendyck. Oswald de Haer ändert bei Wiederaufbau die Nutzung der Gebäude. Die an der Hochstraße gelegene Gebäudeseite erhält ihr heutiges Gesicht. Die ehemaligen Stallungen werden zum Saal mit Bühne umge-baut. - 1901 erwirbt den Gasthof Josef Hilgers. - 1905 wird Karl Thelen der letzte Wirt des Gasthofes „Süchtelner Hof“. - 1921 übernimmt die Gemeinde Süchteln den Gasthof. - 1922 nutzt die Stadtsparkasse Süchteln die Räumlichkeiten. Bis auf den Saal wird das Gebäude entsprechend den Anforderungen der Stadtsparkasse umgebaut. - 1928 stellt eine Bauzeichnung dieses Saal als Turnhalle dar. Die geplante Rückführung der Nutzung als Saal mit Bühne und Sitzungsraum wird wahrscheinlich nicht ausgeführt, da bis 1963 die Turnhallennutzung weiter bestehen bleibt. - 1934 geht der Besitz an die Stadtsparkasse Süchteln über. - 1939 wird ein gänzlicher Um- und Durchbau geplant. - 1963 Durch die Kriegswirren und die Schwierigkeiten der Nachkriegszeit kommt die geplante Baumaßnahme erst jetzt zur Ausführung. - 1974 geht das Eigentum der Stadtsparkasse Süchteln – ehemaliger Süchtelner Hof und ehemaliges Haus Tendyck – an die Stadt Viersen über. Diese bringt in den gesamten Komplex das Jugendamt und die Stadtbücherei unter, wobei geringfügige Umbauarbeiten durchgeführt werden. - 1985–1987 Das heutige „Weberhaus“ wird durch Umbau und Restaurierung des ehemaligen Besitzes Oswald de Haers, als Bürgerzentrum und Zweigstelle der Stadtbücherei eingerichtet. Beschreibung Das Haus, in konventioneller Konstruktion zweigeschossig errichtet, gliedert sich zur Hochstraße in 3 Achsen. Die axialsymmetrische Fassade erfährt durch die Anordnung der Fenster und der Eingangstür sowie durch das Giebelhäuschen eine Betonung der Mitte. Die Umgestaltung des Erdgeschosses mit Putz ist vermutlich auf die Umbaumaßnahme der Stadtsparkasse zurückzuführen. Das Obergeschoss ist in gelben und roten Backsteinen ausgeführt. Die Fenster sind hier mit Rundbogen überspannt. Das Haus in der Nähe der Pfarrkirche St. Clemens ist ein Blickpunkt im Ortskern von Süchteln und bekommt so eine städte-bauliche Bedeutung. Aus wissenschaftlichen, insbesondere städtebaulichen und orts-geschichtlichen Gründen liegen Erhaltung und Nutzung des Gebäudes gemäß § 2 (1) des Denkmalschutzgesetzes im öffentlichen Interesse. | ca. 19. Jh.                          | 30. August 1990    | 238             |
| Wohn- und Geschäftshaus                         | Wohn- und Geschäftshaus                          | Süchteln Hochstraße 12 Karte                                                         | In unmittelbarer Nähe der katholischen Pfarrkirche St. Clemens, noch zum alten Ortskern Süchtelns gehörend, liegt das dreigeschossige Eckhaus zur Propsteistraße mit Walmdach. Das Gebäude, vermutlich im 18. Jahrhundert backsteinsichtig errichtet, erfuhr in der zweiten Hälfte des 19. Jahrhunderts eine Umgestaltung der äußeren Fassade, indem eine spätklassizistische Putzfassade vorgeblendet wurde. Die Fassade des Wohn- und Geschäftshauses ist in 3 : 2 Achsen gegliedert, wobei die Betonung auf dem mittigen Eingang in der Fassade zur Hochstraße liegt. Weiterhin erfährt das Gebäude eine horizontale Gliederung in Form von Sockel-, Geschoss- und Sohlbankgesims. Die Dachkonstruktion in Eichenholz mit Holzkeilverbindungen ist sichtbar und im Originalzustand erhalten. Das Gebäude ist von einem etwa 2,50 m hohen Tonnengewölbe unterkellert. Aus wissenschaftlichen, insbesondere städtebaulichen und stadtgeschichtlichen Gründen liegen Erhaltung und Nutzung des Gebäudes gemäß § 2 (1) des Denkmalschutzgesetzes im öffentlichen Interesse. | um 18. Jh.                           | 13. März 1986      | 88              |
| Saalbau Gaststätte „Königsburg“                 | Saalbau Gaststätte „Königsburg“                  | Süchteln Hochstraße 13 Karte                                                         | Geschichte Im Jahre 1908 lässt Willy Schmitz den Saalbau „Königsburg“ errichten, der dann im Verlauf vieler Jahre gesellschaftliche Höhepunkte erlebt. Konzert-, Tanz- und Bühnenveranstaltungen ergänzen sich in steter Reihenfolge. Die örtlichen Theatergesellschaften und Gesangsvereine feiern in der „Königsburg“ glanzvolle Aufführungen und Feste. Der Ausbruch des Zweiten Weltkrieges verringert das Veranstaltungsangebot. Bald dient der Saal vorübergehend Wehrmacht-Gruppenteilen als Quartier und in den letzten Kriegsjahren bewohnen deportierte Fremdarbeiter die „Königsburg“. Trotz aller widrigen Umstände und der miserablen wirtschaftlichen Lage in den Nachkriegsjahren verspüren auch die Menschen in Süchteln neuen Lebensmut und suchen wieder Unterhaltung und Vergnügungen. Allerdings zeigt sich in den ersten Nachkriegsjahren auch unverkennbar schnell eine Trendwende zum „Geliebten Kino“. Die Saalveranstaltungen werden weniger, die Wirtschaftlichkeit eines Saalbaues ist nicht mehr gegeben. Unter Federführung des Düsseldorfer Architekten A. Niehaus entsteht 1951 ein modernes Lichtspieltheater, verbunden mit einer ausgezeichneten Akustik und modernen Philips-Tonfilmapparaturen. Das nun bekannt gewordene Süchtelner Lichtspielhaus erlebt in den 50er Jahren einen Zuschauerboom. Ende der 60er Jahre beginnt jedoch das große „Sterben der Lichtspielhäuser“. Auch das Süchtelner Kino wird 1972 geschlossen. Beschreibung Der Saalbau der an der Hochstraße gelegenen Gaststätte „Königsburg“ ist im rückwärtigen Hofbereich, angrenzend an die Irmgardisstraße, zu finden. Der Außenbau in Putz-Backstein ausgeführt zeichnet sich durch funktionelle Schlichtheit aus, verzichtet dabei aber nicht auf eine repräsentative Gestaltung der Eingangsfassade mit zeittypischem Dekor. Die im Jugendstil gehaltene Fassade weist im Erdgeschoss eine zweiflüglige Saaleingangstür mit sprossenunterteiltem Oberlicht auf. Die Holztüren sind mit geometrischen und floralen Ornamenten geschmückt. Zu erreichen ist das Erdgeschoss über eine Freitreppe mit beidseitigem Eisengeländer, das mit verschiedenen geometrischen Ornamenten verziert ist. Das Obergeschoss, mit einem über die gesamte Hausbreite versehenen Balkon, weist eine funktionelle Aneinanderreihung von Fenster und Türen auf. Die repräsentative Eingangshalle findet ihren Abschluss in einem leicht segmentbogenförmig abgetreppten Ziergiebel, der mit einem im Jugendstil gehaltenen Ornament geschmückt ist. Das Saalgebäude/ebenfalls von der Irmgardisstraße zugänglich, weist eine Backstein-Putzfassade auf, wobei der rote Backstein dominiert. Architektonisch reizvoll zeigt sich im Fensterbereich das Wechselspiel zwischen Putzflächen und rotem Backstein. Die zwei dreiflügligen sprossenunterteilten Fenster sind mit einem Flachbogen versehen. Das Dachgesims wird betont durch ein Zahn- und Würfelfries. Das Saalgebäude wird in seinem Innern geprägt durch den rechteckförmigen Saal mit den abgerundeten Ecken im Wand-Deckenbereich und die in Bogenform gehaltene Decke, die für eine hervorragende Akustik sorgt. Der eher funktionell ausgestattete Saal mit seiner Bühne und Leinwandfläche sowie einem höher liegenden Bildwerfer- und Schaltraum weist im Deckenbereich rosettenähnliche und geometrische Ornamente auf, die die Deckenform betonen. Der neben dem Saal in Richtung Irmgardisstraße befindliche Vorraum weist einerseits einen Ausgang zur Irmgardisstraße auf und andererseits ist dort der Kellerabgang zu finden. Der Saalbau erfährt seine Bedeutung als Beispiel eines Bautyps, der im Innern im Wesentlichen erhalten ist und architekturgeschichtlich interessante Details besitzt. Der Außenbau zeichnet sich durch funktionale Schlichtheit aus, verzichtet dabei aber nicht auf eine repräsentative Gestaltung der Eingangsfassade mit zeittypischem Dekor. Die Innenarchitektur des Kinosaales zeigt sich in der Formensprache der frühen 50er Jahre mit den abgerundeten Ecken im Wand-Deckenbereich und die von der Akustik bestimmte bogenförmige Decke. Aus wissenschaftlichen, insbesondere architekturgeschichtlichen, ortsgeschichtlichen und sozialgeschichtlichen Gründen liegen Erhaltung und Nutzung des Saalbaues der Gaststätte „Königsburg“ gemäß § 2 (1) des Denkmalschutzgesetzes im öffentlichen Interesse. | 1908                                 | 13. März 1986      | 340             |
| Wohn- und Geschäftshaus                         | Wohn- und Geschäftshaus                          | Süchteln Hochstraße 14 Karte                                                         | In unmittelbarer Nähe der katholischen Pfarrkirche St. Clemens, noch zum alten Ortskern Süchtelns gehörend, ist das Haus Hochstraße 14 zu finden. Das Gebäude ist zweigeschossig mit Mezzanin und Walmdach errichtet. Die back-steinsichtige Fassade erfährt durch die Gurt- und Sohlbankgesimse eine horizontale Gliederung. Die Fassade zeigt 3 Achsen auf, wobei die rechte Achse gleichzeitig Eingangsachse ist. Der Hauseingang ist nach innen versetzt angeordnet. Das Erdgeschoss präsentiert sich in einer neuzeitlichen Verkleidung. Die Fassade des Obergeschosses und Mezzanin ist in gelbem Backstein gehalten und wird von beidseitigem, angedeutetem Quadermauerwerk, in 3 Steinschichten in den Farbtönen rot und gelb, gerahmt. Die Fenster im Obergeschoss sind mit einem durchlaufenden zinnenartigen Stuckfries versehen. Das Dachgesims wird ebenfalls durch ein Stuckfries geschmückt. Die für frühere ländliche Architektur kennzeichnende bauliche Kleinteiligkeit ist im erdgeschossigen Ladenbereich des Hauses Hochstraße 14, bedingt durch wechselnde Besitzer und deren Nutzung ihrer Gebäudefläche, verlorengegangen. Der nebenliegende Flur und das Obergeschoss bleibt weitgehend von baulichen Veränderungen unberührt. So sind hier noch schlichte einflüglige Rahmen-Füllungstüren sowie die -ursprüngliche Treppe vorhanden. Die Treppenpfosten und das Treppengeländer sind schlicht gehalten ohne jegliche Verzierung. An der sich hier marktartig erweiternden Hochstraße spiegelt das Haus Hochstraße 14, gemeinsam mit den Häusern Hochhäuser 10–18, die gute bauliche Proportionierung zum Turm der Pfarrkirche St. Clemens wider. Das Gebäude Hochstraße 14 in seiner prägenden Bausubstanz erhalten, erfährt seine Bedeutung im geschichtlichen Ortsbezug wie auch in seinem Alterswert. Es ist ein bedeutendes Dokument für die historische Entwicklung der Stadt Süchteln. Aus wissenschaftlichen, insbesondere stadtgeschichtlichen, städtebaulichen und architekturgeschichtlichen Gründen liegen Erhaltung und Nutzung des Gebäudes Hochstraße 14 gemäß § 2 (l) des Denkmalschutzgesetzes im öffentlichen Interesse. | unbekannt                            | 20. Dezember 1993  | 333             |
| weitere Bilder                                  | Wohn- und Gasthaus                               | Süchteln Hochstraße 16 Karte                                                         | Im Zentrum des alten Stadtkerns von Süchteln liegt der in der 1. Hälfte des 18. Jahrhunderts errichtete ehemalige Fabrikanten- und Kontorbau. Ankersplinte in der Frontseite des dreigeschossigen Hauses weisen auf das Entstehungsjahr 1724. Die backsteinsichtige Fassade gliedert sich mit Toreinfahrt in 7 Achsen, auf denen Segmentbogenfenster mit Werksteinrahmen angeordnet sind. Die Fensteröffnungen nehmen nach oben in ihrer Höhe ab. Erdgeschossig ist in den Keilsteinen der Segmentbögen folgende Inschrift eingearbeitet: MR AS GS ANNO 1788 Der Keilstein im Torbogen enthält ein Wappenbild mit drei Mispelblüten und einem Pferd. Die hofseitige Fassade, ein vierachsiger kurzer Trakt, weist Ankersplinte mit der Jahreszahl 1760 auf. Später entstanden ist der erdgeschossige, erkerartige Sandsteinanbau, in dem noch die originalen Metallschiebefenster mit Seilzug enthalten sind. 1929 wurde das Haus restauriert. Dabei wurden zum Teil Werksteinstücke ausgewechselt. In den dreißiger Jahren wurde die Fassade neu verfugt. Dem Satteldach des Hauses ist ein geschwungener Dachreiter aufgesetzt. Die seitliche Toreinfahrt mit Balkendecke ist im rückwärtigen Teil in Ziegelfachwerk ausgeführt. Der mittlere Teil der Durchfahrt ist überhöht und als Lichtschacht ausgebildet. Von hier aus werden die oberen Etagen über einen Treppenlauf, der Ende 18., Anfang 19. Jahrhundert entstanden ist, erschlossen. Der Endpfosten der Treppe mit Fischmotiv ist noch gut erhalten. Im Inneren blieben die ursprünglichen Balkendecken und die Raumaufteilung weitgehend erhalten. Der Eingangsbereich ist hier besonders repräsentativ in Holzverblendung und Kachelarbeiten der flandrischen Neurenaissance Ende des 19. Jahrhunderts gestaltet worden. Im Erdgeschoss sind Stuckdecken mit Ornamenten des 18. und 19. Jahrhunderts erhalten. Die Innentüren mit Schnitzwerk sowie der Marmorboden im ehemaligen Eingangsbereich sind gut erhalten. Das Gebäude wird heute im Erdgeschoss als Gasthaus und in den oberen Geschossen zu Wohnzwecken genutzt. Die exponierte Lage des Hauses im Ortskern Süchtelns lässt es zu einem unmittelbaren Blickpunkt werden. In seiner stattlichen Form repräsentiert es die damalige Bauweise der reicheren Bürger. Das Haus Hochstraße 16 bildet einen wesentlichen Bestandteil des alten Ortskernes innerhalb der Stadtmauern und ist somit ein wichtiges Zeugnis für die Geschichte Süchtelns. Erhaltung und Nutzung liegen daher gemäß § 2 (1) Denkmalschutzgesetz aus wissenschaftlichen, insbesondere städtebaulichen und stadtgeschichtlichen Gründen im öffentlichen Interesse. | 1. Hälfte 18. Jh.                    | 7. August 1985     | 50              |
| Fachwerkfassade (Zerres-Gut)                    | Fachwerkfassade (Zerres-Gut)                     | Süchteln Hochstraße 32 Karte                                                         | Im Zentrum des alten Stadtkerns von Süchteln, unmittelbar an der Hochstraße gelegen, lag das 1565 zum ersten Mal erwähnte Zerres-Gut. Das Fachwerkhaus stammte vermutlich aus dem 17. Jahrhundert und war ursprünglich in drei Geschossen über einem Kellergewölbe errichtet. Der hohe Giebel, heute das einzige erhaltene Bauteil des Hauses, liegt zur Klemensstraße. Das dritte Geschoss ist vorgekröpft, während es an der ehemaligen dreiachsigen Eingangs- und Traufseite in der Flucht verlief. Der Fachwerkgiebel ist in den einzelnen Gefachen verputzt, wobei nur noch die beiden Obergeschosse zur Klemensstraße in originalem Fachwerk erhalten sind. Die unteren beiden Geschosse wurden 1967 durch neues Fachwerk ersetzt. In einem Balken am Fuß des 2. Obergeschosses sind die Initialen HS. + WB. + HW. eingearbeitet. Die Fassade zur Hochstraße wurde in Mauerwerk neu errichtet. Der Fachwerkgiebel ist in den ersten beiden Geschossen mit zwei Fensterachsen versehen, wobei im Obergeschoss jeweils zwei Fenster zwischen den vorgekropften Konsolen, getrennt von einem senkrechttragenden Fachwerkstab angeschlagen sind. Im Untergeschoss liegen die mit Klappläden versehenen Fenster darunter. Im zweiten Ober- und Dachgeschoss befindet sich eine Fensterachse, die mittig jeweils zwei Fenster voneinander trennt. Das niedrigere Nebenhaus frontseitig zur Klemensstraße, mit der Jahreszahl 1627 in einem der Balken, wurde ursprünglich für sich errichtet. Vor etwa 200 Jahren vereinigte man jedoch die beiden Häuser. Von den drei Geschossen sind hier die beiden oberen vorgekropft. Die Fassade ist symmetrisch gestaltet, wobei die Fenster im Erd- und Dachgeschoss mittig und im Obergeschoss auseinandergerückt angeordnet sind. Im ursprünglichen Kern zur ältesten Bebauung Süchtelns gehörend repräsentiert die Fassade die früher gegebene Kleinteiligkeit innerhalb des Stadtkerns und erfährt hier seine Bedeutung im geschichtlichen Ortsbezug. Weiterhin ist die Konstruktion des Fachwerks ein selten gewordenes Beispiel niederrheinischer Architektur und somit ein bedeutendes Dokument für die Siedlungsgeschichte der Stadt Süchteln. Aus wissenschaftlichen, insbesondere architekturgeschichtlichen, siedlungstopografischen und ortsgeschichtlichen Gründen liegt die Erhaltung der Fachwerkfassade des Hauses Hochstraße 32 Ecke/Klemensstraße gemäß § 2 (1) des Denkmalschutzgesetzes im öffentlichen Interesse. | 17. Jh.                              | 7. Oktober 1985    | 68              |
| weitere Bilder                                  | Buschhüterhaus Wohn- und Geschäftshaus           | Süchteln Hochstraße 57 Karte                                                         | Mitten im alten Süchteln steht ein viergeschossiges Eckhaus, einem alten, schmalen Grundriss angepasst, mit einem rückwärtigen, zweigeschossigen (- oberes Geschoss wenig später hinzugefügt -) Anbau. Es besitzt einen Runderker auf der Ecke, dessen turmartiger Vorbau in der Höhe des ersten und zweiten Stockwerkes durchfenstert ist. Er trägt ein Haubendach. Das Wohn- und Geschäftshaus ist in Eisenfachwerk errichtet und trägt ein hohes Walmdach. Die Wände aus Stahlfachwerk sind hintermauert und mit keramischen Fliesen (teils erneuert) verkleidet, wobei die Stahlkonstruktion der Gefache als Gestaltungsmittel und Gliederungsfaktor sichtbar sind. Ebenso sind die schlichten Jugendstilfenster in Anordnung und Größe als Gestaltungselement eingesetzt. Die Fensterstöcke sind unverändert. Die Ziersprossen der Fenster, die im ersten Stock im unteren Bereich grünes Glas besitzen, sind ebenso erhalten. Eine gebogene Metallleiste schmückt die Fensterstürze. Im Inneren sind das hölzerne Treppenhaus und die Holzeingangstür zu den Wohnungen erwähnenswert. Der Fußboden im Erdgeschoss ist gekachelt, die halbhoch gefliesten Treppenhauswände besitzen ein Schmuckkachelornament. Hinter der modernen Holz-/Plastikverkleidung des Ladenraumes sind die alten Ladeneinrichtungen zu vermuten. Die seitliche Eingangstür sowie die Eingangstür unter dem Erker für den rechts daneben liegenden Laden sind ebenso noch original. Das auf vorhandenen Fundamenten 1902 von dem bekannten Architekten Karl Buschhüter (1872–1956) aus Krefeld für den Bauherrn, Jakob Kamp, errichtete Wohn- und Geschäftshaus gilt als einzigartiges Zeugnis aus den Anfängen funktionellen Bauens und als Beispiel bedeutend für die Frühzeit der modernen Architektur. Mit seinen reinen Jugendstilformen in den Fenstern und seiner homogenen Gesamtgestaltung setzt es städtebaulich einen wichtigen Akzent in Süchteln. Hierbei ist die Qualität der Konstruktion – damals so neu, dass während des Bauens Bedenken hinsichtlich der Statik seitens der behördlichen Bauaufsicht angemeldet wurden – hervorzuheben, die zusammen mit der konsequenten Fassadengliederung und Durchgestaltung des gesamten Gebäudes, das künstlerische Wollen in Abhängigkeit von Material und neuen technischen Konstruktionsformen aufzeigen. Nicht nur als wesentlicher Markstein im Œuvre eines bedeutenden Künstler-Architekten, sondern auch im Nachweis stilgeschichtlicher Entwicklungsprozesse, besonders als Zeugnis für die technische Entwicklung von Baumaterialien, liegt der Denkmalwert des Gebäudes. Somit ist wegen der selten verwendeten Technik und wegen seiner Stellung im Werk des bedeutenden Krefelder Architekten das Gebäude als Baudenkmal anzusehen. Hinzu kommen die qualitätsvolle Ausführung, der gute Originalzustand mit der ursprünglichen Nutzung und die herausragende Bedeutung im Ortsbild von Süchteln. Aus wissenschaftlichen, insbesondere künstlerischen und architekturgeschichtlichen Gründen liegen die Erhaltung und die Nutzung des Buschhüter-Hauses gemäß § 2 (1) Denkmalschutzgesetz im öffentlichen Interesse. | 1902                                 | 11. Januar 1985    | 12              |
| weitere Bilder                                  | Nussbaumgut                                      | Süchteln Hochstraße 63 Karte                                                         | Geschichte - 1583 Claßes Gut - 1588 Thiesgen Holt - 1613 Jakob Voßbaum 2 Morgen, 3 Daler, 1 Stifter Jan Moelen, starb 1662 - 1685 später Küppers - 1743 Ebbert Steinwegs - 1763 Gerhard Peschkes auf dem Haus stand 1 Pfund Wachsrente an die Kirche - 1893 Peter Schreven - 1934 Heinrich Schreven Beschreibung Es handelt sich bei dem Gebäude um das ehemalige Nussbaumgut. Das zweigeschossige Gebäude ist in sechs Achsen und einem Satteldach errichtet. Ursprünglich, vermutlich backsteinsichtig und mit einem Walmdach versehen, wird es um 1900 erdgeschossig und in der Fassade verändert. Im Dachstuhl zeugt noch ein Gebinde von der Dachkonstruktion aus dem 16./17. Jahrhundert. Das Erdgeschoss erfährt den Einbau eines Ladenlokals. Hier wird die Umlegung des Treppenaufgangs erforderlich. Ein farbiger Fliesenboden ist in gutem Zustand erhalten. 1958 erfolgt die Erweiterung des Ladenlokals unter Einbezug der Durchfahrt. Das Nebeneinander von drei Kellerräumen veranschaulicht die bauliche Entwicklung vom 16./17. Jahrhundert (Gewölbekeller) bis zum 19. Jahrhundert. Die rückwärtige Fassade ist backsteinsichtig und geschlämmt. Über der Durchfahrt ist die Wand in Fachwerkkonstruktion ausgeführt. Zum linken Nachbarhaus besteht eine seitliche Brandgasse. Das Obergeschoss bleibt weitgehendst von der Maßnahme unberührt. Hier sind schlichte Füllungstüren mit Rahmen und Füllung noch vorhanden. Das Haus Hochstraße 63 veranschaulicht in hervorragender Weise die bauliche Entwicklung vom 16./17. bis Ende des 19. Jahrhunderts. Aus wissenschaftlichen, insbesondere architekturgeschichtlichen Gründen liegen Erhaltung und Nutzung des Gebäudes gemäß § 2 (1) des Denkmalschutzgesetzes im öffentlichen Interesse. | 17. Jh.                              | 4. Juli 1985       | 212             |
| weitere Bilder                                  | Keupes Gut                                       | Süchteln Hochstraße 65 Karte                                                         | Geschichte - 1515 finden sich die Kupis-Kinder mit den Eheleuten Hans von Bacherach und Cath. Kupis wegen des Kupisgutes ab - 1581 Heinrich Kupis 1 1/2 Bar, 1 Summer - 1614 Mergen Keupes 6 Morgen, 8 Daler - 1731 Heinrich Aldenhoven - 1771 Andreas Huppertz - 1818 Joh. Peter Saßenfeld - 1893 Mathias Saßenfeld - 1934 Julius Franken Beschreibung Es handelt sich bei dem Gebäude um das ehemalige Keupesgut. Das dreigeschossige Gebäude mit Walmdach ist ein Fachwerkbau aus dem 17. Jahrhundert. Die zum Haus Hochstraße 67 gerichtete Fassade zeigt die erhaltene Fachwerkkonstruktion auf. Die dort zu findenden Fenster sind in einem Blockrahmen gehalten. Die zur Hochstraße gerichtete Putzfassade ist neuzeitlich. Sie weist eine 4-Achsen-Gliederung auf mit einem erdgeschossigen Cafe. Die Nutzung des im Erdgeschoss befindlichen Ladenlokals als Cafe/Konditorei ist vermutlich frühzeitig (um 1900) erfolgt, denn 1901 stellt der damalige Eigentümer W. Sahsenfeldt den Bauantrag zum Neubau eines Backhauses, als Anbau an das o. g. Gebäude. Im Innern des Gebäudes ist erdgeschossig eine gediegene und qualitativ hohe Cafehaus-Innenausstattung der 60er Jahre zu finden. So sind die Innenwände mit einer ca. 1,00 bis teilweise ca. 2,50 m hohen Holzvertäfelung versehen. Im Deckenbereich zeigt sich ebenfalls, allerdings nicht durchgängig, eine in Kassettenform gehaltene Holztäfelung. In das erste und zweite Obergeschoss führt eine im Flurbereich zu findende schlichte Holztreppe. Die Obergeschosse, vor allem das 2. Obergeschoss, sind weitgehendst von baulichen Maßnahmen unberührt geblieben. So ist hier die für ländliche Architektur typische Kleinteiligkeit der Innenräume erhalten und ablesbar. Das Haus Hochstraße 65 erfährt gemeinsam mit dem Nachbarhaus Hochstraße 67, beides Fachwerkbauten aus dem 17. Jahrhundert, seine Bedeutung im geschichtlichen Ortsbezug wie auch in seinem Alterswert. So ist es ein Beispiel selten gewordener ländlicher Architektur, wie auch ein bedeutendes Dokument für die historische Entwicklung der Stadt Süchteln. Aus wissenschaftlichen, insbesondere architekturgeschichtlichen, ortsgeschichtlichen und städtebaulichen Gründen liegen Erhaltung und Nutzung des Gebäudes Hochstraße 67 gemäß § 2 (1) des Denkmalschutzgesetzes im öffentlichen Interesse. | 17. Jh.                              | 2. September 1994  | 341             |
| Mehler Abspliss später Keupes Abspliss          | Mehler Abspliss später Keupes Abspliss           | Süchteln Hochstraße 67 Karte                                                         | Geschichte - 1627 Jan Fenen - 1674 Jan Pescher - 1691 Wilhelm Keupes - 1919 Clemens Stockheim – Erwerb Beschreibung Es handelt sich bei dem Gebäude um den Mehler-Abspliss und späteren (1691) Keupes-Abspliss. Das zweigeschossige Gebäude mit Mezzanin und Walmdach ist ein Fachwerkbau aus dem 17. Jahrhundert. Die zum Haus Hochstraße 65 gerichtete Fassade zeigt die erhaltene Fachwerkkonstruktion auf. Die Fassade an der Hochstraße erfährt eine 3-Achsen-Gliederung, wobei die rechte Achse gleichzeitig Eingangsachse ist. Die Hauseingangstür sowie die Geschossfenster sind neuzeitlich. Im Mezzaninbereich sind die Fenster mit einem gusseisernen Ziergitter (Fenstergitter um 1840) versehen, das geometrische und vegetabile Schmuckformen aufweist. Erdgeschossig ist neben dem Hauseingang ein Ladenlokal zu finden, der Einbau ist frühzeitig (seit 1900 dokumentiert) erfolgt. Der Gebäudegrundriss ist nahezu unverändert. So betritt man vom Hauseingang kommend den Flur, der geradlinig in vertikaler Richtung durch das Haus führt. Im mittleren linksseitigen Flurbereich ist die Treppe zu finden. Die Treppe ist gerade, einläufig und zeigt ein in geometrischer Ornamentik gehaltenes Treppengeländer mit einem tieferliegenden Anfangspfosten auf. Zwischen Handlauf und Anfangspfosten ist eine reizvolle aneinandergereihte Blütenornamentik zu finden. Die Innentüren sind weitestgehend erhalten. Hervorzuheben ist die zweiflüglige Rahmenfüllungstür mit Oberlicht im Flur-/Treppenbereich. Diese ist geprägt durch zwei sprossenunterteilte Türfenster und einer Holzkassettenornamentik. Das Haus Hochstraße 67 erfährt gemeinsam mit dem Nachbarhaus Hochstraße 65, beides Fachwerkbauten aus dem 17. Jahrhundert, seine Bedeutung im geschichtlichen Ortsbezug wie auch in seinem Alterswert. Es ist ein Beispiel selten gewordener ländlicher Architektur, wie auch ein bedeutendes Dokument für die historische Entwicklung der Stadt Süchteln. Aus wissenschaftlichen, insbesondere architekturgeschichtlichen, ortsgeschichtlichen und städtebaulichen Gründen liegen Erhaltung und Nutzung des Gebäudes Hochstraße 67 gemäß § 2 (1) des Denkmalschutzgesetzes im öffentlichen Interesse. | 17. Jh.                              | 5. Juni 1992       | 302             |
| Stappisgut                                      | Stappisgut                                       | Süchteln Hochstraße 77 Karte                                                         | Geschichte - 1583 Thiesgen, Stappis, 1 Sümmer - 1614 Heinrich Stappis, 3 Morgen, 4 1/2 Daler - 1627 Britgen, Schwester von Herrn Adam Stappis, Vikar in Viersen - 1677 abgebrannt - 1668 verkauft Jacob Stapper das Erb, das hinten an Caspar Rosendaels-Erb anschließt, an Heinrich Schmelz - Die Eheleute Johann Hinsges und Lisbeth Rosendael verkaufen 1650 ein Stück Hausplatz hinter Meister Adam Stappis/Scheune und neben Math. Roelens Baumgarten, an die „gemeine neue Bürgerstraße“ anschließend, an den Landmesser Malis. Caspar Rosendael legt als nächster Blutsverwandter Beschutt ein. - 1685 Johann Schmelz - 1740 Gerh. Stels - 1775 Joh. Math. Oeben - 1818 Theod. Deckers - 1893 Heinrich Roosen, Gastwirtschaft, später Josef Kemper - 1934 Ewald Rath Beschreibung Es handelt sich bei dem Gebäude um das ehemalige Stappisgut. Das zweigeschossige Backsteingebäude ist in vier Achsen errichtet. Die zur Hochstraße gerichtete Fassade weist eine Putz-Stuckarchitektur auf. Diese, gegenüber den übrigen Fassadenflächen geänderte Gestaltung, ist vermutlich um 1900 ausgeführt, unter dem Einfluss des Historismus. Die Fassade an der Hochstraße erfährt durch den stark strukturierten Bänderputz des Erdgeschosses sowie Geschoss- und Sohlbankgesimse eine horizontale Gliederung. Erdgeschossig ist der Haus- und Ladeneingang mit den nebenliegenden Ladenfenstern zu finden. Die einflüglige Eingangstür mit sprossenunterteiltem Oberlicht weist eine verschiedenartige vegetabile und geometrische Holzornamentik auf sowie ein Türfenster mit vorgesetztem Metallgitter. Der Hauseingang und das links nebenliegende Ladenfenster sind durch einen Mauerpfeiler getrennt, der ein vegetabil verziertes Kapitell aufzeigt. Die erdgeschossigen Öffnungen sind von geometrischen Bändern umgrenzt und mit einem Rocailleornament geschmückt. Die Obergeschossfenster erfahren eine Bänderumrahmung mit bekrönendem Stuckornament, das in Form von Blüten-, Blatt- und Bänderwerk ausgeführt ist. Die zur Hoch- und Gebrandstraße gerichteten Fenster, mit Ausnahme des Ladenbereichs, zeigen die gleiche originale Gestalt, ein zweiflügliges Fenster mit Oberlicht. Die Schlagleiste, mit Basis und Kapitell gearbeitet, ist mit geometrischen Holzverzierungen versehen. Die für frühere ländliche Architektur kennzeichnende bauliche Kleinteiligkeit ist im Erdgeschoss des Hauses Hochstraße 77, bedingt durch wechselnde Besitzer und deren Nutzung ihrer Gebäudefläche, verlorengegangen. Die letzte bauliche Veränderung ist 1953 dokumentiert, durch die Herrichtung eines Ladenlokals unter Einbezug eines vorhandenen dreiflügligen Fensters. Im rückwärtigen Bereich des Erdgeschosses ist die erhalten gebliebene Holztreppe zu finden. Die Treppe, gerade, zweiläufig mit gleichsinnigem Richtungswechsel, weist ein gedrechseltes Geländer und einen achteckigen Anfangspfosten auf. Das Obergeschoss bleibt weitgehend von baulichen Veränderungen unberührt. So sind hier noch schlichte einflüglige Rahmen-Füllungstüren vorhanden. Hervorzuheben sind die Stuckdecken im Obergeschossbereich. Die Decken weisen eine vegetabile und geometrische Stuckatur auf, vermutlich um 1900 ausgeführt mit der gleichzeitigen Gestaltungsänderung an der zur Hochstraße gerichteten Fassade. In der heutigen niederrheinischen Kleinstadt Süchteln bildet die Hochstraße die Hauptgeschäfts- und Hauptverkehrsachse des Ortszentrums. Das Haus Hochstraße 77, in seiner prägenden Bausubstanz erhalten, veranschaulicht die bauliche Entwicklung vom 17./18. bis Ende des 19. Jahrhunderts und ist als Bestandteil einer weitgehend traufständigen, dreigeschossigen Wohn- und Geschäftsbebauung an der Hochstraße zu sehen. Aus wissenschaftlichen, insbesondere architektur- und ortsgeschichtlichen Gründen liegen Erhaltung und Nutzung des Gebäudes gemäß § 2 (1) des Denkmalschutzgesetzes im öffentlichen Interesse. | 17. Jh.                              | 2. September 1994  | 342             |
| Wohnhaus                                        | Wohnhaus                                         | Viersen Hohe Buschstraße 3 Karte                                                     | Das Gebäude Hohe-Buschstraße mit den Hausnummern 3 und 5 bildet eine bauliche Einheit. Dies ist einerseits in den spiegelbildlichen Gebäudehälften ersichtlich und andererseits wird es dokumentiert durch das 4 Ständerwerk mit den 3 Gefachen. Das Wohnhaus, Hohe-Buschstraße 3 und 5, (früher Kaiserstraße 91) befindet sich in unmittelbarer Nähe der Kaisermühle. Das Wohnhaus ist in einer Fachwerkkonstruktion errichtet, die Giebelseiten sind nach dem Zweiten Weltkrieg verputzt. Der Eingang, der längsseitig mittig angeordnet ist, wird durch die architektonische Rahmung, einem Blockrahmen betont. Unter neuzeitlicher Verkleidung (Paneele) ist die originale Eingangstür zu finden. Diese ist eine einflüglige Vollholztür mit Holzkassetten. Über der Eingangstür zeigt sich ein Oberlicht. Die originalen zweiflügligen Sprossenfenster, ebenfalls in einem Blockrahmen gehalten, sind im Erdgeschossbereich mit den ursprünglichen Fensterläden (Klappläden) versehen. Der Grundriss des Hauses gliedert sich in den Flur mit der dort befindlichen Treppe, einem Wohnraum und einer früheren Wohnküche. Die Treppe wird durch eine vorgesetzte Tür verdeckt. Die Treppenform ist gerade, einläufig. Die Treppenpfosten und das Treppengeländer sind schlicht und einfach gehalten. Im Obergeschoss werden die Räume als Wohn- und Schlafräume genutzt. Neben dem Alterswert gehört das Fachwerkhaus mit seinem weitestgehend originalen Äußeren zu den wenigen Bauernhäusern, die im ursprünglichen Siedlungskern erhalten sind. Dieser erstreckt sich entlang der parallel zum Dorfer Bach verlaufenden Kaiserstraße. Das Fachwerkhaus erfährt seine Bedeutung im geschichtlichen Ortsbezug, wie auch durch sein originales Äußeres, von geringfügigen Änderungen abgesehen. So ist es ein Beispiel selten gewordener ländlicher Architektur wie auch ein bedeutendes Dokument Siedlungsgeschichte der Stadt Viersen. Aus wissenschaftlichen, insbesondere volks- und siedlungs-geschichtlichen, architekturgeschichtlichen Gründen liegen Erhaltung und Nutzung des Gebäudes gemäß § 2 (1) des Denkmalschutzgesetzes im öffentlichen Interesse. | unbekannt                            | 11. Dezember 1991  | 295             |
| Wohnhaus                                        | Wohnhaus                                         | Viersen Hohe Buschstraße 5 Karte                                                     | Das Wohnhaus ist in einer Fachwerkkonstruktion errichtet, die Giebelseiten sind nach dem Zweiten Weltkrieg verputzt. Der ursprüngliche Grundriss des Hauses ist eindeutig ablesbar. Allerdings sind die Räume mit den Jahren immer mehr verändert worden, so dass der denkmalwerte Charakter für das Innere des Hauses Hohe-Buschstraße 5 nicht mehr gegeben ist. Die Fassade der Gebäudehälfte Hohe-Buschstraße 5 weist eine Fachwerkstruktur auf, wobei teilweise fehlende Hölzer durch aufmalen ersetzt sind. Die Fenster und Türen sind neuzeitlich. Das Gebäude Hohe-Buschstraße mit den Hausnummern 3 und 5 bildet eine bauliche Einheit. Dies ist einerseits in den spiegelbildlichen Gebäudehälften ersichtlich und andererseits wird es dokumentiert durch das 4 Ständerwerk mit den 3 Gefachen. Ursprünglich weist das Gebäude einen Eigentümer auf, aber wie so oft erfolgt meistens durch Erbteilung eine Trennung. Diese vollzieht sich hier um die Jahrhundertwende. Beide Gebäudehälften sind in Abhängigkeit voneinander zu betrachten. So findet der Umriss der Gebäudehälfte Hohe-Buschstraße 5 mit dem dazugehörigen Dachstuhl und der Dacheindeckung seinen denkmalwerten Charakter im Zusammenhang mit der Gebäudehälfte Hohe-Buschstraße 3, die in ihrer baulichen Originalität erhalten ist. Das Wohnhaus, Hohe-Buschstraße 3 und 5, (früher Kaiserstraße 91), befindet sich in unmittelbarer Nähe der Kaisermühle. Neben dem Alterswert gehört das Fachwerkhaus, Hohe-Buschstraße 3 und 5 mit seinem weitestgehend originalen Äußeren zu den wenigen Bauernhäusern, die im ursprünglichen Siedlungskern erhalten sind Dieser erstreckt sich entlang der parallel zum Dorfer Bach verlaufenden Kaiserstraße. Das Fachwerkhaus Hohe-Buschstraße 3 und 5, erfährt seine Bedeutung im geschichtlichen Ortsbezug, wie auch durch sein ursprüngliches Äußeres, von geringfügigen Änderungen abgesehen. So ist es ein Beispiel selten gewordener ländlicher Architektur, wie auch ein bedeutendes Dokument für die Siedlungsgeschichte der Stadt Viersen. Aus wissenschaftlichen, insbesondere volks- und siedlungs-geschichtlichen, architekturgeschichtlichen Gründen liegen Erhaltung und Nutzung des Umrisses der Gebäudehälfte, Hohe-Buschstraße 5, (Fassade, Dachstuhl und Dacheindeckung) gemäß § 2 (l) des Denkmalschutzgesetzes im öffentlichen Interesse. | unbekannt                            | 5. Juni 1992       | 307             |
| weitere Bilder                                  | Bismarckturm                                     | Alt-Viersen Hoher Busch (Peter Stern Allee) Karte                                    | Geschichte Die Vollendungsfeier des Denkmals auf den Süchtelner Höhen am Hohen Busch findet am 23. Aug. 1901 statt. (Baubeginn 1. Mai 1900; Grundsteinlegung am 20. Juli 1900; Baukosten: 31.000,-- Goldmark). Der Plan zum Bau einer Bismarcksäule bzw. Turmes gründet sich in einem nationalen Bestreben, den 1898 gestorbenen Altreichskanzler Bismarck und dessen Verdienste um die deutsche Einheit anlässlich des bevorstehenden 200-jährigen Bestehens der preußischen Monarchie (1901) zu ehren. Überall im deutschen Reich ruft man zur Schaffung von Bismarckdenkmälern auf. So werden um die Jahrhundertwende Hunderte von Ehrenmalen für den ehemaligen Altreichskanzler geschaffen. In Viersen gehen nach dem Aufruf um Vorschläge zur Erbauung einer Bismarcksäule 317 Arbeiten ein. Ein Gremium entscheidet sich für den Entwurf des Dresdener Architekten Wilhelm Kreis (1873–1953), der einer der erfolgreichsten Architekten seiner Zeit ist. (Er entwirft etwa 50 Bismarcktürme, die sich alle durch einen wuchtigen und einfachen Baucharakter auszeichnen; viele Ehrenmale aus der Nazizeit stammen ebenfalls von ihm). Beschreibung Der Viersener Bismarckturm wird auf der höchsten Erhebung des Hohen Busch (bei 85 m) errichtet. Die genaue Höhenangabe ist in einem Steinquader des Denkmals eingeritzt: N.N. 84,943. Die Gesamthöhe des Turmes beträgt 18,22 m, das Baumaterial: Grauwacke, aus dem roh bearbeitete Quader entstehen, die dem Bauwerk die wuchtige Erscheinung geben. Der Unterbau besteht aus drei, sich in der Grundfläche nach oben verkleinernden Podesten. An der Westseite führen 12 in diesen Unterbau eingearbeitete Stufen zur Eingangstür, die sich im Turmsockel, der sich mit einer Seitenlänge von 5,50 m auf dem Stufenpostament erhebt, befindet. Die Eisentür trägt das Wappen Bismarcks. Auf den vier Ecken des Sockels erheben sich 4 Säulen, Durchmesser 1,80 m, die so durch Mauerflächen verbunden werden, dass etwa 3/4 ihrer jeweiligen Rundungen außen sichtbar bleiben. Ein schmales Mauerband läuft als einzige Verzierung um den gesamten Turm. Über den Säulen erhebt sich ein einfacher Architrav mit stark ausladendem Gesims. Darauf schließen sich noch zwei weitere zurücktretende Aufbauten an, deren oberster als Abschluss die Brüstung für die Aussichtsplattform bildet, die man über eine im Inneren des Turmes angelegte Treppe erreicht. Auf der Ostseite des Denkmals hebt sich in etwa 9 m Höhe ein von dem Berliner Bildhauer Arnold Klinne geschaffenes Bronzebildnis Bismarcks deutlich von einer hellen Granitplatte ab. Es handelt sich um ein im Profil wiedergegebenes Brustbild des Kanzlers in Uniform. Die Maße der Platte betragen: 2,38 m × 1,25 m. Darunter in Lapidarschrift: B I S M A R C K. Die übrigen drei Mauerflächen werden nur von jeweils drei schmalen Maueröffnungen durchbrochen. Der Bismarckturm, entstanden in einer Zeit patriotischen Hochgefühls, ist das Produkt einer nationalen Bewegung und Beispiel für den von Wilhelm Kreis geprägten Stil des aufgeklärten Historismus. Aus wissenschaftlichen und künstlerischen, insbesondere historischen Gründen stehen Erhaltung und Nutzung des Denkmals gemäß § 2 (1) des Denkmalschutzgesetzes im öffentlichen Interesse. | 1900/1901                            | 6. November 1990   | 243             |
| Trinkwasserhochbehälter                         | Trinkwasserhochbehälter                          | Viersen Hoher Busch (Josef-Kaiser-Allee) Karte                                       | Geschichte Im Hohen Busch, nahe dem Bismarck-Turm, errichtete die Stadt Viersen im Jahre 1911 einen 2000 m³ fassenden, schmiedeeisernen Hochbehälter für vom nahe gelegenen Wasserwerk Aachener Weg gefördertes Trinkwasser. Im Gegensatz zum 1890 errichteten Wasserturm Aachener Weg mit seinen 500 m³ Inhalt, der 1980 außer Betrieb genommen wurde, ist der Behälter auf dem Hohen Busch nach einer umfassenden, das Erscheinungsbild jedoch nicht verändernden Sanierung 1992 weiterhin in Nutzung. Beschreibung Beim Hochbehälter auf dem Hohen Busch handelt es sich um den relativ seltenen Typ des „schaftlosen“ Wasserbehälters, der aus diesem Grund auch nicht als Wasserturm anzusprechen ist. Auf eine Ton-, Sand- und Kies-Schüttung brachte man unmittelbar eine Behältersohle in Beton auf. Darüber errichtete die Firma Klönne, neben F.A. Neumann aus Eschweiler der bedeutendste Lieferant westdeutscher Wasserhochbehälter, einen schmiedeeisernen, aus gewalzten Platten genieteten, zylindrischen Behälter von 18 m Durchmesser auf ringförmigem Betonfundament. Geschlossen wurde der Behälter durch eine aus konzentrisch angeordneten, genieteten Walzeisenplatten gebildete flache Kalotte, die von einer Lüfterlaterne mit Kegeldach gekrönt wurde. Die Sohle des Behälters liegt bei 83,12 m über N.N. Der Gesamtaufbau misst knapp über 12 m Höhe bis zur Laternenspitze. Der nutzbare Wasserstand ist 8,5 m, über dem im Osten angebauten Rohrschacht erhebt sich ein vor den Eisenzylinder tretendes, verputztes Mauerwerkhäuschen mit Flachdach und eisenbeschlagener Zugangstür mit kreuzförmigen Scharnierbeschlägen. Die gequaderte Sockelzone des Vorbaus ist leicht geböscht, über einem kräftigen Gesims erheben sich gequaderte Ecklisenen, die von einem zweiten Gesims bekrönt werden. Darüber sitzt eine attikaartige Brüstungszone mit balusterartig wirkenden Putzfeldern. Nach oben schließt ein drittes Gesims den kleinen Vorbau ab. Entgegen dem Augenschein ermöglicht der Eingang durch die Tür des Vorbaus nicht den Zugang zum Behälterinneren, sondern bewirkt nur die Erreichbarkeit der Rohrleitungsventile von Pegelrohr, Leerlauf, Ablauf und Überlauf. Das Behälterinnere ist über das Dach erreichbar, auf das eine über dem Eingangshäuschen angeordnete Leiter, die in ca. 5 m Höhe beginnt, hinaufführt. Die Behälterwände sind im Übrigen glatt. Die in fünf Lagen angeordneten, querrechteckigen Eisenplatten sind mit versetzten Nietnähten übereinander montiert. Ein mit Abstand zur Behälterwand angebrachtes, umlaufendes Bandeisen bildet eine Art Sims unterhalb der Dachkante. Der Behälter ist durch Vorsetzen einer dünnen Betonwand im Inneren saniert worden, die ehem. konstruktive Eisenwandung diente dabei als Schalung und hat heute keine statische Funktion mehr. Sämtliche Außenansichten bleiben aber unverändert. Bewertung Im Kreise der bereits unter Denkmalschutz stehenden Viersener und Dülkener Hochbehälter stellt der Behälter auf dem Hohen Busch eine bauliche Besonderheit dar. Er verkörpert den sehr seltenen Typ des unmittelbar auf dem Gelände aufsitzenden Wasserhochbehälters ohne jeden architektonischen Schaft- oder Unterbau. In Nordrhein-Westfalen gibt es an ähnlichen Anordnungen lediglich den 1904 errichteten, 4000 m³ fassenden Intze-Behälter in Recklinghausen, der aber neben einer anderen Behälterkonstruktion (Intze-1-Typ) einen 9 m hohen Schaftteil aus Backstein besitzt. Neben der rein zylindrischen Gestalt des eigentlichen Behälters, der in Viersen unmittelbar auf dem Gelände aufsitzt, muss als Besonderheit auch der einzige „architektonisch“ gestaltete Anlagenteil gelten, das mit historisierenden Elementen (Lisenen, Putzquaderung, Attikazone, Balustrade) versehene, vor den Behälter gesetzte Wartungshäuschen. In dem 1988 erschienenen Fotoband „Wassertürme“ von Bernd und Hilla Becher findet sich unter den insgesamt 223 abgebildeten Beispielen aus ganz Europa nicht ein einziger Bau, der mit dem Viersener vergleichbar wäre. „Wie auf das steinern-massive Empfangsgebäude des neuen Bautyps Bahnhof die Glas/Eisenkonstruktion der Bahnsteighalle folgt, ist auch dem schmiedeeisernen, genieteten Zylinderbehälter für 2000 m³ Wasser in der Nähe des Bismarck-Turmes auf dem Hohen Busch ein ’Architekturteil’ beigegeben: ein kleines Portalhäuschen mit Putzquaderung macht das technische Speichergebilde zu einem Bauwerk mit umfassenden Gestaltwert“. (Zitat aus: Technische Denkmale in Viersen. Kalender 1987 der Stadtwerke Viersen (Hrsg.), Föhl/Sachsse). Aus den genannten Gründen handelt es sich bei dem Viersener Wasserhochbehälter auf dem Hohen Busch um ein Denkmal im Sinne des § 2 Absatz 1 DSchG NW. Der Hochbehälter ist bedeutend für die Städte und Siedlungen sowie für die Entwicklung der Arbeits- und Produktionsverhältnisse. Für Erhaltung und Nutzung liegen künstlerische und wissenschaftliche Gründe vor. Als ein weiterer Baustein im Gefüge der denkmalgeschützten Elemente des Viersener Wasserversorgungssystems stellt er eine seltene technisch-bauliche Lösung dar. Mit seiner Ausbildung als Flachbodenbehälter markiert er den Schritt über den zwischen etwa 1880 und 1910 dominierenden Intze-Behältertypus hinaus. Gleichzeitig ist er für die Entwicklung der Industriearchitektur allgemein ein wichtiges Beispiel für das um 1910 bereits auf dem Rückzug befindliche Bedürfnis, den technisch-ingenieurmäßigen Gebilden noch eine baukünstlerische Verbrämung zu verleihen. Macht ihn dies zu einem historisch typischen Beispiel, so begründet sich der Denkmalwert in diesem Falle jedoch hauptsächlich durch die Eigenschaft des Viersener Hochbehälters auf dem Hohen Busch als in seiner baulichen Ausprägung seltenen Sonderfall einer technischen Problemlösung. | 1911                                 | 7. November 1990   | 385             |
| ehem. kath. Volksschule Rintgen                 | ehem. kath. Volksschule Rintgen                  | Viersen Hohlstraße 44 Karte                                                          | Die katholische Knabenschule, allgemein als Volksschule bekannt, wird um 1900 im Ortsteil Rintgen erbaut. Das Gebäude, ein neugotischer Backsteinbau, ist zweigeschossig mit Satteldach in 7 Achsen errichtet. Das Schulgebäude verfügt über einen rechteckigen Grundriss und weist mittig einen risalitartig vorgezogenen Eingangstrakt auf. Der Mittelrisalit wird betont durch die architektonische Gestaltung. Über dem Eingangsbereich ist ein Zwillingsfenster angeordnet mit einem darüber liegenden treppenförmigen Ziergiebel. Die originale 2-flügelige Eingangstür mit Oberlicht ist mit geometrischer Holzornamentik geschmückt. Der Eingangsbereich und die Fenster im Erd- und Obergeschoss sind mit einem Flachbogen versehen. Die Laibungen springen gegenüber dem Mauerwerk geringfügig zurück. Den Übergang vom Erdgeschoss zum Obergeschoss bildet ein Gurtgesims, das mit einem Deutschen Band geschmückt ist. Über den Fenstern im Obergeschoss ist ein Flachbogenornament ausgebildet. Die Aufteilung der Fensterflächen im Erd- und Obergeschoss ist identisch, ein 2- bis 3-flügeliges, sprossenunterteiltes Fenster mit Oberlicht. Das Dachgesims ist auf ein konsolenartig gestaltetes Backsteinfries gelagert. In seiner Geradlinigkeit wird das Dachgesims durch die bauliche Ausbildung des Ziergiebels unterbrochen. An den Fußpunkten der Giebelseiten sind türmchenförmige Auskragungen mit neugotischen Nischen zu finden. Im ehemaligen Schulgebäude sind 4 Klassenräume untergebracht. Die Klassenräume sind jeweils beidseitig vom Treppenhaus gelegen. Die Treppe ist schlicht gehalten, ohne jegliche Verzierungen. Die Treppenform ist gerade zweiläufig mit gleichsinnigem Richtungswechsel. Die Treppenstufen sind aus Werkstein und das Treppenpodest zeigt sich in den originalen farbigen Bodenfliesen. Die ursprünglichen Innentüren weisen Holzkassetten auf. Das ehemalige Schulgebäude mit seiner schlichten und zurückhaltenden Fassadengestaltung ist architektonisch dem Historismus zuzuordnen, der für diese Zeit typisch ist. Das Gebäude ist handwerklich gut gearbeitet und im Material gleichbleibend. Die Fassade ist in ihrem Ausdruck repräsentativ. Besonderes Augenmerk ist auf das verwendete Baumaterial zu legen, hier der Backstein. Denn am Niederrhein ist der für Schulgebäude verwendete unverputzte Backsteinbau am weitesten verbreitet. Die katholische Knabenschule, als 4-klassige Schule konzipiert, ist im Gegensatz zu anderen Schulen im Stadtgebiet, die ebenfalls um 1900 errichtet wurden, von ihrem Größenverhältnis klein. Das hängt damit zusammen, dass sie auf den schulischen Bedarf des Ortsteils Rintgen zugeschnitten ist. Aus wissenschaftlichen, insbesondere architekturgeschichtlichen und stadtgeschichtlichen Gründen liegen Erhaltung und Nutzung des Gebäudes gemäß § 2 (1) des Denkmalschutzgesetzes im öffentlichen Interesse. | um 1900                              | 21. Dezember 1994  | 355             |
| Doppelhaus                                      | Doppelhaus                                       | Viersen Hohlstraße 72 Karte                                                          | Das Wohngebäude ist zweigeschossig mit ausgebautem Dachgeschoss und Satteldach errichtet. Die Fassade erfährt eine Klinkerausführung mit einem hochliegenden Sockel, der in Glattputz ausgeführt ist. Der hochliegende Sockel ist gekennzeichnet durch die originale Kelleraußentür aus Holz. Die originale Hauseingangstür weist geometrische Formen auf und ein Türfenster. Der Eingang wird betont durch die architektonische Rahmung. Diese ist geprägt von der Pilastergliederung mit floralem Kapitell und dem sichtbaren Türsturz, der zwischen dem Pilaster und dem Kapitell liegt. Den optischen oberen Abschluss bildet das Sprossenfenster mit darüber liegendem geometrischem, als Zacke ausgebildetem Klinkerornament. Diese Ornamentform ist ebenso bei zwei Erdgeschossfenstern anzutreffen. Das 1. Obergeschoss ist geprägt durch den halbrunden Fenstererker und den rechts nebenliegenden zwei Fenstern. Die Fenster im Erd- und Obergeschoss zeigen die gleiche originale Gestalt, ein zwei- bis dreiteiliges Fenster mit Oberlicht. Das Oberlicht nimmt hier eine Sprossenteilung auf. Das Dachgesims zeigt die original erhaltene Kassettenform. Ebenfalls erhalten geblieben sind beide sechseckigen Fallrohre mit Trichter. Das Gebäude, Hohlstraße 72, findet seinen Abschluss in einem durch vier Fenster gegliederten Ziergiebel. Über den Fenstern ist ein rechteckiges Zackenornament aus Klinkerstein und ein viereckiges Fenster (Raute). Der Grundriss des Hauses ist unverändert. So sind im Windfangbereich die originalen Bodenfliesen zu finden und an den Wänden glasiertes Hartsteinzeug. Der Windfang und die Diele sind durch eine Pendeltür getrennt, deren Glaseinsatz Facettenschliff aufweist. In der Diele befindet sich die originale Holztreppe. Die Treppenform ist gerade, dreiläufig mit gleichsinnigem Richtungswechsel. Der Anfangspfosten und das Treppengeländer zeigen eine geometrische Ornamentik auf. Die übrigen Treppenpfosten sind sehr schlicht gehalten, ohne jegliche Verzierung. Als Material werden für die Treppenstufen Buche verwendet und für die Treppenkonstruktion Kiefernholz. Durch einen Lichthof wird die Diele mit Tageslicht durchflutet. Die Innentüren mit Doppelfüllungen sind alle im Originalzustand. Hervorzuheben ist zwischen dem Ess- und Herrenzimmer die zweiflügelige Rahmen-Füllungstür, deren Glasscheibe Eisblumenornamente aufweisen. Im gesamten Dachgeschoss ist der originale Dielenfußboden erhalten. Das Haus nimmt Anklänge an den Expressionismus der Architektur, einmal die zurückhaltende Fassadengestaltung und zum anderen die auffälligen Details, wie figuriertes Klinkerwerk, Fenstererker und die Pilastergliederung des Haupteinganges. Das Gebäude ist handwerklich gut gearbeitet und im Material gleichbleibend. Der Grundriss ist dahingegen konservativ. Es wird eine Großzügigkeit vorgetäuscht, die aber nicht durchgehend existiert. Dies zeigt sich in der großzügig gestalteten Diele, dahingehend sind die Wohnräume, besonders das Herrenzimmer, klein. Die Gebrüder Moos, Dachdeckermeister, sind die Bauherren der Gebäude, Hohlstraße 72 und 74. Obwohl diese aus bemittelten Verhältnissen stammen, wählen sie doch die Form eines Doppelhauses. Beide Häuser sind stilistisch durch das bewusste Streben nach einer Symmetrie eine Einheit. Dennoch unterscheiden sie sich in vielen Details (Erkerform/Giebel etc.). Die schlichte Fassade ist in ihrem Ausdruck repräsentativ. Durch die symmetrische Ausbildung bildet das Haus zusammen mit dem Nachbargebäude einen markanten Punkt in der Hohlstraße und trägt somit zur Unverwechselbarkeit des Straßenraumes bei. Aus wissenschaftlichen, insbesondere aus architekturgeschichtlichen Gründen liegen Erhaltung und Nutzung des Gebäudes gemäß § 2 (1) des Denkmalschutzgesetzes im öffentlichen Interesse. | 1924                                 | 1. Februar 1991    | 247             |
| Doppelhaus                                      | Doppelhaus                                       | Viersen Hohlstraße 74 Karte                                                          | Das Wohngebäude ist zweigeschossig mit ausgebautem Dachgeschoss und Satteldach errichtet. Die Fassade erfährt eine Klinkerausführung mit einem hochliegenden Sockel, der in Glattputz ausgeführt ist. Der hochliegende Sockel ist gekennzeichnet durch die originale Kelleraußentür aus Holz. Die originale Eingangstür weist ein Sprossenfenster auf und ist mit geometrischen Formen, meist quadratischen Vierecken, geschmückt. Der Eingang wird betont durch die architektonische Rahmung. Sie erfährt eine Pilastergliederung mit floralem Kapitel und sichtbarem Türsturz. Das darüber liegende Sprossenfenster mit Laterneneinsatz ist in die Türkomposition mit einbezogen. Über dem Sprossenfenster ist ein geometrisches, als Zacke, ausgebildetes Klinkerornament. Diese Ornamentform ist ebenso bei den drei Erdgeschossfenstern anzutreffen. Das 1. Obergeschoss ist geprägt durch den eckigen Fenstererker mit seiner Glattputzausführung und zwei nebenliegenden Fenstern. Die Fenster im Erd- und Obergeschoss zeigen die gleiche ursprüngliche Struktur, ein zweiteiliges Fenster mit Oberlicht. Das Oberlicht nimmt eine Sprossenteilung auf. Das Dachgesims zeigt die original erhaltene Kassettenform. Ebenfalls erhalten geblieben ist das sechseckige Fallrohr mit Trichter. Das Gebäude Hohlstraße 74 findet seinen Abschluss in einem durch vier Fenster gegliederten treppenförmigen Ziergiebel. Über den Fenstern ist ein rechteckiges Zackenornament aus Klinkerstein und ein sechseckiges Fenster (Raute). Vom Hauseingang kommend betritt man den Windfang. Dieser weist die originalen Bodenfliesen auf und an den Wänden glasiertes Hartsteinzeug. Der Windfang und die Diele sind durch eine zweiflüglige Pendeltür getrennt, deren Glaseinsatz Facettenschliff aufzeigt. In der Diele befindet sich die ursprüngliche Holztreppe. Die Treppenform ist gerade, dreiläufig mit gleichsinnigem Richtungswechsel. Der Anfangspfosten und das Treppengeländer zeigen eine geometrische Ornamentik auf. Die übrigen Treppenpfosten sind sehr schlicht gehalten, ohne jegliche Verzierung. Durch einen Lichthof wird die Diele mit Tageslicht durchflutet. Die Innentüren mit Doppelfüllungen sind alle im Originalzustand. Hervorzuheben ist zwischen dem früheren Ess- und Herrenzimmer die zwei flügelige Rahmen-Füllungstür, deren Glasscheiben Eisblumenornamente aufweisen. Das Haus nimmt Anklänge an den Expressionismus der Architektur, einmal die zurückhaltende Fassadengestaltung und zum anderen die auffälligen Details, wie figuriertes Klinkerwerk, Fenstererker und die Pilastergliederung des Haupteinganges. Das Gebäude ist handwerklich gut gearbeitet und im Material gleichbleibend. Der Grundriss ist dahingegen konservativ. Es wird eine Großzügigkeit vorgetäuscht, die aber nicht durchgehend existiert. Dies zeigt sich in der großzügig gestalteten Diele, demhingehend sind die Wohnräume, besonders das Herrenzimmer, klein. Die Gebrüder Moos, Dachdeckermeister, sind die Bauherren der Gebäude Hohlstraße 72 und 74. Obwohl diese aus bemittelten Verhältnissen stammen, wählen sie doch die Form eines Doppelhauses. Beide Häuser sind stilistisch durch das bewusste Streben nach einer Symmetrie eine Einheit. Dennoch unterscheiden sie sich in vielen Details (Erkerform/Giebel etc.). Die schlichte Fassade ist in ihrem Ausdruck repräsentativ. Durch die symmetrische Ausbildung bildet das Haus zusammen mit dem Nachbargebäude einen markanten Punkt in der Hohlstraße und trägt somit zur Unverwechselbarkeit des Straßenraumes bei. Aus wissenschaftlichen, insbesondere aus architekturgeschichtlichen Gründen liegen Erhaltung und Nutzung des Gebäudes gemäß § 2 (1) des Denkmalschutzgesetzes im öffentlichen Interesse. | 1924                                 | 5. Juni 1992       | 306             |
| Kirche Orthopädischen Kinderheilanstalt         | Kirche Orthopädischen Kinderheilanstalt          | Süchteln Horionstraße 2 Karte                                                        | Am Rande der 1906 eingeweihten Provinzial-Heil- und Pflegeanstalt Johannistal in Süchteln wurde 1921 zusätzlich eine „Provinzial-Krüppelanstalt“ eröffnet. Ihre Einrichtung ging auf ein preußisches Gesetz vom 6. Mai 1920 zurück, welches die öffentliche Krüppelvorsorge, notwendig geworden insbesondere durch die vermehrten Mangelerscheinungen gerade bei Kindern nach dem Ersten Weltkrieg, den Provinzialverwaltungen übertrug. Nachdem man zunächst bestehende Einrichtungen umgenutzt hatte, beschloss der Provinziallandtag 1921, als erste preußische Provinz hierfür eine eigene Anstalt zu erbauen. Die Standortwahl fiel auf Süchteln, wo durch Umverteilungen und Schließung der Abteilung für epileptische Kinder fünf Gebäude der Heil- und Pflegeanstalt am westlich gelegenen Waldhang übernommen werden konnten. Erste bauliche Erweiterungen u. a. für offene Liegehallen folgten bereits 1922/23. Die anhaltende Nachfrage nach Anstaltsplätzen machte jedoch weitere Vergrößerungen notwendig, die der Provinziallandtag 1925 genehmigte und als „Tat für die Volkswohlfahrt“ und „würdige Weihegabe“ mit der Jahrtausendfeier der Rheinprovinz 1925 verband. Zwei zusätzliche Krankenhäuser verdoppelten die Bettenzahl auf ca. 380-400. Infrastruktureinrichtungen wie Koch- und Waschküche, Ausbau der Turnhalle zu einem Festsaal, Verwaltungsflügelanbau, Erweiterung der Schwestern-Klausur und neue Wohnungen für Direktor, einen Arzt, Lehrer und Anstaltsbeamte markierten die bewusste Abkehr vom „Allernotwendigsten“. Ausdruck dieser Absicht, wodurch die Anstalt zu einer überregional beachteten Mustereinrichtung wurde, war nicht zuletzt der Neubau einer großzügigen katholischen Anstaltskirche mit integriertem evangelischen Betsaal. Für Betreuung und Pflege der Kinder waren bereits 1921 Schwestern der Genossenschaft von der christlichen Schule der Barmherzigkeit nach Süchteln geholt worden. Die Erweiterungsbauten wurden am 10. Juni 1927 feierlich eingeweiht, im Beisein u. a. des preußischen Wohlfahrtsministers Hirtsiefer und des Vorsitzenden des Provinzialausschusses, Konrad Adenauer. Die Klinik wurde im Laufe ihrer Geschichte mehrfach umbenannt und auch funktional neu ausgerichtet. Erweiterungs- und Umbauten innerhalb der im Zweiten Weltkrieg weitgehend verschonten Anlage gingen damit einher. Die eigentlichen Klinikgebäude besitzen daher keinen Denkmalwert mehr. Einzig die Kirche hat eine homogene, äußerlich und mit Einschränkungen auch im Inneren noch ursprüngliche Gestalt von anschaulicher historischer Zeugniskraft bewahrt. Beschreibung Die dreischiffige Backsteinhallenkirche zu vier Jochen mit 3/8-Chorschluss im Norden und querschiffartigem Eingangsbau im Süden ist in einen katholischen Teil im Hauptschiff und einen erheblich kleineren evangelischen Teil im Eingangsbau aufgeteilt, der in den zeitgenössischen Beschreibungen dementsprechend meist als „Betsaal“ bezeichnet wird. Er ist gegenüber der katholischen Kirche um 90° gedreht und ragt mit seinem Kopf und mit 5/8-Chorschluss über die Seitenflucht des Hauptbaukörpers hinaus. Ein zweigeschossiger Torbau mit offener Durchfahrt verbindet die Kirche mit den Klinikgebäuden; in seinem Obergeschoss ist ein innerer Verbindungsgang angeordnet; über dem evangelischen Betsaal sah der Originalgrundriss einen Schwestern-Schlafsaal vor. Die Dächer sind ziegelgedeckt, wobei diejenigen der Chorschlüsse durch kräftige Grate gekennzeichnet sind. Ein kleiner offener Dachreiter markiert den Schnittpunkt von Haupt- und Querschiff. Das Hauptschiff im Norden oberhalb des Chores sowie der etwas niedrigere Eingangsquerbau enden jeweils in großen Giebeln, die als Wandscheiben leicht über die Dachflächen erhöht sind und an den Ecken von Akroterien-Aufbauten akzentuiert werden. In den Giebelflächen der Chorenden flankieren Rundfenster die Apsiden, in den Giebelspitzen sind Kreuze im Mauerwerk ausgebildet. Das Hauptschiff ist durch pro Seite je vier große Fenster zwischen getreppten Strebepfeilern geöffnet. Die Stürze sind als gedrückte Spitzbögen ausgeführt, während die Apsisfenster leicht angespitzte Rundbögen aufweisen. Darüber begleiten Klötzchenfriese die Traufkante. Am Eingangsbau sowie an der kleinen Sakristei im Zwickel zwischen Apsis und Hauptschiff finden sich ferner hochrechteckige Doppelfenster. Der Haupteingang der Kirche befindet sich unterhalb des Torbaus über Stufen erhöht, in sein Gewände sind (nachträglich) Heiligenfiguren eingestellt. Ein zweiter Eingang, ein dreieckübergiebeltes Portal mit breiter zweiflügliger Tür, führt von der Seite aus über eine Rampe in den Vorraum, wo auch die originale Treppe erhalten ist. Hier und folgerichtig auch im Inneren kommt die spezielle Funktion der Kirche zum Ausdruck: „Die Anordnung zweier Seitenschiffe in dem ersteren [kath. Teil] soll vornehmlich dem Zwecke dienen, für diejenigen Kinder Platz zu bieten, welche im Rollstuhl zur Kirche gefahren werden müssen; dementsprechend sind in ihnen keine Sitzbänke aufgestellt, auch ist eine Einfahrtsrampe zu dem Vorraum der beiden Kapellen angeordnet“ (Landesoberbaurat Baltzer, 1927, S. 56) Das Innere wurde wohl in den 1950er/1960er Jahren teilweise verändert, das Gesamtbild dabei aber durchaus angemessen weiterentwickelt. Das Mittelschiff wird von einer eingezogenen Flachtonne überwölbt, die schmalen Seitenschiffe sind in Spitzbögen geöffnet. Über dem Eingang ist eine Orgelempore auf Unterzugbalken quer durch den Raum gespannt, sie ersetzt die ursprüngliche, dreiseitig umgreifende Empore für die Schwestern. Der Natursteinplatten-Boden im Schiff ist augenscheinlich original, derjenige des Chores wohl bei einer jüngeren Altarraumumgestaltung erneuert. In dem bis auf eine Kanzelverkleidung der 50er Jahre eher schlichten Raum setzen moderne Farbfenster des Malers Ernst Otto („E. O.“) Köpke einen starken Akzent. Die kontrastreichen, kräftig farbigen Gemälde dominieren noch weit mehr im kleinen Saal der ehemaligen evangelischen Kirche. Köpke, der zu den bedeutenden Glasmalern der zweiten Hälfte des 20. Jahrhunderts zu zählen ist, schuf diese Werke zwischen 1953 und 1961. Seine Arbeiten sind in vielen Kirchen und öffentlichen Gebäuden im Rheinland, aber auch darüber hinaus in Westfalen und Berlin zu finden. Für den Landschaftsverband Rheinland schuf Köpke zahlreiche weitere Fenster u. a. in den Kliniken und Jugendheimen in Bedburg-Hau, Bonn, Düren, Euskirchen und Langenfeld. Nicht zuletzt in diesem Zusammenhang ist die intensive Auseinandersetzung Köpkes gerade mit der heilungsunterstützenden Wirkung von Malerei auf Kranke zu sehen. Auch in der benachbarten Kirche der Landesklinik Süchteln wurden Fenster von ihm eingebaut. Bewertung Die Gestaltung der Orthopädie-Erweiterungsbauten charakterisierte der verantwortliche Leiter der Hochbauabteilung des Provinzialverbandes anlässlich der Einweihung 1927: „Der Ziegelrohbau, der für die Außengestaltung der neuen Gebäude mit Rücksicht auf die architektonische Ausbildung der alten Bauanlage und die übliche Bauart des Niederrheins gewählt werden musste, ist zwar in der allgemeinen Formgebung etwas neuzeitlicher gehalten, vermeidet aber all zu moderne Formen und lässt daher die Neubauten zu einem einheitlichen Gesamtbild mit den älteren Häusern zusammenklingen“ (Baltzer, S. 57). In der Tat vereint die Kirche romanisierende, den Bautypus „Kirche“ kennzeichnende Grundformen mit sparsam eingesetzten Formdetails der Backsteinmoderne, z. B. den gespitzten Fenstern oder dem Nebenportal. In dieser Gestalt ist die Kirche der Rheinischen Klinik für Orthopädie substanziell anschaulich erhalten, was sie zu einem wertvollen Zeugnis der im Wesentlichen traditionalistischen Richtung im Kirchenbau der 1920er Jahre macht. Als einziger Bauteil überliefert sie noch weitestgehend unversehrt die ursprüngliche Baugestalt der Orthopädie, die den Zeitgenossen immerhin als „Musteranstalt“ dieser Bauaufgabe galt. Noch die bemerkenswerten Farbfenster Köpkes der 1950er/60er Jahre zeugen vom fortwirkenden Anspruchsniveau des Bauherren. Schließlich steht die stadtentwicklungsgeschichtliche und wirtschaftliche Bedeutung der Ansiedlung von Heilanstalt und Orthopädie für Süchteln seit annähernd 100 Jahren außer Frage. Die Kirche der Rheinischen Klinik für Orthopädie in Süchteln ist daher bedeutend für Viersen. An ihrer Erhaltung und Nutzung besteht aus den dargelegten wissenschaftlichen, insbesondere architekturgeschichtlichen Gründen ein öffentliches Interesse. Hinzu kommen künstlerische Gründe in Bezug auf die Farbfenster von E. O. Köpke. Es handelt sich folglich gemäß § 2 (1) Denkmalschutzgesetz um ein Baudenkmal. Die zweigeschossige Durchfahrt mit Verbindungsgang im Obergeschoss ist Teil des Denkmals. | 1927                                 | 23. März 2004      | 450             |
| Wohnhaus                                        | Wohnhaus                                         | Dülken Hühnermarkt 2 / 4 Karte                                                       | An heute städtebaulich exponierter Ecklage neben der katholischen Pfarrkirche in Dülken steht das dreigeschossige Wohn-/Geschäftshaus mit der Gaststätte „Zur Börse“. Für den Neubau auf bebautem Grund musste damals ein Haus abgerissen werden. Bei der Renovierung seit 1983 sind noch Fundamente bis in ca. 3,50 m Tiefe unter Niveau zweier untereinanderliegender Gebäude aufgefunden worden. Die linke Achse des in sechs zu zwei Fensterachsen gegliederten Hauses ist dem Straßenverlauf entsprechend leicht abgewinkelt. Die Fenster im ersten Obergeschoss sind hervorgehoben durch aufgeputzte, schlichte Schmuckformen der Laibung. Die Fassade in rotem Backstein besitzt im Sockelgeschoss Quaderputz. Die einzelnen Geschosse sind durch umlaufende Gesimse, das untere betonter, voneinander optisch getrennt. Die gestalterische Qualität des Bauwerks erweist sich in der Zurückhaltung der Schmuckelemente, der klaren und ruhigen Fassadengliederung, der betonten Vertikalisierung, die Dekoration und Repräsentanz im Sinne des Zeitgeistes vereinigt. Die beiden Eingangstüren befinden sich an der Frontseite, die rechte Holztür ist davon noch original erhalten. Sie führt zur Gaststätte; die linke ist Zugang zum Ladengeschäft. Das dazwischen liegende, breitere Schaufenster ist original. Der zugehörige, weiß geschlämmte Ziegelanbau mit vier Fensterachsen und zwei Gauben ist anstelle eines älteren, abgerissenen Gebäudes, diesem nachempfunden, errichtet. Im Inneren des Hauses sind nur noch geringe originale Stuckornamente in den Obergeschossen erhalten. Der ältere Gewölbekeller sowie ein Keller mit Kappendecken und zwei Gussstützen sind original. Als Blickpunkt im Ortskern von Dülken platzgestalterisch wirksame Gebäude mit noch originaler, typischer Fassadengestaltung aus dem Ende des letzten Jahrhunderts, und mit konstanter, ursprünglicher Nutzung und Eigentümerverhältnissen ist das Eckhaus im städtebaulichen Zusammenhang zu betrachten. Im Gegensatz zu eher kleinteiliger Altstadtbebauung trat hier der zeitgenössische Bautyp des stattlichen Wohn-/Geschäftshauses mit eher großstädtischem Gepräge auf, der heute das historische Stadtbild mit trägt. Aus wissenschaftlichen, insbesondere städtebaulichen, raumgestaltenden, architekturgeschichtlichen und historischen Gründen ist die Erhaltung und Nutzung des Gebäudes gemäß § 2 (1) Denkmalschutzgesetz im öffentlichen Interesse. | 1891                                 | 21. Dezember 1984  | 19              |
| Landesklinik Johannisthal                       | Landesklinik Johannisthal                        | Süchteln Johannisstraße 70 Karte                                                     | Geschichte 1897 wurde auf dem 40. Rheinischen Provinzialtag die „Reform des Irrenwesens“ beschlossen. Ergebnis waren u. a. der Neubau der Anstalten in Langenfeld, Süchteln und Bedburg-Hau. Süchteln war die zweite Anstalt dieser neuen Art, bei der alle anstaltsähnlichen Bauten und Anlagen vermieden, die einzelnen Gebäude gruppenweise über eine größere Fläche verteilt und die Wirtschaftsgebäude und Zufahrtswege an die Peripherie verlegt werden sollten. Größte Einfachheit und Solidität im Äußeren und Inneren wurde angestrebt. Die Anstalt Johannisthal in Süchteln wurde von 1902 bis 1905 erbaut, 1908–1912 wurde sie um vier Einzelgebäude erweitert. Die Gebäude des Landeskrankenhauses inklusive der technischen Gebäude und der Wohnhäuser für Ärzte und Personal haben sich bis auf folgende stark veränderten Gebäude gut erhalten: das Gesellschaftshaus – Nr. 34 und das Gebäude – Nr. IV. Die genannten Häuser – wir beziehen uns auf die ursprüngliche Nummerierung und ursprüngliche Nutzung – sind aufgrund der starken Veränderungen nicht mehr denkmalwert. Der im Nordwesten gelegene Friedhof wurde im Laufe der Zeit verlängert und in der Breite verkürzt. Die ursprünglich gleichmäßig gerasterte Anlage wurde zum Teil parkartig gestaltet. Die alte Wegeführung und die Gräberfelder haben sich verändert, alte Grabsteine sind nicht vorhanden. Die Friedhofsanlage ist nicht denkmalwert. Die Gebäude der Anstalt Johannisthal liegen in einem parkartigen Gelände. Im Süden und Westen befindet sich der Bereich der Frauen, die Verwaltung, Wohnhäuser für Ärzte und Verwalter. Im Norden und Osten liegen die Häuser der Männer, die technischen Einrichtungen und die der Versorgung. Dazwischen liegt die Kirche, das Gesellschaftshaus, die Kegelbahn. Beschreibung Die wohlproportionierten Backsteingebäude sind gruppenweise zusammengefasst und fast ausschließlich zweigeschossig. Je nach Funktion des Gebäudes finden sich ausgeprägtere Neurenaissanceformen, wie z. B. an dem 1905 datierten Verwaltungsgebäude, Nr. 25 und der Villa des Direktors, Nr. 36. Die einzelnen Gebäude ähneln sich, sie variieren im Detail, bzw. Gebäude vergleichbarer Funktion sehen sehr ähnlich aus. Gemeinsam ist allen das Material des Backsteins, vereinzelte Putzflächen, sparsamer Neurenaissance-Dekor, die Fensterformen, Vor- und Rücksprünge der Fassaden. Risalite mit unterschiedlichen Giebelformen und -zierelementen, reich ausgeprägte Dachlandschaften, zum Teil mit Schleppgauben, Veranden. Das Landeskrankenhaus Johannisthal ist, wie in dem ausführlichen Gutachten unseres Amts vom 20. Okt. 1983 beschrieben, als ein Denkmal anzusehen, das aus folgenden Einzelobjekten besteht: - Nr. 2 Aufnahmehaus Frauen - Nr. 3 Halbruhigenhaus Männer - Nr. 4 Halbruhigenhaus Frauen - Nr. 5 Unruhigenhaus Männer - Nr. 6 Unruhigenhaus Frauen - Nr. 7 Lazarett Männer - Nr. 8 Lazarett Frauen - Nr. 14 Haus für Pensionäre Männer - Nr. 15 Haus für Pensionäre Frauen - Nrn. 16, 18. 22, 24 Offene Landhäuser Frauen - Nrn. 17, 19, 20, 21, 23 Offene Landhäuser Männer - Nr. 25 Verwaltungsgebäude - Nr. 26a Kochküche - Nr. 26b Waschküche (ohne den dreigeschossigen neuen Anbau) - Nr. 27 Maschinen-Kesselhaus - Nr. 28 Bäckerei - Nr. 29 Leichenhalle - Nr. 32 Schuppen für Löschgeräte - Nr. 35 Kegelbahn - Nr. 36 Wohnhaus für den Direktor - Nr. 37 Wohnhaus für zwei Oberärzte - Nr. 38 Wohnhaus für den Verwalter und Rendant - Nr. 39 Wohnhaus für Maschinenmeister und Gärtnermeister - Nr. 40 Wohnhaus für Ober- und Stationspfleger - Nr. 41 Wohnhaus für den dritten Arzt - Nr. 42 Kirche - Nr. 43 Boschenhof (Gutshof mit Wohnungen; Stellungnahme des RhAD zum Denkmalwert vom September 1987) - Nr. 44 Wohnhaus für den katholischen Geistlichen - I Lazarett für Männer - II Unruhigenhaus Männer - III Unruhigenhaus Frauen - V, VI Ärztewohnhäuser Die Anstalt Johannisthal in Viersen-Süchteln ist eine einheitlich geplante und gebaute Anlage. Der gesamte Komplex einer Heil- und Pflegeanstalt einschließlich der Grünanlage ist als ein Denkmal zu bezeichnen, das aus den genannten denkmalwerten Einzelteilen besteht. Die Anstalt als Ganzes ist bedeutend für die Geschichte des Menschen, insbesondere für das Heil- und Pflegewesen um die Jahrhundertwende. In ihrem anschaulich guten Erhaltungszustand ist die Anlage erhaltenswert aus wissenschaftlichen, architektur- und sozialgeschichtlichen Gründen, darüber hinaus ist die Anlage prägend für die Region Süchteln und bedeutend für die Ortsgeschichte. | 1906                                 | 10. Oktober 1996   | 362             |
| ehem. Kaplanei Pfarre St. Josef                 | ehem. Kaplanei Pfarre St. Josef                  | Viersen Josefstraße 3 Karte                                                          | Ende des 19. Jahrhunderts machte das starke Bevölkerungswachstum im südlichen, zunehmend industriell geprägten Stadtbereich von Viersen die Einrichtung einer neuen Pfarre erforderlich. Ab 1879 wurde von der Pfarrei St. Remigius eine Neugründung betrieben, die bis dahin (neben Helenabrunn) die einzige Pfarrei in Viersen war und inzwischen mehr als 17.000 Einwohner zu betreuen hatte. 1882 wurde ein Bauverein gegründet und schließlich 1889–1891 die Kirche St. Josef als ein neuer Mittelpunkt des Ortsteiles Rintgen errichtet. Im Jahr der Fertigstellung der Kirche erfolgte dann auch die Erhebung des Bezirkes zum Rektorat und schließlich 1895 zur Pfarrei. Außer der Kirche benötigte der neue Seelsorgebezirk, der sich in starkem Maße sozial-karitativen Aufgaben widmete, weitere bauliche Einrichtungen. So entstanden u. a. 1893, 1913 und 1916 drei Kleinkinder-Bewahrschulen, 1892/93 an der neuen, unmittelbar südlich an der Kirche vorbeiführenden Josefstraße das Pfarrhaus (Josefstraße 9) und zunächst zwei Kaplaneien (Josefstraße 5/7). 1900 folgte eine weitere Kaplanei (Josefstraße 3), 1910 konnte an der benachbarten Gereonstraße das Josefskloster bezogen werden. Beschreibung Das 1900 errichtete Kaplaneigebäude Josefstraße 3 hebt sich mit seiner gelben, hart gebrannten Klinkerverkleidung (über dunklerem Sockel) einerseits deutlich von dem erdfarbenen Nachbargebäude des Jahres 1892 ab. Andererseits übernimmt es Trauf-, Gesims- und Geschosshöhen des Doppelhauses Josefstraße 5/7, wodurch eine dennoch harmonische, breit gelagerte Front entsteht. Planleger war in beiden Fällen der Bauunternehmer Martin Küppers. Das Haus erhebt sich traufständig zweigeschossig auf annähernd quadratischem Grundriss. Rechts ist es direkt an das Nachbargebäude angebaut, die linke Seite steht als fensterloser Brandgiebel frei. Nach vorne sind die beiden linken der insgesamt vier regelmäßigen Fensterachsen als Risalit leicht vorgezogen und werden von einem Staffelgiebel-Zwerchhaus bekrönt. In der rechten Achse ist der über Stufen eingenischte Hauseingang angeordnet. Während die Fenster im Erdgeschoss einfach segmentbogig in die Wand eingeschnitten sind, werden jene des Obergeschosses von Spitzbogenblenden gerahmt und überfangen, in deren Spitze kleine Kreuze eingebracht sind. Blenden und Fenster sitzen auf einem Sohlbankgesims auf. Die Fenster selbst besitzen die für die Erbauungszeit typische T-Teilung. Den Zwerchhausgiebel gliedert ein Paar kleiner Spitzbogenfenster und darüber ein kleines Kreismotiv. Hier wie auch im Obergeschoss fällt auf, dass der Bauantragsentwurf in der Ausführung abgeändert wurde, sah dieser doch einen Dreiecksgiebel mit steigendem Spitzbogenfries sowie einem großen Rundfenster vor, entsprechend dem Giebel an Josefstraße 5/7. Auch sollte der Trauffries des Nachbarhauses fortgeführt werden, was zugunsten der Blendgliederung ebenfalls unterblieb. Durch die originale Eingangstür betritt man innen zunächst einen Seitenflur, der übereck zu dem mittig an der hinteren Seite angeordneten Treppenhaus führt. Schmuckfliesenboden und die originale Holztreppe, gerade zweiläufig mit Wendepodest sind erhalten, letztere mit kandelaberförmigem Anfänger und gedrechselten Geländerstäben. Unter der Treppe führt eine Tür in den Garten. Die backsteinsichtige Rückseite des Hauses ist abgesehen von der relativ symmetrischen Fensteranordnung schmucklos gestaltet. Die heute in dem Haus untergebrachte, 1900 gegründete Bücherei des Borromäusvereins ist die einzige kirchliche Öffentliche Bibliothek in Alt-Viersen. Der Planverfasser, Martin Küppers, war mit seinem Baugeschäft um 1900 ein viel beschäftigter Bauunternehmer in Viersen. Für die Pfarrei St. Josef errichtete er außer den Bauten an der Josefstraße auch das Josefskloster an der Gereonstraße. 1920/21 besitzt er zudem eine Ziegelei An der Eisernen Hand, mit eigenem Gleisanschluss an die Industriebahn – eine für Bauunternehmer im späten 19./Anfang des 20. Jahrhunderts nicht unübliche und zweckmäßige Kombination. Das Gelände für Kirche und Pfarrhaus/Kaplaneien stammte wohl aus dem Besitz des Unternehmers Friedrich Wilhelm Greef, dessen mechanische Weberei an der benachbarten Straße (heute: An der Josefskirche) lag. Die Josefstraße wurde erst mit der Errichtung von Pfarrhaus und Kaplaneien zu einer öffentlichen Straße ausgebaut. So verzögerte sich auch die Erteilung der Baugenehmigung für die Häuser um einige Tage, da die Stadt zunächst die Fertigstellung der Straße verlangte. Die katholische Kirchengemeinde musste versichern, dass eine Fertigstellung zwar nicht vor Inangriffnahme, aber vor dem Abschluss der Neubauten gewährleistet sei. Hierfür garantierte sie selbst sowie die mit ihren Grundstücken anliegenden Unternehmer Greef und Weyers. Als baulich weitgehend unversehrt erhaltene Kaplanei der für die südliche Innenstadt zuständigen Pfarrei St. Josef ist das Gebäude Josefstraße 3 bedeutend für Viersen. Aufgrund seines guten Erhaltungszustandes zeugt es anschaulich von der typischen Bauweise eines kirchlichen Zweckgebäudes um 1900, nämlich einer einfachen Backsteinarchitektur mit einigen religiösen bzw. neugotischen Motiven. Zusammen mit seinen Nachbargebäuden bis hin zum ehemaligen Josefskloster an der Gereonstraße bildet es südlich der Josefskirche gleichsam einen eigenen baulichen Bereich aus. Die Josefstraße wird von dieser Gebäudegruppe geprägt. An der Erhaltung und Nutzung des Kaplaneigebäudes Josefstraße 3 besteht daher aus wissenschaftlichen, architektur- und insbesondere ortsgeschichtlichen sowie aus städtebaulichen Gründen ein öffentliches Interesse. Da die Vorgaben des § 2 (1) Denkmalschutzgesetz erfüllt sind, handelt es sich um ein Baudenkmal. | 1900                                 | 6. Mai 2003        | 444             |
| ehem. Kaplaneien Pfarre St. Josef               | ehem. Kaplaneien Pfarre St. Josef                | Viersen Josefstraße 5/7 Karte                                                        | Ende des 19. Jahrhunderts machte das starke Bevölkerungswachstum im südlichen, zunehmend industriell geprägten Stadtbereich von Viersen die Einrichtung einer neuen Pfarre erforderlich. Ab 1879 wurde von der Pfarrei St. Remigius eine Neugründung betrieben, die bis dahin (neben Helenabrunn) die einzige Pfarrei in Viersen war und inzwischen mehr als 17.000 Einwohner zu betreuen hatte. 1882 wurde ein Rintgen errichtet. Im Jahr der Fertigstellung der Kirche erfolgte dann auch die Erhebung des Bezirkes zum Rektorat und schließlich 1895 zur Pfarrei. Außer der Kirche benötigte der neue Seelsorgebezirk, der sich in starkem Maße sozial-karitativen Aufgaben widmete, weitere bauliche Einrichtungen. So entstanden u. a. 1893, 1913 und 1916 drei Kleinkinder-Bewahrschulen, 1892/93 an der neuen, unmittelbar südlich an der Kirche vorbeiführenden Josefstraße das Pfarrhaus (Josefstraße 9) und zunächst zwei Kaplaneien (Josefstraße 5/7), 1900 eine weitere Kaplanei (Josefstraße 3) sowie 1910 an der benachbarten Gereonstraße das Josefskloster. Beschreibung Das Doppelhaus Josefstraße 5/7 wurde 1892 von der Pfarrei St. Remigius als Kaplanei für den neu gegründeten Pfarrbezirk St. Josef erbaut, zusammen mit dem benachbarten Pfarrhaus Bauverein gegründet und schließlich 1889–1891 die Kirche St. Josef als ein neuer Mittelpunkt des Ortsteiles (Josefstraße 9). Planverfasser war der Bauunternehmer Martin Küppers. Der rechte Giebel des zweigeschossigen traufständigen Baukörpers mit Satteldach steht frei, an den linken wurde 1900 eine weitere Kaplanei (Josefstraße 3) angebaut. Das Mauerwerk ist backsteinsichtig belassen. Die mittleren beiden der insgesamt sechs regelmäßigen Fensterachsen sind als Risalit leicht vorgezogen und werden von einem spitzgiebeligen Zwerchhaus überhöht. Im Erdgeschoss sind hier die beiden Hauseingänge über Treppenstufen eingenischt. Eingänge und Fenster sind segmentbogig, letztere besitzen die zeitübliche T-Teilung. Während Sockel und Sohlbankgesims sowie die Firstlinie dem jüngeren Nachbargebäude entsprechen, ist die Gestaltung der Traufkante hier aufwändiger ausgefallen, mit einem doppelten Fries aus kleinen Kreuzen und darüber kleinen Spitzbogenblenden. Auch der mittlere Giebel zeigt sich mit steigendem Spitzbogenfries auf kleinen Konsölchen, Eckbetonungen über Kapitellen und einem mittleren Rundfenster vergleichsweise reich gegliedert. Die Giebelspitze bekrönt ein Kreuz. Der frei stehende Giebel ist fensterlos, die Rückseite ohne Detailgliederung und teilweise nachträglich verputzt. Rückwärtig ist mittig, jeweils hälftig zu einem der beiden Hausteile gehörend, ein zweigeschossiges Hinterhaus mit flacher Dachneigung angebaut. Die straßenseitigen Hauseingangstüren sind beide original. Die Hausgrundrisse sind spiegelverkehrt identisch. Von der Haustür aus führt ein gerader Seitenflur zum Hinterhaus, von dessen leicht eingezogenen „Anschlussgelenk“ aus man den Garten betritt. In beiden Haushälften besitzen die Flure noch die originalen Schmuckfliesen und die an die Trennwand angelehnte hölzerne Treppe, gerade zweiläufig mit Wendepodest, Kandelaber-Anfänger und gedrechselten Geländerstäben. Vom Wendepodest aus führen einige wenige Stufen in das versetzte Obergeschoss des Hinterhauses. Im Erdgeschoss sind zwei große Wohnräume angeordnet, die durch eine zweiflügelige Tür in originalem Gewände miteinander verbunden sind. An den Zimmerdecken ist teilweise ein stuckierter Kehlfries vorhanden. Der Planverfasser, Martin Küppers, war mit seinem Baugeschäft um 1900 ein viel beschäftigter Bauunternehmer in Viersen. Für die Pfarrei St. Josef errichtete er außer den Bauten an der Josefstraße auch das Josefskloster an der Gereonstraße. 1920/21 besitzt er zudem eine Ziegelei An der Eisernen Hand, mit eigenem Gleisanschluss an die Industriebahn – eine für Bauunternehmer im späten 19./Anfang des 20. Jahrhunderts nicht unübliche und zweckmäßige Kombination. Das Gelände für Kirche und Pfarrhaus/Kaplaneien stammte wohl aus dem Besitz des Unternehmers Friedrich Wilhelm Greef, dessen mechanische Weberei an der benachbarten Straße (heute: An der Josefskirche) lag. Die Josefstraße wurde erst mit der Errichtung von Pfarrhaus und Kaplaneien zu einer öffentlichen Straße ausgebaut. So verzögerte sich auch die Erteilung der Baugenehmigung für die Häuser um einige Tage, da die Stadt zunächst die Fertigstellung der Straße für den verlangte. Die katholische Kirchengemeinde musste versichern, dass eine Fertigstellung zwar nicht vor Inangriffnahme, aber vor dem Abschluss der Neubauten gewährleistet sei. Hierfür garantierte sie selbst sowie die mit ihren Grundstücken anliegenden Unternehmer Greef und Weyers. Als baulich weitgehend unversehrt erhaltene Kaplanei der für die südliche Innenstadt zuständigen Pfarrei St. Josef ist das Gebäude Josefstraße 5/7 bedeutend für Viersen. Aufgrund seines guten Erhaltungszustandes zeugt es anschaulich von der typischen Bauweise eines kirchlichen Zweckgebäudes um 1900, nämlich einer einfachen Backsteinarchitektur mit einigen religiösen bzw. neugotischen Motiven. Zusammen mit seinen Nachbargebäuden bis hin zum ehemaligen Josefskloster an der Gereonstraße bildet es südlich der Josefskirche gleichsam einen eigenen baulichen Bereich aus. Die Josefstraße wird von dieser Gebäudegruppe geprägt. An der Erhaltung und Nutzung des Kaplaneigebäudes Josefstraße 5/7 besteht daher aus wissenschaftlichen, architektur- und insbesondere ortsgeschichtlichen sowie aus städtebaulichen Gründen ein öffentliches Interesse. Da die Vorgaben des § 2 (1) Denkmalschutzgesetz erfüllt sind, handelt es sich um ein Baudenkmal. | 1892                                 | 6. Mai 2003        | 445             |
| Kath. Pfarrhaus St. Josef                       | Kath. Pfarrhaus St. Josef                        | Viersen Josefstraße 9 Karte                                                          | Ende des 19. Jahrhunderts machte das starke Bevölkerungswachstum im südlichen, zunehmend industriell geprägten Stadtbereich von Viersen die Einrichtung einer neuen Pfarre erforderlich. Ab 1879 wurde von der Pfarrei St. Remigius eine Neugründung betrieben, die bis dahin (neben Helenabrunn) die einzige Pfarrei in Viersen war und inzwischen mehr als 17.000 Einwohner zu betreuen hatte. 1882 wurde ein Bauverein gegründet und schließlich 1889–1891 die Kirche St. Josef als ein neuer Mittelpunkt des Ortsteiles Rintgen errichtet. Im Jahr der Fertigstellung der Kirche erfolgte dann auch die Erhebung des Bezirkes zum Rektorat und schließlich 1895 zur Pfarrei. Außer der Kirche benötigte der neue Seelsorgebezirk, der sich in starkem Maße sozial-karitativen Aufgaben widmete, weitere bauliche Einrichtungen. So entstanden u. a. 1893, 1913 und 1916 drei Kleinkinder-Bewahrschulen, 1892/93 an der neuen, unmittelbar südlich an der Kirche vorbeiführenden Josefstraße das Pfarrhaus (Josefstraße 9) und zunächst zwei Kaplaneien (Josefstraße 5/7), 1900 eine weitere Kaplanei (Josefstraße 3) sowie 1910 an der benachbarten Gereonstraße das Josefskloster. Beschreibung Das Gebäude Josefstraße 9 wurde 1892 von der Pfarrei St. Remigius als Pfarrhaus für den neu gegründeten Pfarrbezirk St. Josef erbaut, zusammen mit den benachbarten Kaplaneien. Planverfasser war der Bauunternehmer Martin Küppers. Das zweigeschossige Backsteingebäude mit Walmdach folgt in seiner Stellung dem gekurvten Verlauf der Josefstraße und ist dementsprechend gegenüber den Kaplaneien Josefstraße 3-7 leicht schräg gestellt. Links steht der Bau frei, rechts schließt unmittelbar die Nachbarbebauung an. Der Hauptbaukörper ist in der Grundfläche annähernd quadratisch (ca. 11,00 × 12,00 m); an der linken Seite ist ein kleinerer, ebenfalls fast quadratischer und Baukörper nach hinten versetzt angebaut, so dass für den hier seitlich angeordneten Hauseingang ein kleiner Hof ausgebildet wird, der nach vorne durch ein kniehohes Mäuerchen abgeschlossen wird. Das Mauerwerk besitzt noch die originalen kleinen Fugen-Wulstprofile. Die Fassade ist horizontal betont durch ein Sohlbank-/Brüstungsgesims zwischen den beiden Geschossen und einen Spitzbogenfries unterhalb der profilbetonten Traufkante. An den Gebäudekanten sitzt der Fries auf flachen Ecklisenen auf, dazwischen auf kleinen und drei größeren Backstein-Konsölchen. Die Fensteröffnungen sind segmentbogig und besitzen die zeittypische T-Teilung. An der Straße bilden sie vier regelmäßige Achsen sowie je eine weitere seitlich und zurückgesetzten Teil, wobei bei diesem im Obergeschoss eine Josefsfigur das Fenster ersetzt. Diese steht auf einer kelchblattkapitellförmigen Konsole in einer Spitzbogennische, deren profiliertes Gewände mit reliefierten Krabben besetzt und von einer ebenfalls reliefierten Kreuzblume bekrönt ist. Der Hauseingang liegt erhöht über einer kleinen, geraden Freitreppe. Das Innere wurde teilweise modernisiert, jedoch sind wesentliche Grundriss- und Ausstattungsmerkmale wie das originale Treppenhaus, Ornamentfliesen im Flur, als Klötzchenfries stuckierte Kehlprofile an einer Decke im Erdgeschoss sowie Rahmenfüllungstüren mit den zugehörigen Laibungen im Obergeschoss erhalten. Die hölzerne Treppe, seitlich links neben dem Eingang im nach hinten verschobenen Bauteil, zeigt die zeittypische gerade zweiläufige Form, mit Wendepodest, kandelaberförmig gestaltetem Anfänger und gedrechselten Geländerstäben. Die ohnehin ursprünglich schmucklose Gartenseite ist durch Flickungen, materialfremde Reparaturen und einen kleinen Anbau von 1939 gestört, was jedoch für den gut erhaltenen Gesamtcharakter des Hauses ohne nennenswertes Gewicht ist. Der Planverfasser, Martin Küppers, war mit seinem Baugeschäft um 1900 ein viel beschäftigter Bauunternehmer in Viersen. Für die Pfarrei St. Josef errichtete er außer den Bauten an der Josefstraße auch das Josefskloster an der Gereonstraße. 1920/21 besitzt er zudem eine Ziegelei An der Eisernen Hand, mit eigenem Gleisanschluss an die Industriebahn – eine für Bauunternehmer im späten 19./Anfang des 20. Jahrhunderts nicht unübliche und zweckmäßige Kombination. Das Gelände für Kirche und Pfarrhaus / Kaplaneien stammte wohl aus dem Besitz des Unternehmers Friedrich Wilhelm Greef, dessen mechanische Weberei an der benachbarten Straße (heute: An der Josefskirche) lag. Die Josefstraße wurde erst mit der Errichtung von Pfarrhaus und Kaplaneien zu einer öffentlichen Straße ausgebaut. So verzögerte sich auch die Erteilung der Baugenehmigung für die Häuser um einige Tage, da die Stadt zunächst die Fertigstellung der Straße verlangte. Die katholische Kirchengemeinde musste versichern, dass eine Fertigstellung zwar nicht vor Inangriffnahme, aber vor dem Abschluss der Neubauten gewährleistet sei. Hierfür garantierte sie selbst sowie die mit ihren Grundstücken anliegenden Unternehmer Greef und Weyers. Als baulich weitgehend unversehrt erhaltenes Pfarrhaus der für die südliche Innenstadt zuständigen Pfarrei St. Josef ist das Gebäude Josefstraße 9 bedeutend für Viersen. Aufgrund seines guten Erhaltungszustandes zeugt es anschaulich von der typischen Bauweise eines kirchlichen Zweckgebäudes um 1900, nämlich einer einfachen Backsteinarchitektur mit einigen religiösen bzw. neugotischen Motiven. Gleichzeitig hebt es sich durch seine etwas aufwändigere Gestalt (Walmdach, Eingangshöfchen, Josefsfigur an der Fassade) deutlich von den funktional untergeordneten Kaplaneien ab. Zusammen mit seinen Nachbargebäuden bis hin zum ehemaligen Josefskloster an der Gereonstraße bildet es südlich der Josefskirche gleichsam einen eigenen baulichen Bereich aus. Die Josefstraße wird von dieser Gebäudegruppe geprägt. An der Erhaltung und Nutzung des Pfarrhauses Josefstraße 9 besteht daher aus wissenschaftlichen, architektur- und insbesondere ortsgeschichtlichen sowie aus städtebaulichen Gründen ein öffentliches Interesse. Da die Vorgaben des § 2 (1) Denkmalschutzgesetz erfüllt sind, handelt es sich um ein Baudenkmal. | 1892                                 | 6. Mai 2003        | 446             |
| Wohnhaus                                        | Wohnhaus                                         | Viersen Kaiserstraße 2 Karte                                                         | Die zweigeschossige Villa in städtebaulich exponierter Lage wurde laut Bauakte 1904 von den Bauleitern Paulißen und Lücker für Herrn Hubert Heinz Schmitz errichtet. Das Gebäude auf einem spitz zulaufenden Grundstück (Dülkener Straße/Kaiserstraße) erbaut, ist mit seiner Hauptseite zur Kaiserstraße gerichtet und gliedert sich hier in drei Achsen, wobei in der mittleren Achse ein Risalit mit Giebeln weit vorgezogen ist. Weiterhin wird die Ecke des Hauses zur Kaiserstraße mit einem Turm mit Zwiebeldach betont. Die Ansicht zum Augustaplatz und zur Süchtelner Straße ist ebenfalls zu drei Achsen errichtet, jedoch hier zurückhaltend ausgebildet. Die originale Eingangstüre mit gusseisernem Gitter und floralem Schnitzwerk in Jugendstildekor ist in gutem Zustand erhalten. Die Fenster sind zum Teil erneuert, jedoch überwiegend original. Im Inneren sind im Flurbereich die alte Holztreppe mit qualitätsvollem Schnitzwerk im Pfosten, die Türen mit Rahmen und Füllung, original gefasst, sowie ein in Blautönen gehaltener Fliesenboden. Die schmuckvolle Fassadengestaltung sowie die qualitätsvolle Innenausstattung, überwiegend im originalen Zustand belassen, machen das Gebäude zu einem historischen Dokument. Sein Denkmalwert bezieht das Haus aus seiner auf die städtebauliche Situation ausgerichtete Gestaltung des Baukörpers, der als „Point de Vue“ vom Augustaplatz kommend durch Ecke- und Mittelrisalit Akzente setzt. Aus wissenschaftlichen, insbesondere städtebaulichen und architekturgeschichtlichen Gründen liegen Erhaltung und Nutzung des Gebäudes gemäß § 2 (1) des Denkmalschutzgesetzes im öffentlichen Interesse. | 1904                                 | 5. September 1986  | 129             |
| Kimmelmühle (Kirbermühle) Wohnhaus              | Kimmelmühle (Kirbermühle) Wohnhaus               | Viersen Kaiserstraße 6–10 Karte                                                      | Geschichte Das Stift St. Gereon in Köln, Grundherr von Viersen, besitzt das Wasser- und Mühlenrecht, das vor Ort durch den Schultheißenhof ausgeübt wird. Das Stift gibt die Zustimmung zur Errichtung einer Mühle und erteilt die Mühlenrechte als erbliches Lehen. Die jährliche Lehnsrente, ein Summer (Zentner) Malz, ist als Dotierung an die Pfarrstelle St. Remigius zu leisten. Seit 1555 wird der Mahlzwang aufgehoben, so dass jeder Bauer die Mühle zum Kornmahlen frei wählen kann. - 1246 werden im Urkundenbuch des Stiftes St. Gereon 12 Mühlen in Viersen aufgeführt: am Dorfer Bach: (5 Mühlen) Kaiser-, Kimmel-, (Kirber), Goeters-, Biesten- und Sgricksmühle, am Rintger Bach: Riethmühle, am Hammer Bach: (6 Mühlen) Plinzen-, Schnockes-, Porten-, Sgoede-, Hüster- und Hammermühle - 1369 Keuermolen (Quelle: P.N. v. Doorninck: „Schatting van den lande van Geire voor het Overkwartier en de Betuwe van“, 1369) - 1381 In den krickebecker Amtsrechnungen kommt der Name „Jacob Kaivermoelen“ vor, woraus sich der alte, heute noch volkstümliche Name für die Kaiserstraße erklärt: Kirver-, Kiemer-, Kärver- oder Kälberstraet. - 1633 Kemelmulle (Quelle: Viersener Bannbuch) - 1788 findet die erste bauliche Veränderung am Wohnhaus der Kiemelmühle statt vor 1793 wird der Mühlenbetrieb aufgegeben - 1875 Jacob Tummer erweitert das Wohnhaus - Ende 19. Jahrhundert erfolgt der Abriss des Mühlengebäudes Baubeschreibung Das Wohnhaus der ehemaligen Kiemelmühle weist drei bauliche Entwicklungen auf, die bis heute ablesbar sind. Die Kiemelmühle, ehemals eine dreiseitige geschlossene Hofanlage mit separatem Mühlenhaus, gibt bereits vor 1793 ihren Betrieb auf. Vor 1788, der ersten baulichen Veränderung, handelt es sich bei dem Wohnhaus um ein typisches Wohn-Stall-Haus Viersener Prägung. Das dreischiffige Hallenhaus wird durch eine Zweiständerreihenkonstruktion (vier Ständerreihen) gebildet. Die rechteckigen Ständer, deren breitere Kanten in Firstrichtung stehen, lassen auf mindestens 16. Jh. oder älter schließen. Die Wände werden aus Lehmflechtwerk gebildet. Der Doppelkamin mit trichterförmigem Rauchfang teilt das Hallenhaus in ein Drittel zu zwei Dritteln. über dem tonnengewölbten Kellerraum befindet sich die Opkammer. Vermutlich mit der Aufgabe des Mühlenbetriebes findet die erste bauliche Veränderung statt. Circa einen halben Meter von der ursprünglichen Außenwand aus Lehmflechtwerk wird eine neue Außenwand aus Backsteinen errichtet. Die Ankersplinte weist auf das Jahr 1788 hin. Das Wohnhaus wird am Doppelkamin quergeteilt und vermutlich zum gleichen Zeitpunkt wird der größere Stallteil längsgeteilt. Es entstehen drei Wohneinheiten. Daher weisen beide Giebel die gleiche typische Gliederung eines Wohnhauses auf: neben den Eingangstüren befinden sich die Küchenfenster. Die Abseiten werden im Erdgeschoss durch je ein Fenster belichtet, wobei das Fenster der Opkammer kleiner und höher angesetzt ist. Das bewohnte Dachgeschoss wird durch je zwei Fenster belichtet. Die Abseiten erhalten durch kleinere, tiefer angesetzte Fenster Lichteinfall. 1875 wird das Wohnhaus durch einen separaten erschlossenen Baukörper zur Kaiserstraße hin erweitert. Die Fassade, in schlichter klassizistischer Formensprache, gliedert sich zur Kaiserstraße in zwei Fensterachsen, wobei ein Erdgeschossfenster zu einem späteren Zeitpunkt als Schaufenster für eine gewerbliche Nutzung vergrößert wird. Der Grundriss ist jedoch bis heute unverändert. Die für die jeweilige Zeit typischen baulichen Veränderungen des Wohnhauses der ehemaligen Kiemelmühle sind ablesbar, ohne jedoch die jeweils ältere Bausubstanz zu zerstören. Neben dem Alterswert und dem typischen Beispiel eines niederrheinischen Hallenhauses Viersener Prägung ist das Wohnhaus auch stadtgeschichtlich bedeutsam. Es ist eines der letzten baulichen Zeugnisse der historischen Kaiserstraße und weist auf den Standort der ehemaligen Kiemelmühle hin. Aus wissenschaftlichen, insbesondere ortsgeschichtlichen und volkskundlichen Gründen stehen Erhaltung und Nutzung des Gebäudes gemäß § 2 (1) des Denkmalschutzgesetzes NRW im öffentlichen Interesse. | 1875                                 | 23. Oktober 1991   | 285             |
| Everhardshof                                    | Everhardshof                                     | Viersen Kaiserstraße 7–9a Karte                                                      | Bei den Gebäuden auf dem vorderen Teil der Kaiserstraße handelt es sich um ein Ensemble, bestehend aus drei Gebäuden. Die Kaiserstraße folgte dem Lauf des Dorfer Baches und ist im historischen Stadtgrundriss eine der wichtigsten Straßen innerhalb des Viersener Siedlungsgebietes. Die Entstehung des Gebäudes ist auf ein Baugesuch vom 20. Mai 1876 zurückzuführen. Es war beabsichtigt, einen Gebäudeteil des damaligen „Everhardtshof“ abzubrechen und laut Plan neu zu errichten. So wurde das Gebäude mit der Auflage, die Räume 10 Fuß hoch und insgesamt 2-geschossig zu gestalten, gebaut. Das insgesamt backsteinsichtige Gebäude mit einseitigem Krüppelwalmdach erfährt durch ein Deutsches Band einen Abschluss zum Dach. Fenster und Türen sind von Stichbögen überdeckt, wobei die Tür durch Rücksprung der Laibung besonders hervorgehoben wird. Die Fensteröffnungen sind z. T. vergrößert. Der innere Ausbau, die steile Holztreppe sowie die schlichten Holztüren mit aufgesetztem Schloss, ist zum größten Teil unverändert erhalten. Das Haus dokumentiert in seiner Bauweise die einfache dörfliche, landwirtschaftliche Übergangsarchitektur der Entstehungszeit, die hier in der Nähe des damaligen Dorfes (um die Remigiuskirche) auch den städtischen Einfluss durch hochformatige Fenster sowie umlaufende Friese sichtbar macht. Weiter veranschaulicht das Gebäude, auf den Grundmauern des Vorgängerbaues errichtet, die damalig gegebene Kleinteiligkeit, die in ihrem Bauverständnis auf das Mittelalter zurückgeht. Aus wissenschaftlichen, insbesondere städtebaulichen und ortsgeschichtlichen Gründen liegen Erhaltung und Nutzung der Gebäude im öffentlichen Interesse. | 1876                                 | 22. März 1989      | 189             |
| Lagergebäude                                    | Lagergebäude                                     | Viersen Kaiserstraße 11 Karte                                                        | Bei den Gebäuden auf dem vorderen Teil der Kaiserstraße handelt es sich um ein Ensemble, bestehend aus drei Gebäuden. Die Kaiserstraße folgte dem Lauf des Dorfer Baches und ist im historischen Stadtgrundriss eine der wichtigsten Straßen innerhalb des Viersener Siedlungsgebietes. Das backsteinsichtige Gebäude mit flachem Satteldach, vermutlich als Werkstatt genutzt, wurde 1937 intensiv umgebaut. Eine neue Decke wurde niedriger eingezogen. Die schlitzartigen Öffnungen des Obergeschosses lassen auf eine Nutzung als Lager schließen. Das Gebäude wurde in der 2. Hälfte des 19. Jahrhunderts in fünf zu zwei Achsen errichtet. Ein Zahnfries als Geschossgesims gliedert die Fassade in Ober- und Untergeschoss. Die ursprünglichen Fenster des Erdgeschosses sind mit Stichbögen und Flachschicht überdeckt. Im Obergeschoss sind die Fenster als Zwillingsfenster schlitzartig ausgebildet und mit einem in Flachschicht ausgebildeten Mauerwerksdetail übergiebelt. Aus wissenschaftlichen, insbesondere städtebaulichen und ortsgeschichtlichen Gründen liegen Erhaltung und Nutzung der Gebäude im öffentlichen Interesse. | 2. H. 19. Jh., 1937                  | 22. März 1989      | 191             |
| Schankwirtschaft „Zum Kaiser Karl“              | Schankwirtschaft „Zum Kaiser Karl“               | Viersen Kaiserstraße 15–17 Karte                                                     | Bei den Gebäuden auf dem vorderen Teil der Kaiserstraße handelt es sich um ein Ensemble, bestehend aus drei Gebäuden. Die Kaiserstraße folgte dem Lauf des Dorfer Baches und ist im historischen Stadtgrundriss eine der wichtigsten Straßen innerhalb des Viersener Siedlungsgebietes. Das 2-geschossige Gebäude mit Walmdach ist auch bekannt durch die ehemalige Schankwirtschaft „Zum Kaiser Karl“ (Inhaber Hermann Hahn) und später „Zum Hähnchen“ (Inhaber Georg Hahn). Nur spärlich drang die Architektur des späten 19. und frühen 20. Jahrhunderts in die ländlich geprägte Siedlungsstruktur. Das Gebäude mit städtischem Charakter macht hier im Nebeneinander mit der kleinteiligen älteren Architektur die städtebauliche Entwicklung deutlich. Das Gebäude grenzt an den Gehweg, während die zurückliegende ältere Bebauung mit einem Vorgarten versehen war. Diese Gegebenheit lässt hier die für die Erbauungszeit typische Ecklösung entstehen, wobei die zur Kaiserstraße gerichtete Fassade besondere Betonung durch die Ausbildung in gelben Backsteinen sowie in schmückendem Stuckwerk, wie den Kopf des Kaisers, erhält. Die Fassade gliedert sich in zwei zu zwei Achsen und erfährt eine horizontale Gliederung. Die Fenster im oberen Geschoss sind mit Stuckschmuck übergiebelt und erdgeschossig mit Korb- bzw. Stichbögen, die Keilsteine mit floralem Dekor aufweisen, überdeckt. Die Bänderputzfassade wird durch das Geschossgesims abgeschlossen. Bemerkenswert ist die Ausbildung des Kamins als schmückender Blendgiebel, der einen weiteren gestalterischen Akzent setzt. Das Wohn- und Wirtshaus im ursprünglichen Siedlungsgebiet der Stadt ist Zeuge einer städtebaulichen Entwicklung und verdeutlicht durch die im ursprünglichen Zustand belassene Fassade die Bauauffassung um die Jahrhundertwende. Von städtebaulicher Bedeutung ist das Nebeneinander der Architekturen. Das eher städtische Gebäude Kaiserstraße 15–17, um 1900 errichtet, grenzt an den Gehweg, wobei die älteren Gebäude mit einem Vorgarten versehen, zurückliegen. Diese Situation ist typisch in der Kaiserstraße. Hier wird der Straßenraum im Wechselspiel enger und wieder weiter und ermöglicht dem Haus Kaiserstraße 15–17 so eine seitliche Fensterfassade, anstatt des sonst üblichen Brandgiebels. Aus wissenschaftlichen, insbesondere städtebaulichen und ortsgeschichtlichen Gründen liegen Erhaltung und Nutzung der Gebäude im öffentlichen Interesse. | nach 1876                            | 22. März 1989      | 190             |
| Wohnhaus                                        | Wohnhaus                                         | Viersen Kaiserstraße 21 a Karte                                                      | Die Kaiserstraße folgt dem Lauf des Dorfer Baches und ist im historischen Stadtgrundriss eine der wichtigsten Straßen innerhalb des Viersener Siedlungsgebietes. Das zweigeschossige Gebäude mit Satteldach ist in drei Achsen errichtet. Die mit historisierenden Schmuckformen gestaltete Fassade ist erdgeschossig in Bänderputz und obergeschossig mit roten Steinen verblendet. Durch Sockel-, Geschoss- und Sohlbankgesims erfährt die Fassade eine horizontale Gliederung. Ein Kranzgesims grenzt die Fassade zum Dach ab. Die Fenster- und Türöffnungen im Erdgeschoss sind mit einem Stichbogen überdeckt. Besonders werden in der Fassade die Fenster des Obergeschosses durch Stuckschmuck an den Stürzen und den Brüstungen hervorgehoben. Fenster und Tür des Hauses sind erneuert. Das Innere des Hauses ist weitgehend umgebaut. Das Gebäude im Zusammenhang mit dem Eckhaus Kaiserstraße 23 und dem benachbarten Ensemble machen das Gebäude zu einem wichtigen Bestandteil der Kaiserstraße. Weiter spiegelt es das historische Stadtbild wider. Aus wissenschaftlichen, insbesondere städtebaulichen und ortsgeschichtlichen Gründen liegen Erhaltung und Nutzung des Gebäudes gemäß § 2 (l) des Denkmalschutzgesetzes im öffentlichen Interesse. | unbekannt                            | 5. September 1989  | 218             |
| Gastwirtschaft „Zur Linde“                      | Gastwirtschaft „Zur Linde“                       | Viersen Kaiserstraße 23 Karte                                                        | Bei dem Eckgebäude handelt es sich um die ehemalige Gastwirtschaft „Zur Linde“, später Konditorei und Café. Das zweigeschossige Gebäude ist in 3:1:2 Achsen errichtet und mit einer Achse in seiner Bauweise auf die Straßenecke Kaiserstraße/Vogteistraße bezogen. In einer für die Erbauungszeit typischen Ecklösung ist die Hausecke abgeschrägt und durch Erhöhung auf drei Geschosse mit einem leicht geschweiften Knickgiebel überdeckt. Die originale Kassetteneingangstüre wird ebenso auf der Ecke angeordnet. Die Fenster, im Erdgeschoss mit Rundbogen überdeckt, sind im ursprünglichen Zustand erhalten. Die Fenster, der mit Stuckschmuck versehenen Stürze des Obergeschosses, sind modernisiert. Das Gebäude erfährt durch den erdgeschossigen Bänderputz, Sohlbank-, Geschoss- und Kranzgesims eine horizontale Gliederung. Der Sockel grenzt an die Sohlbank und wird in Quaderputz ausgeführt. Das Obergeschoss ist in gelben Steinen verblendet. Eine Betonung der Vertikalen erfährt das Haus durch die Eckquaderung. Das Innere des Hauses ist zum größten Teil verändert. Die exponierte Lage des Hauses sowie das benachbarte Ensemble machen das Gebäude zu einem wichtigen Bestandteil der Straße, die einst dem Lauf des Dorfer Baches folgt und im historischen Stadtgrundriss eine der wichtigsten Straßen innerhalb des Viersener Siedlungsgebietes ist. Aus wissenschaftlichen, insbesondere städtebaulichen sowie ortsgeschichtlichen Gründen liegen Erhaltung und Nutzung des Gebäudes gemäß § 2 (1) des Denkmalschutzgesetzes im öffentlichen Interesse. | Ende 19. Jh.                         | 5. September 1989  | 219             |
| Scheune und Werkstatt                           | Scheune und Werkstatt                            | Viersen Kaiserstraße 29 Karte                                                        | Bauherr: Thomas Wilden (Scheune) / Carl Wilden (Werkstatt) Architekt: Arthur Lücker (Werkstatt) Geschichte Das Werkstattgebäude befindet sich etwas außerhalb des heutigen Stadtkerns von Viersen an der nach West herausführenden Kaiserstraße, einer der ältesten Straßen im Viersener Stadtgebiet. An der Stelle der heutigen Hausnummern 27 und 29 ist im Einwohnerverzeichnis von 1803 die Familie des Thomas Wilden verzeichnet, dessen Beruf als Weber angegeben ist. Es wird sich wahrscheinlich um einen alten Bauernhof gehandelt haben, dessen Besitzer inzwischen der Hausweberei nachging. Ab 1925 jedoch betreibt hier Carl Wilden als „Fabrikant“ eine Maschinenfabrik, aus der 1950 eine Zylinderschleiferei Wilden & Co. hervorgegangen ist. Das Anwesen Kaiserstraße 27/29 besteht aus einem an der Straße gelegenen Wohnhaus und mehreren rückwärtigen Wohn- und Wirtschaftsgebäuden, deren Substanz im Kern augenscheinlich aus dem 19./ frühen 20. Jahrhundert stammt. Beschreibung Bei dem denkmalwerten Bauteil handelt sich um ein zweigeschossiges Backsteingebäude mit (teilweise) Satteldach im hinteren Bereich einer mehrteiligen, über einen längeren Zeitraum gewachsenen baulichen Anlage. Es steht quer zur Tiefenerstreckung der Anlage und bildet daher einen räumlichen Abschluss der historischen Gebäudegruppe. Das Gebäude war als Scheune ursprünglich wohl eingeschossig, was am Mauerwerk des Giebels und der Dachform – die Erweiterung wurde flachgedeckt – auch noch zu erkennen ist. Im Zuge der Umnutzung zu einer Werkstatt erfolgte eine Aufstockung, und damit auch die Öffnung und Gliederung der Längswände vorne und hinten in sechs regelmäßige Fensterachsen, welche nach vorne zur Hofseite allerdings durch Anbauten teils verdeckt bzw. nicht als Öffnung ausgeführt sind. Außerdem ist dort im Erdgeschoss ein zwei Achsen breites Eingangstor angebracht. Das herausragende Element des Baues, welches ihn auch bereits früh zum Fotomotiv innerhalb der Reihe Viersener Bilderbogen des Vereins für Heimatpflege gemacht hat, sind die großflächigen hochrechteckigen Rundbogenfenster mit sehr kleinteiliger Eisensprossung. Im Bogenfeld folgt diese Sprossung auch der Rundung des Bogens (die sich auch in der Sturzmauerung abbildet), wodurch sich eine ganz reizvolle Eleganz ergibt. Diese in Bezug auf die Werkstattnutzung originalen Fenster prägen sowohl die vordere als auch die rückwärtige Fassade und machen das Besondere des Gebäudes aus. Das zweigeschossige Innere ist weitgehend stützenlos und ungeteilt (flache Decken mit Unterzügen). Abgesehen von diesen grundlegenden konstruktiven Merkmalen sind augenscheinlich keine besonderen erhaltenswerten Ausstattungselemente vorhanden. Denkmalwert Die Kaiserstraße – benannt nach der Kaisermühle – ist der alte West-Ost-Weg durch Viersen (Dorf), entlang des Viersener (oder Dorfer) Baches. Im 16. Jahrhundert hieß die Straße „in der Kirberstraeten“, da sie auf den „Kirchberg“ von St. Remigius führte. An ihr befindet sich dementsprechend mit die älteste erhaltene Bebauung im Viersener Ortskern, häufig in „zweiter Reihe“ abgerückt von der ausgebauten Straße. Dabei handelt es sich oft um ursprünglich noch landwirtschaftliche oder Handwerks- bzw. Kleingewerbe-Baulichkeiten, die bei genauerem Blick noch einen Eindruck von der vorindustriellen Struktur des alten Viersen geben. Das LVR-Amt für Denkmalpflege hat die besondere Bedeutung der Kaiserstraße vor einigen Jahren bereits betont und ihr sogar denkmalbereich-artige Wertigkeit zuerkannt. Geschichte und Bedeutung der Kaiserstraße sind darüber hinaus in einem umfangreichen Buch (Grefkes, 1000 Jahre Kaiserstraße, 1996) dokumentiert. Viele der prägenden alten Gebäude sind jedoch von der Straße aus kaum erkennbar und/oder bereits nennenswert verunstaltet. Ersteres trifft auch auf die Werkstatt zu, zweiteres hingegen nicht. Im Gegenteil handelt es sich nicht nur um ein Zeugnis der alten landwirtschaftlichen Prägung an dieser Stelle, sondern sein Äußeres veranschaulicht darüber hinaus die charakteristische historische Entwicklung von der Landwirtschaft zu (bescheidenem) Handwerk und Industrie. Es tut dies in sehr schöner, qualitätvoller Weise – insbesondere natürlich in Form der Fenster –, und die beiden historischen Zeitschichten sind zudem frei von störenden jüngeren Entstellungen, so dass sie geschlossen und als eine Einheit wahrgenommen werden können. Dies hebt das Gebäude augenfällig aus der Umgebung heraus und verleiht ihm besondere Wertigkeit. Die anderen Gebäude auf dem Grundstück sind bereits stärker negativ verändert oder weisen on vornherein nicht die gleiche Gestaltqualität auf, so dass sich der Denkmalwert auf die quergelagerte Werkstatt (ohne eingeschossige Anbauten) beschränkt. Aus den genannten Gründen ist das Werkstattgebäude Kaiserstraße 29 bedeutend für Viersen. Seine Erhaltung und Nutzung liegen aus wissenschaftlichen, hier architektur- und siedlungsgeschichtlichen Gründen im öffentlichen Interesse. Die Vorgaben des § 2 Denkmalschutzgesetz NW sind somit erfüllt, es handelt sich um ein Baudenkmal. | 19. Jh. / 1921                       | 23. Dezember 2010  | 495             |
| ehem. Wohnstallhaus                             | ehem. Wohnstallhaus                              | Viersen Kaiserstraße 64 Karte                                                        | In dem rückwärtigen Bereich der Kaiserstraße liegt ein eingeschossiges Gebäude mit nicht durchgezogenen Fensterachsen. Dabei handelt es sich um ein kleineres Bauernhaus in Fachwerk, dessen besondere Ausbildung – die Höhe der Gefache entspricht etwa der Dicke der Riegel – auf eine Entstehung mindestens ins 17. Jahrhundert schließen lässt. Das in Ständerbauweise (Eichenholzkonstruktion) errichtete Gebäude trägt ein Krüppelwalmdach. Das innere Gefüge mit den zwei Ständerpaaren ist zumindest in seinen wesentlichen Teilen erhalten, abgesehen von späteren leichten Einbauten. Deutlich ist noch das Hauptschiff (ca. 5,50 m breit) und die beiden Abseiten (ca. 3,25 m breit) zu erkennen. In der Mitte der östlichen Abseite liegt der zurückgezogene Eingang. Unter der westlichen Abseite befindet sich ein Gewölbekeller mit einer Höhe von ca. 1,90 m. Das Hauptschiff wird durch einen Doppelkamin mit noch originalen Hauben und Fußbodenplatten unterteilt. In geringem Maße ist das Fachwerk mit Lehmgeflecht durch Backsteinwände ersetzt. Die südliche Giebelwand ist verputzt; an sie lehnen sich Reste eines Stallbaues an. Der Nordgiebel ist noch in Lehmgeflecht erhalten. Die Ostwand hat wohl um 1900 Ziegelmauerwerk erhalten. Die Fensteröffnungen, zum Teil mit Klappläden versehen, sind an der West- und Nordseite teils original erhalten, teils an Einfräsungen an Stützen und Riegeln erkennbar. Bis zur Fensterbrüstung bzw. Gefachhöhe sind die Gefache später ausgemauert. Das Fachwerkgebäude gehört zu den wenigen alten Höfen, die sich noch im alten Siedlungskern befinden, denn die Besiedlung entlang der parallel zum Dörfer Bach verlaufenden Kaiserstraße bildet den Kern, aus dem sich im Laufe der Zeit der Ort Viersen entwickelt hat. Das Gebäude ist daher nicht singulär zu betrachten, sondern in den Kontext mit anderen Resten von Bauernhöfen, so auch der teils heute noch klar erkennbaren, aber noch nicht untersuchten Splittlinge wie auch der Kaisermühle zu sehen. Somit erfährt das kleinere Bauernhaus in Fachwerk seine Bedeutung im geschichtlichen Ortsbezug, wie auch durch seinen historischen Zustand, von geringfügigen Änderungen einmal abgesehen, und der Erhaltung des heute selten gewordenen Doppelkamins mit Originalhauben. Das Gebäude ist einerseits ein wichtiges und seltenes Beispiel niederrheinischer ländlicher Architektur und andererseits ist es ein bedeutsames Dokument für die Siedlungsgeschichte der Stadt Viersen. Aus wissenschaftlichen, insbesondere architekturgeschichtlichen, volkskundlichen, siedlungstopographischen und ortsgeschichtlichen Gründen liegt die Erhaltung und die Nutzung des Gebäudes Kaiserstraße 64 gemäß § 2 (1) Denkmalschutzgesetz im öffentlichen Interesse. | 17. Jh.                              | 2. Oktober 1985    | 67              |
| Beekgut                                         | Beekgut                                          | Viersen Kaiserstraße 87 / 89 Karte                                                   | Der Kaisermühle gegenüber liegt ein 2-geschossiges Gebäude in Fachwerkkonstruktion. Es handelt sich dabei vermutlich um einen Abspliss von dem „An St. Gereon Lehnsrührigen Hof to Bruys auch Beekgut genannt.“* Vogt Peter Grünendal erwarb es 1658 und 1684 der preußische Hauptmann Henrik von Afferden, der eine Tochter des Vogts geheiratet hatte. Die in Ständerbauweise errichtete Eichenholzkonstruktion gliedert sich in 4 Gefache, wobei die Fenster in der Außenwand unregelmäßig angeordnet und erdgeschossig mit Klappläden versehen sind. Das Satteldach ist zur Gartenseite bis auf das Erdgeschoss abgeschleppt. Die Giebelseite zur Kaisermühle wurde 1975 dem ursprünglichen Fachwerk entsprechend erneuert. Das Innere des Hauses ist zu Wohnzwecken umgebaut. Im Erdgeschoss sind tragende Eichendeckenbalken freigelegt erhalten. Das Fachwerkhaus mit seinem originalen Äußeren gehört zu den wenigen Bauernhäusern, die sich im ursprünglichen Siedlungskern erhalten haben, der sich entlang der parallel zum Dorferbach verlaufenden Kaiserstraße erstreckte und aus dem sich der Ort Viersen entwickelt hat. Das Haus ist daher auch im Zusammenhang mit weiteren Resten von Bauernhöfen zu sehen. Das Fachwerkhaus erfährt seine Bedeutung im geschichtlichen Ortsbezug, wie auch durch sein originales Äußeres, von geringfügigen Änderungen abgesehen. So ist es ein Beispiel selten gewordener ländlicher Architektur, wie auch ein bedeutendes Dokument für die Siedlungsgeschichte der Stadt Viersen. Aus wissenschaftlichen, insbesondere architekturgeschichtlichen, volkskundlichen, siedlungstopographischen und ortsgeschichtlichen Gründen liegt die Erhaltung und Nutzung des Gebäudes gemäß § 2 (1) des Denkmalschutzgesetzes im öffentlichen Interesse. | 17. Jh.                              | 6. Oktober 1986    | 140             |
| jüd. Friedhof                                   | jüd. Friedhof                                    | Dülken Kampweg Karte                                                                 | Bis zum Jahre 1877 befindet sich der jüdische Friedhof neben dem evangelischen vor dem Bruchtor (heute Venloer Straße). Wann er angelegt wird, ist unbekannt. Im Jahre 1878 wird dann der neue jüdische Friedhof an der Feldstraße (heute Kampweg) in Benutzung genommen. Die Zahl der erhaltenen Grabsteine, die meist aus der Zeit um die Jahrhundertwende stammen, ist gering; oftmals sind nur noch die Sockel bzw. Basen oder Bekrönungen der Grabstellen vorhanden. In sehr vielen Fällen existieren lediglich Grabeinfassungen. Die meisten Grabsteine bestehen aus Sandstein und Muschelkalk. Die Formen sind stark einander angeglichen. Der Sockel der Grabsteine setzt sich häufig aus Bruchsteinwerk zusammen, darauf schließt sich in der Regel ein rechteckiger Aufsatz mit rundbogigem oder auch giebelförmigem Abschluss an. In diesem Aufsatz befindet sich ein ausgespartes rechteckiges oder rundbogiges Feld mit einer oftmals hebräischen Inschrift. In einigen Fällen ist diese Inschriftentafel auch aus Marmor gebildet. Reiche Verzierungen mittels historisierender Schmuckformen, deren Anwendung in der Baukunst wie auch bei Grabsteinen um die Jahrhundertwende verbreitet ist, sind bei den erhaltenen Grabmälern des jüdischen Friedhofs nicht zu finden und sind auch auf anderen jüdischen Friedhöfen nicht üblich. Wenn der jüdische Friedhof auch nur in Resten erhalten ist, so ist er doch bedeutend als Beispiel für jüdische Kultur, gleichzeitig ist er aber auch als Erinnerungsstätte und unter dem Aspekt der Mahnung für die jüdischen Opfer der Gewaltherrschaft zu sehen. Aus wissenschaftlichen, insbesondere historischen und religionsgeschichtlichen Gründen stehen Erhaltung und Nutzung der Anlage gemäß § 2 (1) des Denkmalschutzgesetzes im öffentlichen Interesse. | 1878                                 | 20. Juni 1986      | 205             |
| St. Lucia Kapelle                               | St. Lucia Kapelle                                | Boisheim Kapellenstraße Karte                                                        | Von der Kapelle in Boisheim an der Kreuzung des Pütterhöfer Weges zur Kapellenstraße weiß bereits Joannes Numerich, Pastor in Boisheim, zu berichten: „Diese Pfarrgemeinde hat eine Kapelle mit dem Namen St. Luciae, Jungfrau und Märtyrerin, errichtet 1616, aber noch nicht dotiert.“ (Text aus „Verzeichnis der Pfarrgemeinden, Klöster und Kapellen im Distrikt des Christentums zu Süchteln“) (Literatur Originaltext: „Eine Designiatio ecclesiarum parochialium, monasteriorum, sacellorum indistrictu christianitatis Süchtelensis von Joannes Numerich, Pastor in der Farragines des Gelenius IX, fol. 331 (Köln, Stadtarchiv) berichtet: Unum parrochia haec habet sacellum titulo S. Luciae virginis et martyris, anno 1616 erectum sed nondum dotatum“.) Jedoch deutet die Jahreszahl über der Tür auf 1629. Eine grundlegende Restaurierung erfuhr die Kapelle im Jahre 1893. Hier wurde das Glockentürmchen als Dachreiter auf dem Satteldach erneuert sowie eine zusätzliche runde Fensteröffnung im geschweiften Giebel geöffnet. Die Backsteinkapelle, geschlämmt mit Satteldach, schließt mit einer dreiseitigen Apsis und hat auf jeder Seite ein Rundfenster. Der Innenraum ist überspannt von einem Kreuzgratgewölbe. Die bevorzugte Lage der Kapelle an dem Wegekreuz, dass in der Karte von Tranchot und von Müffling schon zu erkennen ist, bildet ein wichtiges Identifikationsmerkmal zur Geschichte und Gestalt des Ortes Boisheim. Aus wissenschaftlichen, ortsgeschichtlichen und volkskundlichen Gründen liegen Erhaltung und Nutzung der St. Lucia Kapelle gemäß § 2 (1) des Denkmalschutzgesetzes im öffentlichen Interesse. | 1629, 1893                           | 13. März 1986      | 89              |
| Fliescher-Hof                                   | Fliescher-Hof                                    | Viersen Kempstraße 27 / 28 Karte                                                     | Bei der landschaftstypisch gelegenen, backsteinsichtigen, vierflügeligen Hofanlage handelt es sich um ein ehemaliges Wohn-/Stallhaus, Scheunen- und Stallflügelbauten sowie einen Torbau in Fachwerk. Das Wohn-/Stallhaus ist in Ständerbauweise (Eichenholzkonstruktion, 4 Ständerpaare) errichtet und gehört zum Typ des niederrheinischen Hallenhauses Viersener Prägung. Der mittlere Teil des rückwärtigen, nördlichen Giebels ist zurückgezogen. Alle zum Teil veränderten Tür- und Fensteröffnungen besitzen backsteingemauerte Stichbögen. Ein überdimensionierter Entlastungsbogen liegt über einem größeren Fenster. Über diesem ist ein Werkschmuckstein mit der Inschrift in Majuskeln Peter Beuters, Helena Kunkel EHL den 29. May 1789 angebracht. Die Sohlbänke sind wie am Südgiebel aus Werkstein. Am Süd- bzw. Hofgiebel ist eine Sandsteinplatte mit der Gravur: Dr. AFL 1933 angebracht. Die bauliche Veränderung umschloss vermutlich neben einer Dacherhöhung des sehr kleinen Krüppelwalms auch Veränderungen der Fenster- und Türöffnungen. Hier sind die gemauerten Stichbögen flacher, nicht breiter als die Fenster und ohne Läuferband. Auch hier sind die Sohlbänke aus Werkstein. Das Putzgewände der Eingangstür hat einen Werksteinsockel. Die Längsseiten besitzen einen Backsteinfries über Rundfenstern, die oberhalb der Fenster angeordnet sind. Holzblockrahmen und zum Teil erhaltene Holzklappläden unter zu hohen Stichbögen kennzeichnen die veränderte westliche Längsseite. Ebenso ist die östliche Längsseite baulich verändert. Im Inneren ist trotz Einbau einer Treppe in das Mittelschiff hinein und leichter Trennwände der ursprüngliche Grundriss eines Wohn-/Stallhauses zu erkennen. An der Hofseite liegt der heute noch genutzte Stalltrakt. Wobei zwei Ständer an der westlichen Abseite durch eine Gussstütze ersetzt sind. Der Stall nimmt hier über die Breite der Abseite hinaus noch den Teil der ehemaligen Futterdeele bis zum heutigen Flur und zur Treppe ein. Er hat von der Hofseite sowie zur Längsseite hin je eine Stalltür. Die gegenüberliegende Abseite wird heute als Küche genutzt. Der Stalltrakt hat einen Ziegelsteinboden. Vom ursprünglichen Doppelkamin, der Wohn-/Stallbereich trennte, ist der Teil zur Wohnküche noch außerordentlich gut erhalten mit originalem kräftig profiliertem Holzgesims und dunkelbraun glasiertem, reliefiertem Fliesenbelag an der Kaminrückwand. Die Fliesen mit einer Kantenlänge von 10,3 cm bilden jeweils aus vier Kacheln mit vier Viertelkreisen einen Kreis, dessen angeschnittene Viertelkreise wiederum mit den nächstliegenden Fliesen das Kreismuster fortsetzen. Der Fußboden ist mit quadratischen Platten belegt. Die westliche Abseite wird hier in ganzer Länge von der durch 2 Türen mit 2 originalen Holztüren erreichbaren Opkamer eingenommen. Die vordere Opkamer ist vermutlich jüngeren Datums. An ihrer linken Seite ist die alte Kellermauer noch zu erkennen, möglicherweise stammen die Holztüren auch aus der Zeit der Vergrößerung des Hauses. Die dazwischen liegende dritte Zugangstür führt auf gemauerter breiter Treppe in den ca. 1,80 m hohen Gewölbekeller. Der Binderbalken trägt geschnitzte Schmuckornamente und in Majuskeln christliche Symbolkürzel IHS (wobei das S verkehrt herum wie ein Fragezeichen ausgebildet ist). Der Dachstuhl bzw. das Fach- und Flechtwerk im Oberstock sind erhalten. Sehr deutlich kann man hier die Erweiterung des Gebäudes an beiden Giebeln erkennen. Das letzte Gebinde, das früher außen lag, hat sogar noch die Hakenvorrichtung für ein kleines Fenster. Diesem rückwärtigen Giebel wurde vermutlich um 1800 ein neuer vorgesetzt, milden vorgezogenen Abreiten, deren alte Eckmauerung noch zu erkennen ist, wurde auch das Dach erhöht. Vielleicht geschah der Ausbau im Zuge mit der Errichtung des Scheunenausbaues. Der westliche Scheunentrakt mit eingefallenem Dach besitzt einen Abschlussstein über dem Scheunentor mit der Inschrift in Majuskeln PFLAK Abrahams EHL 1850. Der Abschlussstein über der Toreinfahrt zum Gehöft trägt die Buchstaben IAA 1832. Ein weiterer Inschriftstein trägt die Jahreszahl 1883. An der Rückseite des Torstallgebäudes gibt es eine an der Hofinnenseite schlecht leserliche Balkeninschrift von einem Vorgängerbau mit der Inschrift anno 1670 den 5 May und die Buchstaben AFI JOH. FI. Verloren ist ein Wandschränkchen des Heiligen Antonius Erem, holzbemalt, mit einer Höhe von 33 cm, die eine bäuerliche Arbeit um 1800 darstellt. Die landschaftsprägende Hofanlage des Fliescherhofes, der seit mindestens 1576 existiert, weist nicht nur in seinem ursprünglichen Wohn-/Stallhaus die typischen Merkmale eines niederrheinischen Hallenhauses mit zweigeteiltem Mittelschiff und ehemaligem Doppelkamin auf, sondern zeigt ebenso anschaulich die fortschreitende typische Entwicklung zur Vergrößerung der bäuerlichen Hofanlage des Viersener Raumes im 18. und 19. Jahrhundert. Aus wissenschaftlichen, insbesondere architekturgeschichtlichen des Bauernhauses, volkskundlichen, landschaftsbezogenen und siedlungstopographischen Gründen liegt die Erhaltung und Nutzung des Fliescherhofes gemäß § 2 (1) Denkmalschutzgesetz im öffentlichen Interesse. | 1789                                 | 8. Januar 1985     | 5               |
| Körnerschule u. Klosterschule                   | Körnerschule u. Klosterschule                    | Viersen Klosterstraße 8 Karte                                                        | Die heutige Städtische Gemeinschaftsgrundschule Stadtmitte (Körnerschule) setzt sich aus zwei historischen Hauptgebäuden zusammen: dem älteren der ehemaligen Schule an der Klosterstraße (1908/09) und dem etwas jüngeren der ehemaligen Schule an der Körnerstraße (1913/14). Beide wurden als katholische Volksschule errichtet, die „Klosterschule“ für Mädchen, die „Körnerschule“ für Jungen. Den Entwurf für beide Gebäude lieferte Stadtbaumeister Eugen Frielingsdorf. Mit der nationalsozialistischen Schulreform 1939 wurden die beiden Schulen vorübergehend zusammengelegt. In den nur wenig kriegsbeschädigten Gebäuden konnte bereits im Sommer 1945 der Unterricht wieder aufgenommen werden. Nach der Aufteilung des Volksschulwesens in Grund- und Hauptschulen 1968 wurde im Gebäude Klosterstraße eine evangelische Grundschule, im Gebäude Körnerstraße eine katholische Grundschule eingerichtet. Nur vier Jahre später erfolgte die Zusammenlegung zur Gemeinschaftsgrundschule Stadtmitte. Beschreibung Klosterschule Das Gebäude an der Klosterstraße ist mit einer stattlichen, vergleichsweise aufwändig gestalteten Backstein-Putzfassade mit zwei Vollgeschossen (dazu Sockel- und Dachgeschoss) zum Schulhof hin ausgerichtet. Da die beiden Eingänge jeweils in den Schmalseiten angeordnet sind – der eine mit Freitreppe und ausschwingenden Wangenmauern zur Klosterstraße gerichtet, der andere von einem südlich angebauten Wandelgang aus – konnte die nach Westen gerichtete Hauptfassade ganz den Klassenfenstern vorbehalten bleiben. Entsprechend der Klassenzahl zu sieben Vierergruppen zusammengezogen, stellen diese hochrechteckigen, im Erdgeschoss segmentbogig schließenden Fenster mit ihren charakteristischen Sprossenteilungen eines der prägenden Gestaltungsmerkmale der dreimal vier Achsen breiten Fassade dar. Die beiden anderen sind der Materialwechsel von Backsteinverblendung im Sockel- und Erdgeschoss zur Putzfläche des Obergeschosses sowie der breite Mittelrisalit, der von einem Zwerchhaus mit abschließendem Krüppelwalm überhöht wird. Backstein- und Putzflächen sind auf Brüstungshöhe der Obergeschossfenster zinnenartig miteinander verzahnt. Lisenenartige Binnengliederungen in der Putzfläche und geometrisch geschmückte Brüstungsfelder schmücken zusätzlich die Wand. Ein Walmdach mit je einer Dachgaube pro Fläche schließt den Baukörper ab. An die südliche, von der Straße abgewandte Schmalseite ist ein gedeckter Gang angebaut, der zum Hof in korbbogigen Arkaden geöffnet ist. Er übernimmt den Materialwechsel (Backsteinverblendung des Sockels) und verbindet das Hauptgebäude mit einem Abortgebäude (gegenüber den Entwurfszeichnungen heute purifiziert). In seiner Rückwand ist ein Wandbrunnen integriert, der von einem Backstein-Korbbogen überfangen ist. Die zur Stadt gewandte Rückseite ist etwas weniger aufwändig gestaltet; die Fensteranordnung ist hier unregelmäßiger und folgt im wieder als Risalit vortretenden Mittelteil der Steigung des inneren Treppenlaufes. Man betritt das Gebäude auf beiden Seiten jeweils durch originale zweiflügelige Holztüren mit Glaseinsatz. Der Eingang zur Klosterstraße hin ist unter einem Bogen und erhöht über einer Freitreppe eingenischt; er besitzt ein großes, vertikal gesprosstes Oberlicht, welches dem Eingang vom Wandelgang aus fehlt. Dort wiederum ist innen durch eine zweite Doppeltür mit Oberlicht ein Windfang eingerichtet. Beide Eingänge führen geradewegs in den rückwärtig gelegenen Flur, der einen einhüftigen Grundriss definiert (Klassen an einer Seite eines direkt belichteten Flures). Alte Rahmen-Füllungstüren mit durch Rauten und Kanneluren ornamentierten Zargen sind erhalten. Das alte Treppenhaus mit (z. T. verkleideten) Steinstufen wird geschmückt durch das originale Metallgeländer mit geometrischen Mustern, welche auch in der Fenstervergitterung des Sockelgeschosses und den Brüstungsgittern des Wandelganges auftreten. In allen Geschossen sind im Bereich der Treppe Trinkbrunnen auf den Fluren angeordnet. Als weitere historische Elemente sind z. T. (Treppenhaus, Flur) alte Fenster erhalten. Der Grundriss des Erdgeschosses wird im Obergeschoss wieder aufgenommen. Das Dachgeschoss wurde jüngst ausgebaut; der bereits zuvor dort vorhandene Raum besitzt einen teilweise freiliegenden Dachstuhl. Beschreibung Körnerschule Das zur Körnerstraße gelegene, als ebenfalls siebenklassige Volksschule für Jungen erbaute Gebäude ist ein über Sockel verputzter zweigeschossiger Bau auf L-förmigem Grundriss, dessen liegend gelagerter Baukörper asymmetrisch gestaltet ist. Hier ist das linke Gebäudedrittel der zum Hof gerichteten Fassade besonders betont, da es den Eingang aufnimmt und dementsprechend von einem Dreiecksgiebel überfangen wird. Es handelt sich dabei um die Stirnseite des parallel zur Körnerstraße angeordneten Flügels, der mit einem Satteldach gedeckt ist, wohingegen die Hoffassade mit einem Mansarddach versehen ist. Diese Hauptansichtsseite ist ansonsten gegliedert durch die Vierergruppen der hochrechteckigen Klassenfenster mit geradem Sturz, deren einheitliches Format oberhalb des Eingangs zugunsten größerer Breite leicht variiert ist. Die Brüstungsfelder zwischen den Geschossen sind durch Rechteckfelder betont, ansonsten ist die Fassade bis auf den von einem gebrochenen Giebel überfangenen Eingang schmucklos. Kleine Dachgauben gliedern in regelmäßigen Abständen das Mansarddach. Als zweite Ansichtsseite nimmt der kürzere, insgesamt sechs Fensterachsen breite Flügel an der Körnerstraße die Wandgestaltung der Hofseite auf; auf einer geschlossenen Wandfläche im Obergeschoss ist eine Schmuckkartusche mit der Inschrift ERBAUT 1914 angebracht. Der Eingang ist über wenigen Treppenstufen unter Rundbogen eingenischt. Durch die alte zweiflügelige hölzerne Eingangstür in Rahmen-Füllungsbauweise mit Glasfenstern und senkrecht gesprosstem halbrunden Oberlicht gelangt man in das Innere, welches wie im anderen Gebäude einhüftig angeordnet ist. Im Erdgeschoss befinden sich drei, im Obergeschoss vier Klassenzimmer; die heutige Aula mit teilweise offen liegendem Dachwerk im Mansard-Dachgeschoss ist im Entwurfsplan als Turnraum bezeichnet. Direkt neben dem Eingang sah der Entwurf im Erdgeschoss Lehrer- und Rektorzimmer vor. Das gegenüber dem Eingang gelegene Treppenhaus (Treppe mit Steinstufen, gerade, zweiläufig mit Wendepodest) ähnelt dem der ehem. Klosterschule, mit gleichen Ornamenten im Metall-Brüstungsgeländer und schönem hölzernen Handlauf auf winkelförmigen Trägern mit Rosettenmotiv. Auch hier sind etwas schmucklosere Rahmen-Füllungstüren und z. T. alte Fenster erhalten. Im Obergeschoss gibt es im Flur noch einen Trinkbrunnen. Der Keller ist nicht zu Unterrichtsräumen ausgebaut. Auf dem Schulhof ist dem Schulhaus ein kleines, heute etwas purifiziertes Abortgebäude mit steilem Satteldach beigestellt. Architekturgeschichtliche Würdigung und Denkmalwert Werner Mellen vergleicht in seinem Aufsatz über Stadtbaumeister Frielingsdorf die beiden Schulgebäude wie folgt: „Im architektonischen Ausdruck ist durchaus eine Entwicklung erkennbar (…), obwohl zwischen beiden Entwürfen nur etwa sechs Jahre liegen. Der axiale Aufbau der Schule Klosterstraße wird an der Körnerstraße abgelöst von einer freieren Grundrissdisposition, der relativ reiche Fassadenschmuck mit leichten Anklängen von Jugendstilmotiven weicht zurückhaltenden Putzgliederungen in der Fassade der Körnerschule“ (Mellen, S. 217f). Die nicht mehr historistische, in sachlicher Weise jedoch weiter mit traditionellen Baukörpergliederungen und Formen arbeitende Gestaltung des Außenbaus an beiden Bauten entspricht der üblichen Praxis gemäßigt-konservativer Reformarchitektur vor dem Ersten Weltkrieg. Der Unterschied zu vorausgegangenen Formvorstellungen, wie sie z. B. in der neugotischen Backsteinarchitektur des Gymnasiums Wilhelmstraße verwirklicht sind, ist offensichtlich und wurde auch von Frielingsdorf herausgestellt (Frielingsdorf, S. 41). Gemäßigte Reformvorstellungen der maßgeblich von süddeutschen Bauschulen (z. B. Theodor Fischer in München u. Stuttgart) geprägten antihistoristischen Bewegung treten auch in der einhüftigen Grundrissanordnung zutage, die gegenüber der Mittelflur-Lösung als fortschrittlich zu bezeichnen ist. Die Ausrichtung der Klassenzimmer erfolgte bautypüblich nach Süd / Südwest, gleichzeitig treten die beiden Schulhäuser in der rechtwinkligen Stellung zueinander platzräumlich in Bezug. Besondere Erwähnung verdient die Prägnanz, mit der die Funktionalität des Inneren (Klassenräume, Flur, Treppenhaus) am Außenbau eindeutig abzulesen ist, ohne dass dies die baukünstlerische Gestaltung allein dominieren würde. Der Ausbau des Schulwesens zählt zu den zentralen Infrastrukturmaßnahmen der wachsenden Städte zwischen etwa 1850 und dem Ersten Weltkrieg. Auch in Viersen waren diese Jahre eine Hochphase des Schulbaus. Zwischen 1908 und 1914 entstanden nach Entwurf des Stadtbaumeisters Frielingsdorf die Schulen an Klosterstraße, Wilhelm- bzw. Heimbachstraße (evang. Volksschule; 1909), Regentenstraße (1911) und Körnerstraße. Mit ihnen kam der im 19. Jahrhundert begonnene Ausbau des Schulwesens aber auch vorläufig zu einem Ende. 1930 musste die Verwaltung (im Buch Deutschlands Städtebau: Viersen, Dülken, Süchteln) feststellen, dass nach dem Krieg in Viersen keine nennenswerten baulichen Entwicklungen auf diesem Gebiet mehr stattgefunden hatten. Erst die Grundschule in Hamm brachte wieder einen zeitgemäßen Neubau, dessen bemerkenswerte architektonische Gestaltung durch Willy Esser im Vergleich mit u. a. den beiden Schulhäusern an Kloster- und Körnerstraße einen auffälligen architektonischen Wandel verdeutlicht. Eugen Frielingsdorf (1869–1946) war von 1906 bis 1934 der erste Stadtbaurat in Viersen. Zuvor hatte er nach einem Studium an der renommierten Technischen Hochschule in Hannover ab 1902 im städtischen Hochbauamt in Köln gearbeitet, wo er bereits mit Schulbauten betraut gewesen war. Zahlreiche öffentliche Gebäude der seinerzeit wachsenden Stadt stammen aus seinem Büro, darunter neben der Festhalle auch die genannten Schulbauten. „An Eugen Frielingsdorfs Wirken in Viersen lässt sich exemplarisch ablesen, wie eine aufstrebende Mittelstadt den städtebaulichen und baulichen Aufgaben in den ersten Jahrzehnten unseres Jahrhunderts gerecht zu werden versuchte“ (Mellen, S. 221). Unabhängig davon handelt es sich bei beiden historischen Schulhäusern der heutigen Körnerschule um besonders qualitätsvoll gestaltete Zeugnisse der Architektur vor dem Ersten Weltkrieg. Als ehemalige Volksschule für Jungen und Mädchen im Zentrum Viersens sind die Gebäude Klosterstraße 8, heutige Gemeinschaftsgrundschule („Körnerschule“) bedeutend für Viersen. An Erhaltung und Nutzung der beiden historischen Hauptgebäude einschließlich Abortgebäuden und Wandelgang besteht ein öffentliches Interesse aus den genannten wissenschaftlichen, insbesondere architektur- und ortsgeschichtlichen Gründen. Sie sind daher insgesamt ein Baudenkmal gemäß § 2 (1) Denkmalschutzgesetz NW. | 1908–1909                            | 31. Mai 2001       | 410             |
| Offershof                                       | Offershof                                        | Süchteln Kölsumer Weg 4 Karte                                                        | Geschichte - 1547 erscheint im Zins- und Zehntregister des Pfarrhofs Süchteln Jan Offers. - 1613 Hinrich uf den Naffer - 1670 wird im Verzeichnis der Ländereien im Kirchspiel Süchteln Henrich Affers aufgeführt - 1893 Uwe Neuß Beschreibung Der nördlich des Kölsumer Weges gelegene Bauernhof ist als Vierseitanlage 1905/6 entstanden. Das Wohnhaus schließt die Vierseitanlage nach Westen ab. In der dorthin ausgerichteten Putzfassade des 2-geschossigen Backsteinbaus mit Krüppelwalmdach steigert sich der architektonische Ausdruck. Während die anderen Ansichten im Erd- und Obergeschoss eine wenig durchgearbeitete, unfertige Gliederung zeigen, glänzt die Westseite im Prunk einer Architektur, die ihre Herkunft als städtische nicht verbirgt. Weder die Struktur noch die Einzelformen erinnern an die Tradition des Vorgängerbaus, – die Vorbilder, die hier wiederkehren, sind in den selbstbewussten Villenbauten des zu Wohlstand gekommenen Bürgertums zu sehen. Die 5-achsige Fassade ist symmetrisch um die Mittelachse geordnet. Über dem Sockel imitiert die Putzfläche im Erdgeschoss Quaderwerk, das durch ein Ornamentfries abgeschlossen wird. Im Obergeschoss stehen profilierte, gerahmte Fenster auf einem kräftigen Brüstungssims, durch kleine Konsolen in dieses eingebunden. Den Abschluss unter der vorkragenden Traufe bildet ein Konsolgesims. Zur Betonung der Mitte werden aufwändigere Gestaltungsmittel notwendig. Um die original erhaltene Haustür mit Oberlicht ist ein Rundbogen in den risalitartig vorspringenden Gebäudeteil gearbeitet. Die Quaderung wird in der Oberfläche abwechselnd durch Rauputz variiert. Das Brüstungssims wird durch eine Scheinbalustrade, die einen dahinter liegenden Balkon vortäuschen soll, unterbrochen. Im Obergeschoss wird ein großes, halbrundes, abgeschlossenes Fenster von Pilastern und einem eigenen durch ein Wappen betontes Sims zu den Seiten hin abgeschlossen. Der Grundriss vertritt den häufig vorkommenden Typ der querrechteckigen Erschließung. Im Erdgeschoss ist ein nach Südosten gelegener Raum 1965 in eine Küche mit Schleuse umgebaut worden. Aus wissenschaftlichen, insbesondere architekturgeschichtlichen und ortsgeschichtlichen Gründen, liegen Erhaltung und Nutzung des Gebäudes gemäß § 2 (1) des Denkmalschutzgesetzes im öffentlichen Interesse. | 1905/1906                            | 1. Februar 1991    | 251             |
| Wohnhaus                                        | Wohnhaus                                         | Viersen Königsallee 2 Karte                                                          | Das zweigeschossige Gebäude mit Mezzanin und Satteldach ist Bestandteil einer Häuserzeile, die um 1900 an der Königsallee entsteht. Die originale Putzfassade, erdgeschossig in Bänderputz ausgeführt, erfährt durch feingliedrigen Stuckschmuck eine Betonung der Fenster. Die Fassade ist in 4 Achsen gegliedert, wobei die rechte Achse geringfügig zurückspringt. Das Erdgeschoss ist gekennzeichnet durch den Eingang, der von geometrischen Bändern umgrenzt und mit einem Flachbogen versehen ist. Der Eingang ist umgeben von jeweils einem Fenster. In der rechten Achse befindet sich die Hoftür. Im 1. Obergeschoss und im Mezzanin ist in jeder Achse ein Fenster angeordnet. Die Fensterseiten im Erd- und 1. Obergeschoss weisen Bänder mit geometrischen Formen auf. Der Kopf ist jeweils umgrenzt von einem Flachbogen. Die Fensterrollläden sind durch Blenden verdeckt, die eine Strukturierung aufweisen. Im Mezzaninbereich sind Stuckkassetten ausgebildet. Das Dachgesims ist ebenso wie die Fassade in einer schlichten Struktur gehalten. Der Grundriss des Hauses ist mit den Jahren immer mehr verändert worden. So sind in den Wohnräumen nur noch einige Stuckdecken anzutreffen. Diese weisen geometrische Bänder und florale Ornamente auf. Weiterhin ist noch vorhanden die ursprüngliche Holztreppe mit gedrechseltem Geländer und dem verzierten Anfangspfosten. Die Türen und Fenster sind neuzeitlich. Das Haus ist teilunterkellert. Der Keller weist ein Tonnengewölbe auf. Das Gebäude mit seiner schlichten ursprünglichen Putzfassade ist als Bestandteil der zwei- bis dreigeschossigen Häuserreihe mit historisierenden Schmuckformen im Ensemble zu sehen. Das Wohnhaus ist mit den benachbarten Häusern aus der Zeit als Zeugnis für die Stadtentwicklungsgeschichte zu betrachten. Aus wissenschaftlichen, insbesondere architekturgeschichtlichen, stadtentwicklungsgeschichtlichen und städtebaulichen Gründen liegen Erhaltung und Nutzung des Gebäudes gemäß § 2 (1) des Denkmalschutzgesetzes im öffentlichen Interesse. | 1869                                 | 1. Februar 1991    | 258             |
| Wohnhaus                                        | Wohnhaus                                         | Viersen Königsallee 4 Karte                                                          | Das Gebäude Königsallee 4 ist Bestandteil einer zweigeschossigen Häuserreihe, die um 1897/98 entstanden ist. Der Stadtbauplan von 1860 hat über diesen gesamten Zeitraum die Grundlage für die Entwicklung der Viersener Innenstadt angegeben. Trotz beträchtlicher Kriegszerstörung sind noch manche zusammenhängende Häuserzeilen aus der Zeit unmittelbar nach seinem Zustandekommen vorhanden, als einzelne Grundbesitzer, wie z. B. Pferdmenges im Bereich der Königsallee, die zunächst als Pferdmengestraße, dann als Alleestraße und schließlich – in Erinnerung an den Besuch Friedlich Wilhelms IV. – mit ihrem heutigen Namen bezeichnet wurde, eine größere Anzahl von Wohngebäude durchaus in spekulativer Weise errichteten. Planer dieser Häuser waren meist die örtlichen Maurer- oder Zimmerermeister, Schnitzler, Hansen, Frenken oder Cuylen. Die spätklassizistische vierachsige Fassadengestaltung erfährt eine horizontale Gliederung durch Sockel-, Stockwerk- und Sohlbankgesims. Das Kranzgesims ist reich gestaltet. Türe und Fenster sind im originalen Zustand erhalten. Im Inneren des Gebäudes sind die Stuckdecken mit Rosetten sowie Zimmertüren erhalten. Der Boden des Flurbereichs ist mit einem schwarzen Granit ausgestattet. Das Gebäude wird z. Z. erdgeschossig als Büro und obergeschossig zu Wohnzwecken genutzt. Aus wissenschaftlichen, insbesondere architekturgeschichtlichen sowie städtebaulichen und stadtbildprägenden Gründen stehen Erhaltung und Nutzung des Gebäudes gemäß § 2 (1) des Denkmalschutzgesetzes im öffentlichen Interesse. | 1897/1898                            | 14. September 1988 | 173             |
| Wohnhaus                                        | Wohnhaus                                         | Viersen Königsallee 5 Karte                                                          | Das zweigeschossige Gebäude mit Satteldach ist Bestandteil einer Häuserreihe, die um 1900 an der Königsallee entsteht. Die originale Putzfassade, erdgeschossig mit Bänderputz, erfährt durch Geschoss- und Sohlbankgesimse eine Gliederung zwischen Erd- und Obergeschoss. Das Haus weist einen reichen Fassadenschmuck auf, teils in geometrischer, teils in vegetabiler Ornamentik. Die Fassade des Gebäudes gliedert sich in 6 Achsen, wobei die jeweils Äußeren Eingangsachsen sind. Der Hauseingang liegt in der linken Achse und der Hofeingang in der rechten. Die Eingänge mit originalen Türen in klassizistischen Türrahmungen sind besonders hervorgehoben. Sie erfahren eine Pilastergliederung mit geometrischer und floraler Ornamentik. Über den Eingangsbereichen ist ein flacher vorgeblendeter Sturz mit Blütenfries zu finden und ein auskragendes Gurtgesims, das auf zwei Konsolen gelagert ist. Die Fenster im ersten Geschoss sind mit einem flachen Dreiecksgiebel überdeckt, der von zwei mit Blattwerk verzierten Konsolen getragen wird. Zwischen den Konsolen ist ein Blütenmotiv mit Blattornamenten zu sehen. Im Bereich der Fensterbrüstungen sind Stuckkassetten ausgebildet. Das Dachgesims ist auf Konsolen gelagert. Zwischen den Konsolen sind Kassetten und ein Zahnfries gearbeitet. Der Zahnfries ist ebenfalls unterhalb der Konsolen anzutreffen. Im Innern des Gebäudes sind alle Stuckdecken mit floralem und geometrischem Dekor im Original erhalten. Hervorzuheben ist die Decke im Herrenzimmer. Diese zeigt aufwändig gearbeitete vegetabile und geometrische Stuckornamente sowie eine Konsolenausbildung als Übergang der Wand zur Decke. Das Gebäude weist zwei Flurbereiche auf. Der eine Flur ist vom Haupteingang zugänglich. Dieser ist im Deckenbereich mit einem geometrischen Bändermotiv geschmückt und einem Wandpfeiler mit floralem Kapitell. Im zweiten Flur ist die original erhaltene Treppe zu finden, mit gedrechseltem Geländer und einem reich verzierten Anfangspfosten. Die farbigen Bodenfliesen sind ebenfalls im Original. Die Türen und Fenster sind im ursprünglichen Zustand. Der Hofdurchgang zeigt eine Fachwerkkonstruktion. Der Keller ist ganz unterkellert und weist Tonnengewölbe auf. Bauherr des Hauses Königsallee 5 ist August Lingenbrink. Dieser ist entsprechend der Tradition der Familie Lingenbrink in der Leinen-, Seiden- und Baumwollweberei tätig. So entsteht um 1900 neben der Fabrik am Klosterweiher die Spinnereifabrik hinter dem Gartengrundstück Königsallee 5, wo heute ein Teil des Stadtgartens ist. Die Lingenbrinks sind Anfang des 19. Jahrhunderts maßgeblich an der Geschichte der Viersener Textilindustrie beteiligt. Im Jahre 1834 wird von der Fa. Eyring & Lingenbrink die erste Dampfmaschine mit 7 PS in Viersen im Baumhof des ehemaligen Klosters aufgestellt. Durch den Einsatz dieser ersten Viersener Dampfmaschine beginnt praktisch der Übergang von der Handfertigung (Manufaktur) zur ersten mechanischen Fabrikation. Der Inhaber Mathias Arnold Lingenbrink ist neben seiner kaufmännischen Tätigkeit noch im Gemeinderat bis 1868 tätig. Seine kleine Fabrik besitzt einen der zwei in Viersen zur damaligen Zeit bestehenden Fabrikschornsteine. Um 1848 wird die Fabrik Lingenbrink & Vennemann gegründet. Mitinhaber ist August Lingenbrink. Die Fabrikinhaber nehmen die Produktion von Seiden und Seidenwaren auf. Im Jahr 1860 ist August Lingenbrink Mitbegründer der Viersener Aktiengesellschaft für Spinnerei und Weberei. Bis zu seinem Tode im Jahre 1903 ist er maßgeblich an der weiteren Technisierung der Leinen-, Seiden- und Baumwollweberei beteiligt. Heute (1990) existieren nur noch kleine Reste der ehemaligen Größe der Viersener Textilindustrie. Somit ist auch die berufliche Tradition der Lingenbrinks in der Textilbranche beendet. Denn in der heutigen Zeit ist kein Nachkomme bzw. Mitglied der Familie Lingenbrink mehr in der Textilindustrie beschäftigt. Die aufwändige zeittypische Fassadengestaltung ist kennzeichnend für die Königsallee, wo sich in unmittelbarer Nachbarschaft eine Reihe von gut erhaltenen Stadthäusern im Ensemble präsentieren. Darüber hinaus gehört es zu den Häusern, die schon durch ihre Größe auf einen wohlhabenden Bauherren schließen lassen. Das zeigt sich einmal in der sechsachsigen Fassadengestaltung und zum anderen durch die großzügig gestalteten Innenräume. Aus wissenschaftlichen, insbesondere architekturgeschichtlichen, stadtentwicklungsgeschichtlichen und städtebaulichen Gründen liegen Erhaltung und Nutzung des Gebäudes gemäß § 2 (1) des Denkmalschutzgesetzes im öffentlichen Interesse. | 1877                                 | 12. Juli 1977      | 273             |
| Wohnhaus                                        | Wohnhaus                                         | Viersen Königsallee 6 Karte                                                          | Die Fassade des Hauses gliedert sich in 6 Achsen, wobei ein 2-geschossiges Doppelhaus mit Satteldach in einer Reihe spätklassizistischer Häuser.die Eingänge jeweils den äußeren Achsen zugeordnet sind. Die Eingänge in Haus Königsallee 8, noch mit originaler Türe, in klassizistischen Türumrahmungen mit Pilastergliederung und figürlichen Kapitellen, sind besonders hervorgehoben. Die Fenster sind maßstäblich den ursprünglichen nachempfunden. Ein reich gestaltetes Kranzgesims leitet zum Dach über. Die Rückseite, in Backsteinen errichtet, wurde gestrichen. Die Fenster sind ebenfalls erneuert, den originalen nachempfunden. Im Inneren sind im Flur einfache Stuckkehlfriese sowie die schlichte Holztreppe im originalen Zustand erhalten. Die alten Heizkörper sind teilweise noch vorhanden. Der Stadtbauplan von 1860 war die Grundlage für die Entwicklung der Viersener Innenstadt. Die zusammenhängende Häuserzeile aus der Zeit nach seinem Zustandekommen blieb erhalten und ist soweit auch Zeugnis der Stadtentwicklungsgeschichte. Aus wissenschaftlichen, insbesondere architekturgeschichtlichen, stadtentwicklungsgeschichtlichen wie auch städtebaulichen Gründen liegen Erhaltung und Nutzung des Gebäudes gemäß § 2 (l) des Denkmalschutzgesetzes im öffentlichen Interesse. | unbekannt                            | 14. September 1988 | 171             |
| Wohnhaus                                        | Wohnhaus                                         | Viersen Königsallee 8 Karte                                                          | Bei dem Gebäude handelt es sich um ein 2-geschossiges Doppelhaus mit Satteldach in einer Reihe spätklassizistischer Häuser. Die Fassade des Hauses gliedert sich in 6 Achsen, wobei die Eingänge jeweils den äußeren Achsen zugeordnet sind. Die Eingänge in Haus Königsallee 8, noch mit originaler Türe, in klassizistischen Türumrahmungen mit Pilastergliederung und figürlichen Kapitellen, sind besonders hervorgehoben. Die Fenster sind maßstäblich den ursprünglichen nachempfunden. Ein reich gestaltetes Kranzgesims leitet zum Dach über. Im Inneren des Gebäudes sind nahezu alle Stuckdecken in den Räumen mit floralem Dekor erhalten. Der Flurbereich mit den farbigen Bodenfliesen, der Holztreppe mit gedrechseltem Geländer und den Stuckierungen muss als insgesamt Original betrachtet werden. Die Türen mit Rahmen und Füllung sowie eine Schiebetür mit Lichtfenster als auch die Stuckdecken sind vermutlich einem Umbau um die Jahrhundertwende zuzuordnen. Weiter sind hier einzelne Heizkörper mit floralem Dekor erhalten. Der Keller des Hauses ist von einem Gewölbe überspannt. Das Gebäude mit seiner schmuckvollen Fassadengestaltung ist als Bestandteil der 4- und 6-achsigen Häuserreihe in spätklassizistischen Stil errichtet, auch im Ensemble zu sehen. Der Stadtbauplan von 1860 war die Grundlage für die Entwicklung der Viersener Innenstadt. Die zusammenhängende Häuserzeile aus der Zeit nach seinem Zustandekommen blieb erhalten und ist soweit auch Zeugnis der Stadtentwicklungsgeschichte. Aus wissenschaftlichen, insbesondere architekturgeschichtlichen, stadtentwicklungsgeschichtlichen wie auch städtebaulichen Gründen liegen Erhaltung und Nutzung des Gebäudes gemäß § 2 (1) des Denkmalschutzgesetzes in öffentlichem Interesse. | vor 1874                             | 14. September 1988 | 172             |
| Wohnhaus                                        | Wohnhaus                                         | Viersen Königsallee 18 Karte                                                         | Das dreigeschossige Haus mit Satteldach gliedert sich in vier Achsen. Die originale Putzfassade, erdgeschossig mit Binderputz und in den oberen Geschossen mit Stuckschmuck zur Betonung der Fenster versehen, erfährt durch Geschoss- und Sohlbankgesims eine Trennung zwischen Erd- und Obergeschoss. Fenster und Tür des Hauses sind modernisiert. Gartenseitig schließt ein langgestreckter Flügel an. Das Innere des Hauses ist bis auf geringfügige Änderungen weitgehend original erhalten. So befindet sich im Flur der originale Bodenbelag sowie die Holztreppe und Stuckdecken im Originalzustand. Bemerkenswert ist hier die Ausbildung der Konsolen mit „Engelchen“, die Zwischenpodeste tragen. Des Weiteren sind die Zimmertüren mit Rahmen und Füllung sowie verschiedene Stuckdecken mit Rosetten im Originalzustand erhalten. Das Gebäude mit seiner schlichten ursprünglichen Putzfassade ist als Bestandteil der zwei- bis dreigeschossigen Häuserreihe mit historisierenden Schmuckformen im Ensemble zu sehen. Der Stadtbauplan von 1860 war die Grundlage für die Entwicklung der Viersener Innenstadt. Diese zusammenhängende Häuserzeile aus der Zeit nach seinem Zustandekommen blieb erhalten und ist somit auch Zeugnis der Stadtentwicklungsgeschichte. Aus wissenschaftlichen, insbesondere architekturgeschichtlichen, stadtentwicklungsgeschichtlichen wie auch städtebaulichen Gründen liegen Erhaltung und Nutzung des Gebäudes gemäß § 2 (l) des Denkmalschutzgesetzes im öffentlichen Interesse. | unbekannt                            | 14. September 1988 | 170             |
| Wohnhaus                                        | Wohnhaus                                         | Viersen Königsallee 18 a Karte                                                       | Das dreigeschossige Haus mit Satteldach gliedert sich in vier Achsen. Die originale Putzfassade, insgesamt mit Bändern überzogen, erfährt durch feingliedrigen Stuckschmuck eine besondere Betonung der Fenster. Ein dreiseitiger Erker im Obergeschoss überdeckt den Eingang. Die Fenster wurden modernisiert. Die Eingangstüre befindet sich im ursprünglichen Zustand. Im Inneren sind die Räume durch abgehängte Decken teilweise verändert. Zum Garten ist erdgeschossig ein Erker angegliedert. Die Holztreppe im Flur sowie Stuckdecke und Türen sind im ursprünglichen Zustand erhalten geblieben. Ebenso sind die alten Heizkörper noch insgesamt vorhanden. Das Haus mit seiner schmuckvollen, originalen Fassadengestaltung ist als Bestandteil der zwei- bis dreigeschossigen Häuserreihe mit historisierenden Schmuckformen im Ensemble zu betrachten. Der Stadtbauplan von 1860 war die Grundlage für die Entwicklung der Viersener Innenstadt. Diese zusammenhängende Häuserzeile aus der Zeit nach seinem Zustandekommen blieb erhalten und ist somit auch Zeugnis der Stadtentwicklungsgeschichte. Aus wissenschaftlichen, insbesondere architekturgeschichtlichen, stadtentwicklungsgeschichtlichen wie auch städtebaulichen Gründen liegen Erhaltung und Nutzung des Gebäudes gemäß § 2 (l) des Denkmalschutzgesetzes im öffentlichen Interesse. | unbekannt                            | 3. Juni 1987       | 150             |
| Wohnhaus                                        | Wohnhaus                                         | Viersen Königsallee 18 b Karte                                                       | Das stattliche Wohnhaus ist Bestandteil einer 2- bis 3-geschossigen Häuserreihe, die Ende des 19. Jahrhunderts entstanden ist. „Der Stadtbauplan von 1860 hat über diesen gesamten Zeitraum die Grundlage für die Entwicklung der Viersener Innenstadt angegeben. Trotz beträchtlicher Kriegszerstörung sind noch manche zusammenhängende Häuserzeilen aus der Zeit unmittelbar nach seinem Zustandekommen vorhanden, als einzelne Grundbesitzer, wie z. Beispiel Pferdmenges im Bereich der Königsallee, die zunächst als Pferdmengestraße, dann als Alleestraße und schließlich in Erinnerung an den Besuch Friedrich Wilhelms IV. mit ihrem heutigen Namen bezeichnet wurde, eine größere Anzahl von Wohngebäuden durchaus in spekulativer Weise errichteten. Planer dieser Häuser waren meist die örtlichen Maurer oder Zimmermeister: Schnitzler, Hansen, Frenken oder Cuylen.“ Das 2geschossige Haus mit Mezzanin gliedert sich in 4 Achsen, wobei die Eingangsachse mit einem 2seitigen Erker über die beiden oberen Geschosse besonders hervorgehoben wird. Die Fassade mit aufwändigen historisierenden Schmuckformen ist erdgeschossig in Bänderputz und im Obergeschoss in Quaderputz ausgeführt. Eine Trennung erfolgt durch Geschoss- und Sohlbankgesims, wobei der Zwischenraum hier unter den Fenstern mit Fischblasen aufgefüllt ist. Die Fenster im Erdgeschoss mit einem Stichbogen überspannt, sind im Obergeschoss übergiebelt. Die originale Eingangstüre mit stark strukturiertem Schnitzwerk ist im Originalzustand erhalten. Das Innere des Gebäudes muss als insgesamt erhalten betrachtet werden. So befinden sich im Eingangsbereich die ursprüngliche Holztreppe mit gedrechseltem Geländer und der originale Fliesenboden mit weißen achteckigen und schwarzen quadratischen Zwischenstücken. Die Räume sind mit Stuckdecken und den originalen Türen erhalten. Der Keller ist mit einer Kappendeckenkonstruktion überspannt. Das Haus bezieht seinen Denkmalwert durch sein originales Äußeres wie auch durch die bis auf wenige Details unveränderte Innenausstattung und veranschaulicht so den Stil des Historismus im Einklang zwischen der Fassade und dem Innenraum. Weiterhin ist es im Zusammenhang mit den benachbarten Häusern in dieser Zeile als eine selten gewordene Einheit auch im Ensemble zu sehen. Aus wissenschaftlichen, insbesondere architekturgeschichtlichen, stadtentwicklungsgeschichtlichen wie auch städtebaulichen Gründen liegen Erhaltung und Nutzung des Gebäudes gemäß § 2 (1) Denkmalschutzgesetz im öffentlichen Interesse. | Ende 19. Jh.                         | 26. September 1986 | 139             |
| Wohnhaus                                        | Wohnhaus                                         | Viersen Königsallee 20 Karte                                                         | Das zweigeschossige Gebäude mit Mezzanin und Satteldach ist Bestandteil einer Häuserreihe, die um 1900 an der Königsallee entsteht. Die originale Putzfassade mit barockem Dekor erfährt durch den stark strukturierten Bänderputz des Erdgeschosses sowie Gurt- und Sohlbankgesimse eine Gliederung. Die Fassade ist in 3 Achsen gegliedert, die rechte ist gleichzeitig auch Eingangsachse. Die Eingangstür ist im Original erhalten und mit floraler und geometrischer Ornamentik geschmückt. Der Eingang und die Erdgeschossfenster weisen geometrische Bänder und einen Flachbogen auf. In den äußeren Gebäudeachsen ist der Flachbogen mit einem Rocailleornament verziert und zeigt in der Gebäudemittelachse eine figurierte Schmuckform. Die Fassade erfährt eine Betonung der mittigen Achse. Über einem erdgeschossigen Fenster kragt im Obergeschoss ein dreiseitiger Fenstererker aus. Dieser ist im Brüstungsbereich geprägt durch ein aus Balustern gebildetes, durchbrochenes Stuckgeländer (Balustrade) und einem auskragenden Gurtgesims, das auf zwei Konsolen gelagert ist. Der Fenstererker findet seinen Abschluss in einem flachen Karniesbogen mit barocken Schmuckformen. Die danebenliegenden Fenster gleichen der Gestalt des Fenstererkers in vereinfachter Form. Die Fenster im Mezzanin sind von geometrischen Bändern umgrenzt und weisen, wie auch die Fenster im 1. Obergeschoss, Rocailleornamente auf. Das Dachgesims ist auf Konsolen gelagert. Zwischen den Konsolen ist ein Zahnfries ausgebildet. Im Innern des Gebäudes sind einige Stuckdecken mit floraler und geometrischer Ornamentik erhalten. Der Flurbereich mit den farbigen Bodenfliesen und der aufwändig gearbeiteten Holztreppe mit gedrechseltem Geländer muss als Original betrachtet werden. Die Holztreppe zeigt einen reich verzierten Anfangspfosten mit floraler Ornamentik. Ein Großteil der Innentüren sind im Originalzustand. Hervorzuheben ist zwischen dem Windfang und dem Flur die zweiflügelige Rahmenfüllungstür mit Flachbogenausbildung und Laterneneinsatz. Die Fenster sind neuzeitlich. Der Keller weist ein Tonnengewölbe auf. Das Gebäude mit seiner schmuckvollen Fassadengestaltung ist im Zusammenhang mit benachbarten Gebäuden im Ensemble, das hier das Straßenbild prägt, zu betrachten. Der Stadtbauplan von 1860 ist die Grundlage für die Entwicklung der Viersener Innenstadt. Diese zusammenhängende Häuserzeile aus der Zeit nach seinem Zustandekommen ist erhalten und somit auch Zeugnis der Stadtentwicklungsgeschichte. Aus wissenschaftlichen, insbesondere architekturgeschichtlichen, stadtentwicklungsgeschichtlichen und städtebaulichen Gründen liegen Erhaltung und Nutzung des Gebäudes gemäß § 2 (1) des Denkmalschutzgesetzes im öffentlichen Interesse. | 1891                                 | 12. Juli 1991      | 274             |
| Wohnhaus                                        | Wohnhaus                                         | Viersen Königsallee 22 Karte                                                         | Das zweigeschossige Gebäude mit Mezzanin und Satteldach ist Bestandteil einer Häuserreihe, die um 1900 an der Königsallee entsteht. Die Backsteinputzfassade mit historistischem Dekor erfährt durch den stark strukturierten Bänderputz des Erdgeschosses sowie Geschoss- und Sohlbankgesimse eine horizontale Gliederung. Die Fassade ist in 3 Achsen gegliedert, die linke ist gleichzeitig auch Eingangsachse. Die Eingangstür ist im Original erhalten und weist florale und geometrische Ornamentik auf. Blickfang der Straßenfassade ist die Fensterreihe im 1. Obergeschoss, wobei das mittige Fenster mit aufwändigen historisierenden Schmuckformen ausgeführt ist. Das Fenster ist umrahmt von Pilastern, die floralen Schmuck aufweisen. Den oberen Abschluss bildet ein Kielbogen mit Muschelwerk. Die jeweils seitlichen Fenster sind von geometrischen Bändern umgrenzt. Die Fenster sind mit flachen Dreiecksgiebeln überdeckt. Unterhalb der 3 Fenster befindet sich eine verschiedene Ornamentik, teils floral und figürlich, teils geometrisch. Das Dachgesims ist auf Konsolen gelagert. Zwischen den Konsolen sind Kassetten gearbeitet. Im Inneren des Gebäudes sind alle Stuckdecken mit floralem Dekor und Rosetten erhalten. Der Flurbereich mit den farbigen Bodenfliesen und der aufwändig gearbeiteten Holztreppe mit gedrechseltem Geländer muss als Original betrachtet werden. Die Holztreppe zeigt einen reich verzierten Anfangspfosten, mit figürlicher und floraler Ornamentik. Die Treppenpfosten auf den einzelnen Podesten sind mit verschiedenartigen Ornamenten geschmückt. Ebenso sind die Innentüren als Kassettenfüllungstüren ursprünglich vorzufinden. Der Keller weist ein Tonnengewölbe auf. Das Gebäude mit seiner schmuckvollen Fassadengestaltung ist im Zusammenhang mit benachbarten Gebäuden im Ensemble, das hier das Straßenbild prägt, zu betrachten. Der Stadtbauplan von 1860 war die Grundlage für die Entwicklung der Viersener Innenstadt. Diese zusammenhängende Häuserzeile aus der Zeit nach seinem Zustandekommen ist erhalten und somit auch Zeugnis der Stadtentwicklungsgeschichte. Aus wissenschaftlichen, insbesondere architekturgeschichtlichen, stadtentwicklungsgeschichtlichen und städtebaulichen Gründen liegen Erhaltung und Nutzung des Gebäudes gemäß § 2 (1) des Denkmalschutzgesetzes im öffentlichen Interesse. | 1891                                 | 1. Februar 1991    | 263             |
| Wohnhaus                                        | Wohnhaus                                         | Viersen Königsallee 22 a Karte                                                       | Das Wohngebäude ist zweigeschossig mit ausgebautem Dachgeschoss in zwei Achsen errichtet, wobei die rechte Achse als Eingangsachse geringfügig zurückspringt. Die originale Putzfassade mit historistischem Dekor, erfährt durch den stark strukturierten Bänderputz des Erdgeschosses sowie Geschoss- und Sohlbankgesimse eine Gliederung. Die originale Hauseingangstür weist geometrische Formen auf, ein Blütenornament und ein mit Sprossen unterteiltes Oberlicht. Für den Eingangsbereich und dem danebenliegenden Erdgeschossfenster wird die Form eines Rundbogens gewählt. Die Fassade erfährt eine Betonung in der linken Achse. Über einem erdgeschossigen Fenster kragt im Obergeschoss ein eckiger Fenstererker aus. Dieser wiederum findet seinen Abschluss in einem barocken Ziergiebel. Ferner ist der Erker im Brüstungsbereich mit vegetabiler Ornamentik geschmückt. Das danebenliegende Fenster gleicht der Struktur des Fenstererkers in vereinfachter Form und zeigt im Brüstungsbereich und über dem Geschossgesims eine Wappenornamentik und florale Schmuckformen. Der Ziergiebel ist geschmückt mit verschiedenartiger Ornamentik, zum einen geometrisch und zum anderen vegetabil. Hervorzuheben ist das Blüten- und Blattfries. Die danebenliegende eingeschleppte Dachgaube zeigt ebenfalls barocke Anklänge. Das Dachgesims ist nur in der rechten Achse ausgebildet. Unterhalb des Dachgesims ist ein Blüten- und Blattfries zu finden mit einem mittig liegenden Wappenornament. Der Grundriss des Hauses ist nahezu unverändert. So befinden sich im Flur noch die ursprüngliche Holztreppe mit gedrechseltem Geländer und der reich verzierte Anfangspfosten. Ebenso erhalten sind die farbigen Bodenfliesen und die Holzinnentüren. Sehr repräsentativ zeigen sich die Stuckdecken im Erdgeschoss mit ihrer verschiedenartigen Ornamentik, zum einen geometrisch und zum anderen vegetabil. Die Fenster sind neuzeitlich. Der Keller ist teilunterkellert und weist ein Tonnengewölbe auf. Das Haus Königsallee 22a stellt ein Glied der Häuserreihe dar, das als Ensemble betrachtet wird. Die zeittypische aufwändige Fassadengestaltung kennzeichnet den zeitgenössischen Bautyp des stattlichen Wohnhauses, das hier das historische Stadtbild widerspiegelt. Aus wissenschaftlichen, insbesondere architekturgeschichtlichen, stadtentwicklungsgeschichtlichen und städtebaulichen Gründen liegen Erhaltung und Nutzung des Gebäudes gemäß § 2 (1) des Denkmalschutzgesetzes im öffentlichen Interesse. | 1905                                 | 12. Juli 1991      | 275             |
| Wohnhaus                                        | Wohnhaus                                         | Viersen Königsallee 24 Karte                                                         | Das Gebäude ist mit dem 1897 errichteten Eckgebäude zur Bahnhofstraße als eine Einheit zu betrachten. Ebenso ist es Bestandteil der 2-3-geschossigen Häuserzeile, die das Erscheinungsbild der Königsallee prägen. Das Haus mit Backsteinputzfassade wird einschließlich Mansardenetage 3-geschossig errichtet und in 3 Achsen mit mittigem Eingang gegliedert. Besonders hervorgehoben wird die Fassade durch die Bebauung der linken Achse. Hier wird erdgeschossig in die ehemalige Durchfahrt ein großes Fenster eingebaut und darüber errichtet sich ein „repräsentativer“ Balkon. Zum Dach bildet ein Giebel, der auf zwei Lisenen ruht, den Abschluss der Achse. Eine kräftige horizontale Gliederung, des im Erdgeschoss in Quaderputz gehaltenen Gebäudes, wird durch Haupt-, Fensterbank- und einem stark strukturierten Kranzgesims erreicht. Das Obergeschoss ist mit einem gelben Backstein verblendet. Die Gliederung der Fassade setzt sich im Eckgebäude fort. Das Innere des Hauses ist intensiv modernisiert. Das Haus mit seinen historisierenden Schmuckformen wird sowohl als zugehörig zu dem repräsentativen Eckgebäude als auch als Mitglied im Ensemble gesehen. Die Königsallee in ihrer Gesamtheit steht als Zeugnis für die Stadtentwicklungsgeschichte. Das Haus Königsallee 24 stellt ein gut erhaltenes Beispiel der repräsentativsten Häuserzeile Viersens dieser Bauepoche dar. Aus wissenschaftlichen, insbesondere architekturgeschichtlichen und stadtentwicklungsgeschichtlichen Gründen stehen Erhaltung und Nutzung des Gebäudes gemäß § 2 (1) des Denkmalschutzgesetzes im öffentlichen Interesse. | 1897                                 | 20. Juni 1989      | 201             |
| ev. Gemeindehaus Viersen                        | ev. Gemeindehaus Viersen                         | Viersen Königsallee 26 Karte                                                         | Geschichte Kurz vor Kriegsende, am 24. Februar 1945, wurde das alte 1889 erbaute evangelische Gemeindehaus durch Bomben total zerstört. Bereits im Juli 1946 fasst das Presbyterium den Beschluss, an derselben Stelle ein neues Gemeindehaus nach Plänen des Viersener Architekten W. Esser zu errichten, den alten Maßen angepasst. Durch Gemeindezuwachs und neuen Grundstückserwerb verzögerte sich das Projekt, bis man im Januar 1953 auf die alten Planungen zurückgreift und den Grundstein zum Neubau an alter Stelle legt. Bereits 1950 war der Kindergarten im hinteren Teil des Geländes ebenfalls von Esser neugebaut worden. Am 14. November 1954 wird das neue evangelische Gemeindehaus eingeweiht. Lage und Beschreibung Das Objekt liegt im östlichen Zentrum Viersens parallel zwischen Hauptstraße und Freiheitsstraße neben dem Rathaus. Es handelt sich um einen zweigeschossigen Gebäudekomplex, der als Eckbau zur Poststraße ausgerichtet ist, bestehend aus dem Saalbau und zweieinhalbgeschossigen Wohnhaus mit Hausmeisterwohnung. Das Gebäude besteht aus Klinker mit Kalksandsteinverblendungen und -gewänden. Im Grundriss stellt sich das Gebäude als ein rückwärtig gestufter Winkelbau dar. Der Saalbau ist zur Straße symmetrisch gegliedert mit erhöhtem Mitteltrakt und seitlich flankierenden Eingangsbauten. Das flache Walmdach über dem Saal wird als Flachdach wahrgenommen, wodurch der Eindruck eines kubisch gestaffelten Baukörpers entsteht. Strenge Axialität kennzeichnet den Bau. Die Fassaden werden gegliedert durch Zusammenfassung der hochrechteckigen Fenster und Eingänge durch Kalksandsteinrahmungen, die beim Saal als Scheinskelett erscheinen. Dem horizontal ausgerichteten Baukörper antworten als Kontrast die Vertikalen der Fenster und Rahmungen. Die Eingänge treten aus der Flucht leicht hervor. Der Haupteingang ist gekennzeichnet durch drei Treppenstufen und einen schlichten Balkon. Gegenüber dem Haupteingang liegt an der Rückseite ein gleichartiger Ausgang. An den Saalbau schließt sich unmittelbar das Wohnhaus an, dessen Treppenhaus noch zum Baukörper des Saalbaus gehört. Das schlichte vierachsige Gebäude ordnet sich dem Saalbau unter. Das Mezzanin ist durch drei Rundfenster gekennzeichnet, ein Motiv, das sich im Erdgeschoss des Saalbaus wiederholt und die strenge Fassade auflockert. Die Innenstruktur ist klar gegliedert und bereits am Außenbau ablesbar. Hinter dem Windfang des Haupteingangs öffnet sich die Halle, gleichsam dreischiffig durch Säulen gegliedert, hinter denen sich beidseitig Garderoben befinden. Rückwärtig öffnet sich über drei Stufen das zentrale Treppenhaus, zweiarmig geschwungen. In der Achse liegt der rückwärtige Ausgang. Im Erdgeschoss schließen sich nach links Vereins- und Sanitärräume an. Das Obergeschoss beherbergt als Kernstück den großen Saal mit Orgelempore und Podium. Die geschweifte Empore wird von rabbitzverschalten Eisensäulen getragen. Die Wände sind türhoch holzvertäfelt, die Fenstergewände holzverschalt. Die Eisensprossenfenster sind original. Die Decke ist einfach gekehlt. Durch eine Holzfalttür unter der Empore ist der Hauptsaal mit dem kleinen Saal verbunden, der über der Eingangshalle liegt. Flankierende Türen neben dem Podium schaffen die Verbindung zum Wohnhaus, das hier im Obergeschoss Umkleideräume und Kaffeeküche beherbergt. Das gesamte Gebäude zeichnet sich durch eine selten gut erhaltene Originalausstattung aus, die atmosphärisch die Erbauungszeit nachempfinden lässt. Angefangen von den Fußböden, über Fenster, Türen, Griffen, Geländer, Vertäfelungen bis hin zu den Beleuchtungskörpern, die ein breites Spektrum an Lampen aus den 50er Jahren aufweisen. Begründung des Denkmalwertes I.1. Das Objekt ist bedeutend für die Geschichte des Menschen als Beispiel für den Typus des von der Kirche separierten Gemeindezentrums für gemeindliche Veranstaltungen. Diese Art der kirchlichen Bautätigkeit geht im evangelischen Bereich auf das späte 19. Jahrhundert zurück und stellt eine gesonderte Bauaufgabe im evangelischen Bauen dar. I.2 Das Objekt ist bedeutend für die Stadt Viersen, da es ein Zeugnis evangelischen Lebens in der Stadt ist. Eine evangelische Gemeinde ist in Viersen seit 1633 nachweisbar, jedoch in der katholischen Enklave ohne Kirche und Seelsorger. Während des spanischen Erbfolgekrieges erhielt Viersen 1705 seinen ersten evangelischen Pastor, 1718 folgt der erste Kirchenbau, dem 1877 die neue evangelische Kirche an der Hauptstraße folgt. 1889 wird das erste Gemeindehaus – ein frühes Beispiel dieser Gattung – gebaut, dessen Tradition das in Rede stehende Objekt an gleicher Stelle fortführt. II. Für die Erhaltung und Nutzung des Objektes liegen 1. architekturgeschichtliche Gründe vor. Das Gebäude ist der traditionellen Richtung der 50er Jahre verpflichtet. Es geht auf die Tradition der Heimatschutzbewegung im Umkreis des Deutschen Werkbundes vor dem Ersten Weltkrieg zurück, die die schlichte, einfache Form in heimatgebundenen Materialien bevorzugte und sich über die Architektur des Dritten Reiches fast nahtlos bis in die 50er Jahre fortsetzte. Innovationen im Sinne des „Nierenstils“ wurden nicht aufgenommen, vielmehr konsequent bis ins Detail am „biederen“ Traditionalismus festgehalten. In dieser reinen und original erhaltenen Art beansprucht das Objekt fast Seltenheitswert. 2. Für die Erhaltung und Nutzung liegen städtebauliche Gründe vor. Das Objekt liegt auf einem Eckgrundstück im Zentrum Viersens und hebt sich durch seine markante kubische Gestalt im Straßenraum hervor, ohne jedoch die Maßstäblichkeit zu sprengen. 3. Für die Erhaltung und Nutzung liegen ortsgeschichtliche Gründe vor, da das Gebäude im Verband mit der evangelischen Kirche die evangelische Tradition bis in die Nachkriegszeit in Viersen dokumentiert (s. a. I,2). Nach dem Kriege hatte sich die Zahl der evangelischen Gemeindemitglieder durch Zuzug von Flüchtlingen verdreifacht. Darüber hinaus ist es ein gut erhaltenes Zeugnis des für Viersen bedeutenden Architekten Wilhelm Esser, der zahlreiche Bauten in Viersen errichtete und auch damit Bautradition in Viersen geschrieben hat (u. a. Stadtbad 1906). Zusammenfassend ist festzuhalten, dass das evangelische Gemeindehaus in Viersen gem. § 2 DSchG NRW bedeutend ist für die Geschichte des Menschen und für die Stadt Viersen und für seine Erhaltung und Nutzung architekturgeschichtliche, städtebauliche und ortsgeschichtliche Gründe vorliegen. | 1954                                 | 19. Februar 1992   | 403             |
| Wohnhaus                                        | Wohnhaus                                         | Viersen Königsallee 27 Karte                                                         | Das zweigeschossige Gebäude mit Satteldach ist Bestandteil einer Häuserreihe, die um 1900 an der Königsallee entsteht. Die originale Putzfassade mit historistischem Dekor erfährt durch den stark strukturierten Bänderputz des Erdgeschosses sowie Gurt- und Sohlbankgesimse eine horizontale Gliederung. Dies wird unterstrichen durch die geometrischen und muschelähnlichen (Muschelwerk) Schmuckformen zwischen Erd- und l. Obergeschoss. Die Fassade ist in 5 Achsen gegliedert, wobei die mittlere Achse gleichzeitig Eingangsachse ist und im Obergeschoss geringfügig vorspringt. Der Eingang erfährt eine Pilastergliederung mit geometrischer und floraler Ornamentik. Der Eingangsbereich ist überdeckt mit einem auskragenden Gurtgesims, das auf zwei Konsolen gelagert ist. Unter dem Gurtgesims ist ein Konsolenfries ausgebildet. Die Fenster im Erdgeschoss weisen geometrische Gewände auf. Im Obergeschoss sind die Fenster mit geometrischen Schmuckformen verziert und einem Gesims überdeckt. Hervorzuheben sind die Stuckornamente des in der Gebäudemittelachse liegenden Fensters. Der Fensterkopf ist mit einem vorgesetzten Stuckbogen versehen, der auf zwei Konsolen gelagert ist. Beide Schmuckformen weisen vegetabile Ornamentik auf, wobei die Akroterieornamente des Stuckbogens besonders hervorzuheben sind. Zwischen Stuckbogen und Fenster ist ein figuriertes Ornament, ein in einem Kreis liegender Mädchenkopf zu sehen. Das Dachgesims ist auf mit Blattwerk verzierten Konsolen gelagert. Diese weisen in ihren Zwischenräumen Blütenornamente auf. Unterhalb der Konsolen ist ein Zahnfries gearbeitet. Im Innern des Gebäudes sind einige Stuckdecken mit geometrischem und floralem Dekor erhalten. Der Keller ist teilunterkellert und weist ein Tonnengewölbe auf. Die ursprüngliche Nutzung im 2-geschossigen Anbau hinter dem Wohnhaus ist um 1915 eine Weberei und Färberei. Die dafür erforderliche Zufahrt erfolgt durch das Tor, links neben dem Wohnhaus. Mit dem späteren Wechsel des Hauseigentümers ändert sich die Nutzung und dementsprechend auch die Struktur des Gebäudeanbaues. Der Stadtbauplan von 1860 gibt über diesen gesamten Zeitraum die Grundlage für die Entwicklung der Viersener Innenstadt an. Trotz beträchtlicher Kriegszerstörung sind noch manche zusammenhängende Häuserzeilen aus der Zeit vorhanden; einzelne Grundbesitzer, wie z. B. Pferdmenges im Bereich der Königsallee, die zunächst Pferdmengesstraße, später Alleestraße und schließlich in Erinnerung an den Besuch Friedrich Wilhelm IV. mit ihrem heutigen Namen bezeichnet wird, errichten eine größere Anzahl von Wohngebäuden durchaus in spekulativer Weise. Planer dieser Häuser sind meist die örtlichen Maurer- oder Zimmerleute, Schnitzer, Hansen, Frenken oder Cuylen. Aus wissenschaftlichen, insbesondere architekturgeschichtlichen, stadtentwicklungsgeschichtlichen und städtebaulichen Gründen liegen Erhaltung und Nutzung des Gebäudes gemäß § 2 (l) des Denkmalschutzgesetzes im öffentlichen Interesse. | 1893                                 | 23. Februar 2000   | 283             |
| Wohnhaus                                        | Wohnhaus                                         | Viersen Königsallee 31 Karte                                                         | Bei dem Gebäude handelt es sich um ein zweigeschossiges Haus mit Satteldach, das um die Jahrhundertwende errichtet wird. An der Gebäudeseite zum Garten hin entsteht 1913 eine Veranda. Die originale Putzfassade, erdgeschossig in Bänderputz ausgeführt, ist mit historistischem Dekor geschmückt. Die Fenster des Obergeschosses sind mit geometrischen Bändern umgrenzt und zeigen im Fensterkopfbereich einen aus Stuck gearbeiteten Schlussstein. Die Fassade des Obergeschosses ist mit symmetrischen und leicht ausschweifenden Stuckornamenten geschmückt. Ferner wird das Obergeschoss von beidseitigem lisenenförmigen Quadermauerwerk gerahmt. Das Dachgesims ist auf mit Blattwerk und geometrischen Ornamenten verzierten Konsolen gelagert. Diese weisen in ihren Zwischenräumen ein Zahnfries und Stuckkassetten auf. Im Innern des Gebäudes ist die originale Treppe mit gedrechseltem Geländer und dem reich verzierten Anfangspfosten zu finden. Die farbigen Bodenfliesen im Flur- und Küchenbereich sind ebenfalls in ihrem ursprünglichen Zustand erhalten. Im Flur- und Wohnbereich des Erdgeschosses sind die Decken mit geometrischer und vegetabiler Stuckornamentik geschmückt. Ein Großteil der Innentüren ist im Original erhalten. Hervorzuheben ist die zweiflüglige Glastür zwischen früherem Herren- und Wohnzimmer, deren Glaseinsatz Facettenschliff aufweist. Ebenso bedeutend ist die Vollholztür mit Glaseinsatz im Flurbereich zum früheren Badezimmer. Diese weist zwischen den Türglasscheiben ein original bemaltes Pergament mit Vogelmotiv auf. Die Fenster sind neuzeitlich. Der Keller ist teilunterkellert und weist ein Tonnengewölbe auf. Das Gebäude mit seiner schmuckvollen Fassadengestaltung ist im Zusammenhang mit benachbarten Gebäuden im Ensemble, das hier das Straßenbild prägt, zu betrachten. Der Stadtbauplan von 1860 ist die Grundlage für die Entwicklung der Viersener Innenstadt. Diese zusammenhängende Häuserzeile aus der Zeit nach seinem Zustandekommen ist erhalten und somit auch Zeugnis der Stadtentwicklungsgeschichte. Aus wissenschaftlichen, insbesondere architekturgeschichtlichen und städtebaulichen Gründen liegen Erhaltung und Nutzung des Gebäudes gemäß § 2 (1) des Denkmalschutzgesetzes im öffentlichen Interesse. | 1871/1913                            | 12. Juli 1989      | 276             |
| Wohnhaus                                        | Wohnhaus                                         | Viersen Königsallee 33 Karte                                                         | Das zweigeschossige Gebäude mit Mezzanin und Satteldach ist Bestandteil einer Häuserreihe, die um 1900 an der Königsallee entsteht. Die Originale Putzfassade mit historistischem Dekor erfährt durch den stark strukturierten Bänderputz des Erdgeschosses sowie Gurt- und Sohlbankgesimse eine Gliederung. Die Fassade ist in 4 Achsen gegliedert, wobei die jeweils äußeren Achsen auch Eingangsachsen sind. In der linken äußeren Achse befindet sich der Hauseingang und in der rechten der Hofdurchgang. Die Eingangstüren sind im Original erhalten. Die Hauseingangstür ist eine Vollholztür mit Oberlicht und Türfenster. Diese weist zum einen verschiedene geometrische Ornamentformen auf, wie ein Dreiecksgiebel, Holzkassetten und profilierte Holzstäbe und zum anderen ein Türfenster, dass mit ei-nem Gitter in floraler Verzierung gestaltet ist. Die Eingänge und die erdgeschossigen Fenster weisen geometrische Bänder und einen Flachbogen auf. Den oberen Abschluss bildet ein Schlussstein, der mit einem Feston ähnlichen Ornament geschmückt ist. Die Fassade des Gebäudes erfährt eine Betonung in der linken mittleren Achse. Über einem erdgeschossigen Fenster kragt im Obergeschoss ein dreiseitiger Fenstererker aus. Dieser ist geprägt durch drei Rundbogenfenster, die mit einem Schlussstein versehen sind. Über dem Schlussstein des mittigen Fensters ist eine muschelähnliche Ornamentform und ein flacher Wellengiebel zu sehen. Dieser wiederum ist mit einem aufgesetzten kugelförmigen Stuckornament geschmückt. Im Brüstungsbereich des Fenstererkers sind geometrische Stuckformen zu finden. Die danebenliegenden Fenster gleichen der Gestalt des Fenstererkers in vereinfachter Form. Die Fenster im Mezzanin sind von geometrischen Bändern umgrenzt und weisen wie auch die Fenster im 1. Obergeschoss einen Schlussstein mit einem Blumenornament auf. Das Dachgesims ist im Gegensatz zur Fassadengestaltung schlicht und zurückhaltend gestaltet. Als einzigen Stuckschmuck ist unterhalb des Dachgesims ein Zahnfries ausgebildet. Das Innere des Wohnhauses ist mit den Jahren immer mehr verändert worden. So sind in den Wohnräumen keine Stuckdecken mehr anzutreffen. Eine Ausnahme macht der Fenstererker im Obergeschoss, dieser ist mit verschiedenartiger floraler Ornamentik im Deckenbereich geschmückt. Weiterhin im Original ist die Holztreppe im Flurbereich mit gedrechseltem Geländer und dem in geometrischer Ornamentik gehaltene Anfangspfosten. Ebenfalls sind im Eingangsflur im ursprünglichen Zustand die farbigen Bodenfliesen und die Stuckdecke mit verschiedenartiger vegetabiler Ornamentik. Der Keller ist ganz unterkellert. Die aufwändige zeittypische Fassadengestaltung ist kennzeichnend für die Königsallee, wo sich in unmittelbarer Nachbarschaft eine Reihe von gut erhaltenen Stadthäusern im Ensemble präsentieren. Darüber hinaus bildet das Gebäude mit dem Nachbarhaus Königsallee 35 eine bauliche Einheit. Dies ist einmal erkennbar in den gewählten spiegelbildlichen Grundrissen der Häuser und zum anderen wird es dokumentiert durch das durchgehende Dachgesims. Die Fassadengestaltung laut originaler Zeichnungen zeigt für beide Wohnhäuser die bestehende Fassade des Hauses Königsallee 35. Wie es dann zu dieser unterschiedlichen Fassadengestaltung gekommen ist, die ja doch sehr gravierend und auffallend ist, ist nicht dokumentiert. Aus wissenschaftlichen, insbesondere architekturgeschichtlichen, stadtentwicklungsgeschichtlichen und städtebaulichen Gründen liegen Erhaltung und Nutzung des Gebäudes gemäß § 2 (1) des Denkmalschutzgesetzes im öffentlichen Interesse. | 1892                                 | 12. Juli 1991      | 277             |
| Wohnhaus                                        | Wohnhaus                                         | Viersen Königsallee 35 Karte                                                         | Das zweigeschossige Gebäude mit Mezzanin und Satteldach ist Bestandteil einer Häuserreihe, die um 1900 an der Königsallee entsteht. Die backsteinsichtige Fassade erfährt durch die Gurt- und Sohlbankgesimse, die als auskragende Rollschichten ausgeführt sind, eine horizontale Gliederung. Die Fassade zeigt 3 Achsen auf, wobei die rechte Achse gleichzeitig Eingangsachse ist. Der Eingangsbereich und die erdgeschossigen Fenster sind mit einem Flachbogen versehen. Die Laibungen springen gegenüber dem Mauerwerk geringfügig zurück. Das Erdgeschoss präsentiert sich in farblich unterschiedlichen Backsteinen, in den Farbtönen gelb und braun, wobei hier die Farbgebung braun dominiert. Im Obergeschoss und im Mezzanin ist der gelbe Backstein verwendet. Die Fenster im Obergeschoss sind mit einem Flachbogen versehen, wobei auch hier die Laibungen gegenüber dem Mauerwerk geringfügig zurückspringen. Die Fensterbrüstungen zeigen eine aneinandergereihte Blütenornamentik. Die Fenster im Mezzanin weisen gleichfalls die Form des Flachbogens auf. Das Dachgesims ist wie die Fassade schlicht und zurückhaltend gestaltet. Als einzigen Stuckschmuck ist unterhalb des Dachgesims ein Zahnfries ausgebildet. Der Grundriss des Hauses ist weitgehend im Original erhalten. So sind im Flurbereich die ursprüngliche Treppe mit gedrechseltem Geländer und dem verzierten Anfangspfosten zu finden, ebenso eine zweiflüglige Glastür mit Oberlicht. Der Glaseinsatz des Oberlichtes und der Türflügel weisen eine Sprossenunterteilung auf. Der Keller ist ganz unterkellert. Das Gebäude mit seiner schlichten ursprünglichen Backsteinfassade ist als Bestandteil der zwei- bis dreigeschossigen Häuserreihe mit historisierenden Schmuckformen im Ensemble zu sehen. Das Wohnhaus ist mit den benachbarten Häusern aus der Zeit als Zeugnis für die Stadtentwicklungsgeschichte zu betrachten. Darüber hinaus bildet das Gebäude mit dem Nachbarhaus, Königsallee 33, eine bauliche Einheit. Dies ist einmal erkennbar in den gewählten spiegelbildlichen Grundrissen der Häuser und zum anderen wird es dokumentiert durch das durchgehende Dachgesims. Die Fassadengestaltung laut originaler Zeichnungen zeigt für beide Wohnhäuser die bestehende Fassade des Hauses Königsallee 35. Wie es dann zu dieser unterschiedlichen Fassadengestaltung gekommen ist, die sehr gravierend und auffallend ist, ist nicht dokumentiert. Aus wissenschaftlichen, insbesondere architekturgeschichtlichen, stadtentwicklungsgeschichtlichen und städtebaulichen Gründen liegen Erhaltung und Nutzung des Gebäudes gemäß § 2 (1) des Denkmalschutzgesetzes im öffentlichen Interesse. | 1892                                 | 11. Dezember 1991  | 293             |
| Wohnhaus                                        | Wohnhaus                                         | Viersen Königsallee 38 Karte                                                         | Das zweigeschossige Gebäude mit ausgebautem Dachgeschoss und Satteldach ist Bestandteil einer Häuserreihe, die um 1900 an der Königsallee entsteht. Die Fassade erfährt eine Glattputzausführung mit einem Klinkersockel. Die Gliederung der Fassade erfolgt in 4 Achsen, wobei die linke mittige Achse gleichzeitig auch Eingangsachse ist. Der ebenerdige Eingangsbereich, bestehend aus dem Hauseingang und dem danebenliegenden Kellereingang, ist mit je einem Flachbogen versehen. Die Flachbögen erfahren eine Betonung durch ihre Ausführung in Klinkerstein. Die Fenster im Erd- und Obergeschoss zeigen die gleiche originale Gestalt. Zum einen die architektonische Rahmung, geometrische Bänder, Flachbogen und Sohlbank in Klinkerausführung und zum anderen die Aufteilung der Fensterflächen, ein ein- bis dreiteiliges Fenster mit Oberlicht. Die Putzfassade erfährt eine Betonung in der rechten mittigen Achse. Über einem erdgeschossigen Fenster kragt im Obergeschoss ein rechteckiger Fenstererker aus, der auf zwei mit geometrischen Ornamenten geschmückten Konsolen gelagert ist. Der Fenstererker wiederum findet seinen Abschluss in einer Loggia mit einem Krüppelwalmdach. Der Loggiabereich zeigt ein Holzfachwerk. Der Grundriss des Hauses ist unverändert. So ist im Flur-, Dielenbereich die ursprüngliche Holztreppe zu finden. Die Treppenform ist gerade, dreiläufig mit gleichsinnigem Richtungswechsel. Der Anfangspfosten und das Treppengeländer zeigen eine geometrische Ornamentik auf. Die übrigen Treppenpfosten sind sehr schlicht gehalten ohne jegliche Verzierung. Die originalen Holzinnentüren weisen Holzkassetten und ein in bunter Bleiverglasung gehaltenes Oberlicht auf. Die Fenster sind ebenfalls im ursprünglichen Zustand. Das Haus ist ganz unterkellert. Straßenseitig sind in den Kellerräumen und im Treppenflurbereich die originalen Bodenfliesen zu finden. Das Gebäude Königsallee 38 zeigt eine interessante Eigenart auf. Bei dem Wohnhaus wird eine Großzügigkeit vorgetäuscht, die aber nicht durchgehend existiert. Die Großzügigkeit zeigt sich in der Breite der Straßenfront, dahingehend stellt sich der Grundriss in einer kleinen und doch äußerst seltenen Form dar. Der Grundriss weist in der linken Achse zwei hintereinander liegende Zimmer und in der mittigen bis hin zur rechten Achse nur ein Zimmer auf mit einer Breite von 3,40 m. Bemerkenswert ist die gewählte Fachwerkkonstruktion im Loggiabereich. Denn die Fachwerkbauart ist vielfach im dörflichen Bereich zu finden, seltener im Stadtgebiet. Das Haus mit seiner schlichten ursprünglichen Putzfassade ist in seinem Ausdruck repräsentativ. Es ist als Bestandteil der zwei- bis dreigeschossigen Häuserreihe mit historisierenden Schmuckformen im Ensemble zu sehen. Das Wohnhaus ist mit den benachbarten Häusern aus der Zeit als Zeugnis für die Stadtentwicklungsgeschichte zu betrachten. Aus wissenschaftlichen, insbesondere architekturgeschichtlichen, stadtentwicklungsgeschichtlichen und städtebaulichen Gründen liegen Erhaltung und Nutzung des Gebäudes gemäß § 2 (1) des Denkmalschutzgesetzes im öffentlichen Interesse. | 1907                                 | 12. Juli 1991      | 278             |
| Wohnhaus                                        | Wohnhaus                                         | Viersen Königsallee 40 Karte                                                         | Das Wohnhaus ist zweigeschossig mit ausgebautem Dachgeschoss und Satteldach errichtet. Die Fassade ist eine Backsteinputzfassade und gliedert sich in drei Achsen, wobei die linke Achse gleichzeitig Eingangsachse ist. Die originale Eingangstür ist mit einem sprossenunterteilten Türfenster und einer verschiedenartigen Holzornamentik geschmückt. Der Hauseingang weist einen Rundboden auf und ist wie der gesamte Erdgeschossbereich in einer gelben Backsteinausführung gehalten. Unterhalb des Rundbogens ist ein flacher Karniesbogen zu finden, der ebenfalls in Backstein ausgeführt ist. Der Freiraum zwischen Rundbogen und Karniesbogen zeigt ein durch zwei Sprossen unterteiltes Glasfenster auf. Die danebenliegenden Erdgeschossfenster sind mit geometrischen Bändern und einem Flachbogen versehen. Die Backsteinputzfassade erfährt eine Betonung in der mittigen Gebäudeachse. Über einem erdgeschossigen Fenster kragt im Obergeschoss ein dreiseitiger Fenstererker aus. Dieser wiederum findet seinen Abschluss in einem Ziergiebel. Ferner ist der Erker mit verschiedenartiger geometrischer Ornamentik geschmückt und weist im Brüstungsbereich Stuckkassetten auf. Die nebenliegenden Fenster und das im Ziergiebelbereich befindliche Fenster sind mit geometrischen Bändern umrahmt und mit einem Flach- bzw. Rundbogen versehen. Das Dachgesims ist in seiner Geradlinigkeit durch den Ziergiebel unterbrochen und weist ein Blattwerkfries auf. Das Gebäude mit seiner schlichten aber doch repräsentativen Fassadengestaltung ist im Zusammenhang mit benachbarten Gebäuden im Ensemble, das hier das Straßenbild prägt, zu betrachten. Der Stadtbauplan von 1860 ist die Grundlage für die Entwicklung der Viersener Innenstadt. Diese zusammenhängende Häuserzeile nach seinem Zustandekommen ist erhalten und somit auch Zeugnis der Stadtentwicklungsgeschichte. Darüber hinaus bildet das Gebäude mit dem Nachbarhaus Königsallee 38 eine bauliche Einheit. Dies ist einmal erkennbar in der gewählten gleichartigen Grundrissform und zum anderen wird es dokumentiert durch das in gleicher Höhe liegende Dachgesims. Der Grundriss weist laut originaler Bauzeichnungen in der linken Achse zwei hintereinander liegende Zimmer auf (hier Flur- und Küchenbereich) und in der mittigen bis hin zur rechten Achse nur ein Zimmer mit einer Breite von 4,00 m auf (beim Wohnhaus Königsallee 38 eine Zimmerbreite von 3,40 m). Aus wissenschaftlichen, insbesondere architekturgeschichtlichen, stadtentwicklungsgeschichtlichen und städtebaulichen Gründen liegen Erhaltung und Nutzung des Gebäudes gemäß § 2 (1) des Denkmalschutzgesetzes im öffentlichen Interesse. | 1907                                 | 11. Dezember 1991  | 294             |
| Wohnhaus                                        | Wohnhaus                                         | Viersen Königsallee 51 Karte                                                         | Das Gebäude ist Bestandteil einer zwei- bis dreigeschossigen Häuserreihe in drei bis vier Achsen. Der Stadtbauplan von 1860 gibt mit einigen Änderungen bis nach dem letzten Weltkrieg die Grundlage für die Entwicklung der Viersener Innenstadt an. Trotz beträchtlicher Kriegszerstörung sind noch manche zusammenhängende Häuserzeilen aus dieser Zeit unmittelbar nach seinem Zustandekommen vorhanden, als einzelne Grundbesitzer wie z. B. Pferdmenges im Bereich der Königsallee, die zunächst als Pferdmenges-Straße, dann als Alleestraße und schließlich in Erinnerung an den Besuch des Friedrich Wilhelms IV. mit ihrem heutigen Namen bezeichnet wird, eine größere Anzahl von Wohngebäuden durchaus in spekulativer Weise errichten. Planer dieser Häuser sind meist die örtlichen Maurer oder Zimmermeister, Schnitzler, Hansen, Frenken oder Cuylen. Das zweigeschossige Haus mit Mezzanin gliedert sich in vier Achsen. Die originale Putzfassade, erdgeschossig in Bänderputz ausgeführt, erfährt durch feingliedrigen Stuckschmuck eine Betonung der Fenster, die hier in einer modernen Form erneuert werden. Die Fassade mit historisierenden Schmuckformen erfährt durch Sohlbank-Gesimse in Erd- und Obergeschoss sowie ein umlaufendes Kranzgesims eine horizontale Gliederung. Der Eingang des Gebäudes ist in der Mittelachse des Giebels angeordnet, die gleichzeitig die innere Erschließungsachse bildet. Zur Straße ist der Bauwich mit einem schlichten, schmiedeeisernen Tor abgegrenzt. Im Innern des Gebäudes sind alle Ausbauten, wie Holztreppe, Türen und Stuckdecken in einem guten Zustand erhalten. Das Gebäude mit seiner schlichten ursprünglichen Putzfassade ist als Bestandteil der zwei- bis dreigeschossigen Häuserreihe mit historisierenden Schmuckformen im Ensemble zu sehen. Weiter ist das Gebäude mit den benachbarten Häusern aus der Zeit, als Zeugnis für die Stadtentwicklungsgeschichte zu sehen. Aus wissenschaftlichen, insbesondere architekturgeschichtlichen und stadtentwicklungsgeschichtlichen Gründen liegen Erhaltung und Nutzung des Gebäudes gemäß § 2 (1) des Denkmalschutzgesetzes im öffentlichen Interesse. | vor 1864                             | 19. September 1988 | 180             |
| Gartenhaus Villa                                | Gartenhaus Villa                                 | Viersen Königsallee 51 Karte                                                         | Lage und Entstehung Das Wohnhaus des Fabrikbesitzers August von Jüchen ist Bestandteil einer zwei- bis dreigeschossigen Häuserreihe, die – im Stadtplan von 1860 verzeichnet – für die Entwicklung der Viersener Innenstadt maßgebend war. Das Gartenhaus steht auf dem schmalen, nach Westen sich erstreckenden Gartengrundstück direkt an der südlichen Grundstücksgrenze. Es befindet sich mittig zwischen der alten Buche im Westen und dem Wohnhaus im Osten und wird von der Nordseite erschlossen. Beschreibung Das Gartenhaus ist in Holzbauweise errichtet, es hat einen fast quadratischen Grundriss mit einem flachen Satteldach. Die Breite beträgt 4,06 m, die Tiefe 3,98 m, die mittlere Höhe bis unter den First 3,90 m und die seitliche Höhe 2,90 m (Innenabmessung). Die Holzkonstruktion ist in Ständerbauweise errichtet: Die Eckständer und die zwei Hauptständer auf der Eingangsseite haben eine Stärke von 10/10cm, die Zwischenständer der Seiten- und Rückwand eine Stärke von 8/8 cm. Die Fußschwellen (12/8 cm) liegen flach auf dem Ziegelfundament, die Riegel (7/7 cm) spannen zwischen den Ständern. Den oberen Abschluss bildet das umlaufende Rähm, in das die Ständer eingezapft sind. Das Dachwerk zeigt eine einfache Sparrenkonstruktion, die Dacheindeckung besteht aus Bitumenpappe. Die beiden Seitenwände und die Rückwand sind mit einer Brettschalung verkleidet, die auf der Fachwerkaußenseite angebracht ist. Die Fachwerkkonstruktionen der Seitenwände und der Rückwand sind im oberen Drittel in den Raumecken mittels einer diagonalen Verstrebung ausgesteift. Die Kanten aller tragenden Hölzer sind abgefast und die Holzverbindungen mit einem einfachen Holzdübel verbunden. Nur die Eingangsseite des Gartenhauses mit dem gestalteten Giebeldreieck ist offen. Zwischen den vier Ständern befindet sich mittig eine zweiflügelige Eingangstür (1,55 × 2,40 m). Der Sockel des Türflügels ist mit einer Holzkassette geschlossen, und das Glasfeld ist mit zwei Eisensprossen unterteilt. Rechts und links der Tür befindet sich jeweils ein zweiflügeliges Fenster (1,05 × 1,50 m) mit zweifacher Sprossenteilung. Die Oberlichter über der Tür und den Fenstern wurden wahrscheinlich nachträglich verschlossen. Die Fenster besitzen noch die bauzeitlichen Espagnolette-Verschlüsse (Drehstangenverschlüsse). Von der Eingangstür ist nur noch der rechte Türflügel erhalten, alle Beschläge der Verriegelung sind entfernt. Die Schauseite des Gartenhauses ist architektonisch gestaltet: Zwischen Oberlicht und dekorativem Giebeldreieck spannt sich ein Friesband aus querovalen Holz-Sägewerk-Applikationen mit ausgesparten Rauten. Der Fries wird begleitet durch ausladende Profile, die um die kapitellartig gestalteten Holzständerabschlüsse verkröpft sind. Das Giebeldreieck ist mit einem reich geschwungenen und verästelten Blattwerk gefüllt, das aus einfachem Holzschnitzwerk mit gesägten Ranken und Abakusblumen aufgenagelt ist. Die Seitenwände sind hingegen geschlossen und einfach gestaltet; wahrscheinlich waren sie schon immer für eine Bepflanzung vorgesehen. Links neben dem Gartenhaus versteckt im Grün steht noch eine Wasserpumpe aus Gusseisen. Im Gartenhausinnenraum befinden sich in den rückwärtigen Raumecken zwei Eckschränke von 2,00 m Höhe mit Einlegeböden und Tür. Die Schrankoberkante wird mit einem Holzprofil angeschlossen. Über den ursprünglichen Fußbodenbelag kann keine Aussage gemacht werden, da er vollständig heraus gebrochen ist. Denkmalwert Das Gartenhaus ist ein bemerkenswertes Einzelobjekt im Wohngarten zwischen der ausladenden Buche und dem Wohnhaus Königsallee 51. Die Standortwahl mit der offenen Seite nach Norden ermöglichte den Bauherren Schutz vor der direkten Sonne, wobei zugleich der Platz vor dem Gartenhaus im Sonnenlicht liegt. In seiner Form und vor allem in der Art der dekorativen Gestaltung des Giebeldreiecks mit Rankwerk und Abakusblume ist das Gartenhaus ein Einzelexemplar im Rheinland. Die gesägten Zierausfachungen sind ein beliebtes Gestaltungselement im ausgehenden 19. Jahrhundert. Sie wurden verbreitet durch Publikationen – wie zum Beispiel Dekorativer Holzbau von Max Graef aus dem Jahr 1901 / Leipzig (z. B. Tafel 23 und 28) -, die Mustertafeln mit verschiedenen Motiven für gesägte Verzierungen zeigten. Die Erhaltung des Gartenhauses ist von besonderer Bedeutung, da bereits viele dieser kleinen Bauwerke verloren gegangen sind. Sie werden nicht mehr genutzt, was sich in den oft fehlenden Instandhaltungsmaßnahmen niederschlägt. Durch ihre oft einfache und leichte Bauweise schreitet der Verfall, wenn er erst mal begonnen hat, schnell fort. Als original erhaltenes Gartenhaus des 19. Jahrhunderts einschließlich Wasserpumpe, ursprünglich zugehörig zur weitgehend noch geschlossen erhaltenen historistischen Bebauung an einer der prominentesten Straßen im Viersener Ortskern, ist aus den oben beschriebenen Gründen bedeutend für Viersen. An seiner Erhaltung und Nutzung besteht aus wissenschaftlichen, hier architekturgeschichtlichen sowie aus ortsgeschichtlichen Gründen ein öffentliches Interesse. Es handelt sich daher um ein Baudenkmal gemäß § 2 Denkmalschutzgesetz. | 2. Hälfte 19. Jh.                    | 30. April 2009     | 489             |
| Wohnhaus                                        | Wohnhaus                                         | Viersen Königsallee 53 Karte                                                         | Bei dem Gebäude handelt es sich um ein zweigeschossiges Wohnhaus mit Mezzanin und Satteldach. Das Haus weist eine Backsteinfassade mit historistischem Dekor auf. Die Fassade des Hauses gliedert sich in 4 Achsen, wobei die jeweils äußeren Eingangsachsen sind. Der Hauseingang liegt in der rechten Achse und der Hofeingang in der linken. Die originale zweiflüglige Tür mit Oberlicht wird von geometrischen Bändern umgrenzt, die eine florale Ornamentik aufweisen. Über dem Eingang ist ein Karniesbogen zu sehen, der zum einen vegetabile Ornamentik zeigt und zum anderen ein Stuckschmuckband mit dem abgebildeten Baujahr 1900. Die danebenliegenden Fenster und der Hofdurchgang sind mit geometrischen Bändern versehen und einem Schlussstein, der mit einem Blütenornament geschmückt ist. Über den Fenstern im Obergeschoss sind verschiedenartige Stuckelemente zu sehen. So sind über den zwei rechten Fenstern Dreiecksgiebel mit floralen Schmuckformen zu finden und über den zwei linken Fenstern Rundbogen mit vegetabilen Ornamenten und einem abgebildeten Stuckschmuckband. Die darüber liegenden Schlusssteine schließen mit dem Gesims des Mezzanin ab. Die Fenster des Mezzanin sind von geometrischen Bändern umgrenzt und mit einem Schlussstein versehen, der ein Blütenmotiv zeigt. Das Dachgesims übernimmt Anklänge der Fassadengestaltung. Es zeigt Stuckornamente einerseits in Blütenform und zum anderen in geometrischer Form bis hin zum Zackenmotiv. Ein Teil des Dachgesims ist erhöht abgesetzt, dadurch wird eine gewisse Geradlinigkeit der sonst üblichen Dachgesimsform unterbrochen. Im Innern des Gebäudes sind alle Stuckdecken mit floralem Dekor erhalten. Im ursprünglichen Zustand zeigt sich die Treppe mit gedrechseltem Geländer und der reich verzierte Anfangspfosten. Ebenso im Original sind die farbigen Bodenfliesen im Flurbereich und einige Innentüren. Die Fenster sind neuzeitlich. Der Keller weist ein Tonnengewölbe auf. Das Gebäude mit seiner schmuckvollen Fassadengestaltung ist im Zusammenhang mit benachbarten Gebäuden im Ensemble, das hier das Straßenbild prägt, zu betrachten. Der Stadtbauplan von 1860 ist die Grundlage für die Entwicklung der Viersener Innenstadt. Diese zusammenhängende Häuserzeile aus der Zeit nach seinem Zustandekommen ist erhalten und somit auch Zeugnis der Stadtentwicklungsgeschichte. Aus wissenschaftlichen, insbesondere architekturgeschichtlichen, stadtentwicklungsgeschichtlichen und städtebaulichen Gründen liegen Erhaltung und Nutzung des Gebäudes gemäß § 2 (1) des Denkmalschutzgesetzes im öffentlichen Interesse. | 1900                                 | 29. Mai 1991       | 264             |
| Wohnhaus                                        | Wohnhaus                                         | Viersen Königsallee 55 Karte                                                         | Bei dem Gebäude handelt es sich um ein zweigeschossiges Wohnhaus mit Mezzanin und Satteldach. Das Haus weist eine Backsteinfassade mit historistischem Dekor auf. Die Fassade des Hauses gliedert sich in 4 Achsen, wobei die jeweils äußeren Eingangsachsen sind. Der Hauseingang liegt in der rechten Achse und der Hofeingang in der linken. Die originale zweiflüglige Tür mit Oberlicht wird von geometrischen Bändern umgrenzt, die eine florale Ornamentik aufweisen. Über dem Eingang ist ein Karniesbogen zu sehen, der zum einen vegetabile Ornamentik zeigt und zum anderen ein Stuckschmuckband mit dem abgebildeten Baujahr 1900. Die danebenliegenden Fenster und der Hofdurchgang sind mit geometrischen Bändern versehen und einem Schlussstein, der mit einem Blütenornament geschmückt ist. Über den Fenstern im Obergeschoss sind verschiedenartige Stuckelemente zu sehen. So sind über den zwei rechten Fenstern Dreiecksgiebel mit floralen Schmuckformen zu finden und über den zwei linken Fenstern Rundbogen mit vegetabilen Ornamenten und einem abgebildeten Stuckschmuckband. Die darüber liegenden Schlusssteine schließen mit dem Gesims des Mezzanin ab. Die Fenster des Mezzanin sind von geometrischen Bändern umgrenzt und mit einem Schlussstein versehen, der ein Blütenmotiv zeigt. Das Dachgesims übernimmt Anklänge der Fassadengestaltung. Es zeigt Stuckornamente einerseits in Blütenform und zum anderen in geometrischer Form bis hin zum Zackenmotiv. Ein Teil des Dachgesims ist erhöht abgesetzt, dadurch wird eine gewisse Geradlinigkeit der sonst üblichen Dachgesimsform unterbrochen. Im Innern des Gebäudes sind alle Stuckdecken mit floralem Dekor erhalten. Im ursprünglichen Zustand zeigt sich die Treppe mit gedrechseltem Geländer und der reich verzierte Anfangspfosten. Ebenso im Original sind die farbigen Bodenfliesen im Flurbereich und einige Innentüren. Die Fenster sind neuzeitlich. Der Keller weist ein Tonnengewölbe auf. Das Gebäude mit seiner schmuckvollen Fassadengestaltung ist im Zusammenhang mit benachbarten Gebäuden im Ensemble, das hier das Straßenbild prägt, zu betrachten. Der Stadtbauplan von 1860 ist die Grundlage für die Entwicklung der Viersener Innenstadt. Diese zusammenhängende Häuserzeile aus der Zeit nach seinem Zustandekommen ist erhalten und somit auch Zeugnis der Stadtentwicklungsgeschichte. Aus wissenschaftlichen, insbesondere architekturgeschichtlichen, stadtentwicklungsgeschichtlichen und städtebaulichen Gründen liegen Erhaltung und Nutzung des Gebäudes gemäß § 2 (1) des Denkmalschutzgesetzes im öffentlichen Interesse. | 1871                                 | 12. Juli 1991      | 279             |
| Wohnhaus                                        | Wohnhaus                                         | Viersen Königsallee 57 Karte                                                         | Bei dem Gebäude handelt es sich um ein zweigeschossiges Haus mit Mezzanin und Satteldach. Die originale Putzfassade mit historistischem Dekor erfährt durch den stark strukturierten Bänderputz des Erdgeschosses sowie Gurt- und Sohlbankgesimse eine Gliederung. Die Fassade zeigt 3 Achsen auf, wobei die rechte gleichzeitig Eingangsachse ist und geringfügig vorspringt. Die originale zweiflügelige Eingangstür mit Oberlicht ist mit floraler und geometrischer Ornamentik geschmückt. Der Eingang erfährt eine Pilastergliederung mit aufgesetztem Flachbogen, der ein Rocaille ähnliches Ornament aufweist. Diese Ornamentform ist ebenfalls bei den Erdgeschossfenstern wiederzufinden. Der Eingangsbereich wird zusätzlich betont durch den unterhalb des Gurtgesims befindlichen Blatt- und Blütenfries. Die Fenster im Obergeschoss sind von geometrischen Bändern umgrenzt und mit einem Dreiecksgiebel versehen, der auf zwei Konsolen gelagert ist. Im Mezzaninbereich sind die Fenster mit einem Blütenornament geschmückt. Das Dachgesims ist auf mit Blattwerk verzierten Konsolen gelagert. Diese weisen in ihren Zwischenräumen Blütenornamente auf. Unterhalb der Konsolen ist ein Zahnfries ausgebildet. Im Innern des Gebäudes ist die originale Treppe mit gedrechseltem Geländer und dem reich verzierten Anfangspfosten zu finden. Ebenfalls sind einige Innentüren im Original erhalten. Hervorzuheben sind die Türglasscheiben mit einer Eisblumenornamentik. Die Fenster sind neuzeitlich. Der Keller ist teilunterkellert und weist ein Tonnengewölbe auf. Das Gebäude mit seiner schmuckvollen Fassadengestaltung ist im Zusammenhang mit benachbarten Gebäuden im Ensemble, das hier das Straßenbild prägt, zu betrachten. Der Stadtbauplan von 1860 ist die Grundlage für die Entwicklung der Viersener Innenstadt. Diese zusammenhängende Häuserzeile aus der Zeit nach seinem Zustandekommen ist erhalten und somit auch Zeugnis der Stadtentwicklungsgeschichte. Aus wissenschaftlichen, insbesondere architekturgeschichtlichen und städtebaulichen Gründen liegen Erhaltung und Nutzung des Gebäudes gemäß § 2 (1) des Denkmalschutzgesetzes im öffentlichen Interesse. | unbekannt                            | 12. Juli 1991      | 280             |
| Wohnhaus                                        | Wohnhaus                                         | Viersen Königsallee 61 Karte                                                         | Das zweigeschossige Gebäude mit Satteldach ist Bestandteil einer Häuserreihe, die um 1900 an der Königsallee entsteht. Die Backsteinputzfassade mit historistischem Dekor erfährt durch den stark strukturierten Bänderputz des Erdgeschosses sowie Geschoss- und Sohlbankgesimse eine horizontale Gliederung. Das Haus weist einen reichen Fassadenschmuck auf, teils in geometrischer, teils in vegetabiler Ornamentik. Die Fassade des Hauses gliedert sich in 4 Achsen, wobei die rechte Achse geringfügig vorspringt und gleichzeitig Hofeingangsachse ist. Der Eingangsbereich ebenso die Erdgeschossfenster sind mit geometrischen Bändern umgrenzt und mit einem Flachbogen versehen, der vegetabile Schmuckformen aufweist. Blickfang der backsteinsichtigen Fassade ist die Fensterreihe im 1. Obergeschoss, wobei das Fenster in der rechten vorspringenden Achse mit aufwändigen historisierenden Schmuckformen ausgeführt ist. Das Fenster ist umgeben von jeweils einer Wandsäule und einem flachen Kielbogen, der ein figuriertes Ornament und florale Schmuckformen aufweist. Ferner wird das Fenster von beidseitigem lisenenförmigen Quadermauerwerk gerahmt, das vegetabile Ornamente aufweist. Das lisenenförmige Quadermauerwerk ist ebenfalls in dem linken Gebäudeeckabschluss wiederzufinden. Der Brüstungsbereich des Fensters ist mit einem Fischblasenfries (Schneuß) geschmückt. Die danebenliegenden Fenster sind durch verschiedenartige Stuckelemente sowie Bänder und Gesimse betont. Im Brüstungsbereich weisen sie ebenfalls ein Fischblasenfries auf. Im ursprünglichen Zustand zeigt sich die Treppe mit gedrechseltem Geländer und der in seiner Ornamentik schlicht gehaltene Anfangspfosten. Ebenso im Original sind die farbigen Bodenfliesen im Flurbereich. Der Keller weist ein Tonnengewölbe auf. Das Haus Königsallee 61 stellt ein Glied der Häuserreihe dar, das als Ensemble betrachtet wird. Die zeittypische aufwändige Fassadengestaltung kennzeichnet den zeitgenössischen Bautyp des stattlichen Wohnhauses, das hier das historische Stadtbild widerspiegelt. Aus wissenschaftlichen, insbesondere architekturgeschichtlichen, stadtentwicklungsgeschichtlichen und städtebaulichen Gründen liegen Erhaltung und Nutzung des Gebäudes gemäß § 2 (1) des Denkmalschutzgesetzes im öffentlichen Interesse. | 1891                                 | 29. Mai 1991       | 265             |
| Bellenhof                                       | Bellenhof                                        | Viersen Krefelder Straße 49 a und b Karte                                            | Geschichte Wenn man seinen Überlegungen die Tatsache zugrunde legt, dass vor der französischen Machtübernahme üblicherweise die Höfe niemals ihren Namen ändern und sich sämtliche Familien, sie mögen heißen wie sie wollen, den Namen des Hofes von dem Zeitpunkt an, an dem sie das Gehöft bewohnen, als Familiennamen annehmen, kann man von einem Bestehen der Bellenhöfe (Vorgängerbauten eingeschlossen) seit dem 16. Jahrhundert ausgehen, dies legen zumindest die im Viersener Bannbuch für die Jahre 1586, 1591 und 1592 erwähnten Namen Jan und Trin Bellen nahe. Auch noch 1802 ist das nicht anders. Laut damaligem Einwohnerverzeichnis bewohnen Gertrud Bellen, ihr 1781 in die Familie eingeheirateter Mann Matthias Schluns und ihr Bruder Peter Bellen das Gehöft. Da Letzterer ledig verstirbt, steht fest, dass das Erbe des Hofes auf ihre einzige Tochter Anna Margarethe Schluns (geb. 1786) und deren Mann Wilhelm Schloten übergehen muss. Wohl anlässlich der Heirat ihrer Tochter (3. Aug. 1809) wird der im „Viersener Hofverzeichnis“ erwähnte Teilungsvertrag zwischen der Witwe Matthias Schluns (nicht, wie behauptet, von Matthias Schluns selbst: Dieser ist schon am 27. Okt. 1807 verstorben) und ihrem Schwiegersohn Wilhelm Schloten (nicht wie fälschlicherweise angegeben mit einem Matthias Schloten, der sich auch im Einwohnerverzeichnis von 1802 nicht nachweisen lässt) abgeschlossen. Als dann am 7. Aug. 1811 auch Gertrud Schluns (geborene Bellen) stirbt, fällt wohl das gesamte Erbe – das laut Kataster von 1812 die Sektionsnummern 887-891 umfasst – an die Eheleute Schloten, deren Nachkommen auch noch 100 Jahre später den Hof besitzen. Beschreibung Bei dem Bellenhof handelt es sich um ein früheres Wohnstallhaus mit Scheune. Beide Gebäude erfahren frühzeitig eine reine Wohnnutzung. Das frühere Wohnstallhaus zeigt sich in der Form des Niederrheinischen Hallenhauses. Es ist geprägt durch das innere Gerüst, welches seine innere Raumordnung bestimmt. Es gliedert sich in eine Längs- und Querachse. Die Längsachse wird bestimmt durch das Ständerwerk mit den Gefachen und die Querachse zeigt sich im Mittelschiff mit zwei Seitenschiffen. Das Wohnhaus Krefelder Straße 49 a weist eine Backsteinfassade auf. Der Hauseingang wird durch seine Rahmung, einen Werksteinrahmen mit ausgeführtem Flachbogen, betont. Die Fenster sowie der Hauseingang weisen einen in Backstein gemauerten Sturz auf. Die Hauseingangsseite der backsteinsichtigen Fassade zeigt Ankersplinte auf. Die Ankersplinte H, versehen mit einem Kreuz, M B E 1437 lassen sich vermutlich erklären in H(aus) M(aria) BE(llen), Anno 1743 oder 1734. Die Zahlen sind höchstwahrscheinlich bei Arbeiten an der Fassade vertauscht worden. Im Innern des Hauses sind die für ein bäuerliches Anwesen aufwändig gearbeiteten Stuckdecken hervorzuheben. Die Barockdecken, im Zeitgeschmack Ende des 19. Jahrhunderts/Anfang des 20. Jahrhunderts gehalten, weisen eine reiche vegetabile und geometrische Stuckornamentik auf. Ebenfalls erhalten ist die für ein niederrheinisches Hallenhaus typische Opkamer. Neben dem früheren Wohnstall befindet sich das anfangs erwähnte Scheunengebäude. 1901 wird die Scheune für Maria Schloten zu zwei Arbeiterwohnungen umgebaut. Der zweigeschossige Backsteinbau Krefelder Straße 49 b ist in sechs Achsen gegliedert. Die äußeren Achsen sind gleichzeitig Eingangsachsen. Die Fenster sowie die Eingänge weisen einen in Backstein gemauerten Sturz auf. Zwischen dem Erd- und Obergeschoss ist mittig der gemauerte Sturz des früheren Scheunentores zu erkennen. Neben dem Alterswert und Beispiel eines niederrheinischen Hallenhauses ländlicher Prägung ist das frühere Wohnstallhaus mit dem früheren Scheunengebäude siedlungsgeschichtlich bedeutsam. Bei dem Hof ist ablesbar, aber auch für die Entwicklung eines Hofes nicht untypisch, wie sich ein bäuerlicher Hof in eine reine Wohnnutzung umwandelt. Aus wissenschaftlichen, insbesondere volks- und siedlungsgeschichtlichen sowie architekturgeschichtlichen Gründen liegen Erhaltung und Nutzung der Gebäude Krefelder Straße 49 a und 49 b gemäß § 2 (1) des Denkmalschutzgesetzes im öffentlichen Interesse. | Mitte 18. Jh.                        | 5. Juni 1992       | 304             |
| Villa                                           | Villa                                            | Viersen Krefelder Straße 59a Karte                                                   | Das repräsentative Gebäude, eine für die Erbauungszeit typische kleine Villa, ist in zweigeschossiger Bauweise mit Walmdach errichtet. Die in Putzform ausgeführten Fassadenflächen werden von lisenenförmigem Quadermauerwerk gerahmt. Der Eingangsbereich, versetzt angeordnet, ist mit einem Flachbogen versehen. Die ursprüngliche einflüglige Hauseingangstür weist eine verschiedenartige Holzornamentik auf sowie ein Türfenster mit einem vorgesetzten Metallgitter in floraler und geometrischer Ornamentik. Die Fenster im Erd- und Obergeschoss sind mit Verblendsteinen umgrenzt und mit einem Flachbogen versehen, der einen Schlussstein andeutet. Sie zeigen die gleiche originale Gestalt, ein zwei- bis dreiflügeliges Fenster mit Oberlicht. Das Oberlicht nimmt hier eine Sprossenteilung auf, wobei der Glaseinsatz einen dezenten grünschimmernden Farbton aufweist. Der Grundriss der Villa ist nahezu unverändert. Eine gegenüber der Baugenehmigung im Bereich der Treppe zu beobachtende Änderung ist schon frühzeitig erfolgt. Die Treppe, gerade, zweiläufig mit gleichsinnigem Richtungswechsel weist ein gedrechseltes Geländer und einen reich verzierten Anfangspfosten auf. Im Flurbereich ist ein originaler Steinfußboden mit farblich abgesetzten Mosaikornamenten zu finden. Im Innern sind einige Stuckdecken erhalten, von denen diejenige im früheren Salon aufgrund ihrer Farbgebung bemerkenswert ist. Die Stuckdecke, möglicherweise später hinzugefügt, suggeriert ein Trompe-l’oeil, eine illusionistische Malerei. Die Deckenmalerei wird begrenzt durch vier medaillonartige Stuckelemente. Im Innern der Medaillons ist eine Landschaftsmalerei im Stil des 19. Jahrhunderts zu sehen in holländisch-flämischer Prägung; Windmühle, Leuchtturm, Kate. Mit der fortschreitenden Industrialisierung des 19. Jahrhunderts vollzieht sich im Bereich des Wohnens ebenfalls eine weitgehende Veränderung. Der Wohnbereich, früher innerhalb des Firmenkomplexes liegend, distanziert sich Ende des 19. Jahrhunderts/Anfang 20. Jahrhunderts allmählich vom Firmenbereich. Diese Weiterentwicklung zeigt sich auch hier. Die Villa wird 1904 in unmittelbarer Nähe des Firmensitzes der Ölindustrie von Hove & Hahn erbaut, getrennt durch einen kleinen Park mit Umzäunung. Die Fassadengestaltung der Villa ist schlicht und zurückhaltend, in ihrem Ausdruck aber repräsentativ. Aus wissenschaftlichen, insbesondere architektur- und stadtgeschichtlichen Gründen liegen Erhaltung und Nutzung des Gebäudes gemäß § 2 (1) des Denkmalschutzgesetzes im öffentlichen Interesse. | 1904                                 | 5. Juni 1992       | 305             |
| ehem. Kath. Volksschule Viersen-Hülsdonk        | ehem. Kath. Volksschule Viersen-Hülsdonk         | Hülsdonk Krefelder Straße 123–125 Karte                                              | Geschichte In den Jahren zwischen 1850 und 1890 (mit Schwerpunkt 1860/70) gab es in der wachsenden Stadt Viersen ein „Schulbauprogramm“ (Jochem Ulrich), das die unzumutbar gewordenen Klassenstärken senken sollte. In die Reihe der damals errichteten Schulgebäude (u. a. Hoser, Rahser, Hamm, Diergardtstraße, Wilhelmstraße) gehört auch die katholische Volksschule für Hülsdonk, die 1867 gegründet wurde; 1878 ist der Standort an der Krefelder Straße überliefert. 1905 erhielt das vorhandene Gebäude einen seitlichen Erweiterungsbau nach Entwurf des Architekten Franz Kreutzer, der kurz zuvor auch die Schule an der Gereonstraße entworfen hatte. In den zwanziger Jahren fand eine Modernisierung der Räume statt. Letzte wesentliche bauliche Veränderung war 1955 der Neubau eines rückwärtigen Flügels durch das städtische Bauamt, der innen eine zeitgemäße Toilettenanlage und nach außen Pausenunterstand bot und außerdem ein zusätzliches Treppenhaus hinzufügte. Beschreibung Die drei Bauperioden sind im Außenbau deutlich abzulesen. Der breit gelagerte, zweigeschossige älteste Bauteil entwickelt sich traufständig zur Krefelder Straße, von dieser hinter eine Einfriedung und baumbestandenen Vorplatz abgerückt. Ihr Backsteinmauerwerk ist bis auf das Band der die Erdgeschossfenster überspannenden Rundbögen (am Eingang Segmentbogen) ohne Ornament. Einzig die Öffnungen der sieben plus drei Fensterachsen gliedern die Fassade. Die Erdgeschossfenster (zweiflügelig mit Mittelsprosse und Oberlicht) schließen in Rundbögen, die Obergeschossfenster haben flach segmentbogige Stürze. Die zweiflügelige hölzerne Eingangstür hat ein gesprosstes Oberlicht. Wenn auch nicht von historischem Wert sind die bunten Glasfenster mit Tiermotiven im Flur des Altbaus doch ein bemerkenswertes, der Nutzung als Schule angemessenes Detail. Der rechte Gebäudeteil des heutigen Jugendheims, drei Fensterachsen breit, beinhaltete ursprünglich die Lehrer-/ Rektorenwohnung. Der Erweiterungsbau von 1905 ähnelt in seiner gestalterischen Gliederung der von Kreutzer drei Jahre zuvor entworfenen Schule Gereonstraße. Kennzeichnend sind vor allem die umlaufenden dünnen Werksteinbänder, welche (ergänzt durch gleichartige Keilsteine an den Fensteröffnungen) das Backsteinmauerwerk beleben und eine horizontale Schichtung ergeben. Zu letzterer tragen Geschoss- und Traufgesims zusätzlich bei. Auch sind die ebenfalls zwei Geschosse deutlich höher. Fünf Fensterachsen gliedern die Fassade, in der linken Achse ist der Eingang mit eingenischter zweiflügeliger Holztür und Oberlicht angeordnet. Die Fenster sind segmentbogig geschlossen und haben eine charakteristische kleinteilige Gliederung. Im Inneren dieses Baukörpers ist die Treppe aus der Bauzeit, unten mit kunstvoll verziertem Metallgeländer, oben als einfache Holztreppe mit gedrech-selten Geländerstäben ausgeführt erhalten. Auch Rahmenfüllungstüren zu den Klassenräumen sind noch vorhanden. Auch vom rückwärtigen Schulhof aus sind die drei Bauphasen deutlich voneinander zu unterscheiden. Der älteste Bauteil ist hier durch kleinteilige Fenster ausgezeichnet; er besitzt seitlich noch einen zusätzlichen schmalen Flügelbau mit Pultdach. Der Bauteil von 1905 endet hier in einem dreiseitig geschlossenen, kapellenartig wirkenden seitlichen Vorbau mit Hintereingang, der das „Türmchen“ genannt wird – eine spielerische, noch dem Historismus verpflichtete Variation einer eigentlich schlichten Baukörperform, wie sie Kreutzer in anderer Gestalt bereits in der Gereonstraße praktiziert hatte. Die Werksteinbänder sind hier nur in reduzierter Zahl um die Fassade herumgeführt. Angesichts der untergeordneten Bauaufgabe (Toilette, Pausenunterstand, Treppenhaus) bemerken-werte gestalterische Qualität besitzt der Anbau aus 1955, ebenfalls mit Bachsteinsichtmauerwerk. Unmittelbar an den Anbau angefügt und durchgebaut ist zunächst ein zweigeschossiger Treppenhausteil mit leicht geschwungener Treppe, schlanken Fenstern und einem Blumenbrunnen, dessen Fliesendekor zeittypisch in der Wandfläche dahinter fortgesetzt ist. An ihn schließt sich der eingeschossige schlauchartige Toilettenteil an, dessen weit auskragendes dünnes Beton-Flugdach zu beiden Seiten einen Unterstand bietet. Schulgebäude noch aus dem mittleren 19. Jahrhundert wie der älteste Teil der Schule Krefelder Straße stehen für den Aufbau eines geregelten Schulwesens in Preußen (Einführung der allgemeinen Schulpflicht 1825). In einer rasch wachsenden Industriestadt wie Viersen war dies eine vordringliche Aufgabe staatlicher Daseinsvorsorge – Jochem Ulrich hat das eindrucksvoll in seiner Untersuchung zum Analphabetismus in jener Zeit beschrieben. Die Erweiterung 1905 zeugt von der Notwendigkeit, auf das Wachstum des nordöstlichen Stadtbereichs von Viersen zu reagieren – einschließlich sanitärer Anlagen, die dann in den fünfziger Jahren durch den neuen, modern gestalteten Anbau ersetzt wurden. Als Schule der umliegenden Stadtbezirke (Hülsdonk, Robend) ist die Schule Krefelder Straße bedeutend für Viersen. Insbesondere der älteste Teil verkörpert zudem eine frühe Phase des Schulbaus in Preußen; zusammen mit den gestalterisch anspruchsvollen anderen Gebäudeteilen von 1905 und 1955 ist hier exemplarisch Schulbaugeschichte in drei Zeitstufen ablesbar, was eine Bedeutung für die Geschichte des Menschen in sich trägt. Da die Schule in ihren wesentlichen Merkmalen und einigen historischen Ausstattungsdetails substanziell gut und anschaulich erhalten ist, besteht an ihrer Erhaltung und Nutzung ein öffentliches Interesse aus wissenschaftlichen, insbesondere architektur-, orts- und schulentwicklungsgeschichtlichen Gründen. Sie ist daher gemäß § 2 (1) Denkmalschutzgesetz NRW ein Baudenkmal. | 1878/1905/1955                       | 30. August 2005    | 460             |
| Wohnhaus                                        | Wohnhaus                                         | Dülken Kreuzherrenstraße 3 Karte                                                     | An der Kreuzherrenstraße (früher Klosterstraße), im Schatten der katholischen Pfarrkirche St. Cornelius unmittelbar gegenüber der Apsis befindet sich das zweigeschossige Wohn- und Geschäftshaus mit Satteldach. Das Gebäude ist Bestandteil einer Reihe von Traufhäusern. Die spätklassizistische Putzfassade gliedert sich in vier unregelmäßige Achsen. Erdgeschossig erfuhr die Bänderputzfassade eine Änderung, indem das Fenster auf das Maß der anderen Schaufenster vergrößert wurde. Das Obergeschoss trennt sich durch ein breites Brüstungsgesims von der erdgeschossigen betonten Ladenfassade. Die Fensteröffnungen sind umlaufend mit Stuckbändern versehen. Fenster und Türen des Gebäudes wurden modernisiert. Die um 1910 veränderte Eingangstüre wurde nachträglich verändert und mit Stuckschmuck versehen. Im Inneren des Gebäudes ist im Bereich des Flurs ein schwarz-weißer Terrazzo-Boden sowie die Zimmertüren mit Rahmen und Füllung erhalten. An den Decken befinden sich teilweise einfache Stuckkehlfriese. Der hintere Teil des Gebäudes ist von einem Gewölbekeller unterfangen. Der Dachstuhl lässt trotz des Ausbaus noch die tragende Konstruktion mit Holzkeilverbindungen erkennen. Das wohl in der zweiten Hälfte des 19. Jahrhunderts errichtete Gebäude innerhalb der alten Stadtmauern von Dülken, in direkter Nähe der Kirche, spiegelt hier das historische Stadtbild wider. Weiterhin ist es wegen seiner prägnanten Lage zum Markt auch von städtebaulicher Bedeutung. Aus wissenschaftlichen, insbesondere historischen und städtebaulichen Gründen liegen Erhaltung und Nutzung des Gebäudes Kreuzherrenstraße 3 gemäß § 2 (1) des Denkmalschutzgesetzes im öffentlichen Interesse. | Mitte 19. Jh.                        | 5. September 1986  | 131             |
| Wohnhaus                                        | Wohnhaus                                         | Dülken Kreuzherrenstraße 5 Karte                                                     | Das Mitte des 19. Jahrhunderts erbaute Haus zählt zu den bis dahin traditionellen städtischen Einfamilienhäusern. Es ist zweigeschossig, besitzt vier Fensterachsen und steht traufseitig zur Straße. Die Straßenfassade ist ohne Betonung der Brandmauer an die Nachbarhäuser angeschlossen. Der Eingang ist in der rechten Mittelachse untergebracht, wo sich vermutlich auch die alte Treppenanlage befunden hat. Durch umfangreiche Renovierungsarbeiten ist das Haus weitgehend verändert worden, so dass nur die Straßenfront in ursprünglichem Zustand erhalten geblieben ist. Diese Fassade ist nach klassizistischen Regeln geordnet. Die Wandfläche ist verputzt, im Erdgeschoss sind im Putz Quadersteine nachgebildet, das Obergeschoss ist glatt gelassen. Die Geschosse sind durch ein paarweise verlaufendes Geschoss- und Brüstungsgesims getrennt. Den oberen Abschluss des Hauses bildet ein einfach gehaltenes Dachgesims. Die Fenster sind von profilierten Gewänden umrahmt. Aus älterer Zeit stammt die mittlere Querwand des Hauses, an der ein heute nicht benutzter Schornstein hochgezogen wurde. Dieser Schornstein steht mittig zwischen zwei Tonnengewölben des Kellers, die parallel zur Straßen- und Gartenfront verlaufen. Einige beim Umbau vorgebundene Teile der Fachwerkkonstruktion hat der heutige Besitzer zum Innenausbau benutzt. Die alten Fenster sind inzwischen durch neue Kunststofffenster ersetzt worden. Die Aufteilung und Proportionen der Fassade, sowie der Kubus des Hauses sind prägnant für das bis dahin typische städtische Einfamilienhaus in geschlossener Bauweise. Neben dem Markt stehend auf einem Stadtgrundriss basierend, der seit Jahrhunderten unverändert blieb, dient das Gebäude zur Veranschaulichung der Stadtgeschichte und bekommt eine städtebauliche Bedeutung. Aus wissenschaftlichen, insbesondere stadtgeschichtlichen, architekturgeschichtlichen sowie raumgestaltenden Gründen liegt die Erhaltung und Nutzung des Gebäudes gemäß § 2 (1) des Denkmalschutzgesetzes im öffentlichen Interesse. | Mitte 19. Jh.                        | 5. September 1986  | 132             |
| Wohnhaus                                        | Wohnhaus                                         | Dülken Kreuzherrenstraße 12 Karte                                                    | An der Kreuzherrenstraße (früher Klosterstraße) innerhalb der alten Stadtmauer befindet sich das zweigeschossige Wohnhaus mit Mansarddach. Das Gebäude, vermutlich im 18. Jahrhundert backsteinsichtig errichtet, erfuhr um 1900 eine Umgestaltung, indem eine Putzfassade im Jugendstildekor vorgeblendet wurde. Die Fassade gliedert sich in vier Achsen, wobei die beiden mittleren durch ein bogenförmiges Stuckfries zusammengefasst sind. Die beiden äußeren Achsen werden ebenfalls von einem Bogen überspannt, der von vorgeblendeten Pilastern getragen wird. Weiterhin ist die Fassade mit floralem Schmuckwerk versehen. Die originalen Fenster sind an profilierten Gewänden angeschlagen. Der Durchgang zum Hof ist mit einer Fächerrosette überdeckt. Im Inneren des Gebäudes ist die originale Holztreppe mit verkleinertem Geländer erhalten. Das gesamte Gebäude ist mit einem ca. 1,40 m hohen Keller unterbaut. Die Decke ist als Kappendecke ausgebildet. Im ursprünglichen Kern zur ältesten Bebauung gehörend repräsentiert es die früher gegebene Kleinteiligkeit innerhalb der Stadtmauern und ist in städtebaulichem Zusammenhang zu sehen. Weiterhin macht die qualitätsvolle Fassadengestaltung das Gebäude zu einem Zeugnis derzeitiger Baugesinnung. Die Erhaltung und Nutzung des Gebäudes liegen aus wissenschaftlichen, insbesondere städtebaulichen sowie straßenbildgestalterischen Gründen gemäß § 2 (1) des Denkmalschutzgesetzes im öffentlichen Interesse. | 18. Jh. / 1889                       | 5. September 1986  | 133             |
| Wohnhaus                                        | Wohnhaus                                         | Dülken Kreuzherrenstraße 18 Karte                                                    | Das 1911 nach den Plänen des Dülkener Architekten Albert Rangette errichtete zweigeschossige Wohnhaus mit Mansarddach und einem zur Straße gerichteten Zwerchgiebel erstreckt sich entlang der Kreuzherren-, früher Klosterstraße, die sich innerhalb des alten Stadtkerns von Dülken befindet. Die vierachsige Fassade des Gebäudes zeigt sich dem Betrachter in axialsymmetrischer Gestalt, wobei auf den mittleren Achsen ein giebelüberdachter Balkon angeordnet ist. Der Giebel, auffallend mit senkrechten Fachwerkstäben betont, wirkt der horizontalen Gliederung der Quaderputzfassade entgegen. Der Balkon kurz auskragend, abgerundet, wird in sechs Felder mit Köpfen, die beiden äußeren floral geschmückt, aufgeteilt. In den Flächen des Mansarddaches sind den äußeren Achsen zwei Dachhäuschen mit flachem Giebel aufgesetzt. Fenster und Haustüre sind im originalen Zustand erhalten. Im Inneren des Gebäudes ist im Flur ein schwarz-weißer Terrazzo-Boden, die ursprüngliche Treppe sowie Türen mit Rahmen und Füllung erhalten. Die Wohnungen sowie die rückwärtige Fassade wurden insgesamt modernisiert. Die Decke des Kellergeschosses ist hier bereits wie geplant in Eisenbeton gegossen. Das in zentraler Lage Dülkens in unmittelbarer Nähe des ehemaligen Rathauses an der Kreuzherrenstraße gelegene Gebäude repräsentiert hier die typische Bürgerhausarchitektur des frühen 20. Jahrhunderts und spiegelt an dieser Stelle das historische Stadtbild wider. Aus wissenschaftlichen, architekturgeschichtlichen und stadtentwicklungsgeschichtlichen Gründen liegen Erhaltung und Nutzung des Gebäudes gemäß § 2 (1) des Denkmalschutzgesetzes im öffentlichen Interesse. | 1911                                 | 5. September 1986  | 134             |
| Altes Rathaus                                   | Altes Rathaus                                    | Dülken Kreuzherrenstraße 22 Karte                                                    | Geschichte Im „Rheinischen Städteatlas“ V Nr. 27, 1979 Dülken, sind die verschiedenen Standorte des ehemaligen Rathauses wiedergegeben. (Zitat:) „1553 Rathuiß (VI l j, fol. 32), herren Houiß (Stad Akt 64b; Chronik S. 196), lag am Markt, 1791 abgebrannt und in ein dem Kloster gehörendes Gebäude an der Klosterstraße (Tafel l, Grundriss), 1838 in das Kloster selbst und 1857 in das gegenüberliegende Heistersche Hs. verlegt (Chronik, S.173 ff)“ Ab 1857 befindet sich das Rathaus also im Heisterschen Haus, in der Nachbarschaft des Kreuzherren-Klosters. „Chronik der Stadt Dülken“ Zitat Seite 173: „Nach dem Brande des Rathauses 1791 wurde das Bürgermeisteramt in ein auf dem Platze der jetzigen Kaplanei stehendes, zum Kloster gehöriges, altes Gebäude verlegt, 1835 aber in das säkularisierte Kreuzherrenkloster selbst, das für die Folge auch das Friedensgericht und die Schulräume barg. 1857 kaufte dann die Stadt von den Erben J. Poeth das gegenüberliegende von Heistersche Haus für 5000 Tlr., und es dienten von nun an die oberen Räume als Bürgermeisteramt, während im Erdgeschoss sich die Justiz einrichtete.“ Das aus dem 18. Jahrhundert stammende, auf der Klosterstraße liegende Haus ist ein einfacher Backsteinbau von 7 Achsen unter Satteldach. Die jetzt vermauerte Türöffnung schloss eine zweiflügelige Tür, die zierliche Rokokofüllungen mit Muschelmotiven zeigte, darüber befand sich ein Oberlicht mit geschwungenem, schmiedeeisernem Gitter. Die Türen und Treppen im Hausflur wiesen gleichfalls hübsche Rokoko-Ornamente auf. Die angesprochene zweiflügelige Tür ist heute in Theodor-Frings-Allee 22 ausgestellt. Beschreibung Äußeres Ostseite Der 2-geschossige Massivbau, traufseitig zur Kreuzherrenstraße gelegen, gliedert sich in 3 (ehemals Kreuzherrenstraße 20) und 7 Achsen (ehemals Kreuzherrenstraße 22). Die Eingänge liegen in der dritten (ehemals Kreuzherrenstraße 20) und fünften Achse (ehemals Kreuzherrenstraße 22) (von Norden aus) Der graue Strukturputz, die profilierten Putzlaibungen der Fenster und die Fenster selbst stammen aus den 60er Jahren. Die 2-flügeligen Holzeinfachfenster haben Kämpfer und Oberlicht. Westseite Das Haus ist jünger als das Haus ehemals Kreuzherrenstraße 22. Die Urkarte von 1812 (siehe Kopie Städteatlas) zeigt noch eine Durchfahrt. Auf der Hofseite ist ein Anbau mit Kelleraußentreppe zur Waschküche vorgelagert. Inneres Im Flur von Haus ehemals Kreuzherrenstraße 20 befindet sich ein Schieferboden (Plattengröße 30/30 cm), eine alte Zimmertür (Prinzip Rahmen und Füllung) mit profilierter Laibung und die alte Haustür (Pr.R + F) mit Oberlicht. (~ 1860) In Haus ehemals Kreuzherrenstraße 22 sind noch Teile des klassizistischen Treppengeländers (Pfosten) vorhanden, sowie 3 Putzdecken mit Kehle und Spiegel, eine davon verbaut. Die Bausubstanz im Haus ehemals Kreuzherrenstraße 22 zeigt überwiegend den alten Zustand. Im Dachgeschoss, das um 1900 einen neuen Dachstuhl in Nadelholz bekam, sind am Südgiebel 2 Kammern eingebaut. Die Bedeutung des Gebäudes an der Kreuzherrenstraße (1679–1970 Klosterstraße genannt) liegt in erster Linie im städtebaulichen und ortsgeschichtlichen Zusammenhang. Aus wissenschaftlichen, insbesondere ortsgeschichtlichen und städtebaulichen Gründen, liegen Erhaltung und Nutzung des Gebäudes gemäß § 2 (1) des Denkmalschutzgesetzes im öffentlichen Interesse. | 18. Jh.                              | 14. April 1987     | 145             |
| Amtsgericht Dülken                              | Amtsgericht Dülken                               | Dülken Kreuzherrenstraße 24 Karte                                                    | Erbaut in den 80er Jahren des 19. Jahrhunderts. Backsteingebäude, zweigeschossig auf Kellersockel. Satteldach. Front fünf Achsen. Mittelachse risalitartig vorgesetzt mit zweiläufiger Treppe zum Eingang und im Obergeschoss giebelförmiges Dachgesims mit Spitzbogenfries. Giebelseite zweiachsig, in der Dachzone Spitzbogenfriesgiebel und zwei kleine Fenster, im OG Untergliederung durch zwei pilasterartige Mauerstreifen. Durchlaufendes Gesims trennt die Geschosse. Alle Fenster mit Stichbogen und originaler Teilung. Das Gebäude ist Bestandteil der historischen Bebauung des Stadtkerns von Dülken. | 19. Jh.                              | 14. Dezember 1984  | 15              |
| Wohn- und Geschäftshaus                         | Wohn- und Geschäftshaus                          | Dülken Kreuzherrenstraße 25 Karte                                                    | Das zu Ende des 19. Jahrhunderts in der Kreuzherrenstraße/Ecke Hospitalstraße gelegene Wohn- und Geschäftshaus ist dreigeschossig und besitzt einen, in der Ansicht betonten Kniestock. Typisch für die damalige Baukunst ist die zur Straßenkreuzung hin abgeschrägte Fensterachse, zur Hospitalstraße weist das Haus sechs Fensterachsen auf, zur Kreuzherrenstraße zwei. Die spätklassizistische Fassade ist reich verziert. Das ebenerdige Geschäftsgeschoss ist von den darüber liegenden Wohngeschossen durch Schmuckformen abgesetzt. Das Erdgeschoss ist verputzt und mit durchgehendem Fugenschnitt versehen, die Obergeschosse sind in Backstein mit vorgeblendeten Verzierungen. Diese nehmen mit den steigenden Geschossen ab, finden aber einen kräftigen Abschluss im Drempelbereich. So sind die Fensterbekrönungen im ersten Obergeschoss reicher als im zweiten, und auch die Gesimse sind stärker und vielzähliger im ersten als im zweiten Obergeschoss. Im Drempelbereich wird das Zinnengesims von Konsolen getragen und jeweils über den Fensterachsen sind noch Schmuckmotive angebracht. Im Erdgeschoss sind die großen Fensteröffnungen ohne Gewände in die Fassade eingefügt worden und mit gusseisernen Säulen geteilt, so dass sie in den Proportionen den Fenstern im Obergeschoss entsprechen. Sämtliche Fenster sind erneuert worden, so dass die ursprüngliche Fenstersprossenaufteilung fehlt, auch die ursprünglichen Grundrisse sind weitgehend umgebaut. Nach Angaben des Eigentümers befinden sich über den abgehängten Decken originale Stuckdecken. Von der im Innern befindlichen Holztreppe weist ein Eckpfosten das gleiche florale Motiv auf wie die Gusseisensäulen in den Erdgeschossfenstern. Die Innenaufteilung ist weitgehend verbaut, die Fassade kann man jedoch als gut erhalten betrachten. Das Haus mit seiner Fassadengestaltung ist typisch für den Architekturstil des späten Klassizismus und seine zur Straßenkreuzung hin abgeschrägte Eingangsachse typisch für die damalige Städtebaukunst. Aus wissenschaftlichen, insbesondere architekturgeschichtlichen sowie städtebaulichen Gründen liegt die Erhaltung und Nutzung des Gebäudes gemäß § 2 (1) des Denkmalschutzgesetzes vor. | 1888                                 | 5. September 1986  | 135             |
| ehem. Kreuzherrenkloster, Klostermauer, Kapelle | ehem. Kreuzherrenkloster, Klostermauer, Kapelle  | Dülken Kreuzherrenstraße 29, 31, 35, 43–47, 49 Karte                                 | Geschichte - 1166 Geburt des Gründers der Kreuzbrüder Ritter Theodor von Gelles, Diözese Lüttich. Ab 1211 führt er gemeinsam mit vier gleichgesinnten Männern ein streng religiöses Leben. - 1. Oktober 1248 Erstellung einer neuen Ordensregel in Anlehnung an die Augustinerregeln und den Dominikanerstatuten durch den Nachfolger und neuen Leiter der Gemeinschaft Petrus Walcurtius, die durch Papst Innocent bestätigt wird. - 1292 Ernennung der Heiligen Odilia zur Patronin des Ordens. - 1322–1510 Gründung von 35 neuen Kreuzherrenklöstern - 1456 Ausstellung eines Schutzbriefes durch Kaiser Friedrich II. - 1479 Gründung des Kreuzherren-Klosters in Dülken durch Graf Vincenz von Mors. 13 Bürger der Stadt Dülken, urkundlich bekannt, vermachen der klösterlichen Neugründung Gartenparzellen, Erbgüter und Renten. Der Generalvikar erteilt die Genehmigung zum Bau des Klosters St. Sebastian. Klostergebäude und Besitz liegen im südöstlichen Stadtviertel. - 28. September 1491 Weihung der Klosterkirche St. Sebastian durch den Kölner Weihbischof Johann Spender. Das Kirchenweihfest findet jeweils sonntags nach Remigius statt. - 12. Juli 1496 Zerstörung des Klostergebäudes durch einen Sturm. Es wird wieder aufgebaut. - 1533 12 Konventualen - 10. Dezember 1570 Verkauf eines Stück Gartens, das von der Straße bis an den Stadtwall geht, durch den Prior Tilman Kox an Johann Wallburgen. - 1574 Verkauf des Baumgartens an Jakob Keutenbreuer, das 1780 an Mattias Schündelen übergeht. - 1576 Verkauf eines Stücks Gemüsegarten an Peter Schaffens, das 1714 zurückgekauft wird. - 1580–1591 weitere Verkäufe - 1591 Erwerb eines weiteren Stück Gartens durch Johann Wallburgen. Die Verkäufe führen dazu, dass die gesamte Klosterstraße eine Häuserreihe erhält, die den Klostergarten verdeckt. - 1642 Wiederkauf der im 16. Jahrhundert verkauften Grundstücke und der darauf errichteten Häuser nach deren Zerstörung im Hessenkrieg. - 1660 Neufassung der Ordensstatuten, die durch den Dülkener Prior Johann Spyck vorbereitet werden. - Juli 1758 Einrichtung eines Generalmagazins der französischen Armee in den Kloster- und Kirchgebäuden während des siebenjährigen Krieges. - 1779 Bitte des Bürgermeisters, der Schöffen und Geschworenen von Dülken an den Ordensgeneral, um Abhilfe des trostlosen baulichen Zustandes des Kreuzherrenklosters zu sorgen. Daraufhin schreibt der Prior Valentin Reinhard an die Landesregierung. - 1786 Verteilung der Konventualen auf andere Klöster durch den Prior, da die Baufälligkeit zu groß wird. Da der Prior einen Neubau der Reparation des Klosters vorzieht, kommt keine Finanzierung zustande. - 4. Juli 1786 Auszug des Priors aus dem Kloster - 1788 Erneute Klage des Bürgermeisters und des Rates über den katastrophalen Zustand des Klosters. Daraufhin befiehlt Kurfürst Karl Theodor die Wiederherstellung unter Aufsicht des Amtsverwalters und des Priors des Kreuzherrenklosters Brüggen. - 1796 Teilabbruch des Klosters - 1799 Widmung der restaurierten Kirche durch den letzten Prior des Klosters, Petrus Dohr, nach Aufsetzen eines neuen Schellentürmchens auf das Klosterdach - 9. Febr. 1802 Aufhebung sämtlicher Kreuzherrenklöster des Roerdepartement - 5. Aug. 1802 Übernahme der Verwaltung der Klostergüter durch Regierungskommissare - 1803–1833 Nutzung des Klosters und der Pfarre als Hilfspfarre - 1830/31 Auflösung der Lateinschule - 10. Apr. 1833 Einrichtung einer höheren Schule in dem Klostergebäude unter Leitung des Lehrers Decker - 1833–1857 Nutzung der Klosterkirche als Bürgermeisteramt und Gericht - 1. Okt. 1836 Erweiterung der Schule zur höheren Bürgerschule - ab 1857 Einrichtung einer Mädchenschule - 23. Sept. 1872 Zerstörung der Kirche durch Brand - 1905 Umbau und Aufstockung des ehemaligen Klostergebäudes, jetzt Südschule Beschreibung Kreuzherrenkloster (heute Kreuzherrenschule) Um 1479 wird durch Graf Vincenz von Mors das Dülkener Kreuzherrenkloster gegründet. Fünf Jahre später zerstört ein Sturm das Klostergebäude, das unmittelbar danach wieder aufgebaut wird. Ende des 18. Jahrhunderts bricht man einen Teil des Klostergebäudes ab; die Kirche wird jedoch restauriert. Nach der Säkularisation erfahren der Rest des Klosters und die Kirche zunächst verschiedene Nutzungen; seit 1833 dienen sie – zunächst teilweise – bis heute als Schule. In der heutigen Schule sind Reste vom aufgehenden Mauerwerk des zu Beginn des 19. Jahrhunderts stehenden Klostergebäudes und der Kirche vorhanden. Der Umfang des Erhaltenen ist noch durch Bauforschung aufzuzeigen. Die Kreuzherrenschule, jetzt als Südschule bekannt, ist ein dreigeschossiger Backsteinbau mit Walmdach. Das Schulgebäude verfügt über einen L-förmig gehaltenen rechteckigen Grundriss. Das Schulgebäude ist auf den schulischen Bedarf ausgerichtet und dementsprechend zweckmäßig konzipiert. Die Fassadengestaltung ist schlicht und zurückhaltend und erhält einige Auflockerungen durch symmetrisch angeordnete Backsteinbänder. Die Fenster im Erd- und 1. Obergeschoss sind teilweise mit einem Flachbogen versehen. Die Aufteilung der Fensterflächen im Erd- und l. Obergeschoss ist identisch, ein zwei- bis dreiflügeliges sprossenunterteiltes Fenster mit Oberlicht. Den Übergang vom 1. Obergeschoss zum 2. Obergeschoss bildet ein Gurtgesims (früher Dachgesims), das mit zwei untereinander angereihten Zahnfriesen geschmückt ist. Um 1905 erhält der zweigeschossig Baukörper ein neues Stockwerk, das in einer Fachwerkkonstruktion ausgeführt ist. Beschreibung Klostermauer Entlang des Ostwalls und eines Teils der Hospitalstraße erstreckt sich die alte Klostermauer. Sie zeigt die Spuren der wechselvollen Geschichte des Kreuzherrenklosters auf. So sind die Verkäufe und Teilungen des Klostergartens im 17. Jahrhundert durch Höhenversprünge und Türöffnungen, teils wieder vermauert, in der Backsteinmauer zu erkennen. Auch sind Teile der Mauer verputzt. Den oberen Abschluss bildet eine durchgehende, dachförmig versetzte Rollschicht, die oberseitig verputzt ist. Beschreibung Marienkapelle Im Garten des Hauses Kreuzherrenstraße 29 ist ein sechseckiger Baukörper zu finden, eine ehemalige Marienkapelle im Klostergarten. Der Baukörper ist aus Backstein mit verputztem Sockel und einem verschieferten Pyramidendach. Der sechseckige Grundriss wird betont durch die in den Eckpunkten auskragenden Pfeiler. Bedeutung Die genannten Bauten sind bedeutend für die Geschichte des Menschen, weil sie die Reste von einem der ehemals sechzehn Kreuzherrenklöster des Rheinlandes und damit Zeugnis vom geistigen Leben des Spätmittelalters sind, und für die Stadt Dülken, weil das Kloster und seine Bauten seit dem 15. Jahrhundert mit deren Geschichte verbunden sind. Für die Erhaltung und Nutzung liegen wissenschaftliche, insbesondere religions-, architektur- und stadtgeschichtliche sowie städtebauliche Gründe vor, weil hier der Charakter von umfriedeten Garten- und Freiflächen, die in Dülken dieses Stadtquartier bis heute prägen, zusammen mit dem beidseitig von Mauern begleiteten Ostwall in seltener, einstmals aber für bestimmte Bezirke spätmittelalterlicher Städte typischer Weise erhalten ist. Obwohl das Dülkener Kreuzherrenkloster unter den rheinischen Klöstern des Ordens zeit seines Bestehens eines der unbedeutendsten ist, wird durch seine Aufhebung ein geistliches und geistiges Zentrum zerschlagen. Neben der Sorge um die Liturgie ihrer Kirche übernehmen die Regularkoniker seelsorgerische und pädagogische (Lateinschule) Aufgaben. Dennoch ist die Geschichte des Klosters die Geschichte einer Armut von Dürftigkeit, was sich auch in den diversen Verkäufen des Gartenlandes innerhalb der Klostermauer mit anschließender Bebauung entlang der Kreuzherrenstraße widerspiegelt. Die Klostermauer zeigt entlang des Ostwalls und der Hospitalstraße zusammen mit der Bebauung entlang der Kreuzherrenstraße die Umrisse des alten Besitzes des Ordens auf. Zudem bildet die Klostermauer zusammen mit der Stadtmauer eine Gasse, die dem mittelalterlichen Stadtgrundriss entspricht. Daran anschließend ist an der nördlichen Klostermauer die sechseckige Marienkapelle des Klosters St. Sebastian zu finden. Sie ist auch im Urriss von 1824 eingezeichnet. Aus wissenschaftlichen, insbesondere historischen, stadtgeschichtlichen, religionsgeschichtlichen und stadtentwicklungsgeschichtlichen Gründen liegen Erhaltung und Nutzung des Kreuzherrenklosters (heute Kreuzherrenschule), der Klostermauer, der Marienkapelle und der verbliebenen Freiflächen des ehemaligen Klostergartens gemäß § 2 (1) des Denkmalschutzgesetzes im öffentlichen Interesse. | 1479/1496                            | 3. November 1993   | 327             |
| Wohnhaus                                        | Wohnhaus                                         | Dülken Kreuzherrenstraße 35 Karte                                                    | Das um 1889 errichtete innerstädtische Wohnhaus wurde im Zusammenhang mit den benachbarten Häusern Kreuzherrenstraße 37 und 39 errichtet. Es bildet den linken Flügel eines nahezu symmetrischen Ensemble in der Reihe. Das mittlere Gebäude wurde vollständig modernisiert, lediglich der flache Dreiecksgiebel erinnert noch an die ursprüngliche Gestalt des Gebäudes. Die Fassade des zweigeschossigen Hauses mit Mezzanin- und Satteldach ist in drei Achsen gegliedert, wobei die linke Achse verbreitert und übergiebelt die Zeile zum Abschluss bringt. Die Backsteinputzfassade mit historisierenden Schmuckformen erfährt mit durchgezogenem Stockwerk und auf Konsolen gelagertem Kranzgesims eine horizontale Gliederung. Der Sockel sowie die Fenster wurden verändert. Der Eingang, leicht vorgezogen, erfährt eine Gestaltung in Quaderputz. Das Innere des Gebäudes wurde durch intensive Modernisierung verändert. Die ursprüngliche Holztreppe wurde kürzlich restauriert. Der Keller ist von einer Kappendecke überspannt. Das in zentraler Lage errichtete Gebäude ist dem Typ des rheinischen Dreifensterhauses zuzuordnen, einem Einfamilienhaus, das mit seiner Schmal- und Traufseite zur Straße weist und dort nur die Breite von drei Achsen und zumeist drei Geschossen aufweist. Üblicherweise liegt der Eingang in der seitlichen Achse. Weiterhin spiegelt es das historische Stadtbild an dieser Stelle wider. Aus wissenschaftlichen, insbesondere historischen und straßenbildprägenden Gründen liegen Erhaltung und Nutzung des Gebäudes gemäß § 2 (1) des Denkmalschutzgesetzes im öffentlichen Interesse. | 1889                                 | 5. September 1986  | 136             |
| Wohnhaus                                        | Wohnhaus                                         | Dülken Kreuzherrenstraße 39 Karte                                                    | Das um 1889 errichtete innerstädtische Wohnhaus wurde in Zusammenhang mit den benachbarten Häusern Kreuzherrenstraße 37 und 35 errichtet. Es bildet den rechten Flügel eines nahezu symmetrischen Ensembles in der Reihe. Das mittlere Gebäude wurde vollständig modernisiert, lediglich der flache Dreiecksgiebel in der Fassade erinnert noch an die ursprüngliche Gestalt des Gebäudes. Die Fassade des zweigeschossigen Hauses mit Mezzanin- und Satteldach ist in drei Achsen gegliedert, wobei die rechte Achse verbreitert und übergiebelt, die Zeile zum Abschluss bringt. Die Backsteinputzfassade mit historisierenden Schmuckformen erfährt mit durchgezogenem Sockel-, Stockwerk- und Kranzgesims eine horizontale Teilung. Die Fassade ist in gelben und roten Ziegeln errichtet. Der Eingang, leicht verzogen, erfährt eine Gestaltung in Quaderputz. Die Fenster des Erdgeschosses befinden sich in originalem Zustand. Im Inneren des Gebäudes sind im Erdgeschoss Hohlkehlfriese in einzelnen Räumen sowie die originalen Türen mit Rahmen und Füllung erhalten. Im Flur, vermutlich zur Grundausstattung gehörend, ist der Bodenbelag mit roten und sechseckigen, dazwischen liegenden grauen dreieckigen Fliesen gemustert. Weiterhin befindet sich eine alte Holzwendeltreppe im rückwärtigen Bereich zwischen Haupthaus und hinterem Anbau. Der Keller ist von einer Kappendecke überspannt. Das in zentraler Lage in unmittelbarer Nähe des ehemaligen Rathauses an der Kreuzherrenstraße errichtete Gebäude spiegelt das historische Stadtbild wider. Weiterhin ist es dem Typ des rheinischen Dreifensterhauses zuzuordnen, einem Einfamilienreihenhaus, das mit seiner schmalen Traufseite zur Straße weist und dort nur die Breite von drei Fensterachsen und zumeist drei Geschossen aufweist. Aus wissenschaftlichen, insbesondere historischen und straßenbildprägenden Gründen liegen die Erhaltung und Nutzung des Gebäudes Kreuzherrenstraße 39 gemäß § 2 (1) des Denkmalschutzgesetzes im öffentlichen Interesse. | 1889                                 | 2. Juli 1986       | 112             |
| 3 Kaplaneien                                    | 3 Kaplaneien                                     | Dülken Kreuzherrenstraße 43–47 Karte                                                 | 1851 haben die Kaplane der Pfarrkirche in Dülken aufgrund ihrer bescheidenen Einkünfte den Gemeindevorstand um billige Wohnungen gebeten. Dem wurde dann auch zugestimmt. Die Gemeinde hat besch1ossen, auf einem früher zum Kreuzherrenkloster gehörenden Grundstück drei Kaplaneien zu bauen. In dem „Gladbacher Kreisblatt“ vom 20. März 1853 gibt der Bürgermeister Dörgens bekannt, dass der Plan und Kostenvoranschlag für den Kaplaneienbau den Unternehmern zur Einsicht bereit liegt. Der Entwurf stammte von dem Bauinspektor Anton Walger aus Krefeld. In dem Bebauungsplan der Stadt Dülken von 1893 sind die Kaplaneien in den heutigen Umrissen vorgezeichnet. Das Haus der drei Kaplane ist symmetrisch mit zwei seitlichen Flügeln als schlichter Backsteinbau errichtet worden. Als einzige Ausschmückung dienen dem Gebäude ein stufiges Zinnenfries im Giebel der Seitenflügel und die betonten Stichbögen in den Fenstern. Farbig setzen sich die Gewände der Türen und Sohlbänke der Fenster, die aus Werkstein hergestellt sind, ab. Die Fassade ist sowohl von der Straßen- als auch von der Gartenseite gut erhalten. Das Innere ist umfangreich umgebaut worden, so dass nur noch die ursprünglichen Holztreppen und eine Tür im Obergeschoss bestehen blieben. Das Längsgebäude ist unterkellert und mit zwei Tonnengewölben versehen. Markant in ihrer Schlichtheit bildet die Fassade einen besonderen architektonischen Akzent in der Kreuzherrenstraße. Erwähnenswert ist auch der vor dem Gebäude gebildete kleine Vorhof, der zur Straße hin von einer niedrigen Mauer umgrenzt ist und zwischen den Häusern der Kreuzherrenstraße, die streng an der Fluchtlinie stehen, eine Besonderheit darstellt. Aus wissenschaftlichen, insbesondere orts- und architekturgeschichtlichen sowie raumprägenden Gründen liegen Erhaltung und Nutzung des Gebäudes gemäß § 2 (1) Denkmalschutzgesetz im öffentlichen Interesse. | 2. Hälfte 19. Jh.                    | 2. Juli 1986       | 113             |
| Wohnhaus                                        | Wohnhaus                                         | Dülken Kreuzherrenstraße 57 Karte                                                    | Das ehemalig als freistehend geplante Wohngebäude ist über dem Neumarkt zum alten Markt kommend ein sehr schöner städtebaulicher „point de vue“ der Kreuzherrenstraße. Es zeigt sich dem Betrachter mit einer axial symmetrisch gestalteten Fassade und einem Walmdach. Das Gebäude bildete einst mit dem zweigeschossigen Backsteinhaus mit Mansarddach zum Ostwall gerichtet und einem verbindenden Fachwerkanbau eine Hofanlage. Das Haus am Ostwall musste nach dem Zusammenbruch des Daches, eines Giebels und der Decken 1983 bis auf die Umfassungsmauern im Erdgeschoss abgebrochen werden. Als Zeugnis der Anlage steht in der heutigen Form nur noch das Wohngebäude und das später angebaute Wirtschaftsgebäude. Die Außenwände des Wohngebäudes sind in Backstein ausgeführt, wobei die Wände des angebauten Nebengebäudes in Fachwerk mit Steinen bzw. Putzfläche zur Stadtmauer hin ausgefacht sind. Das Gebäude war stark baufällig, in großen Teilen im Bestand bereits gefährdet, so dass die notwendigen Restaurierungsarbeiten einen erheblichen Umfang der Baumaßnahme ausmachten, um eine Bewohnbarkeit wieder zu ermöglichen. Die tragende Eichenholzfachwerkkonstruktion im Inneren des Wohngebäudes ist auf zwei Achsen konstruiert und wurde ohne eine Ausfachung erhalten. Die Decken sowie Teile des Dachstuhls mussten durch eine Holzkonstruktion ersetzt werden. Die Fassade des Wohnhauses wurde im frühen l9. Jahrhundert im Sinne des Klassizismus umgestaltet. Da die Putzfassade mit Eckquaderung aus bauphysikalischen Gründen entfernt werden musste, ist seit der Restaurierung die originale backsteinsichtige Fassade, wieder sichtbar. Die dabei gefundenen Ankersplinte weisen auf das Baujahr 1744. Weiterhin wurde bei Freilegungsarbeiten alter Konstruktionsteile in einem Balken die Jahreszahl 1822 mit der Inschrift „dieser Balken ist gemacht am 25. Juli 1822 gez. …Name“ gefunden. Dieser Balken wurde vermutlich beim Umbau des Vorderhauses und gleichzeitigem Anbau des hinteren Wirtschaftsgebäudes eingebaut. Die Frontseite des zweigeschossigen Wohnhauses ist in drei Achsen gegliedert, wobei der Eingang in der Mittelachse angeordnet ist. Die gleiche Achse wird durch einen flachen Dreiecksgiebel betont. Auf der rechten und linken Achse befinden sich je zwei übereinanderliegende Fenster. Die beiden Fenster im Erdgeschoss sind von gemauerten Bögen überdeckt. Die restaurierte Eingangstüre befindet sich in einem sehr guten Zustand. Nach der Instandsetzung der Backsteinfassade wurde diese geschlämmt. Der ursprüngliche Treppenaufgang sowie der Natursteinboden im Erdgeschoss des Treppenhauses sind erhalten. Hinter dem Anbau steht an alter Stelle ein offener mit Backsteinen gemauerter Kamin der noch aus einem abgebrochenen Haus gleich hinter dem Anbau stammt. Ein Teil des Gebäudes ist von einem Gewölbekeller unterbaut, in dem sich ein vermauerter Eingang zu einem „Kriechtunnel“ befindet. Bei den Abbrucharbeiten des hinteren Gebäudes wurden noch eingestürzte Teile des Tunnels, der in Richtung Stadtmauer führte, gefunden. Das Haus Kreuzherrenstraße 57 wird heute vom Eigentümer als Wohnhaus mit Atelier genutzt. Die vorhandene Architektur an dieser prägnanten Stelle macht das Gebäude zu einem Zeugnis für die seinerzeitige Bauweise. Das Haus bildet zudem einen markanten Bestandteil des alten Stadtkerns von Dülken. Die Erhaltung des Wohnhauses nebst Anbau liegt daher gemäß § 2 (l) Denkmalschutzgesetzes aus wissenschaftlichen, insbesondere städtebaulichen, architektonischen und ortsgeschichtlichen Gründen im öffentlichen Interesse. | 1744                                 | 26. Februar 1985   | 21              |
| Wohnhaus                                        | Wohnhaus                                         | Dülken Kreuzherrenstraße 59 Karte                                                    | Das dreigeschossige, vierachsige Haus in der Kreuzherrenstraße ist 1840–1850 traufständig gebaut worden. Es besitzt als eines der wenigen Gebäude in Dülken eine stark romanisierende Prägung der Fassade. Ähnliche Fassadengestaltung besaß ursprünglich der 1866 fertiggestellte Bahnhof in Dülken. Die Fassade ist verputzt, das Erdgeschoss durch Fugenschnitt strukturiert. Die Stockwerke sind über dem Erdgeschoss durch ein doppeltes, über dem Obergeschoss durch ein einfaches Gesims getrennt und enden oben in einem weit auskragenden Dachgesims. Im Obergeschoss gliedern zusätzlich Pilaster die Fassade, die oben die halbrunden Fenster umrahmen. Die sechs Fenster im Mezzaningeschoss sind zu Drillingsöffnungen zusammengefasst. Die ursprünglichen Fenster, vor allem die originelle Sprossenaufteilung im Mezzaningeschoss, sind unverändert geblieben. In diesem Straßenzug befanden sich insgesamt drei Häuser ähnlicher Prägung, wovon allerdings zwei abgerissen wurden. Auch die Innenausstattung ist gut erhalten. In Räumen des Erdgeschosses haben sich Stuckdecken mit floralem Motiv erhalten können. Im Obergeschoss nur als Hohlkehlmotiv. Die Räume behielten ihre normale Geschosshöhe, die Holztreppen sowie die Türen mit profilierter Leibung sind auch unverändert geblieben. Das Haus mit seiner Fassadengestaltung und gut erhaltenen, ursprünglichen Grundrissen, verdient eine besondere Wertstellung. Rückwärtig steht ein dreigeschossiges, backsteinsichtig belassenes traufständiges Hintergebäude mit Satteldach, wohl jünger als das Wohnhaus (2. Hälfte 19. Jahrhundert) und mit eigenem Zugang vom Ostwall aus durch eine Holztür mit gedrungener Rahmung. Im 1. Obergeschoss zum Wall sowie über die gesamte Hoffassade besitzt es relativ große zweiflüglige Holzfenster mit ebenfalls zweigeteilten Oberlichtern, die segmentbogig geschlossen werden. Die ursprüngliche Zweckbestimmung ist unklar. Lage und Durchfensterung lassen eine reine Lagernutzung unwahrscheinlich erscheinen. Aufgrund des integralen Zusammenhangs mit dem vorderen Wohnhaus und der weitgehend originalen Erhaltung ist das Hintergebäude Teil des Baudenkmals. Um 1900 war das Anwesen Kreuzherrenstraße 59 im Besitz von Max Klingen, Besitzer einer Samtbandfabrik, die in verschiedener Form in Dülken seit mindestens 1843 nachweisbar ist („Gebr. Klingen“) und 1904 an ihrem Standort an der Viersener Straße 49 Arbeiter beschäftigte. Mit dem Tod von Max Klingen, der auch langjähriger Stadtverordneter, Beigeordneter und Vorstandsvorsitzender des Spar- und Bauvereins war, 1909 erlosch die Firma. Aus wissenschaftlichen, insbesondere architekturgeschichtlichen Gründen liegt die Nutzung und Erhaltung des Gebäudes und des Hintergebäudes gemäß § 2 (1) Denkmalschutzgesetz im öffentlichen Interesse. | 1840/1850                            | 8. September 1986  | 137             |
| Kath. Herz-Jesu-Pfarrkirche                     | Kath. Herz-Jesu-Pfarrkirche                      | Dülken Kreyenbergstraße 2a Karte                                                     | Lage und Geschichte 1927 wurde ein eigener Seelsorgebezirk Dülken-Nord von der Dülkener Hauptpfarre St. Cornelius abgetrennt. Vier Jahre später wurde eine zu diesem Zweck erworbene Lagerhalle zu einer ersten (Not-)Kirche umgebaut und benediziert, die jedoch am 24. Februar 1945 durch einen Bombenangriff schon wieder zerstört wurde. 1952 erfolgte die Pfarrerhebung des Bezirks. Die in den Bauunterlagen der Stadt erhaltenen Pläne zum Neubau einer Kirche datieren vom März und in der abgeänderten endgültigen Fassung vom April 1953. Der Neubau an neuem Standort, an der Süchtelner (heute: Brabanter) Straße / Ecke Lindenallee (heute: Kreyenbergstraße), wurde am 31. Oktober 1954 geweiht. Architekt war der Aachener Oberregierungs- und -baurat Karl Schlüter. Beschreibung Die Herz-Jesu-Kirche entfaltet sich (nicht geostet) parallel zur Hauptverkehrsstraße, hinter einer Grünfläche zurückgesetzt. Der Eingang befindet sich an der Schmalseite zur Nebenstraße hin, von der sie heute durch später errichtete Gemeindebauten getrennt ist. Das sichtbar belassene konstruktive Gefüge besteht aus einem weiß gefassten Stahlbetonskelett mit einer Backsteinausfachung. Markante Dachform und ein mächtiger freistehender Turm prägen das Erscheinungsbild des auf einfach rechteckigem Grundriss errichteten Baues. Stahlbetontonnen, quer zur Traufrichtung über jedem Joch, bilden ein wellenförmiges Dach aus insgesamt sieben Bögen, welches an seinen Enden in zusätzlichen Halbbögen ausläuft. Da die dünnen Bogenschalen ohne horizontale Trennlinie direkt auf den Ständern des Stahlbetonskeletts aufsitzen, ergibt sich optisch eine Aneinanderreihung von sieben schlanken hochrechteckigen Elementen, von denen jedes zweite zu zwei Dritteln, im Chorbereich sogar bis fast auf den Boden in ein (Stahl-)Fenster aufgelöst ist. Diese betonte Vertikalität kontrastiert die gedrungen lagernde Grundform des Gebäudes. Hinzu tritt ein vor die Eingangsfassade, jedoch aus der Mittelachse versetzt gestellter Turm auf quadratischem Grundriss mit Flachdach. In seinen unteren Geschossen (1.–3. Obergeschoss) ist er durchfenstert, da sich hier Tageskapelle und die Räume eines Jugendheimes befanden bzw. befinden. Das obere Geschoss mit dem Glockenstuhl (Stahlstuhl, noch aus der Erbauungszeit) war ursprünglich offen, ist heute jedoch mit Schallarkaden geschlossen. Die von einem auskragenden Halbbogen auf dünner Rundstütze überfangene Eingangsfassade besitzt drei nebeneinander flächig in der Wand liegende Eingangsportale mit einem Rundfenster darüber. Der Kirchenraum ist einschiffig und endet mit einer leicht gekrümmten, optisch gerade wirkenden Chorwand. Die ursprüngliche Chorgestaltung wurde nach den Liturgiereformen der 1960er Jahre verändert (herabgezont; Altar von der Wand abgerückt). Erhalten blieb aber die insgesamt bewusst nüchtern-schlichte Raumgestaltung mit frontal auf den Altar ausgerichteten Bankreihen, in der die Ausstattungselemente umso deutlicher zum Ausdruck kommen: Kruzifix (Josef Krautwald; vom selben Künstler auch die modernen Passionstafeln), Fenster (Wilhelm Geyer) aus der Erbauungszeit bzw. unmittelbar darauf, ebenso Lesepult und Tabernakel; Altarkreuz und Tabernakel der ehem. Kapelle von Hein Minkenberg. Die bemerkenswerte Anlage einer frei in den Raum eingestellten und vorkragenden Orgelempore ist heute durch die Abtrennung einer Vorhalle verunklärt. Neben dem Kirchenraum finden sich niedrige seitliche Annexräume auf der rückwärtigen Seite: Neben dem Chor war ursprünglich die Sakristei, die später in ihrem vorderen Bereich zur Werktagskirche umgebaut und zum Kirchenraum geöffnet wurde, mit dem später entstandenen, benachbarten Altenheim räumlich verbunden. Die Sakristei dehnte sich dafür zusätzlich in den Raum der ursprünglich vorhandenen Bücherei aus. Der Architekt Karl Schlüter war Oberregierungs- und -baurat in Aachen. Die Herz-Jesu-Kirche in Dülken ist sein prominentester Kirchenbau; im Bistum Aachen zeichnete er außerdem für den Wiederaufbau von St. Nikolaus, St. Peter und St. Foillan (teilweise), alle in Aachen, verantwortlich (1948–51). Für das staatliche Bauamt plante er einige wichtige Bauten für die RWTH in Aachen, von denen neben dem Bauingenieurgebäude (Schinkelstraße; 1949/50) vor allem das zentrale Große Hörsaalgebäude an der Wüllnerstraße (1950–54) bekannt und überregional beachtet wurde. Architekturgeschichtliche Einordnung In den Bauakten der Stadt Viersen ist eine Notiz über die Bauausschusssitzung der Stadt Dülken am 18. Mrz. 1953 erhalten, wonach der Stadtbaumeister dem Ausschuss berichtet habe „von einem Bauantrag für die Errichtung einer neuen Kirche, die s.E. in einer sehr eigenwilligen Form gehalten sei“. Ein ebenda erhaltener Zeitungsbericht (ohne Datum, vermutlich 1951) erkannte in dem Entwurf „eine echt sakrale Weihe und eine feine Anpassung an die Landschaft in wohlausgewogener Weise mit den Stilformen und den technischen Gegebenheiten der modernen Baukunst (…) Man kann heute schon sagen, dass diese Kirche nach ihrer Vollendung Dülken um ein architektonisches Schmuckstück bereichert.“ Es war also die markante Gestalt, die schon den Zeitgenossen auffiel und die Kirche auch heute noch zu einem Blickfang an einer wichtigen Ausfallstraße Dülkens macht. Dabei ist zum einen die Anordnung der Baukörper aus einem langgestreckten, breit gelagerten „kastenförmigen“ Hauptschiff und einem (ungewöhnlich großen) freistehenden Glockenturm zu nennen, von der Straße zwar abgerückt, hinter einer Grünfläche aber dennoch frei zu sehen. Diese Komposition einschließlich einer bewussten Schlichtheit oder auch „Strenge“ sowohl des Innenraums als auch des Außenbaus entspricht verbreiteten Tendenzen des Kirchenbaus der fünfziger Jahre, ebenso die Einbeziehung z. B. des Chors und weiterer „Teilräume“ in die Großform. Nicht zuletzt verdankt sich diese Komposition dem Streben, auch im Kirchenbau eine den „neuen“ Baumaterialien Stahlbeton und Glas eine entsprechende Gestalt- und Raumform zu verwirklichen. Zeittypisch ist die Beiordnung eines „Campanile“ zu diesem kubischen Hauptbaukörper, als weithin sichtbares „Zeichen“ des Kirchengebäudes; bemerkenswert und erst in den sechziger Jahren stärker verbreitet ist allerdings die Unterbringung von Gemeinderäumen wie hier dem Jugendheim in den Turmgeschossen. Das herausragende gestalterische Merkmal der Herz-Jesu-Kirche ist aber die Deckengestaltung aus aneinandergereihten halbkreisförmigen Betonschalen, die in der Seitenansicht, wie sie sich z. B. von der Straße aus bietet, ein wellenförmiges Motiv ergibt. Auch hier steht die Herz-Jesu-Kirche in der Tradition des Kirchenbaus der fünfziger Jahre: „Die Gestaltung der Decken geriet in der Mitte der fünfziger Jahre wieder zu einem wichtigen architektonischen Anliegen (…). Wesentliche Impulse gingen von der Entwicklung des Schalenbetons aus, in der die dem Material Beton eigentümliche Fähigkeit des beliebig gestaltbaren, freigespannten Tragens zur vollen Entfaltung gebracht wurde.“ (Kahle, Seite 87). Unverkennbar ist dabei die Anlehnung der Herz-Jesu-Kirche an die 1948–53 errichtete Kirche St. Martinus in Aldenhoven von Alfons Leitl, sowohl hinsichtlich der Dachgestaltung als auch z. B. der vollflächigen Verglasung der Außenwände, im Chorbereich bis fast zum Boden. Leitls ähnlicher Entwurf für den Wiederaufbau der Propsteikirche in Jülich ist hier ebenfalls zu nennen. Da beide Kirchen im Bistum Aachen liegen, kann die Kenntnis dieser Entwürfe bei Schlüter als sicher angenommen werden. Anders als Leitl reduzierte er in Dülken die Großformen aber konsequent auf ihre kubischen Grundmuster, wohingegen Leitl z. B. in Aldenhoven eine traditionelle Doppelturmfassade entwarf und deren oberen Abschluss dann auch noch als (wenn auch leicht abstrahierte) Turmhelme ausgestaltete. Als weitere Kirche mit „wellenförmigem“ Dachabschluss jener Zeit muss schließlich St. Sebastian in Aachen (Auf dem Hörn), ebenfalls von Leitl, genannt werden, wobei hier das Wellenband stärker ornamental wirkt (Spitzname der Kirche: „St. Ondula“), da es auf dem Gebäudekörper eher aufzuliegen scheint anstatt aus dem konstruktiven Gerüst beinah „nahtlos“ hervorzugehen, wie es am stringentesten wiederum in Dülken ausformuliert ist, wo die Betonschalen tatsächlich die Dachhaut tragen. Im Innenraum der Herz-Jesu-Kirche besticht trotz aller inzwischen erfolgter Veränderungen auch heute noch die strenge Schlichtheit der Raumgestalt, die gerade auch in ihrer Wirkung hinsichtlich der Vermittlung der Glaubensinhalte an die Gemeinde in der Art und Weise zum Ausdruck kommt, wie das große Kruzifix vor der großen, ansonsten schmucklosen Chorrückwand zur Geltung kommt. Diese „Kargheit als Instrument der Vergewisserung“ (Karin Keydecker) nach Nationalsozialismus und Kriegsende ist ein eminent ausdrucksstarkes, heute aus verschiedenen Gründen gefährdetes Element der Architektur der frühen fünfziger Jahre. Im Kirchenbau, wo sie zudem auch schon in den zwanziger Jahren anzutreffen ist (vgl. aus dem Bistum Aachen: Fron-leichnamskirche in Aachen von Rudolf Schwarz), war sie zudem Sinnbild einer Konzentration auf „das Wesentliche“ in der Zelebration der Messe in der Gemeinde, wie sie die einflussreiche „liturgische Bewegung“ um Romano Guardini vertrat. Denkmalwert Als anschaulich erhaltenes Zeugnis der Religionsausübung im Dülkener Norden von bemerkenswerter gestalterischer Qualität ist die Herz-Jesu-Kirche in Dülken bedeutend für die Geschichte des Menschen und die Stadt Viersen. An ihrer Erhaltung und Nutzung besteht ein öffentliches Interesse aus wissenschaftlichen, insbesondere religions- und architekturgeschichtlichen Gründen, da es sich um ein wichtiges, im Wesentlichen gut erhaltenes Zeugnis der Kirchenbauarchitektur der fünfziger Jahre handelt. Sie verkörpert jene Richtung, die auch im Kirchenbau nach einer konsequenten formalen Umsetzung der konstruktiven Möglichkeiten der Stahlbetonskelettkonstruktion und des neuartigen Schalbetons suchten. Insbesondere die bemerkenswerte Dach- bzw. Deckengestaltung, die mit den bekannten Bauten Alfons Leitls in Aldenhoven und Aachen zu vergleichen ist, hebt die Kirche deutlich aus ähnlichen Bauten heraus. Die strenge Sachlichkeit von Außenbau wie Innenraum entsprach formal der Architekturmoderne, lag aber auch in den zeitgenössischen Gedanken der liturgischen Bewegung begründet. Liturgische Kunstwerke und die Fenster sind als integrale Bestandteile des Raumkonzepts anzusehen. Ein öffentliches Interesse an Erhaltung und Nutzung besteht ferner aus städtebaulichen Gründen, da die Herz-Jesu-Kirche in ihrer Disposition entlang einer wichtigen Ausfallstraße und mit ihrem weithin sichtbaren Turm einen markanten Blickfang bildet und ihre Umgebung positiv prägt. Die Herz-Jesu-Kirche in Dülken ist bedeutend für die Geschichte des Menschen und die Stadt Viersen. An ihrer Erhaltung und Nutzung besteht ein öffentliches Interesse aus wissenschaftlichen, insbesondere religions- und architekturgeschichtlichen sowie städtebaulichen Gründen. Sie ist daher ein Baudenkmal gemäß § 2 Denkmalschutzgesetz NRW. | 1953/1954                            | 30. Juni 2000      | 392             |
| Wohnhaus                                        | Wohnhaus                                         | Viersen Kurt-Schumacher-Straße 11 Karte                                              | Das eingeschossige Wohnhaus liegt 15 m von den Straßen zurück auf einem über 1.500 m² großen Grundstück. Es präsentiert sich zur Straße zurückhaltend und öffnet sich zum Garten hin. Daher ist die Ansicht des Hauses zeittypisch zweigeteilt: nach vorne sind lediglich hochgesetzte Fensterbänder, die alle mit längs ausgerichteten Gitterstäben zusätzlich gesichert sind, unterhalb der Traufe in die ansonsten geschlossene, weiß geschlämmte Außenwand eingesetzt, während die rückwärtige Gartenseite großzügig in Glas (Schiebetüren) geöffnet ist. Den oberen Abschluss bildet ein über die Umfassungsmauern hinausgehendes Flachdach mit 80 cm hoher, dunkel gehaltener Attika. Der Hauseingangsbereich, der durch einen Rücksprung der Außenwand loggiaförmig gebildet wird, befindet sich neben der rechtsseitig errichteten Garage. Die Haustüranlage, senkrecht verarbeitete, weiß gestrichene Holzverbretterung ohne Lichtdurchlass, ist straßenseitig nicht einsichtig, da sie durch eine Wandvorlage der linksseitigen Außenmauer verdeckt wird. Das Haus besitzt eine durchaus bemerkenswerte Konzeption, deren Kern die Entwicklung der Räume um einen kleinen Innenhof bildet. Die Wohnräume mit Kamin, Essecke und Wohnbereich gehen dabei fließend ineinander über, die Funktionsräume sind davon durch eingestellte Wandscheiben abgetrennt. In einen der Flügel ist ein Schwimmbad integriert. Das Schwimmbad ist von allen Räumen einsehbar und liegt auf gleichem Niveau. Die Innendecken sind ebenso wie der unterseitige Abschluss der Attika holzsichtig, dunkel gebeizt verschalt. Sämtliche Öffnungen erstrecken sich ohne Unterbrechung vom Boden bis zur sturzlosen Decke. Die Profile der Türen und Fenster sind dunkel zu den weißen Innenwänden abgesetzt. Aufeinanderstoßende, verschiedene Materialien sind jeweils durch Fugen (Schattenfugen) voneinander getrennt, wie z. B. Wand/Decke oder Holzblockrahmen/Putzflächen. Ein schönes Detail sind die verschiedenfarbigen Terrakotta-Fliesen im Eingangsbereich innen und außen, so dass auch hier ein fließender Übergang entsteht. Sie wurden auf Wunsch der Bauherren, angeregt durch einen Besuch des Quirinus-Münster in Neuss, von der Niederrheinischen Baukeramik (NBK) in Emmerich nachgearbeitet. Eine weitere Auftragsarbeit der NBK war die Längswand im Schwimmbad. Nach einem Entwurf des Architektens Janssen ist ein Farbenverlauf von hell unten im Beckenbodenbereich bis dunkel im oberen Deckenbereich im blautürkisenen Farbspectrum durch rechteckige, liegende Fliesenformate hergestellt worden. Die Firma NBK wurde 1907 vom Firmengründer Heimann in Emmerich-Vrasselt zur Herstellung von Dachziegeln und Fliesen gegründet. Von Anfang an wurden Fliesen für prominente Bauaufgaben nach Entwürfen von Architekten entwickelt und hergestellt. Ein Beispiel dafür ist die Düsseldorfer Tonhalle, die 1926 nach dem Entwurf von Wilhelm Kreis errichtet wurde. Bis heute sind 150 Prestige-Projekte weltweit ausgeführt worden. Insbesondere die Fassadenbekleidungen wie am Museum Brandhorst in München, am Museum of Art und Design in New York, am Tokio Midtown Tower oder an der University of Science und Technology in Saudi-Arabien sind weltweit einzigartig. Dr. Albert Schürzholz war von Juli 1968 bis September 1989 Chefarzt der Chirurgie am allgemeinen Krankenhaus in Viersen. In den Jahren von 1970 bis 1972 wurden unter seiner Leitung eine Intensivstation und eine Anästhesieabteilung eingerichtet. Der Architekt Hans Wilhelm Janssen, Jahrgang 1938, machte zunächst eine Maurer- und Bauzeichnerlehre und studierte anschließend Architektur an der Werkkunstschule in Krefeld. Der damalige Direktor Professor F.G. Winter, der sich in der Tradition des Bauhauses sah, prägte Janssen entscheidend. Nach dem Studium arbeitete er zunächst in verschiedenen größeren Architekturbüros. Zu seinen ersten Aufträgen als selbständiger Architekt in Viersen seit 1970 gehört die Planung und Errichtung des Wohnhauses für das Ehepaar Schürholz. 1996 wird der Sitz des Architekturbüros nach Mönchengladbach verlegt. Architekturgeschichtlich und stilistisch repräsentiert das Wohnhaus prägnant Zeitgeist und Entwurfshaltung seiner Zeit, der frühen 1970er Jahre. Es steht einerseits ganz in der Tradition der klassischen Moderne als weißer Kubus mit Flachdach, dem Ineinandergreifen von Innen und Außen und der Ablehnung traditioneller „bürgerlicher“ Gestaltungs- und Raummuster. Vorherrschend ist eine Reduktion, Konzentration und Strenge der Form und des Materialeinsatzes. Der Rückgriff auf das Bauhaus zeigt sich auch in der nahezu geschlossenen Fassade des tief auf dem Grundstücke stehenden Gebäudes und seiner Öffnung zum Innenhof und Garten. Die besondere Qualität der inneren Grundrisskonzeption und Raumentwicklung wird durch die absolut originale Erhaltung und dem erkennbar gehobenen Anspruchsniveau erlebbar. Das außergewöhnlich qualitätsvoll gestaltete Wohnhaus der 1970er Jahre ist aufgrund seiner weitgehend original erhaltenen Substanz und Ausstattung ein bemerkenswert anschauliches Zeugnis von Architektur und Wohnkultur seiner Zeit. Das Gebäude ist daher bedeutend für Viersen. An der Erhaltung und Nutzung besteht aus wissenschaftlichen, insbesondere architekturgeschichtlichen Gründen ein öffentliches Interesse. Es ist daher gemäß § 2 Denkmalschutzgesetz NRW ein Baudenkmal. | 1971                                 | 5. Januar 2010     | 493             |
| Wohn- und Geschäftshaus                         | Wohn- und Geschäftshaus                          | Dülken Lange Straße 14 Karte                                                         | Ab 1831 sind die Stadtbefestigungen der Stadt Dülken kontinuierlich abgerissen worden. Auf dem Gebiet des ehemaligen Stadtgrabens, gleich hinter dem 1836 abgebrochenen Steintor, entstand ca. 1840 ein 13-achsiges, zweigeschossiges Doppelhaus. Der linke, fünfachsige Teil wurde von der Firma Weyermann erbaut. Der rechte Teil, ursprünglich mit einer durchgehenden Toreinfahrt, wurde als reines Wohnhaus, von dem Mitbesitzer der Seidenfabrik Weyermann & Specken, dem W. Specken, erbaut. Die klassizistische Putzfassade des Hauses ist in zwei Zonen aufgeteilt. Die drei Fenster über der ursprünglichen Toreinfahrt sind durch Balkon, Gesimse und die Fensterform betont zusammengefasst. Dahinter lassen sich die repräsentativen Räume des Hauses vermuten. Die fünf restlichen Fensterachsen sind gleichmäßig in der Fassade verteilt. Eine horizontale Gliederung erfährt das Haus durch die durchlaufenden Gesimse und durch das von stilisierten Konsolen getragene Dachgesims. Im Jahre 1900 sind im Erdgeschoss des Hauses einige Umbauten vorgenommen worden. Die Toreinfahrt und Wohnräume sind zu Läden umfunktioniert, der Hauseingang, der sich vorher seitlich in der Toreinfahrt befand, ist zur Straßenseite verlegt worden. Aus dieser Zeit stammen auch die großen Schaufenster, mit den für den damaligen Ladenbau typischen gusseisernen Säulen. Der Umbau ist auch an dem Steinfußboden des Flures sichtbar. Die bunten Steinplatten des neu eingebauten Eingangs setzen sich von dem alten, der schwarz-weiß gehalten ist, deutlich ab. Die ursprüngliche, großzügige Grundrissaufteilung der Obergeschosse ist erhalten geblieben. Die große repräsentative Wohnung im 1. Obergeschoss ist im Flurbereich durch eine leichte Holz-Glas-Wand mit Jugendstil-Motiven in zwei Bereiche getrennt. In einem der Räume befindet sich eine Stuckrosette, in den restlichen Räumen Stuckdecken mit Hohlkehlen. Erwähnenswert ist der originale, volutenartige Abschluss der Wangen und Handläufe an der alten Holztreppenanlage. Wenn man die alte, konsequente Fassadenaufteilung mit der Toreinfahrt und der darüber liegenden repräsentativen Wohnung in Betracht zieht, dann wirken sich die nachträglichen Ladeneinbauten eher negativ aus, die Betonung und Ablesbarkeit der Fassade ist dadurch gestört worden. Dennoch, die elegante Wirkung des ehemals repräsentativen Hauses eines aufstrebenden Bürgertums ist in den oberen Geschossen sichtbar. Die repräsentative originale Putzfassade des Hauses ist als wesentliches Identifikationsmerkmal an der Lange Straße zu betrachten und trägt somit für die Unverwechselbarkeit des Straßenraumes bei. Aus wissenschaftlichen, insbesondere orts- und architekturgeschichtlichen Gründen liegen Erhaltung und Nutzung des Gebäudes gemäß § 2 (1) des Denkmalschutzgesetzes im öffentlichen Interesse. | ca. 1840                             | 10. November 1988  | 184             |
| Wohn- und Geschäftshaus                         | Wohn- und Geschäftshaus                          | Dülken Lange Straße 16 Karte                                                         | Das um 1840 erbaute fünfachsige Haus ist in Zusammenhang mit dem Nachbarhaus Lange Straße 14 zu sehen. Beide Häuser sind von den Geschäftspartnern einer Seidenfabrik gebaut, wobei das Haus Lange Straße 14 von seinem Erbauer, W. Specken, selbst als Wohnhaus benutzt wurde, ist das Haus Lange Straße 16 von Weyermann gebaut, als Geschäfts- und Mietshaus gedacht. Dieses macht sich in der klassizistischen Putzfassade bemerkbar, sie wurde einfacher und einheitlicher konzipiert, eine Akzentuierung der Wandfläche, wie das bei Lange Straße 14 der Fall ist, fehlt. Die Fensterachsen, mit einfachen Gewänden umrahmt, sind gleichmäßig verteilt. Als bescheidene Ausschmückung dienen der Fassade einfache Überdachungen der Fenster im 1. Obergeschoss und vorgeblendete konsolenartige Schmuckformen im Drempelbereich. Einige Elemente der Fassade und Innenausstattung betonen die gleiche Entstehung und Zusammengehörigkeit der Häuser: Die Geschosshöhe ist bei beiden Häusern gleich, die Brandmauer ist in der Fassade nicht sichtbar, die Gesimse verlaufen durchgehend durch beide Fassaden, die Dachgesimse haben gleiche Formen und die Fensteröffnungen gleiche Proportionen. Die aufwändige Treppenanlage mit volutenartigem Abschluss der Wangen und Handläufe ist gleich der Treppenanlage im Nebenhaus. Im Jahre 1901 wurden im Erdgeschoss Läden untergebracht, zu der Zeit wurden in der Straßenfront die großen Schaufensteröffnungen ausgebrochen. 1911 wurde der Hauseingang von der Seitenfront zur Straßenfront verlegt und die so ersparte Flurfläche dem Laden zugeteilt. Die Wohnungen der Obergeschosse sind modernisiert. Das Nebeneinander des individuellen Wohnhauses und des einfach konzipierten Miets- und Geschäftshauses veranschaulicht soziale Unterscheidungsmerkmale innerhalb der Fassadengestaltung. Die originale Putzfassade des Hauses ist als wesentliches Identifikationsmerkmal an der Lange Straße zu betrachten und trägt somit für die Unverwechselbarkeit des Straßenraumes bei. Unter Erwägung der Tatsache, dass es einige der ersten Häuser sind, die außerhalb der Stadtmauer gebaut wurden, bekommen diese eine städtebauliche Bedeutung. Aus wissenschaftlichen, insbesondere orts- und architekturgeschichtlichen sowie städtebaulichen Gründen liegen Erhaltung und Nutzung des Gebäudes gemäß § 2 (1) des Denkmalschutzgesetzes im öffentlichen Interesse. | ca. 1840                             | 10. November 1988  | 185             |
| Wohn- und Geschäftshaus                         | Wohn- und Geschäftshaus                          | Dülken Lange Straße 20 Karte                                                         | Das zur Lange Straße traufseitig errichtete Wohn- und Geschäftshaus ist dreigeschossig und in vier Achsen gegliedert. Die historisierende Backsteinputzfassade erfuhr 1967 erdgeschossig durch den Umbau des Ladenlokals eine Veränderung. Die auf der linken Seite liegende Eingangstüre, mit aufwändiger unregelmäßiger Sprossenteilung, blieb von der Modernisierung unberührt. Hier ist der Eingang von zwei vorgeblendeten Stützen mit darüber liegenden gotisierenden Giebeln besonders hervorgehoben. Zu den Obergeschossen wird die Ladenansicht durch ein breites Brüstungsgesims mit Spitzbogenmotiv abgegrenzt. Die beiden linken Achsen sind zusammengezogen. Hier werden zwei Fenster mit einem floral geschnitzten Giebel überdeckt. Die Fenstergiebel werden insgesamt durch vorgeblendete Säulen getragen. Ein breites Kranzgesims, mit Rosetten geschmückt, leitet zu den Dachhäuschen mit zwei rundbogenüberdeckten Fenstern über. Im Innern des Gebäudes ist die ursprüngliche Holztreppe mit gedrechselten Geländerstäben sowie einzelne Türen mit profilierter Türleibung erhalten. Ebenfalls sind in den einzelnen Räumen noch Stuckfriese mit floralen Motiven erhalten, jedoch wurden diese zum Teil durch Einziehen leichter Trennwände geteilt. Der Keller ist von einer Kappendecke überspannt. Die originale Putzfassade des Hauses ist als wesentliches Identifikationsmerkmal an der Lange Straße zu betrachten und trägt somit für die Unverwechselbarkeit des Straßenraumes bei. Aus wissenschaftlichen, insbesondere städtebaulichen, straßenprägenden und architekturgeschichtlichen Gründen liegen Erhaltung und Nutzung des Gebäudes gemäß § 2 (1) des Denkmalschutzgesetzes im öffentlichen Interesse. | 1900                                 | 5. September 1989  | 216             |
| Wohnhaus                                        | Wohnhaus                                         | Dülken Lange Straße 32 Karte                                                         | Das Gebäude ist traufseitig zur Lange Straße als dreigeschossiges Wohnhaus mit fünf Achsen errichtet. Die klassizistische Fassade ist in Backstein mit vorgeblendeten farblich abgesetzten Gesimsen errichtet. Ein breites Brüstungsgesims (Palmettenfries) trennt die gleichmäßig mit Fensterachsen versetzten Obergeschosse vom Erdgeschoss, wo sich in der linken Achse der Eingang und in den zwei rechten, wie in der Fassade ablesbar, eine Tordurchfahrt befand. Die Waagerechte wird zusätzlich durch ein doppeltes Gurtgesims über dem Obergeschoss und ein kräftig ausgeführtes Dachgesims betont. Bescheidene Backsteinfassaden dieser Art, sparsam geschmückt, mit vorgeblendeten Gesimsen, sind im innerstädtischen Bereich, neben den vorwiegend mit Putzfassaden ausgestatteten Häusern, recht selten zu treffen. Im Hofbereich über der ehemaligen Einfahrt ist die Hauswand in Fachwerk ausgeführt. Es handelt sich dabei um ein typisches Fachwerk des Klassizismus, das zu dieser Zeit ohne jeglichen Schmuck, nur nach Erfordernissen der Konstruktion, gestaltet wurde. Die ursprünglichen Grundrisse sind erdgeschossig verändert. Die Innenausstattung ist zum Teil erhalten. Im Erdgeschoss befindet sich im Eingangsflur, der durch einen Rundbogen in zwei Bereiche getrennt ist, eine eingebaute Garderobe. Aus der Entstehungszeit könnte auch die Seiteneingangstür zum Hof stammen. Im Obergeschoss befinden sich in einem Raum zwei Stuckrosetten, getrennt durch einen mit Stuck verzierten und von Konsolen getragenen Unterzug. Aus wissenschaftlichen, insbesondere architektur- und kunstgeschichtlichen Gründen liegen Erhaltung und Nutzung des Gebäudes gemäß § 2 (1) des Denkmalschutzgesetzes im öffentlichen Interesse. | unbekannt                            | 14. September 1988 | 166             |
| Wohnhaus                                        | Wohnhaus                                         | Dülken Lange Straße 42 Karte                                                         | Bei dem zweigeschossigen Gebäude handelt es sich um ein typisches Beispiel des niederrheinischen Bürgerhauses, wie es wohl bis in das 17. Jahrhundert hinein üblich war. Der Typ wird dadurch charakterisiert, dass links und rechts je eine Ständerreihe steht, die zweimal durch Ankerbalken verbunden ist, so dass ein zweigeschossiger Aufriss entsteht. Das Haus ist giebelständig zur Lange Straße errichtet und erstreckt sich mit drei Gefachen in die Häuserreihe. Das Dach ist zur Lange Straße als Krüppelwalm- und zur Gartenseite als Walmdach ausgebildet. Der Dachstuhl ist in dem ursprünglichen Eichenbalken mit Holzstiftverbindungen erhalten. Ein Teil des Gebäudes ist von einem Tonnengewölbe mit einer Höhe von ca. 170 cm unterkellert. Bemerkenswert ist die vollständige Erhaltung des Gebäudes, über die die jüngere Putzhaut hinweg täuscht. Zu nennen sind vor allem „0pkammer“, Keller und Kaminblock. Wie weit das Fachwerk der Fassade erhalten ist, kann derzeit nicht sicher gesagt werden. Auf dem hinteren Grundstück befindet sich ein Pferdestall. Er zeugt laut Auskunft des Besitzers noch von der ehemaligen Poststation, die hier als Zwischenstation auf dem Weg von Kaldenkirchen nach Krefeld gedient habe. Im Stall sind die Futtertröge, aus Dolomit geschlagen, erhalten. Das Haus lässt eine Zugehörigkeit zu dem ursprünglichen Ortskern vermuten und ist somit auch für die historische Entwicklung von Bedeutung. Weiterhin ist es durch seine exponierte Lage an der Lange Straße auch von städtebaulicher Bedeutung. Aus wissenschaftlichen, insbesondere architektur-, ortsgeschichtlichen und städtebaulichen Gründen liegen Erhaltung und Nutzung des Gebäudes gemäß § 2 (1) des Denkmalschutzgesetzes im öffentlichen Interesse. | ca. 17. Jh.                          | 14. September 1988 | 174             |
| Wohnhaus                                        | Wohnhaus                                         | Dülken Lange Straße 85 Karte                                                         | Bei dem dreigeschossigen Wohnhaus handelt es sich um ein um die Mitte des 19. Jahrhunderts nach den Regeln des Klassizismus errichtetes Gebäude mit axialsymmetrischer Fassade und mittig liegender Hofeinfahrt. Die in sieben regelmäßige Achsen klar gegliederte Fassade erfährt eine einfache Betonung durch Sockel-, Brüstungs- und Geschossgesims sowie erdgeschossigem Quaderputz. Die Betonung der Mitte erfolgt im Wesentlichen durch die Hofeinfahrt und den darüber liegenden Fenstern mit flachen Dreiecksgiebeln. Die Öffnung der Tordurchfahrt ist durch doppelte Pilaster, die auch die in der Durchfahrt liegenden Eingänge markieren, begrenzt und risalitartig vorgezogen. Die Fenster des Obergeschosses sind lediglich von einem flachen, vorgeblendeten Fenstersturz überdeckt. Ein weit ausladendes hölzernes Kranzgesims leitet zum Dach über. Die rückwärtige Fassade ist backsteinsichtig. Das Gebäude wurde intensiv modernisiert. Die vorhandenen Stuckdecken, größtenteils in den Räumen zur Straße, wurden insgesamt erhalten und teilweise ergänzt. Weiterhin befindet sich das Treppenhaus mit Eingangssituation und der ursprünglichen Holztreppe im originalen Zustand. Die Türen wurden unter Verwendung von Bauteilen aus den Originalen erneuert. Die schlichte Fassadengestaltung des durchaus repräsentativen Gebäudes ist als wesentliches Identifikationsmerkmal an der Lange Straße zu sehen und trägt somit für die Unverwechselbarkeit des Straßenraumes bei. Im Gegensatz zu der benachbarten, eher kleinteiligen, Altstadtbebauung, tritt hier der zeitgenössische Bautyp des stattlichen Wohnhauses mit eher großstädtischem Gepräge auf, der heute mit das historische Stadtbild prägt. Aus wissenschaftlichen, insbesondere städtebaulichen, straßenraumgestaltenden sowie architekturgeschichtlichen Gründen liegen Erhaltung und Nutzung des Gebäudes gemäß § 2 (1) des Denkmalschutzgesetzes im öffentlichen Interesse. | Mitte 19. Jh.                        | 14. September 1988 | 165             |
| weitere Bilder                                  | Wohnhaus                                         | Dülken Lange Straße 89 Karte                                                         | Das Wohnhaus wurde 1887 von dem Dülkener Druckereibesitzer Michael Schmitz auf dem Keller eines Vorgängerbaus an der Lange Straße errichtet. Das Gebäude ist mit seinem Walmdach als Eckgebäude ausgebildet. Die vorhandene Gasse in das Grundstücksinnere ist bereits 1825 belegt. Es handelt sich um ein schmales zweigeschossiges Gebäude mit einem Mezzanin, das linksseitig an die Häuserzeile straßenbündig anschließt. Rechtsseitig steht es frei. Mit einer Baubreite von 4,80 m, einer Bautiefe von 11,30 m und einer Traufhöhe von 8,00 m ist es in der geschlossenen Bauzeile der Lange Straße einzigartig und spiegelt den historischen Stadtgrundriss als ein Beispiel in seiner Vielfalt verschiedener Bauformen und -größen wider. Die straßenseitige Fassade ist im Erdgeschoss aufwändig verputzt. In der Wandfläche aus Quaderputz sind insbesondere die Pilaster als Rahmungen der beiden Fenster augenfällig. Dabei wird der mittlere durch barocke Dekorationen wie Rocaille, Girlanden, Diamantquader und Voluten besonders hervorgehoben. Unterhalb des Fensterbankgesimses werden die Pilaster durch Spiralen und Kanneluren fortgesetzt. Die Zwischenräume sind durch Diamantquader gefüllt. Über den Fenstern befindet sich ein schmales, kräftig profiliertes Putzfeld, in dem sich ehemals womöglich ein Schriftzug befand. Rechts und links daneben schließt ein Mäander-Fries in der Form des Laufenden Hundes an. Der Hauseingang ist architraviert, die Haustür ist weiter innenliegend eingebaut. Den Abschluss findet das Erdgeschoss zum Obergeschoss durch ein mehrfach profiliertes Gesims, das im Bereich der Fenster leicht hervorspringt. Das Obergeschoss wird durch zweifarbiges Sichtmauerwerk strukturiert. Nach vier Schichten roten Backsteinen ist eine zurückliegende Schicht gelbe Backsteine vermauert. Eine so aufwändige Vermauerung zeugt für eine bewusste Gestaltungsabsicht. Jeweils zwei übereinander geordnete Fenster im Obergeschoss und Mezzanin gliedern die Fassade vertikal. Die hochrechteckigen Fenster des Obergeschosses waren ursprünglich zweiflügelig mit Oberlicht. Das aufstehende Mauerwerk findet seinen Abschluss in einem Klötzchenfries. Die Fassaden der freistehenden Längsseite und der Rückseite sind aus rotem Backstein ausgeführt und weisen keinerlei Dekorationen auf. In der Fassade der Längsseite ist jeweils ein Fenster pro Geschoss übereinander angeordnet. Rückwärtig ist im Erdgeschoss ein Zugang zu einem später errichteten Anbau vorhanden. Daneben befindet sich ein Fenster. Das Obergeschoss wird wie straßenseitig durch zwei Fenster gegliedert. Das Mezzanin weist dagegen nur ein Fenster auf. Der straßenseitige Klötzchenfries wird rund um das Gebäude geführt und schließt das Backsteinmauerwerk zum Walmdach hin ab. Das Gebäude ist im Innern nahezu unverändert erhalten geblieben. Der Keller weist im vorderen Bereich ein Tonnengewölbe und einen Natursteinboden auf. Die ersten beiden Steinschichten werden durch großformatige Natursteine gebildet. Aus der baulichen Ausführung des Kellers lässt sich schließen, dass dieser wesentlich älter als das 1886 errichtete Wohnhaus ist. Im Innern betritt man einen langen, 1,00 m breiten Flur, der bis zur Treppe am hinteren Hausende führt. Rechts werden zwei gleich breite Wohnräume, die untereinander verbunden sind, jeweils durch eine Tür erschlossen. Im hinteren Bereich befindet sich, bedingt durch die Treppe ein schmalerer Raum als Küche. Im Obergeschoss sind ebenfalls drei Wohnräume, wobei das vordere die die gesamte Hausbreite einnimmt. Das Mezzanin weist ebenfalls Wohnräume auf. Neben der Grundrissstruktur sind nahezu sämtliche baufeste Ausstattungsstücke im Original vorzufinden. Die ornamentierten Bodenfliesen im Flur des Erdgeschosses, die Zimmertüren als Rahmenfüllungstüren mit zugehörigem Gewände, die Holztreppe – gerade zweiläufig mit Wendepodest, gedrechselten Geländerstäben und großem Anfangspfosten -, die profilierten Innenklappläden und der Deckenstuck als Mittelrosetten mit Blütenmotiven und Hohlkehlen vermitteln den ursprünglichen Raumeindruck. Ebenso ist das Traggerüst des Dachstuhls aus der Erbauungszeit. Der Bauherr Michal Schmitz, 1823 in Holzheim bei Neuss geboren, erlernte den Beruf des Buch- und Steindruckers. Nach einer Anstellung in einer lithographischen Anstalt in Kempen, gründete er 1854 in Dülken seine eigene lithographische Anstalt an der Lange Straße. 1879 gliederte er eine Buchdruckerei an. Drei Söhne von acht Kindern waren zunächst im väterlichen Betrieb tätig. Nach dem Tod des Vaters Silvester 1901 übernahm Conrad Schmitz die kaufmännische Leitung des Unternehmens. Sein Bruder Johann arbeitete bis zu seiner eigenen Firmengründung in Viersen als Lithograph im väterlichen Betrieb. Der Bruder Josef Schmitz war hauptsächlich im Außendienst und als technischer Leiter tätig. Die Druckerei und Papierverarbeitung M. Schmitz in Dülken blieb bis ins Jahr 2008 im Familienbesitz. Das Wohnhaus Lange Straße 89 ist aufgrund seiner weitgehend original erhaltenen Substanz und Ausstattung ein bemerkenswert anschauliches Zeugnis von Architektur und Wohnkultur der Jahrhundertwende. Zudem ist es als ein Beispiel für die Vielfalt von Gebäudetypen und Bauformen des historischen Stadtgrundrisses Dülkens. Als „Point de Vue“ der Augustastraße springt es dem Betrachter dabei besonders ins Auge. Das Gebäude ist daher bedeutend für Viersen. An der Erhaltung und Nutzung besteht aus wissenschaftlichen, insbesondere orts- und architekturgeschichtlichen Gründen ein öffentliches Interesse. Es ist daher gemäß § 2 Denkmalschutzgesetz NRW ein Baudenkmal. | 1887                                 | 5. Januar 2010     | 494             |
| Wohnhaus                                        | Wohnhaus                                         | Dülken Lange Straße 94 Karte                                                         | Das 1793 errichtete Wohnhaus mit Mansarddach erstreckt sich traufseitig zur Lange Straße, die an dieser Stelle räumlich in den Eligiusplatz einmündet. In seiner stattlichen Form repräsentiert es die damalige Bauweise der reicheren Bürger Dülkens. Zusammenhängend mit dem ehemaligen Waisenhaus (Lange Straße 96, jetzt Eligiusplatz 2) bildet der Gebäudekomplex, in Material und Detail der Fassade identisch, eine städtebauliche Prägnante zum Eligiusplatz. Im Laufe der Zeit wurde das Haus zur Hofseite immer wieder durch Anbauten der jeweiligen Nutzung entsprechend erweitert. Die teilweise in Fachwerk sowie auch in Mauerwerksbauweise, z. T. im jetzigen Jahrhundert errichteten Erweiterungen mussten aufgrund ihrer stark baufälligen Substanz 1975 abgebrochen werden. Das zweigeschossige Gebäude ist zur Lange Straße in sechs Achsen unterteilt, die sich konstruktiv im Gebäude fortsetzen. In das mit anthrazitfarbenen Dachpfannen gedeckte Mansarddach ist wie bei jeder Achse jeweils eine Dachgaube mit flachem Dreiecksgiebel und sechsteiligem Fenster eingebaut. Seitlich sind die Dachgauben mit Schiefer gedeckt. Die backsteinsichtige Fassade trennt sich vom Dach durch ein hölzernes Konsolgesims. Im Obergeschoss befindet sich auf jeder Achse unmittelbar unter den Dachgauben ein achtteiliges Sprossenfenster. Die Fenster sind angeschlagen in einem hölzernen Blockrahmen, der von einem gemauerten Stichbogen überdeckt ist. Die Fenster wurden im Laufe der Restaurierungsarbeiten an der Fassade durch neue, den alten entsprechende, ersetzt. In der rechten Achse befindet sich die Durchfahrt zum Hof, in der sich der Schlussstein mit der Aufschrift AD 1793 befand. Das Tor zur Durchfahrt wurde ebenfalls dem alten Tor entsprechend erneuert. Die Eingangstür befindet sich in einem guten Zustand. Daneben angeordnet jeweils zwei mit Klappladen versehene Fenster. Weiterhin kam bei Renovierungsarbeiten im ersten Obergeschoss eine Wanddekoration zum Vorschein. Die Wände sind durch die Art der Bemalung aufgeteilt in Sockelgesims, Wandbereich (geschosshoch) und abschließendem, gemalten Fries in Form eines durch Kordeln gerafften, mit Rosen geschmückten Vorhangs. Der Wandbereich ist durch rosettenartige Drucke gegliedert. In einzelnen Räumen befinden sich vermutlich für die ehemaligen Kachelöfen besonders ausgestattete Stellplätze mit Kaminabzug. Das Haus Lange Straße bildet einen wesentlichen Bestandteil des alten Ortskernes und ist somit ein wichtiges Zeugnis für die Geschichte von Dülken. Erhaltung und Nutzung liegen daher gem. § 2 (l) Denkmalschutzgesetz aus wissenschaftlichen, besonders städtebaulichen und stadtgeschichtlichen Gründen im öffentlichen Interesse. | 1793                                 | 26. Februar 1985   | 22              |
| weitere Bilder                                  | Wohn- und Geschäftshaus                          | Dülken Lange Straße 95 Karte                                                         | Das 1793 errichtete Wohnhaus mit Mansarddach erstreckt sich traufseitig zur Lange Straße, die an dieser Stelle räumlich in den Eligiusplatz einmündet. In seiner stattlichen Form repräsentiert es die damalige Bauweise der reicheren Bürger Dülkens. Zusammenhängend mit dem ehemaligen Waisenhaus (Lange Straße 96, jetzt Eligiusplatz 2) bildet der Gebäudekomplex, in Material und Detail der Fassade identisch, eine städtebauliche Prägnante zum Eligiusplatz. Im Laufe der Zeit wurde das Haus zur Hofseite immer wieder durch Anbauten der jeweiligen Nutzung entsprechend erweitert. Die teilweise in Fachwerk sowie auch in Mauerwerksbauweise, z. T. im jetzigen Jahrhundert errichteten Erweiterungen mussten aufgrund ihrer stark baufälligen Substanz 1975 abgebrochen werden. Das zweigeschossige Gebäude ist zur Lange Straße in sechs Achsen unterteilt, die sich konstruktiv im Gebäude fortsetzen. In das mit anthrazitfarbenen Dachpfannen gedeckte Mansarddach ist wie bei jeder Achse jeweils eine Dachgaube mit flachem Dreiecksgiebel und sechsteiligem Fenster eingebaut. Seitlich sind die Dachgauben mit Schiefer gedeckt. Die backsteinsichtige Fassade trennt sich vom Dach durch ein hölzernes Konsolgesims. Im Obergeschoss befindet sich auf jeder Achse unmittelbar unter den Dachgauben ein achtteiliges Sprossenfenster. Die Fenster sind angeschlagen in einem hölzernen Blockrahmen, der von einem gemauerten Stichbogen überdeckt ist. Die Fenster wurden im Laufe der Restaurierungsarbeiten an der Fassade durch neue, den alten entsprechende, ersetzt. In der rechten Achse befindet sich die Durchfahrt zum Hof, in der sich der Schlussstein mit der Aufschrift AD 1793 befand. Das Tor zur Durchfahrt wurde ebenfalls dem alten Tor entsprechend erneuert. Die Eingangstür befindet sich in einem guten Zustand. Daneben angeordnet jeweils zwei mit Klappladen versehene Fenster. Weiterhin kam bei Renovierungsarbeiten im ersten Obergeschoss eine Wanddekoration zum Vorschein. Die Wände sind durch die Art der Bemalung aufgeteilt in Sockelgesims, Wandbereich (geschosshoch) und abschließendem, gemalten Fries in Form eines durch Kordeln gerafften, mit Rosen geschmückten Vorhangs. Der Wandbereich ist durch rosettenartige Drucke gegliedert. In einzelnen Räumen befinden sich vermutlich für die ehemaligen Kachelöfen besonders ausgestattete Stellplätze mit Kaminabzug. Das Haus Lange Straße bildet einen wesentlichen Bestandteil des alten Ortskernes und ist somit ein wichtiges Zeugnis für die Geschichte von Dülken. Erhaltung und Nutzung liegen daher gem. § 2 (l) Denkmalschutzgesetz aus wissenschaftlichen, besonders städtebaulichen und stadtgeschichtlichen Gründen im öffentlichen Interesse. | 1727                                 | 5. Juni 1992       | 301             |
| Wohnhaus                                        | Wohnhaus                                         | Dülken Lange Straße 105–107 Karte                                                    | Der zur Lange Straße giebelständig gerichtete, dreigeschossige Gebäudekomplex mit Satteldach bildet nebst Anbau das Eckhaus an der Einmündung der Kreuzherrenstraße in die Lange Straße und ist raumbildend dem Eligiusplatz zuzuordnen. Die ursprüngliche Substanz des Gebäudes ist zurückzuführen auf den ehemalig in Fachwerk errichteten Bauteil Kreuzherrenstraße 69. Dieser Fachwerkbau wurde im Jahr eines großen Stadtbrandes, von dem vierzig Häuser betroffen waren, errichtet. Die Giebel- und Traufseite sind die heute noch erhaltenen Bauteile. Deckenanker auf der Giebelseite, die jedoch neu angeordnet wurden, weisen auf das Baujahr 1679. Weitere Lilienankersplinte sind auf der Giebelseite sichtbar. 1977 erfuhr das Gebäude eine totale Veränderung, (Entkernung). Nur die Gewölbekeller sowie einige tragende Deckenbalken und der Dachstuhl sind in ihrem ursprünglichen Bestand erhalten. Bei den Restaurierungsarbeiten wurde die gesamte Fassade von Putz befreit, um die backsteinsichtige Fassade wiederherzustellen. Hierbei wurde traufseitig auch das Fachwerk freigelegt. Angebaut an die Fachwerkkonstruktion wurde in gleicher Form und Größe das wahrscheinlich wohl noch aus dem 17. Jahrhundert stammende, in Mauerwerksbau errichtete Wohn- und Geschäftshaus mit seitlichem Anbau, das bei den Umbauarbeiten erneuert und leicht aufgestockt wurde. In der Spitze des Giebels zum Eligiusplatz über zwei ovalen Speicherfenstern ist ein Ankersplint mit den Buchstaben D P zu sehen. Die Fensteröffnungen sind teilweise in ihrer ursprünglichen Größe belassen und wurden mit neuen Holzfenstern entsprechend der alten Fensterteilung ersetzt. Um den Gebäudekomplex in seinem ursprünglichen Erscheinungsbild zu erhalten, wäre es wünschenswert, die gesamte Fassade zu schlämmen. Die Häuser Lange Straße 105/107 und Kreuzherrenstraße 69 sind als eine durch Umbauten und Änderungen, die auch in der Fassade ablesbar sind, entstandene, ineinander verzahnte Einheit anzusehen und werden heute als Wohn- und Geschäftsgebäude genutzt. Im ursprünglichen Kern zur ältesten Bebauung Dülken gehörend repräsentiert es die früher gegebene Kleinteiligkeit innerhalb der Stadtmauer. Die Erhaltung und Nutzung des Gebäudes liegt wegen seines äußeren Erscheinungsbildes insbesondere aus ortsgeschichtlichen, städtebaulichen und platzgestalterischen Gründen gemäß § 2 (1) des Denkmalschutzgesetzes im öffentlichen Interesse. | 1679                                 | 10. April 1985     | 34              |
| Wohnhaus                                        | Wohnhaus                                         | Dülken Lange Straße 165 Karte                                                        | Geschichte: Das Wohnhaus Lange Straße 165 in Dülken wurde laut Datierung im Keilstein über dem Eingang 1881 errichtet, für den Kohlen- und Baumaterial-Händler Wilhelm Bohnen. Die Initialen von Bohnen und seiner Frau (WB SF) sind ebenfalls in dem Keilstein enthalten. Noch in Boisheim wohnend hatte Bohnen 1879 auf dem Gelände, bis dahin ein Garten im Besitz von Heinrich Hoffmanns, zunächst ein Kohlenlager und einen Lagerschuppen für seinen Handel errichten lassen. Im selben Jahr beantragte er ferner den Abriss einen vorhandenen einstöckigen Wohnhauses zugunsten eines zweistöckigen Neubaus. Dieser scheint jedoch, wie die Datierung im Keilstein nahelegt, erst etwas später ausgeführt worden zu sein. Das Grundstück selbst befand sich an der damaligen Odenkirchen-Dülkener Chaussee (Bezirksstraße) außerhalb des Ortskerns. Die heutige Lange Straße war in diesem Bereich noch zur Jahrhundertwende nur locker und einseitig bebaut, meist mit kleinen Gewerbe- und Handwerksbetrieben ähnlich der Baumaterialienhandlung Bohnen: z. B. befand sich neben Bohnen auf dem Situationsplan 1879 die Dampfmühle Frankeser. Das Wohnhaus Bohnen war, so lange es den Handel gab, von eingeschossigen Wirtschaftsgebäuden und Schuppen umgeben. Baubeschreibung Es handelt sich um ein freistehendes zweigeschossiges Wohnhaus mit Satteldach, fünf Achsen breit gelagert, traufständig direkt an der Straße gelegen. Es ist allseitig verputzt, wobei die Straßenfront als Schmuckfassade ausgebildet ist, mit Quaderung im Erdgeschoss und Bänderung im Obergeschoss. Geschoss- und Brüstungsgesims trennen die Geschosse. Die Fenster- und Türöffnungen sind hochrechteckig, die Mittelachse der Front ist als Risalit leicht vorgezogen und wird im Obergeschoss betont durch eine Balusterblende unterhalb und eine dreieckige Verdachung oberhalb des Fensters. Das Satteldach, im Bauantrag für eine Schieferdeckung vorgesehen, von der jedoch unbekannt ist, ob sie ausgeführt wurde, besitzt geschlossene, anthrazitfarben gedeckte Dachflächen. Die Hausgiebel sind wie auch die Rückseite einfach verputzt und zeigen eine unregelmäßige Durchfensterung. Auffallend ist die recht große Tiefe des Baukörpers, der sich auf annähernd quadratischer Grundfläche erhebt. Das Innere des Hauses vermittelt einen anschaulichen und im Wesentlichen unveränderten Zustand der Bauzeit. Der Grundriss mit der charakteristischen Erschließung durch Mittelflur und rückwärtig angeordnetem Treppenhaus einschließlich originaler Holztreppe (gerade gegenläufig mit Wendepodest, kandelaberförmiger Anfängerpfosten) ist erhalten. In einigen Räumen, v. a. den Wohnräumen im Erdgeschoss, ist ein teilweise recht aufwändiger Deckenstuck vorhanden, der nicht nur Mittelrosette und Kehlung, sondern auch weitere Spiegelränder und den Unterzugsbalken zwischen den beiden Wohnräumen umfasst. Rahmenfüllungstüren und Holzfußböden tragen darüber hinaus zum anschaulichen Raumeindruck eines Wohnhauses vom Ende des 19. Jahrhunderts bei. Denkmalwert Die Lange Straße, die hier schon Ausfallstraße aus dem Ortskern ist, lässt in diesem Bereich noch heute ihre ursprüngliche Prägung durch Handwerksbetriebe und kleine Industrieanlagen erkennen. Das Wohnhaus Lange Straße 165 setzt dabei einen positiven historischen Akzent, auch wenn es inmitten der etwas disparaten Umgebung keine überragende, gar durch einen Zusammenhang gestützte Fassadenwirkung entfalten kann. Gut erhalten ist darüber hinaus aber auch das Innere mit einigen schönen Ausstattungselementen, so dass sich insgesamt von einem gut und anschaulich überkommenen Zeugnis für das typische kleinstädtische bürgerliche Wohnen des ausgehenden 19. Jahrhunderts sprechen lässt. Als ein gut erhaltenes Wohnhaus vom Ende des 19. Jahrhunderts, welches im Zusammenhang eines der an dieser Stelle typischen Handels- und Gewerbebetriebe entstanden ist und zum noch erkennbaren historischen Gepräge der Langen Straße kurz hinter dem mittelalterlichen Ortskern beiträgt, ist das Wohnhaus Lange Straße 165 in Dülken bedeutend für Viersen. Aus den beschriebenen orts- bzw. ortsentwicklungsgeschichtlichen Gründen in Verbindung mit dem anschaulichen Erhaltungszustand des Hauses liegen Erhaltung und Nutzung im öffentlichen Interesse. Es handelt sich daher gemäß § 2 Denkmalschutzgesetz NRW um ein Baudenkmal. Quellen Bauakte der Stadt Viersen. Historische Fotos des Stadtarchivs Viersen. Dülken einst und jetzt. Viersen-Dülken 1993, Seite 42/43. | 1881                                 | 13. Januar 2011    | 498             |
| Wohnhaus                                        | Wohnhaus                                         | Viersen Lichtenberg 13 Karte                                                         | Das 1905 für den Bauherren Carl Heefs, Lagervorsteher der Fa. Kaiser’s, errichtete Gebäude ist ein traufständiges, dreigeschossiges und zweiachsiges Wohnhaus, eingebaut in eine Zeile weiterer Wohnhäuser, darunter das baugleiche Nachbarwohnhaus Lichtenberg 15. Dem Erdgeschoss vorgelegt ist eine mit Korbbogen auf Pfeilern mit Kapitell geöffnete Laube, unter der sich traditionell neben der Haustür eine Sitzbank befindet. Darüber ist die Fassade in zwei Hälften unterschieden, von denen die linke oberhalb des Hauseingangs risalitartig vorgezogen ist und im 2. Obergeschoss sowie im darüber angeordneten Zwerchhaus (mit Krüppelwalm) mit einer Fachwerkverkleidung ausgezeichnet ist. Die schlichtere rechte Fassadenhälfte besitzt demgegenüber im 1. Obergeschoss einen auf der Eingangslaube altanartig aufgesetzten Austritt. Haustür und Fenster sind original erhalten. Auch im Inneren sind in bemerkenswerter Fülle Ausstattungselemente der Bauzeit überliefert, die den Denkmalwert des Gebäudes wesentlich begründen. Hierzu zählen das Treppenhaus mit hölzerner Treppe (mit gedrechselten Stäben, Handläufen und als Steinbock figürlich ausgestaltetem Anlaufpfosten), hölzerne Zimmer- und Etagentüren mit z. T. farbigen Glaseinsätzen, Fensterbeschläge, Türgriffe, Terrazzoboden sowie Stuckbordüren in mehreren Räumen. Das Formenvokabular umfasst dabei zeittypische vegetabile und Tiermotive. Dem Gebäude zugehörig ist zur Straße hin ein Vorgarten mit Einfriedung (Metallgitter zwischen gemauerten Pfeilern). Auch rückwärtig schließt sich ein Garten an. Als anschaulich erhaltenes Zeugnis bescheidenen bürgerlichen Wohnens der Jahrhundertwende ist das Gebäude Viersen, Lichtenberg 13, bedeutend für die Geschichte des Menschen. Wegen der bemerkenswerten Fülle originaler Elemente und Details liegt seine Erhaltung aus wissenschaftlichen, insbesondere architektur- und sozialgeschichtlichen Gründen im öffentlichen Interesse. Es ist daher ein Baudenkmal im Sinne von § 2 Denkmalschutzgesetz. | 1905                                 | 1. April 1998      | 367             |
| Villa                                           | Villa                                            | Dülken Lindenallee 5 Karte                                                           | Das Wohnhaus Lindenallee 5 ist eine zweigeschossige Villa mit einem Mansarddach, das nach vorn zur Straße und links zur Hofeinfahrt jeweils über eine zwerchhausartige Giebelfläche hinweg gezogen ist. Die von der Lindenallee aus linke Gebäudeecke wird durch einen Turmaufbau mit geschweifter Haube markiert, so dass insgesamt die seinerzeit übliche „malerische“ Differenzierung eines in der Grundform einfachen Baukörpers erfolgt. Auf annähernd quadratischer Grundfläche erhebt sich der „herrschaftliche“ Wohnteil. Ein rechteckiger Gebäudeteil auf der rechten Seite, nach hinten versetzt, beinhaltete (im Erdgeschoss) Küche und Waschküche, die auch vom Hof aus zugänglich waren. Vor ihm liegt der seitlich angeordnete Hauseingang. Die Fassaden des Hauses sind über Sockel glatt verputzt. Unterschiedliche Fensterformate mit festen Teilungen beleben die Wandfläche; die Fenster im Erdgeschoss haben segmentbogige Stürze, die des Obergeschosses sind gerade geschlossen. Durch die wohl originale Eingangstür gelangt man zunächst in ein kleines Vestibül. Der den Zuweg links begleitende eingeschossige Bauteil ist in einem Plan von 1941 noch als „Veranda“ ausgewiesen. Im Inneren sind der Grundriss vollständig sowie die wandfeste Ausstattung in großen Teilen noch erhalten, so dass der Raumeindruck der Bauzeit anschaulich erlebbar ist. Vom „Vorflur“ aus erschließt eine zentrale Diele mit Marmorfußboden die vier Wohnräume des Erdgeschosses; seitlich nach hinten befindet sich zwischen Zimmer und dem Küchen-/Waschküchentrakt das Treppenhaus. Wände und Decke der Diele sind oberhalb einer farbig abgesetzten, etwa ein Meter hohen Sockelzone mit feiner geometrischer Stuckdekoration überzogen. Charakteristisch an den Stuckbändern der Wandfelder sind dabei u. a. die flechtwerkartigen Motive der oberen Ecken. Treppenhaus und Vestibül sind durch Rundbögen (mit aufstuckierten „Keilsteinen“ und abstrahierten „Kapitellen“) abgeschnürt. Türen (z. T. mit Glaseinsätzen) mit Gewänden aus der Bauzeit sowie Wandschränke sind erhalten. Die beiden großen seitlichen Wohnräume im Erdgeschoss sind durch eine breite Schiebetür miteinander verbunden. Die Treppe, gerade zweiläufig mit Wendepodest, ornamentierten Anfangspfosten und flachen Geländerbrettern stammt ebenfalls aus der Bauzeit. Das Obergeschoss ist im Prinzip ähnlich gestaltet, mit einem natürlich einfacher gehaltenen Flur (stuckierte Deckenkehle). Die Fenster sind erneuert. Ein stattliches farbiges Jugendstil-Ornamentfenster wurde in den 1980er Jahren ausgebaut und für museale Zwecke abgeben. Lagergebäude und Notkirchen - 1905 Errichtung eines Lagergebäude mit Büro als erste Bauten auf dem Grundstück (Bauherr und Planverfasser: Franz Fuesers) - 1920 auf einem Plan zur Errichtung eines Portiershauses (Architekt: Alb. Rangette) fungiert die Fa. Beurschgens & Cie. als Bauherr - 1928 Gründung der Herz-Jesu-Pfarre Dülken-Nord - 1931 Errichtung einer Kirche durch Umbau der vom Bauunternehmer Matthias Gorißen zur Verfügung gestellten Lagerhalle; Architekt: Rudolf Gormanns, Pfarrer: Hermann Kreyenberg - (Weihe 13. Dezember 1931) - 24. Febr. 1945 Zerstörung durch Bombenangriff - 3. Mai 1945 Baugesuch von Pfarrer Friedrich Jansen zur Errichtung einer Notkirche im Keller der zerstörten Kirche (Entwurf: Bauingenieur Johannes Fricke); Bauschein 5. Juni 1945 - Oktober/November 1945 nach allgemeinem Baustopperlass durch das Oberpräsidium der Rheinprovinz vom 4. Sept. 1945 zwangsweise Einstellung der bereits begonnenen Bauarbeiten (weitere Mahnungen zur sofortigen Einstellung der dennoch fortgeführten Bauarbeiten im Mai 1946); Fertigstellung einer Notkirche im erhaltenen Kellerraum; Betondecke auf Stahl-Trägern und -Unterzügen (Weihe der „Krypta“ mit einem Altar von Hein Minkenberg: 29. September 1949), die bis 1954 als Kirche diente (1953–54 Errichtung der neuen Herz-Jesu-Kirche) - 1956 Errichtung eines neuen Lagergebäudes; Bauherr: Fa. Gregor Ferschoth G.m.b.H.; Architekt: Hans Rangette Die Villa diente nach der Schenkung an die Herz-Jesu-Kirchengemeinde 1931 als Pfarrhaus. Als Wohnhaus eines bekannten Unternehmers der ehemaligen Stadt Dülken und späteres Pfarrhaus der Herz-Jesu-Gemeinde von positivem straßenbildprägenden Charakter ist die Villa Lindenallee 5 bedeutend für Viersen. Zusätzliche Bedeutung verleiht der Örtlichkeit die Tatsache, dass sich anstelle bzw. innerhalb der rückwärtigen Lagergebäude zweimal eine (Not-)Kirche der kath. Kirchengemeinde Herz-Jesu Dülken-Nord befand. Da es sich um ein anschaulich erhaltenes Zeugnis von Architektur und Wohnwesen der Jahrhundertwende handelt, mit guten Ausstattungsdetails, die sich zu einem geschlossenen Raumeindruck fügen, besteht an der Erhaltung und Nutzung des Gebäudes ein öffentliches Interesse aus wissenschaftlichen, hier architekturgeschichtlichen Gründen. Hinzu kommen wegen des Zusammenhangs mit der Herz-Jesu-Kirchengemeinde ortsgeschichtliche Gründe. Es handelt sich daher gemäß § 2 Denkmalschutzgesetz um ein Baudenkmal. | 1905                                 | 6. September 2000  | 397             |
| Wohn- und Geschäftshaus                         | Wohn- und Geschäftshaus                          | Süchteln Lindenplatz 1 Karte                                                         | In exponierter Ortslage der Altstadt Süchtelns, in unmittelbarer Nähe der Kirche St. Clemens, befindet sich das zweigeschossige Haus mit Satteldach. Es wurde vermutlich in der Mitte des 19. Jahrhunderts auf den Grundmauern eines Vorgängerbaues errichtet. Kellergewölbe, die zum Teil auf dem benachbarten Grundstück liegen, lassen darauf schließen. Es könnte sich dabei um Bauteile des ehemaligen sogenannten Rittergutes handeln. Norrenberg berichtet, „daß in den ersten Tagen des Monats August 1798 das Domkreuz der Süchtelner Pfarrkirche durch Anbinden einer Querstange, die man später im sogenannten Rittergut (jetzt August Theisen, Lindenplatz l) als Treppengeländer verwertete, in einen Stern umgestaltet wurde.“ Die obengenannte Querstange ist vermutlich erdgeschossig als Geländerpfosten eingebaut worden. Sie hebt sich deutlich im Material von den übrigen Treppenkonstruktionen mit gedrechselten Geländerstäben ab. In die ursprünglich axialsymmetrische Fassade zu fünf Achsen und mittigem Eingang wurde 1906 das große Schaufenster eingebaut. Die Putzfassade ist in spätklassizistischen Formen horizontal gegliedert. Der 1905 errichtete Anbau mit einer Sprossenfensteranlage ist, wie die gesamte Rückseite, in Backsteinen errichtet. Fenster und Haustüre befinden sich nahezu im originalen Zustand. Erdgeschossig sind zur Rückseite Faltklappläden erhalten geblieben. Im Inneren ist erdgeschossig eine Stuckdecke mit umlaufenden Fries und Rosette. Die übrigen Räume hingegen sind mit Hohlkehlfries ausgestattet. Das Hauptgebinde des Dachstuhls aus Eiche ist sichtbar erhalten. Die weitaus originale Bausubstanz des Gebäudes in der Nähe der Kirche spiegelt hier die damalige Bauweise wider. Heute ist das Gebäude raumbildend am Lindenplatz beteiligt und so auch städtebaulich im Ensemble zu sehen. Aus wissenschaftlichen, insbesondere architekturgeschichtlichen, ortsgeschichtlichen und städtebaulichen Gründen liegen Erhaltung und Nutzung des Gebäudes gemäß § 2 (1) des Denkmalschutzgesetzes im öffentlichen Interesse. | Mitte 19. Jh.                        | 1. Februar 1991    | 259             |
| Wegekapelle Lind                                | Wegekapelle Lind                                 | Boisheim Linder Straße Karte                                                         | Die Wegekapelle in Lind, eine Gehöftsiedlung zwischen Boisheim und Dülken, wurde 1911/12 in Gedenken an den Wirbelsturm vom 1. Juli 1891 errichtet. Die neuromanische Backsteinkapelle wurde auf einem kreuzförmigen Grundriss, der in der Vierung von einem Oktogon überlagert wird, erbaut. Das Portal des Zentralbaus wird von zwei Rundsäulen aus Sandstein getragen. Die Eingangstüre mit Oberlicht ist in einem Rundbogensandsteingewände angeschlagen. Darüber die Figur des gekreuzigten Jesus. Die Inschrifttafel befindet sich über dem Portalgiebel. Die drei anderen Giebel sind mit rundbogenüberdeckten Zwillingsfenstern aus Sandsteingewänden gestaltet. Die traufseitigen Wände schließen zum Dach mit einem gemauerten Rundbogenfries ab. Der Innenraum der Kapelle erfährt durch ein Stuckgesims eine Trennung der Wand zu den Gewölben. Der farbig gerasterte Bodenbelag ist diagonal verlegt. Die elitäre Ausdrucksform der Architektur sowie der bevorzugte Standort, lassen die Kapelle zu einem wichtigen Identifikationsmerkmal der Siedlung werden. Weiterhin ist sie ein Zeugnis für die Fortführung des Jahrhunderte alten Brauchs, nachdem Hagelkreuze und Wetterkreuze in die „Flur“ gesetzt wurden, um Gewitter, Sturm und Hagel abzuwehren. Bedeutend ist die Wegekapelle ebenfalls als Beispiel für die Volksfrömmigkeit in der Erbauungszeit, die hier für die Siedlung eine prunkvolle Kapelle entstehen ließ. Aus wissenschaftlichen, insbesondere ortsgeschichtlichen, volkskundlichen und religionsgeschichtlichen Gründen stehen Erhaltung und Nutzung der Wegekapelle gemäß § 2 (1) des Denkmalschutzgesetzes im öffentlichen Interesse. | 1911/1912                            | 1. Juli 1986       | 111             |
| Kreiskriegerdenkmal                             | Kreiskriegerdenkmal                              | Süchteln Lobbericher Straße Karte                                                    | Das Kriegerdenkmal auf den Süchtelner Höhen wurde 1878 (Grundsteinlegung am 18. Okt. 1878, Denkmalenthüllung am 22. Sept. 1882) für die in den Kriegen 1864, 1866 und 1870/71 Gefallenen des Kreises Kempen nach den Plänen des Krefelder Architekten Hartel für 23.000 Goldmark errichtet. Das zugleich als Aussichtsturm dienende Monument ist ca. 24 m hoch und erinnert in seiner Gestalt an einen Leuchtturm. Auf quadratischem Sockel aus Niedermendiger Basaltlava erhebt sich eine achteckige Säule. Nach einer umlaufenden Plattform geht sie in Kegelform über und wird bekrönt von einem in Kupferblech getriebenen Adler mit ausgebreiteten Schwingen, deren Spannweite 3,10 m beträgt. Seit 1902 ist der vorher nach Osten blickende Adler nach Westen schauend gedreht. Das mit Philipsheimer Rotsandstein verblendete Denkmal besitzt unterhalb dieses mit einem schmiedeeisernen Geländer begrenzten Umganges einen kapitellartigen Werksteinfries in vegetabiler Ornamentik. An der Vorderseite des Turmsockels befindet sich ein betontes Portal mit Treppenaufgang und einer Holztür, die an der Außenseite mit Stahlblech verkleidet ist. An der rechten und linken Seite des Sockels sind jeweils steinerne Gedenktafeln angebracht. Die Rückseite trägt ein Metallrelief Kaiser Wilhelms des Ersten. Allseitig an der sich verjüngenden Säule ist ein Sandsteinschild angebracht. Jeweils seitlich davon sind die Ortsnamen eingemeißelt (Front: Königsgrätz und Straßburg; Rückseite: Sedan und Wörth; links; Grävelotte und Metz sowie rechts: Paris und Düppel), Im Inneren des Turmes führt eine Wendeltreppe aus Metall zu dem Rundgang empor. Das Denkmal ist von einer Poldereinfriedung umgrenzt. Das Kriegerdenkmal – sicherlich als Landmarke konzipiert (Aussichtsumlauf!) – liegt heute nahezu versteckt im Süchtelner Wald. Es tradiert die Heldenverehrung seiner Zeit, stellt somit ein Stück Heimatgeschichte dar. Aus wissenschaftlichen, insbesondere heimatgeschichtlichen Gründen stehen Erhaltung und Nutzung des Denkmals gemäß § 2 (1) Denkmalschutzgesetz im öffentlichen Interesse. | 1878                                 | 19. Juni 1985      | 39              |
| 7 Fußfallstationen                              | 7 Fußfallstationen                               | Viersen Löhstraße / Portiunkulaweg Karte                                             | Die Fußfälle entlang Löhstraße und Portiunkulaweg in Viersen wurden 1781 errichtet. Sie begleiteten den Weg von der Pfarrkirche St. Remigius zum Kloster St. Pauli; das vor dem Kloster stehende Bosch-Heiligenhäuschen bildete den Abschluss des Stationsweges. F.W. Lohmann berichtet in seiner „Geschichte der Stadt Viersen“: „Am ersten Sonntag im Oktober zog alljährlich eine große Rosenkranzprozession von der Pfarrkirche zum Kloster, wobei das Muttergottesbild, von weiß gekleideten Kindern begleitet, unter einem großen Baldachin getragen wurde. In der Karwoche und an anderen besonderen Gebetstagen war der Weg von der Pfarrkirche bis zum Kloster (…) täglich von unzähligen frommen Betern begangen, die an den Fußfällen ihre Gebete verrichteten. Ebenso gingen die Nachbarschaften die Fußfälle, wenn in einer Familie jemand im Sterben lag oder gestorben war, um einen guten Tod zu erflehen oder für die Seelenruhe der Betreffenden zu beten.“ 1896 (Clemen-Inventar) sind die Fußfälle an ihrem alten Platz vorhanden, 1913 schreibt F.W. Lohmann in seiner „Geschichte der Stadt Viersen“, dass noch „Reste“ der Fußfälle am Weg stünden. Sechs der sieben Stationen mussten schließlich Verkehrsplanungen weichen und waren lange Zeit auf dem alten Kirchhof bei der Remigiuskirche aufgestellt. 1983 konnte der Stationsweg wiederhergestellt werden. Dabei wurden die z. T. stark beschädigten Stationen restauriert und wo nötig ergänzt, die letzte Station musste unter Einbeziehung älterer Teile weitgehend neu hergestellt werden. Die dabei notwendigen Flickungen und Ergänzungen (v. a. an den Gewänden der Reliefnischen, den Profilen und bis auf eine alle Kugeln) zeugen von der Rettung der seinerzeit substanziell bedrohten Fußfälle. Im veränderten Straßenraum wurden die Stationen in Anlehnung an ihre alten Standorte – soweit auf alten Karten ermittelbar – neu aufgestellt, auch die einzige immer am Portiunkulaweg verbliebene Station (Nr. 6) musste geringfügig versetzt werden. Die einzelnen Stationen sind weitgehend gleich gestaltet. Es handelt sich um schlichte Pfeiler aus Liedberger Sandstein über breiterem, oben abgeschrägten Sockel. Sie werden überfangen von einer profilierten Kämpferplatte mit geschwungenem Aufsatz, darüber folgen eine heute leere Nische sowie eine bekrönende steinerne Kugel mit einem Kreuz aus Eisen. Im Schaft der Pfeiler ist eine Rechtecknische eingebracht, die von einer (in den 1980er Jahren erneuerten) Gittertüre verschlossen wird. Die Reliefdarstellungen aus Steinguss mit Szenen aus dem Leidensweg Christi sind jüngere Zutaten, laut Clasen (Denkmal-Inventar 1964) aus der Kevelaerer Schule, d. h. wohl um 1900. Über oder unter der Nische ist die Inschrift ACB AO 1781 eingetieft; eine Anfang der 1960er Jahre noch gut lesbare ausführliche Inschrifttafel mit Volutenrahmung ist an der heutigen sechsten Station nur noch schwach erkennbar; Classen zitiert diese Inschrift 1964: AO 1781 HAT DIE EHRS: JUNGFRAV ANNA CAT: BUSCH DIESE FUSFAEL ZUR EHREN GOTTES AVFRICHTEN LASSEN. Die volksreligiöse Tradition der sieben Fußfälle entstand im Spätmittelalter und hatte, ausgehend von Süddeutschland und danach bis in die Niederlande ausgreifend, ihre größte Bedeutung im 17. und 18. Jahrhundert. Sie ist angelehnt an die Erzählung, wonach Christus bei seiner Passion siebenmal unter dem Kreuz gefallen sei. Nachweislich spielt jedoch auch die Symbolik der Zahl „7“ für sich genommen eine große Rolle bei den verschiedenen Formen von Gebetsritualen für Sterbende oder Tote, welche an solchen Fußfällen stattfanden. Das Rheinland gilt dabei als ein Zentrum des Fußfall-Brauchtums mit Nachleben bis weit in das 19. und 20. Jahrhundert, als eigentlich schon die neuere und dann auch „kirchenamtliche“ Variante der 14 Kreuzwegstationen für die Darstellung des Leidensweges Christi in Gebrauch war. Die Fußfälle in Viersen vom Ende des 18. Jahrhunderts sind dafür ein anschaulicher Beleg, zumal seit sie wieder vollzählig und entlang des alten Prozessionsweges aufgestellt sind. Hierdurch sind auch wieder die historischen Bezugspunkte an Anfang und Ende des Stationsweges (Pfarrkirche St. Remigius/Kloster St. Pauli bzw. Bosch-Heiligenhäuschen) deutlich gemacht. Die sieben Fußfälle im Verlauf von Löhstraße und Portiunkulaweg in Viersen sind daher bedeutend für Viersen und die Geschichte des Menschen. Aus den dargelegten wissenschaftlichen, insbesondere religionsgeschichtlichen sowie volkskundlichen Gründen stehen Erhaltung und Nutzung der Fußfallstationen gemäß § 2 (1) des Denkmalschutzgesetzes in öffentlichem Interesse. | 1781                                 | 30. August 2005    | 463             |
| Wegekapelle                                     | Wegekapelle                                      | Dülken Loosen Karte                                                                  | Die kleine Wegekapelle aus Backstein besitzt ein Satteldach, das mit Tonziegeln gedeckt ist. Als Bekrönung des Giebels ist ein kleines eisernes Kreuz angebracht. Ins Innere der Kapelle führt eine spitzbogige Öffnung; über deren Scheitelpunkt erscheint das sogenannte Konstantinische Kreuz oder auch Christusmonogramm, gebildet aus den griechischen Buchstaben X (= Chi) und P (= Rho), den Anfangsbuchstaben des Wortes CHRISTUS. Der Fußboden im Inneren ist mit roten und weißen Steinfliesen belegt, weiße Fliesen bilden in der Mitte ein gleichseitiges Kreuz. Die rückwärtige Seite des Innenraumes ist durch eine niedrige gemauerte Stufe und ein darauf zurückversetzter gemauerter Altarsockel gegliedert, in den eine Natursteinplatte mit der Inschrift eingelassen ist: „Heilige Maria bitte für uns Anno 1935“ Unmittelbar darüber befindet sich eine vergitterte spitzbogige Nische, in der eine Madonnenfigur mit Christuskind steht. Die Figurengruppe ist jedoch nicht mehr die ursprüngliche. Diese wird nach einem Diebstahl durch eine neue ersetzt. Maria trägt ein weißes Gewand und einen blauen, rosagefütterten Umhang; auf dem Haupt eine goldene Krone. In ihrem rechten Arm hält sie das Christuskind, das mit segnender Gestik dargestellt wird. In der rechten Hand hält es eine Kugel als Zeichen seiner königlichen Herrschaft. Die Figurengruppe steht auf einem kleinen Sockel. Über der Nische ist ein kleines Kreuz mit einem Metallkruzifix angebracht. Der spitzbogige Eingang der Kapelle wird bis zur Hälfte von einer kleinen Gittertür verschlossen. An der Eingangsseite verbreitert sich das Mauerwerk im oberen Bereich stufenartig bis zum Dachansatz. Das Kapellchen steht aufgrund einer Straßenerweiterung einige Meter von seinem ursprünglichen Standort entfernt anstelle eines kleinen Heiligenhäuschens aus dem 19. Jahrhundert, dessen Errichtungsgrund nicht bekannt ist. In heutiger Zeit wird an jedem letzten Sonntag im Mai eine Andacht in der kleinen Kapelle abgehalten. Aus wissenschaftlichen, insbesondere religionsgeschichtlichen und volkskundlichen Gründen liegen Erhaltung und Nutzung der Wegekapelle gemäß § 2 (1) des Denkmalschutzgesetzes im öffentlichen Interesse. | 1935                                 | 26. November 1992  | 310             |
| BW                                              | Exerzitienhaus                                   | Viersen Gerberstr. 20 Karte                                                          | zweigeschossiger Baukörper zwischen älterer Villa und Wohnflügel, Eingangsseite zum Garten fast vollständig transparent in Glas aufgelöst; im EG Vortragssaal, im OG Kapelle mit Sakristei; im authentischen Ambiente der 1950er; Garagen im Keller | 1956                                 | 28. November 2013  | 510             |
| BW                                              | Wohnhaus Walter Didden                           | Viersen Geschwister-Scholl-Straße 13 Karte                                           | zweigeschossig, zweiachsig, traufständig; über linken Achse ein kastenförmiges Zwerchhaus vor dem Satteldach; Fassade glatter Klinkern, Gewände mit hellem Kunststein kräftig profiliert; kräftige Bänderung des Sockels; originale Haustür aus Holz | 1956                                 | 15. Mai 2014       | 513             |
| weitere Bilder                                  | Pappen- und Papierfabrik H. Lehnen               | Süchteln Grefrather Str. 120 Karte                                                   | industriellen Pappe/Papierherstellung: im O (Bahnanschluss!) 3-geschossiger Hochbau zur Rohstoffaufbereitung; mittig eingeschossig für Bandmaschinen; zur Straße 2-geschossig Büros und Lager; backsteinsichtig, Betonkonstruktion als Gliederung sichtbar | 1910                                 | 4. August 2021     | 545             |
| weitere Bilder                                  | Hammer Schanze, Notsiedlung der 1930er Jahre     | Viersen Hammer Schanze Karte                                                         | geschlossene Gruppe von acht freistehenden Wohnhäusern und sieben Nebengebäuden (Schuppen), beiderseits und am platzartig aufgeweiteten Ende einer Erschließungsstraße (sollte meiner Meinung nach ein Denkmalbereich sein) | 1934                                 | 8. Dezember 2020   | 546             |